# Logonna-Daoulas
Logonna-Daoulas [lɔgɔna daulas] est une commune française située dans le département du Finistère, en région Bretagne.

## Géographie

### Description
| Rade de Brest | Plougastel-Daoulas, Loperhet | Daoulas            |
| Rade de Brest | Logonna-Daoulas              | L'Hôpital-Camfrout |
| Rade de Brest | Aulne maritime               | Le Faou            |

#### Le littoral de Logonna-Daoulas
Située entre Brest et Quimper, Logonna-Daoulas est une commune littorale située au fond de la rade de Brest. Elle forme une presqu'île entre les abers de la Mignonne et du Camfrout.

Localisation de Logonna-Daoulas.

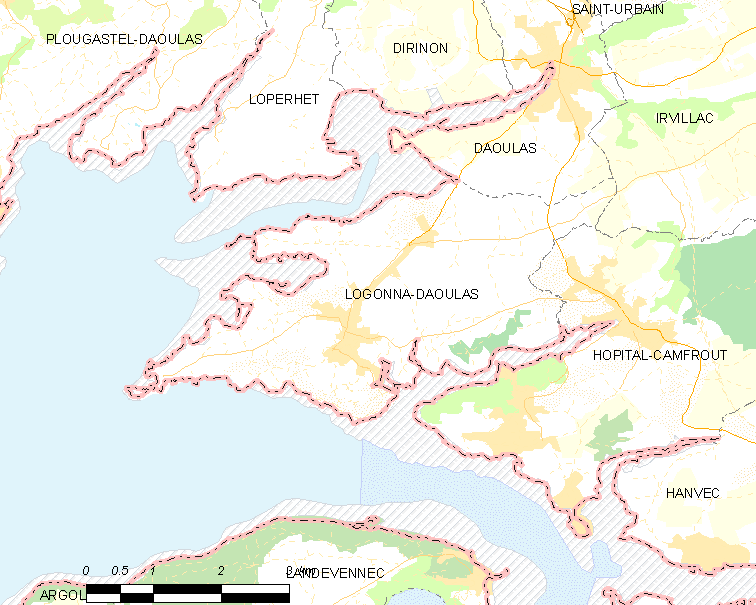
Carte de la commune de Logonna-Daoulas.

Son littoral est très découpé, alternant du nord au sud l'anse de Prat Mil Pont (partagée avec la commune voisine de Daoulas), qui est une subdivision de la ria de la Mignonne (dite aussi rivière de Daoulas), la pointe du Château, l'anse de Penn Foull (Penfoul), la pointe du Roz, l'anse du Roz, la pointe du Bindy (Bendy), l'anse du Bourg, l'anse de Moulin Mer et enfin la ria du Camfrout ou rivière de l'Hôpital (partagée avec la commune voisine de L'Hôpital-Camfrout).
La commune dispose de nombreuses criques et grèves : le Bendy (Bindy), l'Île Grise, le Château, Porsisquin, l'anse du Bourg, l'anse du Roz, le Yelen. Tous ces lieux sont reliés par le sentier côtier (connecté au GR 34). En de nombreux points du rivage, la falaise présente des failles et plissements qui permettent d'apprécier la richesse géologique du secteur. Également caractéristiques de la commune, les cordons littoraux, communément appelés sillons, se présentent sous différentes formes : flèches à pointe libre à l'anse du Roz et à l'anse de Saint-Jean, double tombolo au Bendy (Bindy), flèches en chicane à l'anse du Bourg et au Mengleuz en association avec la flèche de Rosmellec sur la commune de Daoulas, l'ensemble de ce site étant fortement dégradé sous l'effet de l'anthropisation. Outre les deux îles du Bindy (inhabitées), deux îlots existent : celui de l'extrémité de la Pointe du Château et l'Île Grise, aussi inhabités.

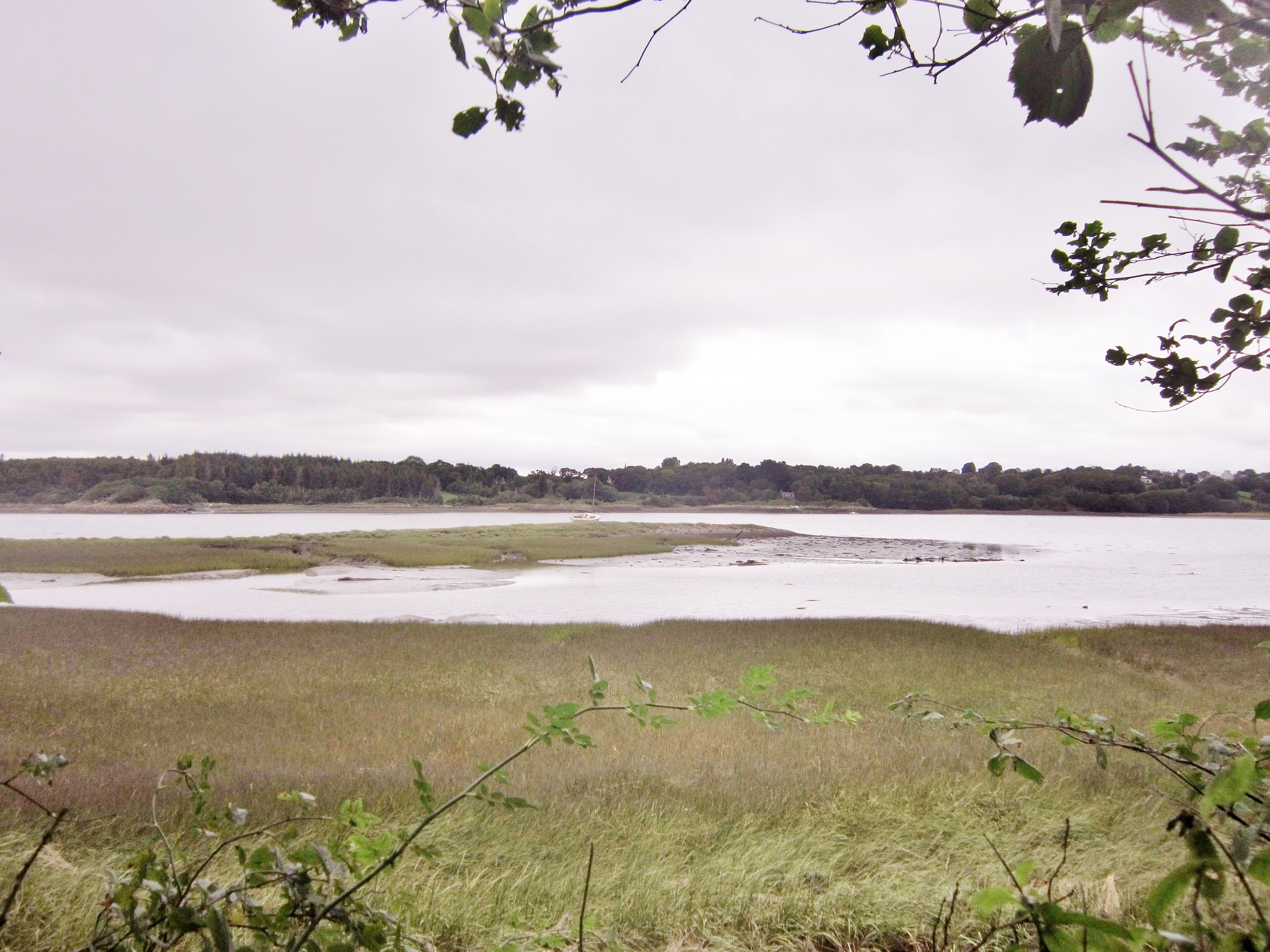
Flèche littorale barrant partiellement le fond de l'anse de Penn Foull.
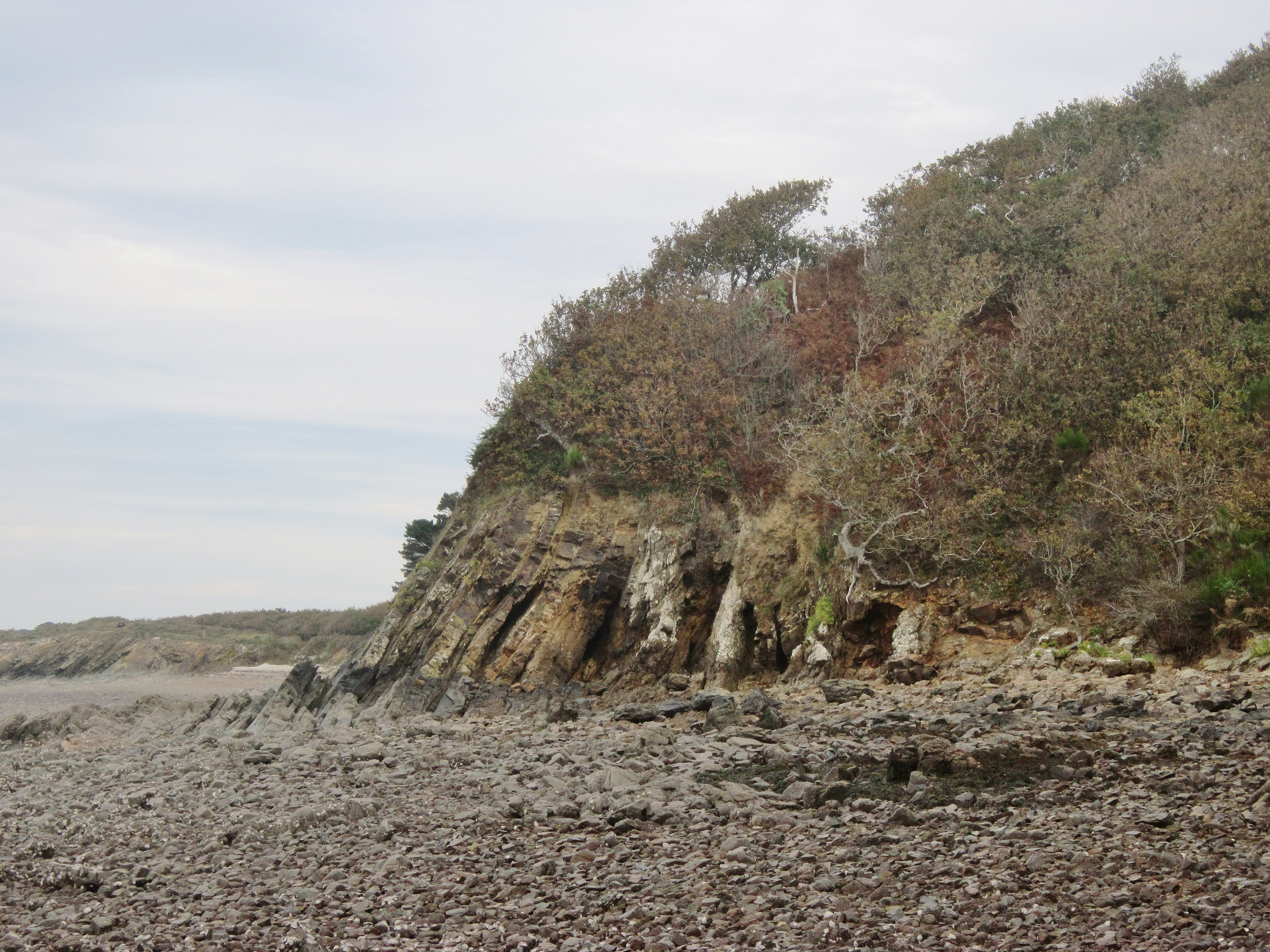
Les falaises du côté nord de la pointe du Château, roches redressées à la verticale.
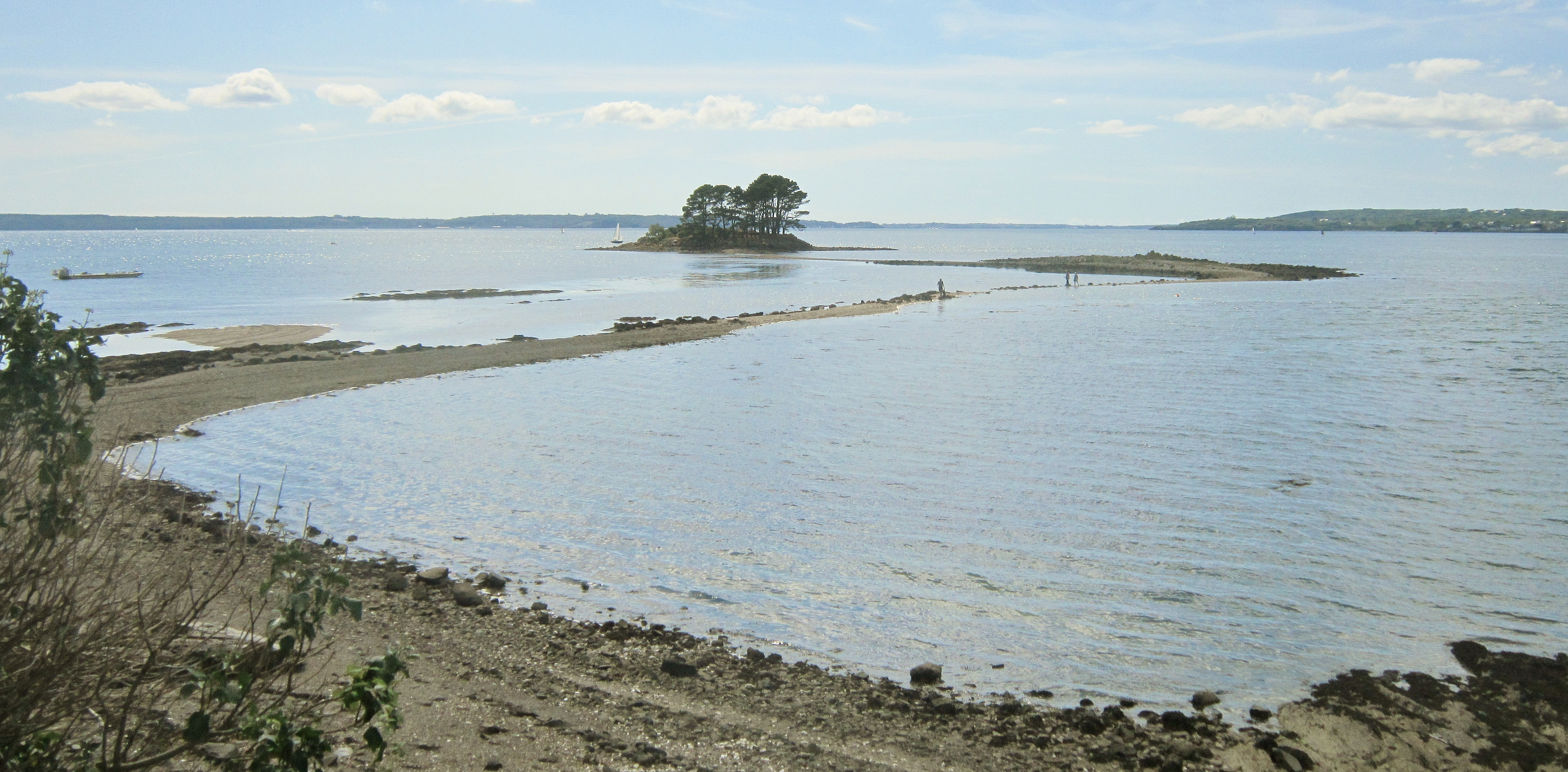
Le tombolo reliant l'îlot situé à l'extrémité de la pointe du Château à celle-ci en train d'être submergé à marée montante.
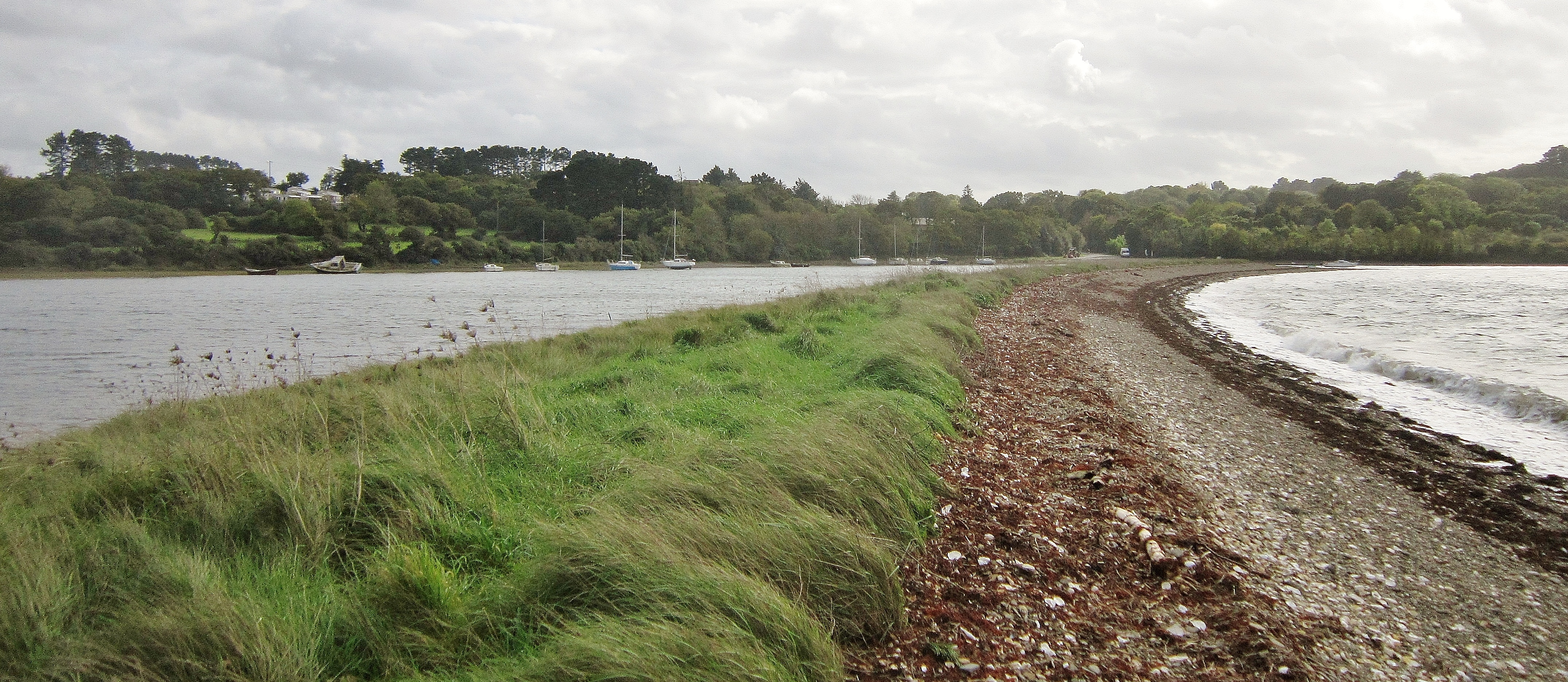
La flèche littorale barrant presque totalement le fond de l'anse du Roz vue du nord.
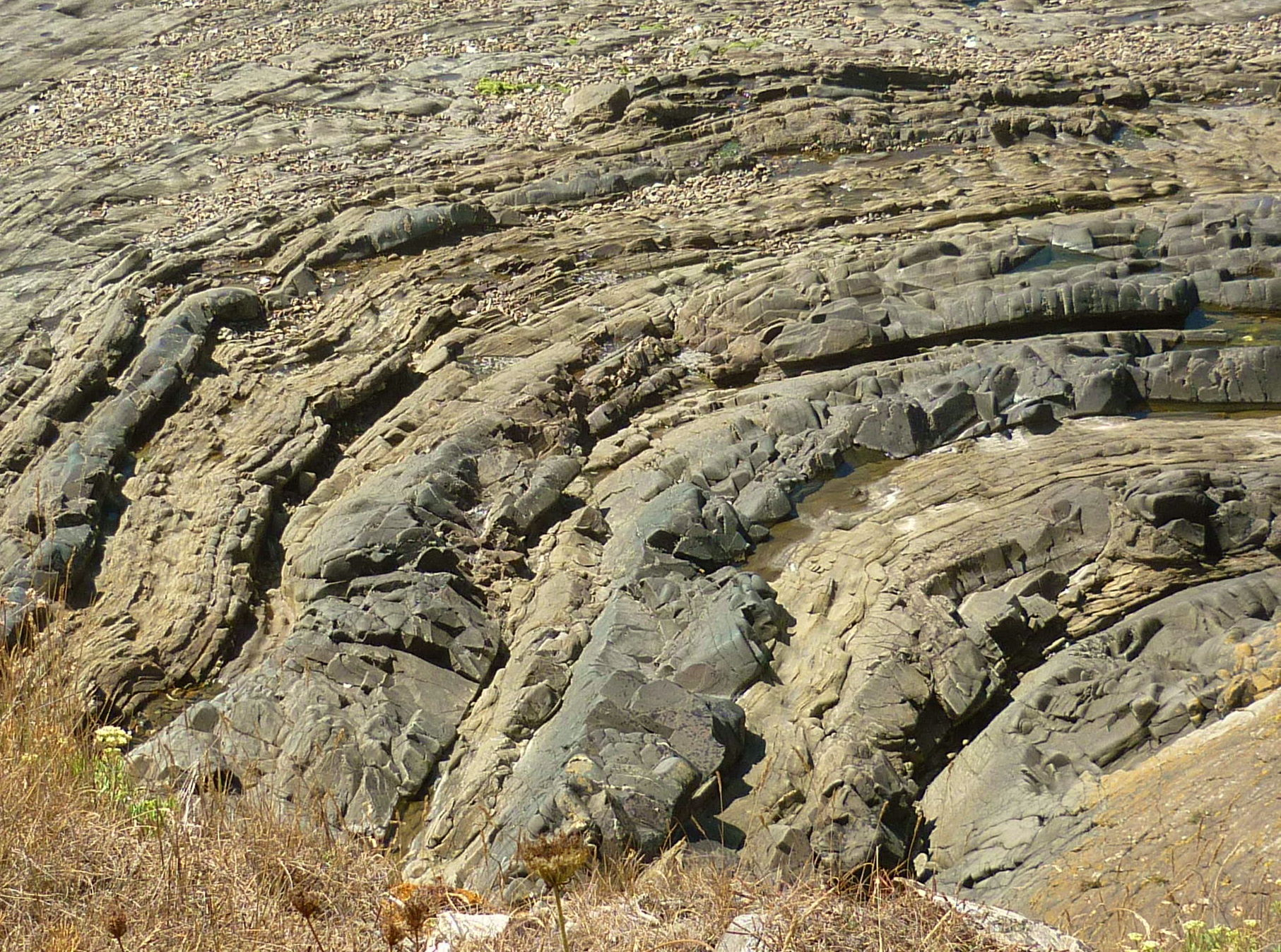
Alternance de schistes et quartzites à la pointe du Bindy.
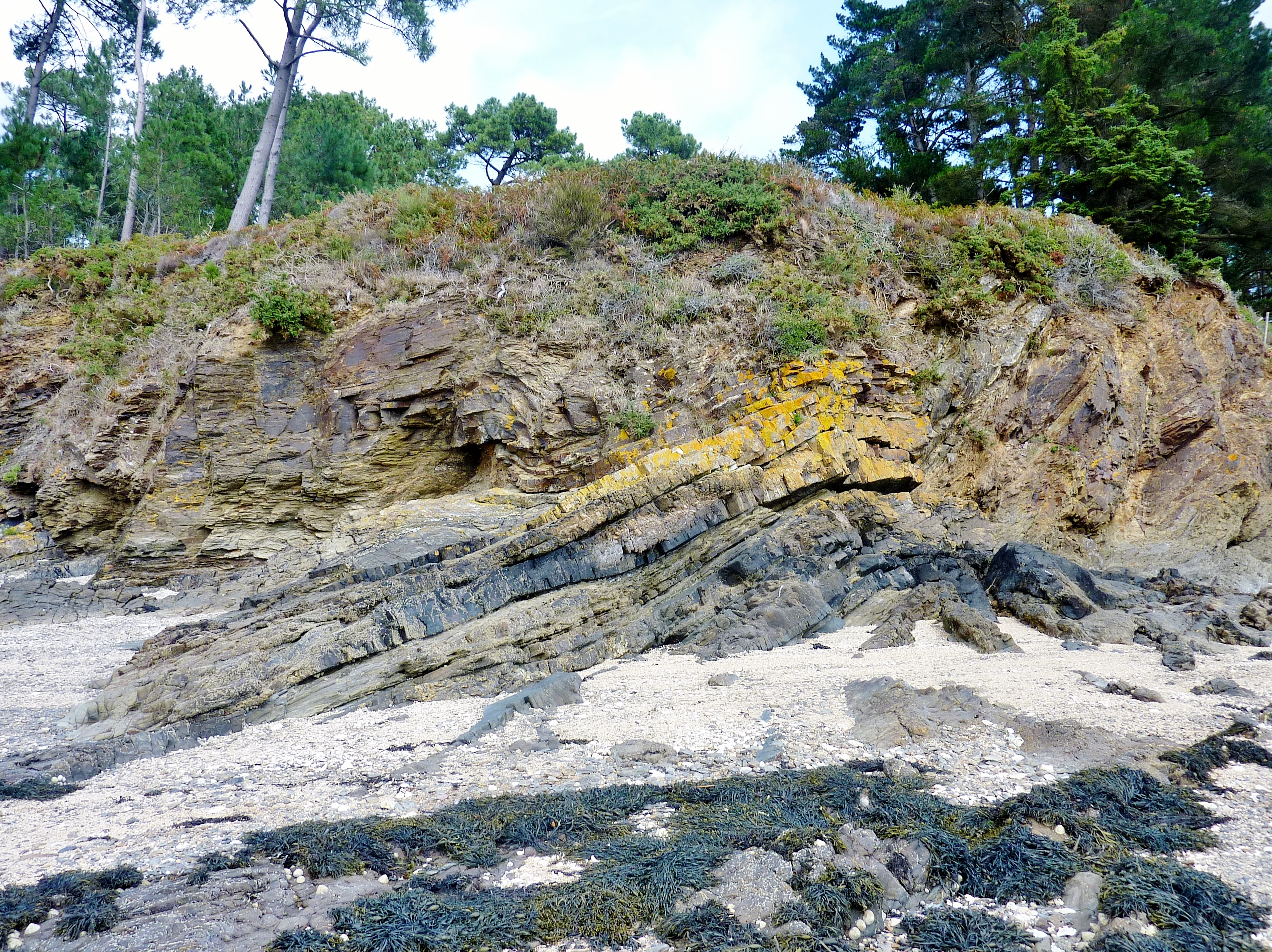
La falaise côté ouest de l'anse de Porsisquin.
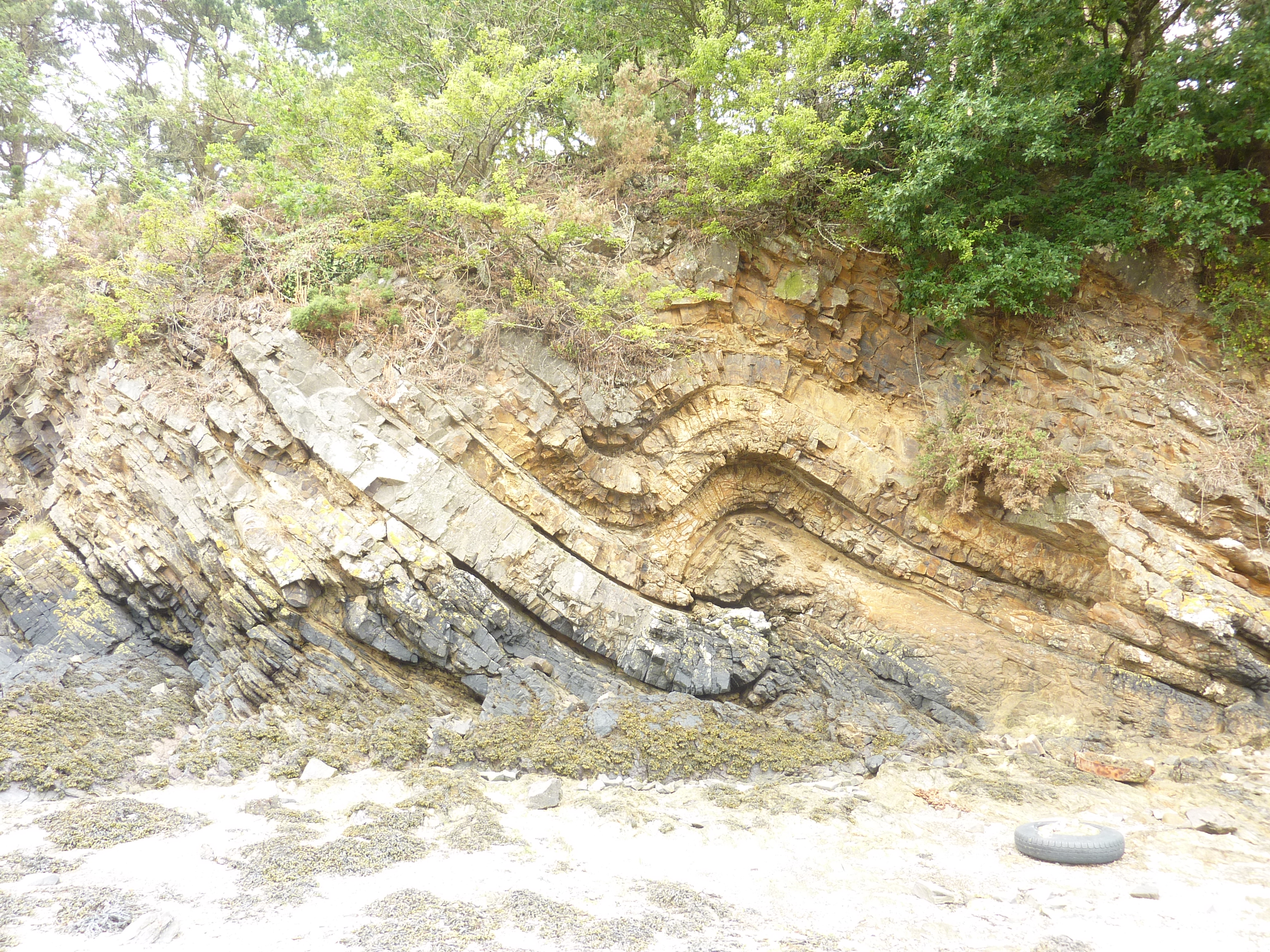
Plis dans la falaise côté ouest de l'anse du Bourg.
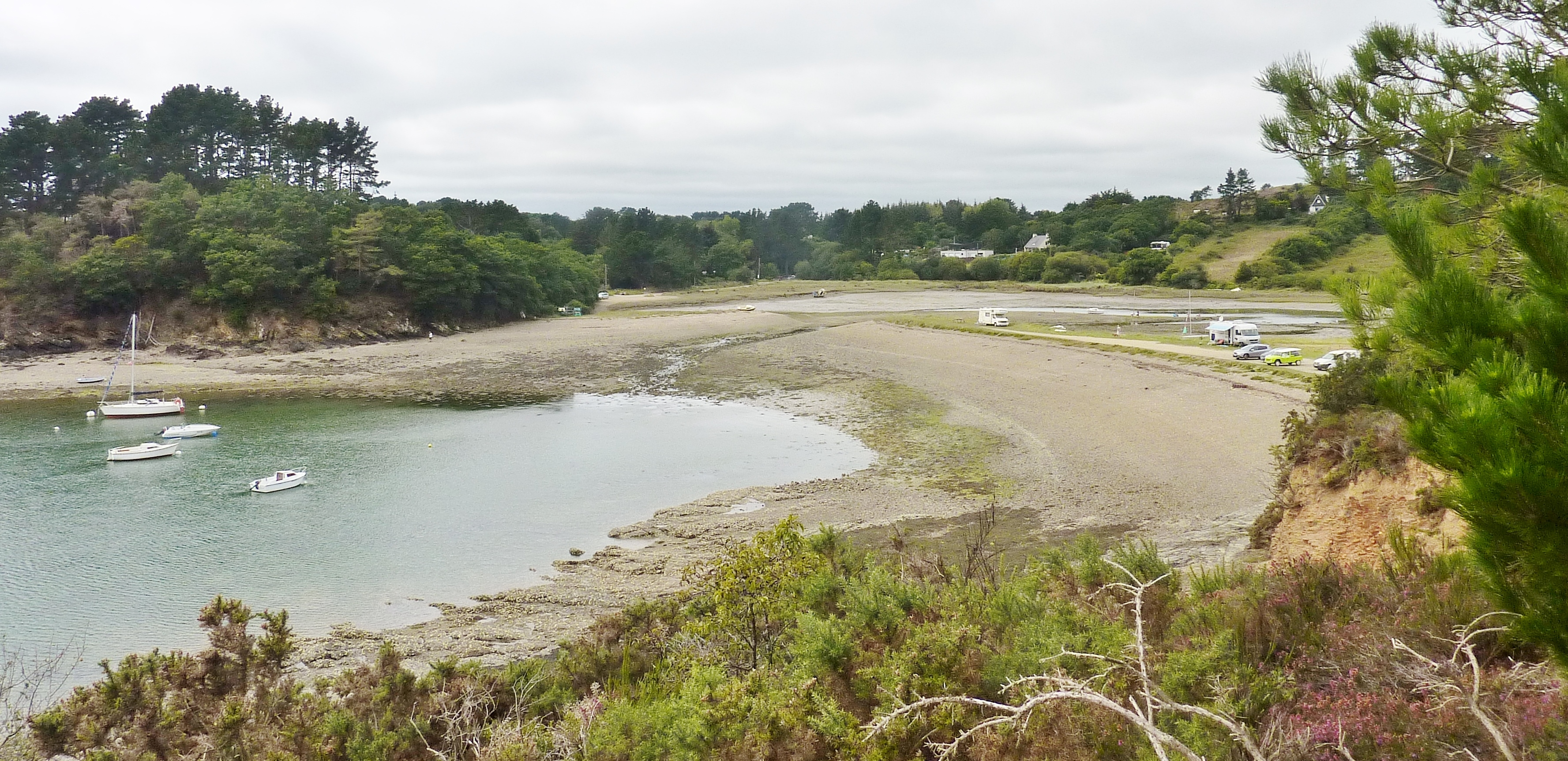
La lagune de l'anse du Bourg.

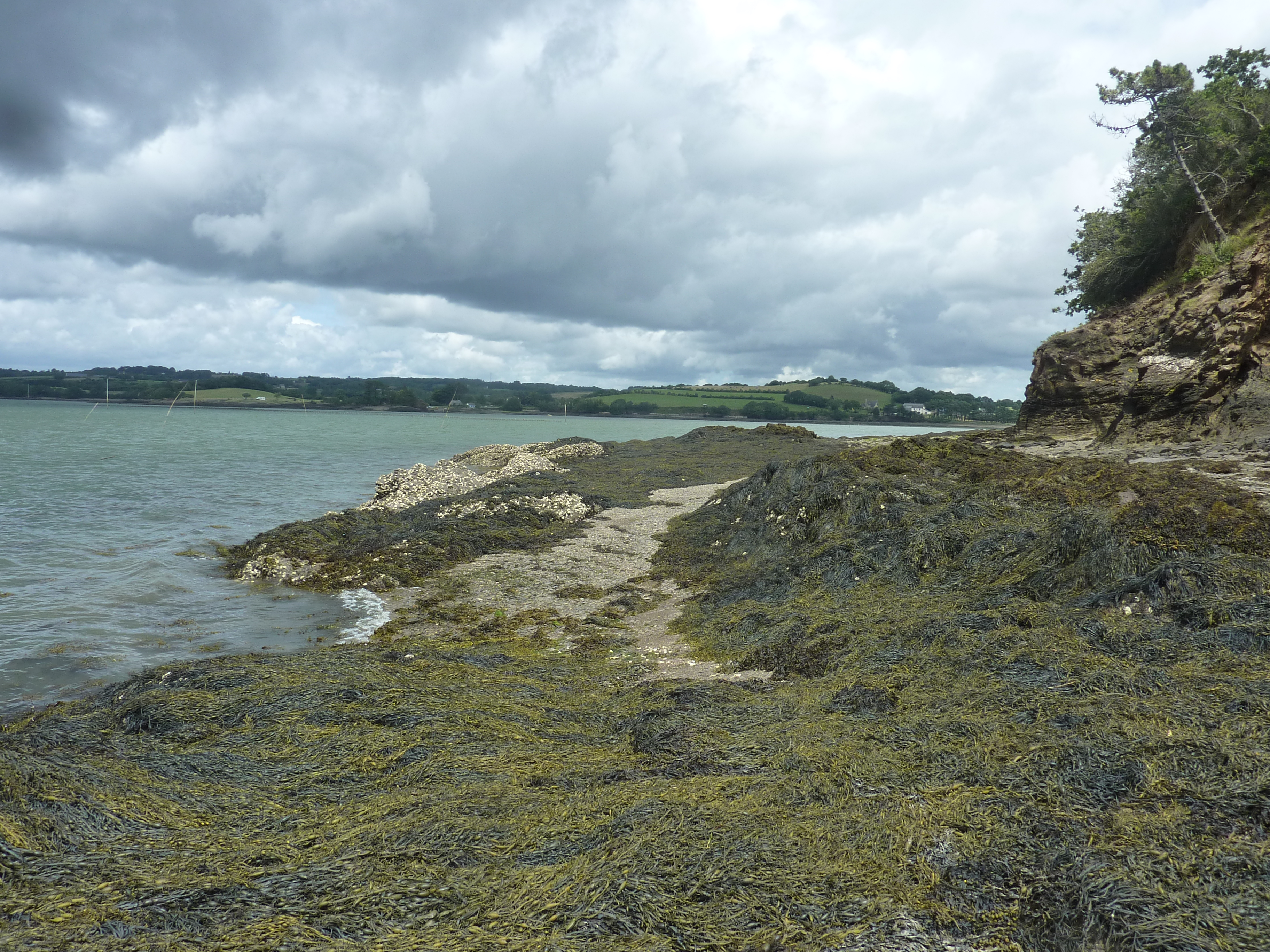
La rivière de Daoulas et l'anse de Prat Mil Pont vues des environs de Kersinic en Logonna-Daoulas.
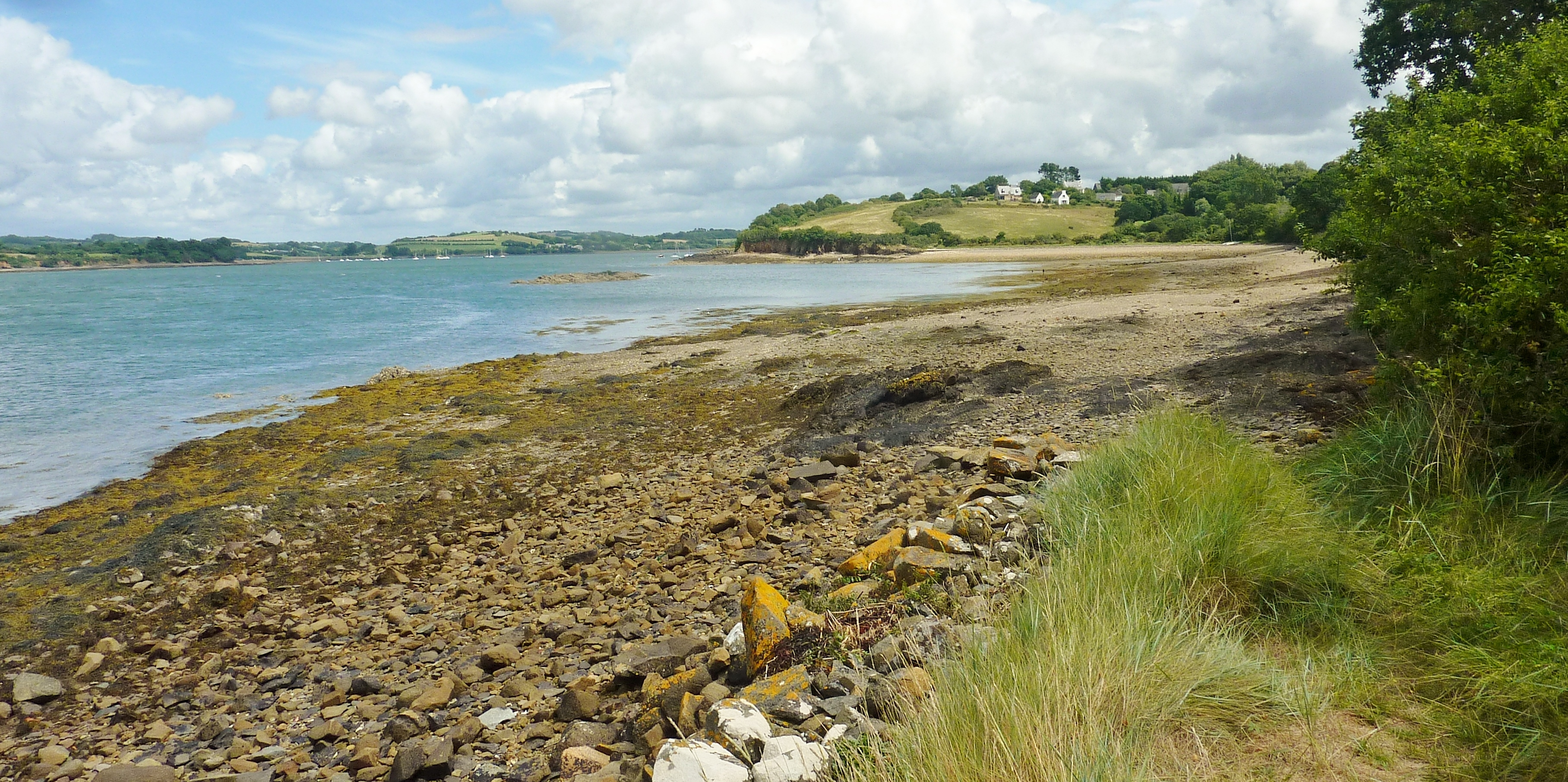
La côte nord de la pointe du Château vue de celle-ci (littoral sud de la ria de la Rivière de Daoulas).
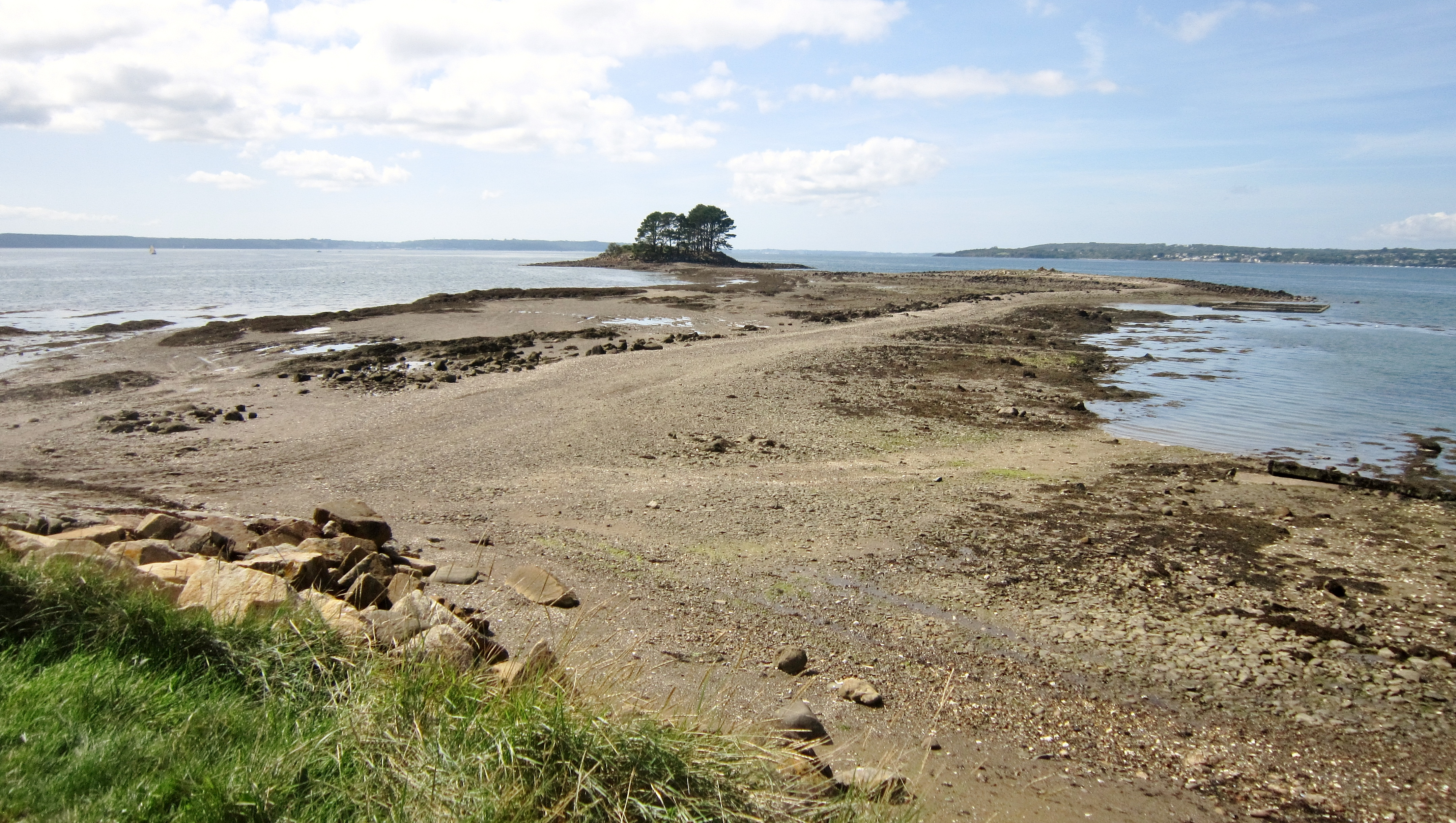
L'îlot situé à l'extrémité de la pointe du Château vu de cette dernière à marée basse.
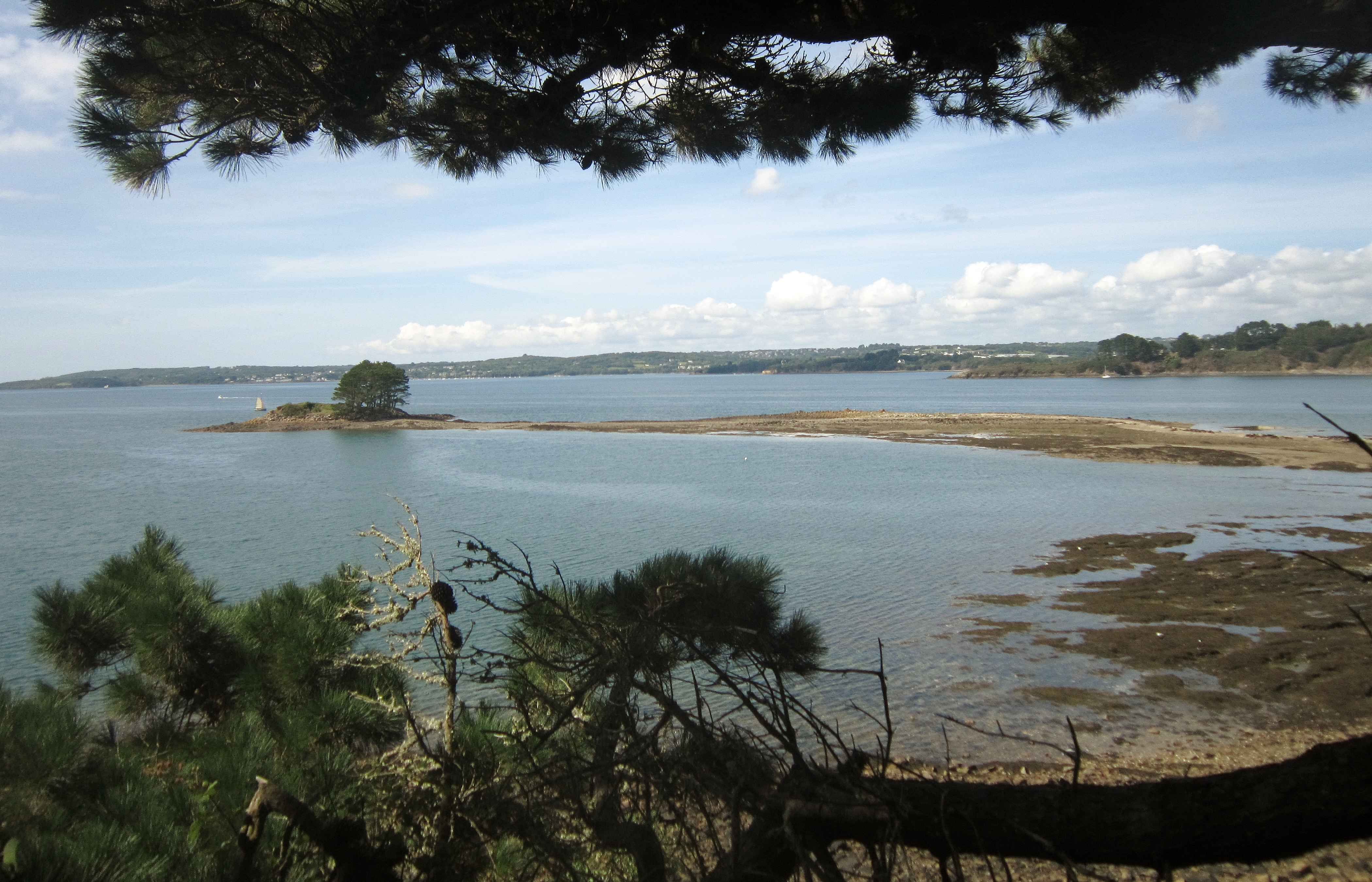
L'îlot situé à l'extrémité de la pointe du Château vu de l'oppidum situé au sud de celle-ci à marée basse.
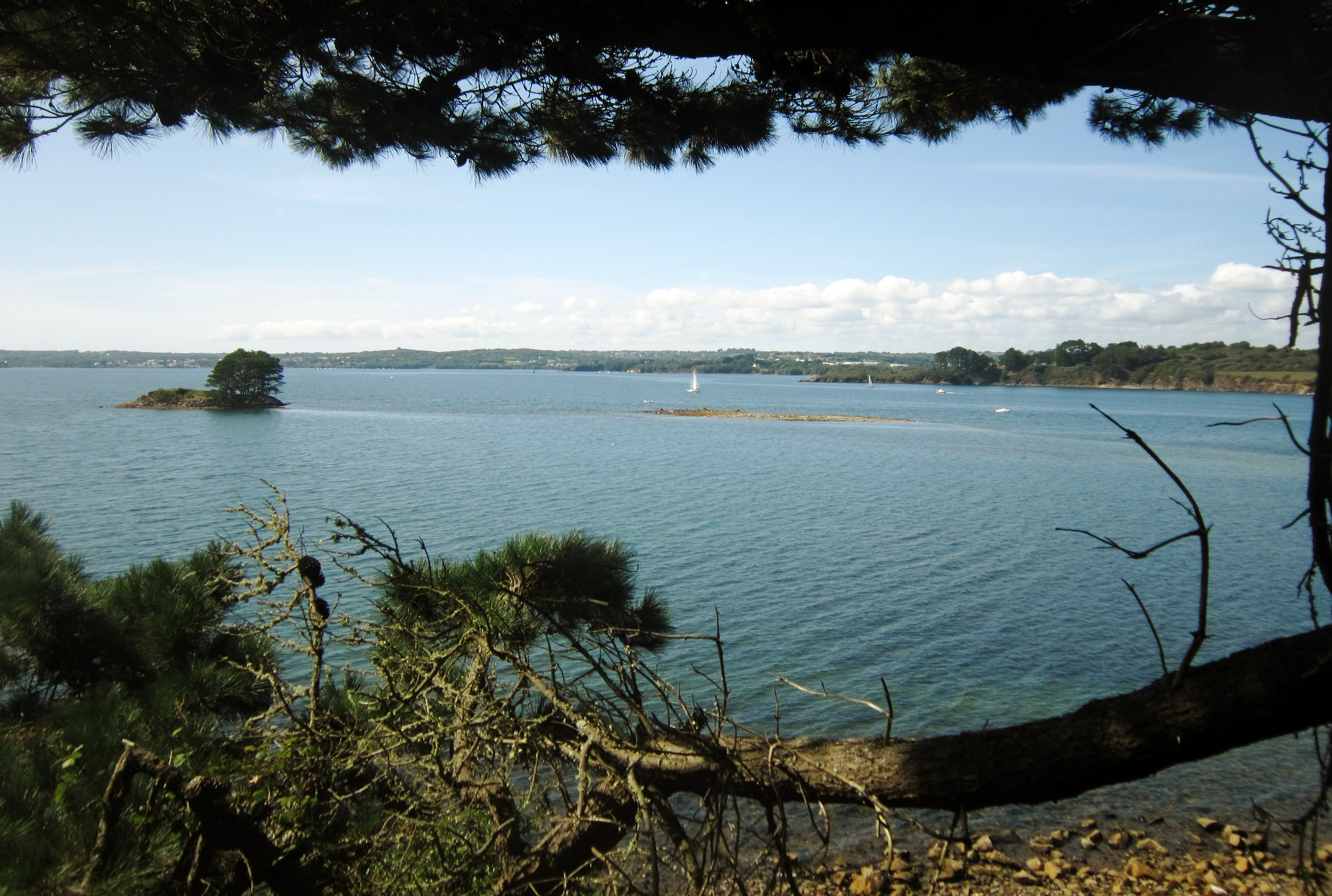
L'îlot situé à l'extrémité de la pointe du Château vu de l'oppidum situé au sud de celle-ci à marée haute.

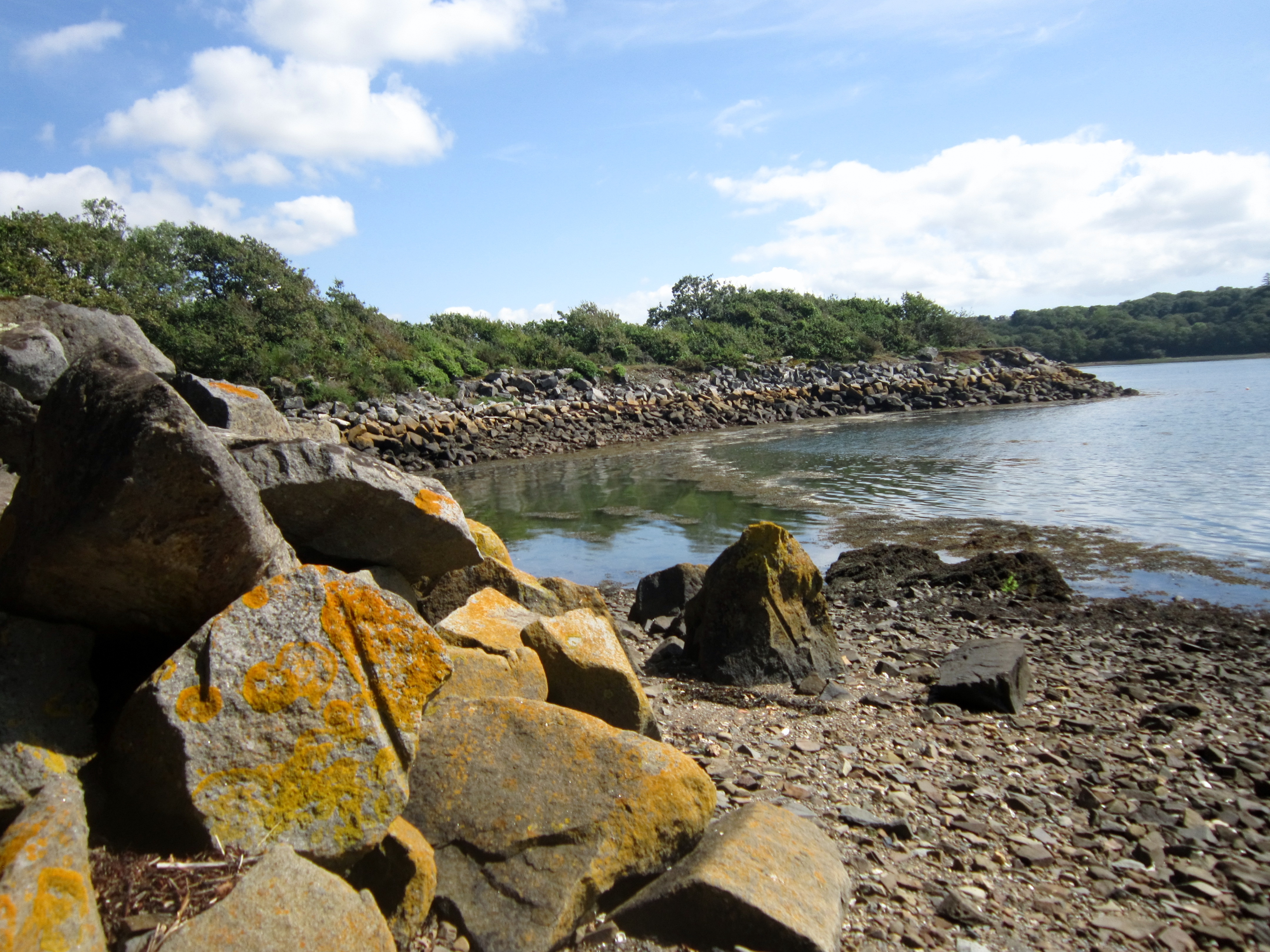
Le littoral du nord de l'anse de Penn Foull à l'est de l'oppidum de la Pointe du Château (littoral modifié par les blocs laissés sur place d'anciennes carrières).
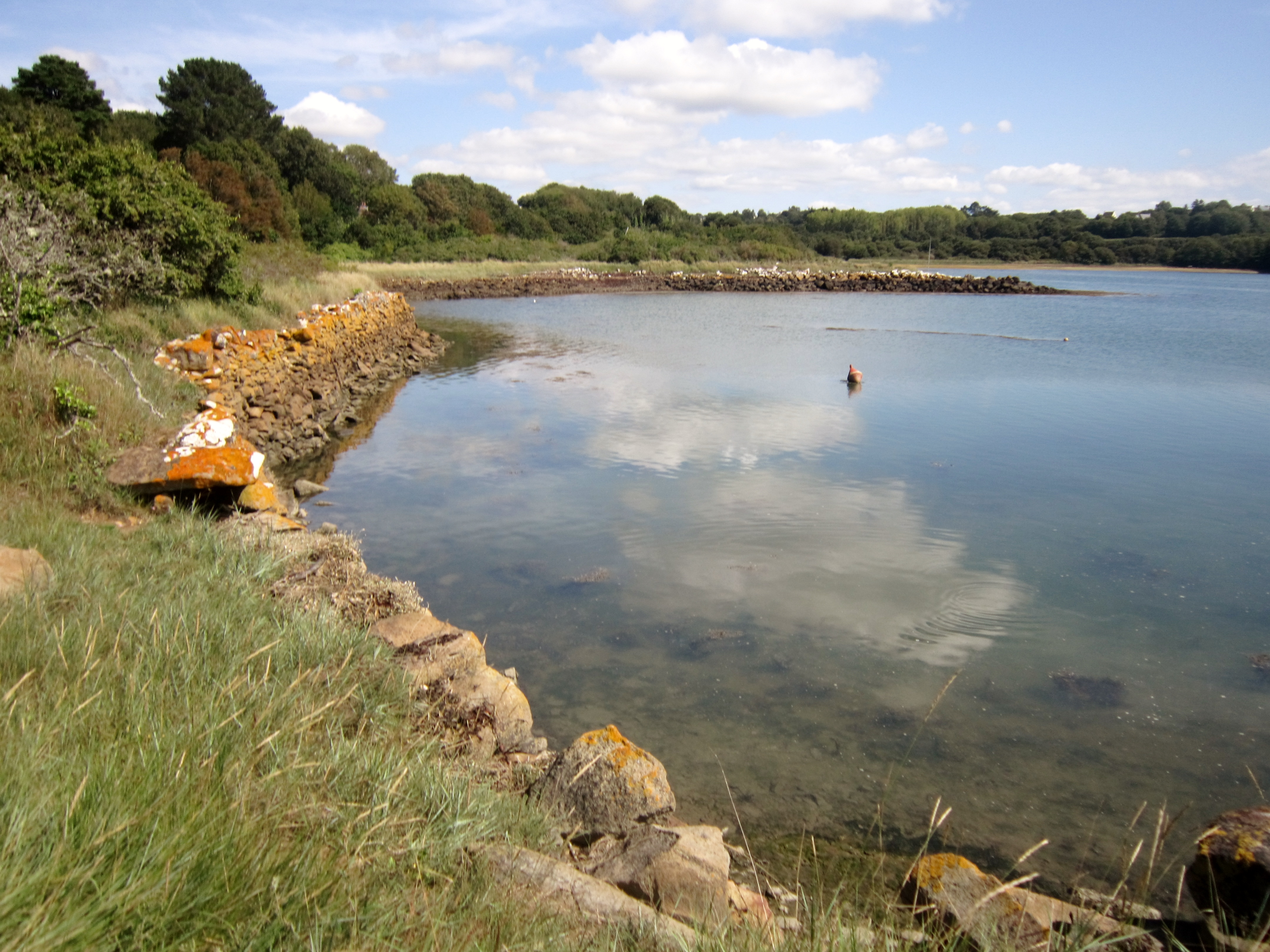
Le littoral le long de la rive nord de l'anse de Penn Foull.
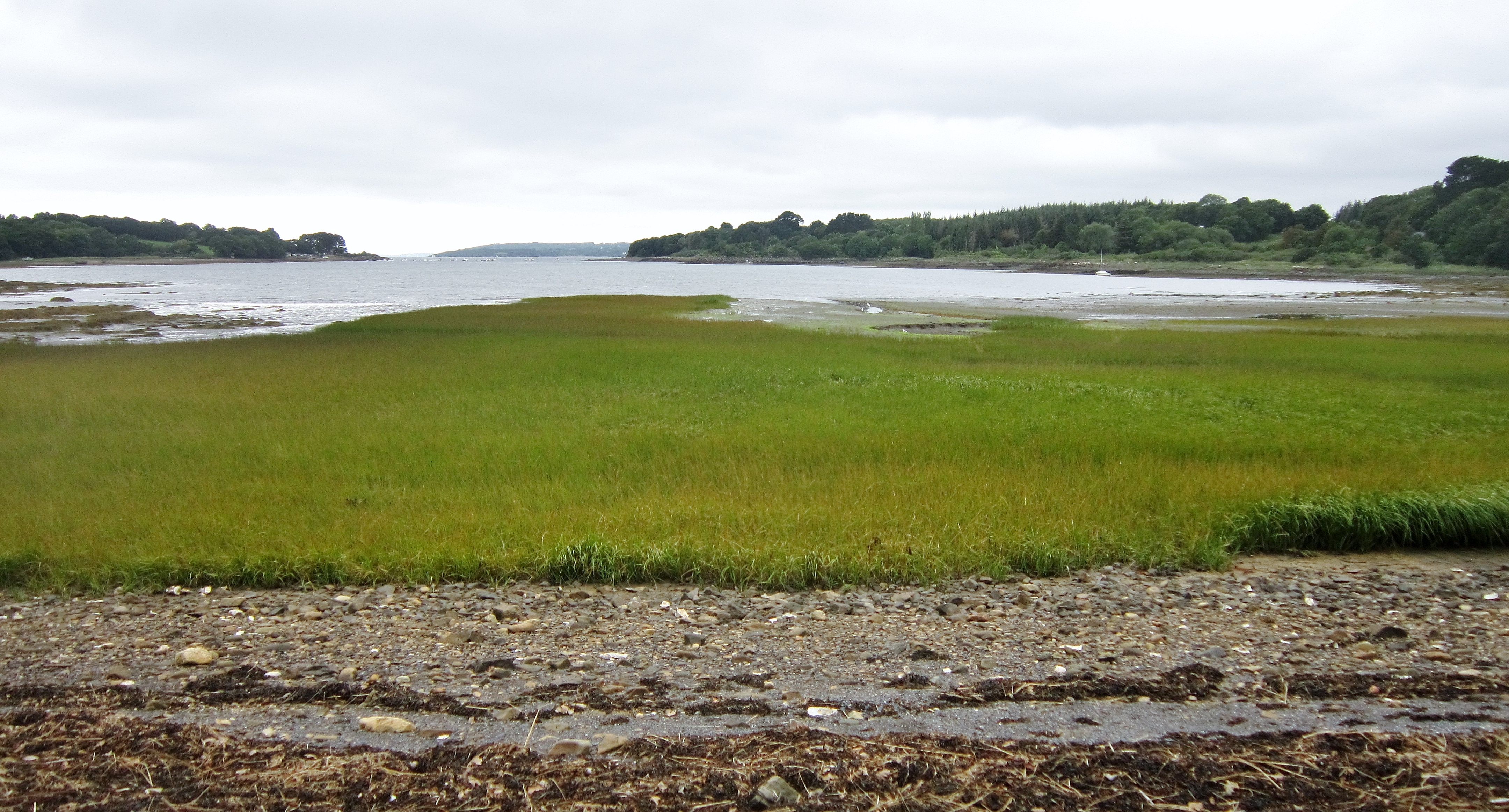
Schorre dans le fond de l'anse de Penn Foull.
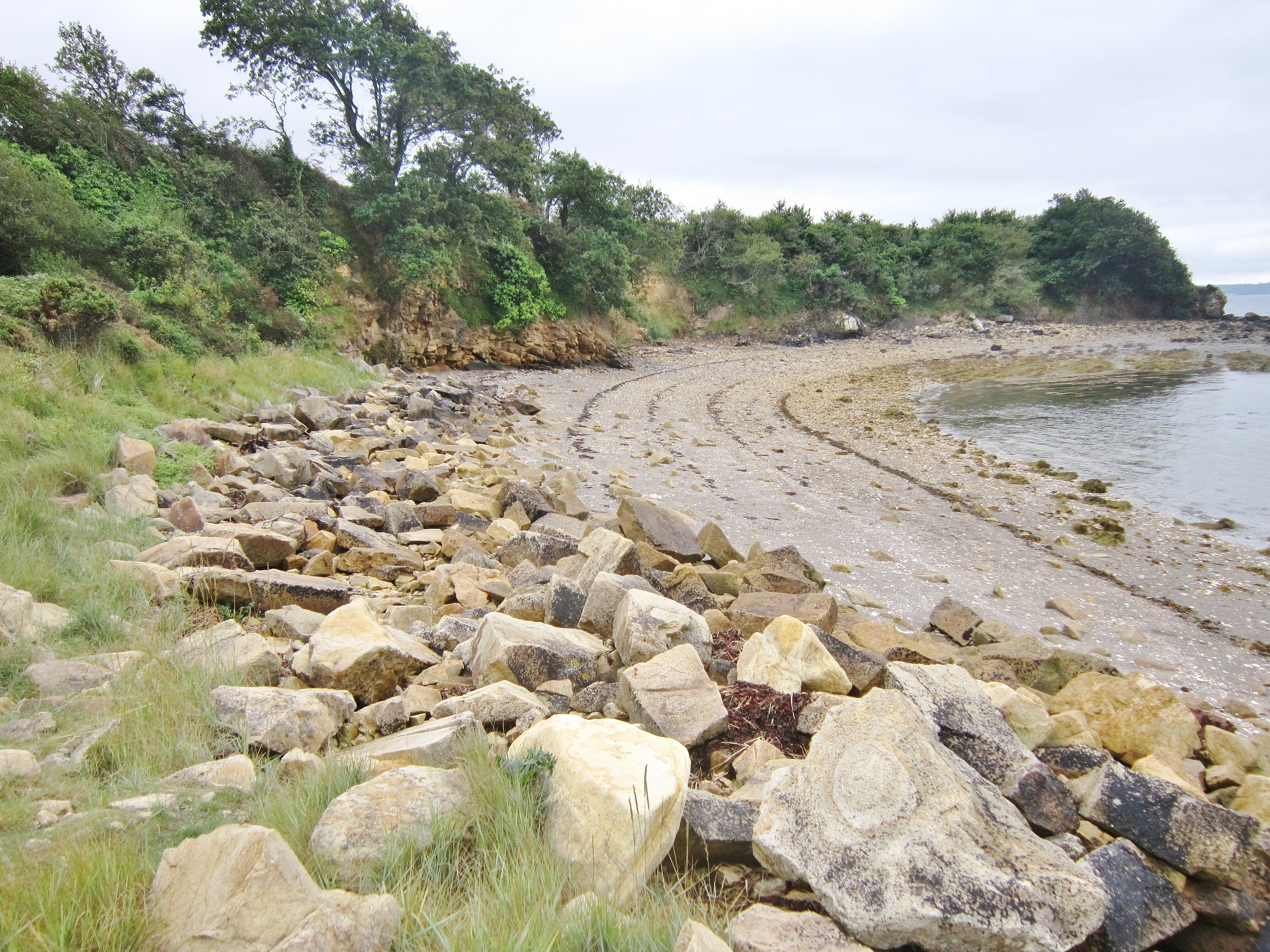
Grève à la pointe du Roz bordée de blocs, résidus de carrière en pierre de Logonna provenant de la carrière du Roz toute proche.
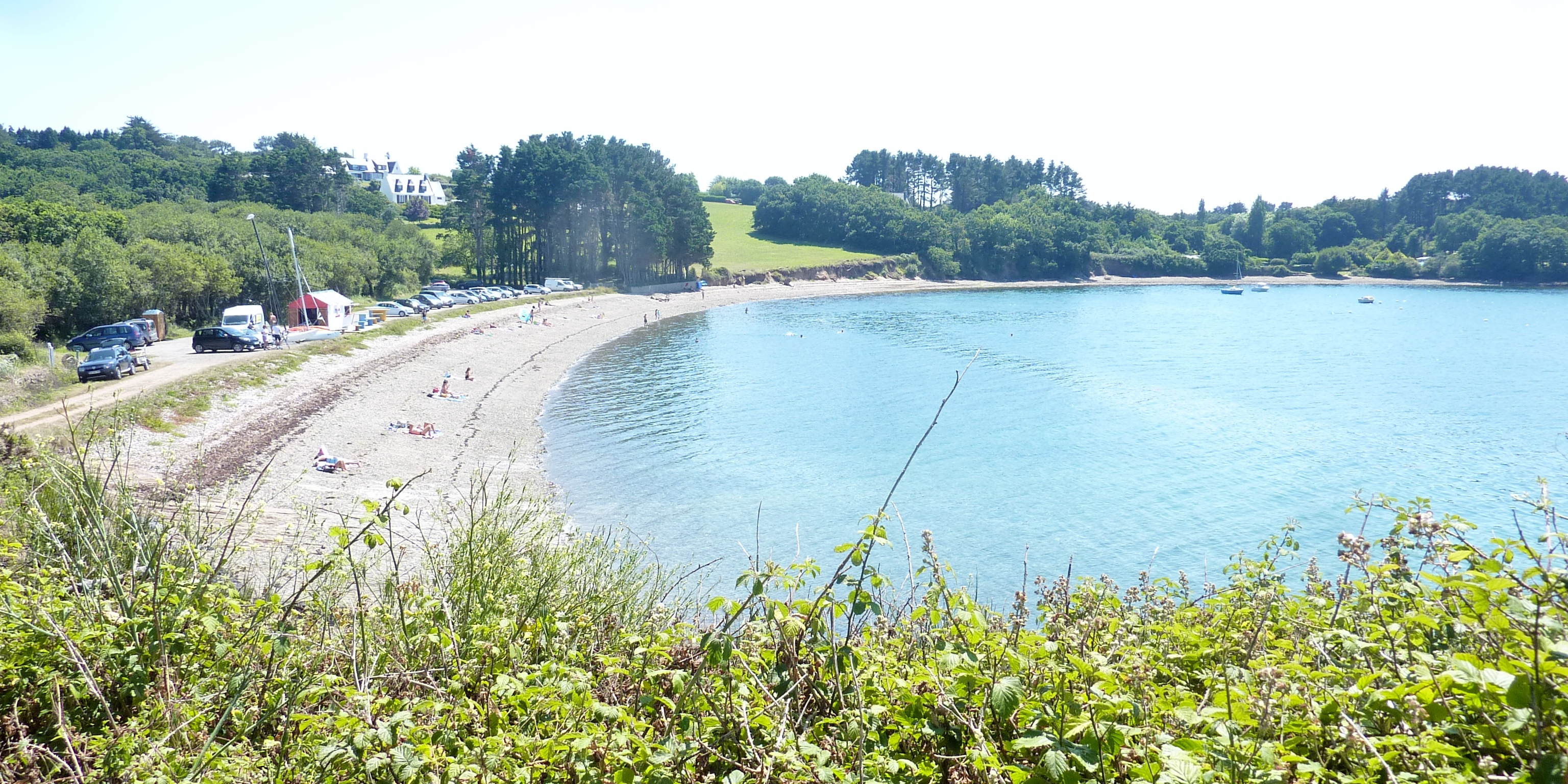
La grève du Yelen vue de l'est.
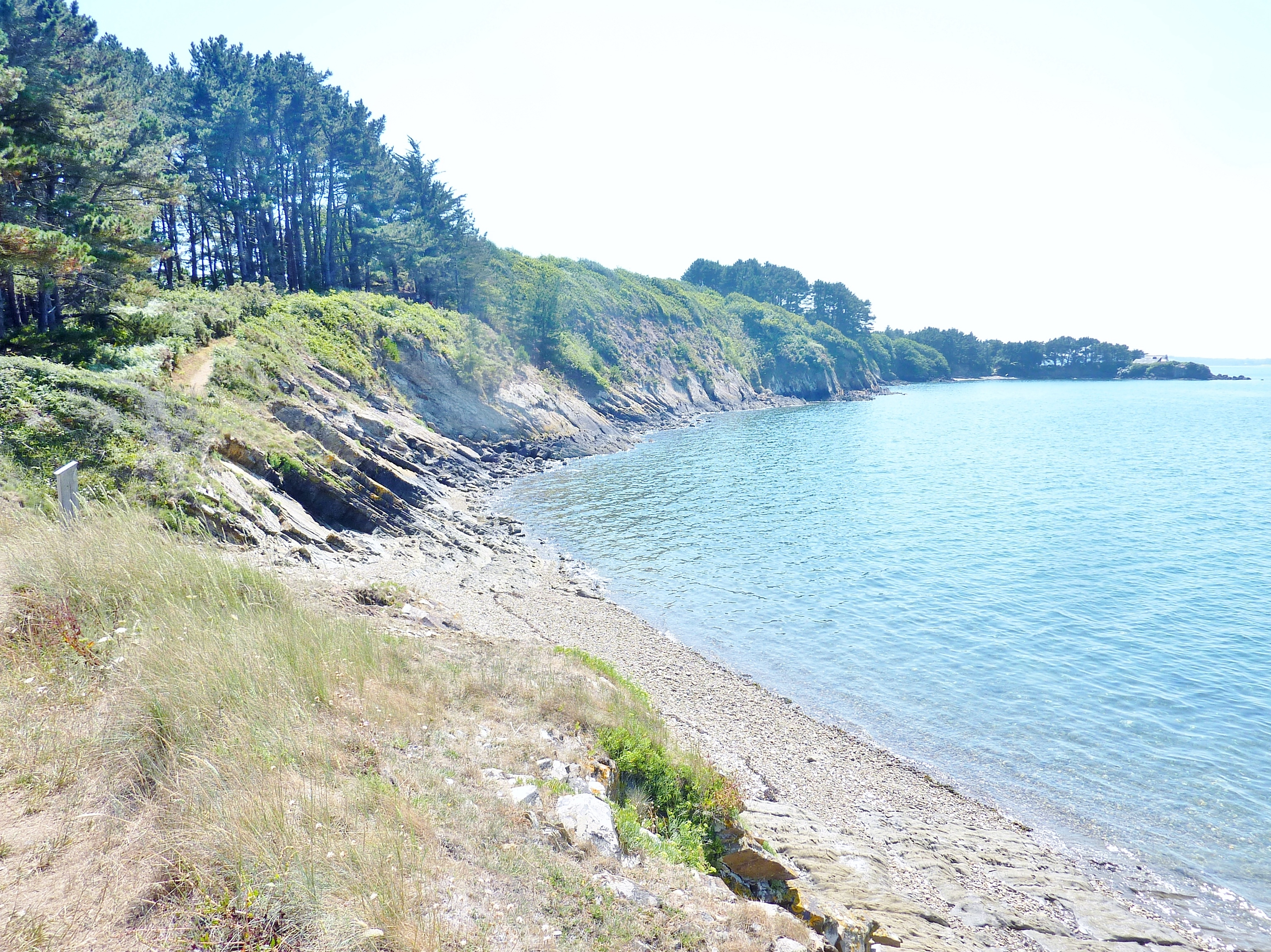
La grève et les falaises entre le Yelen et la pointe du Bindy vues du GR 34.

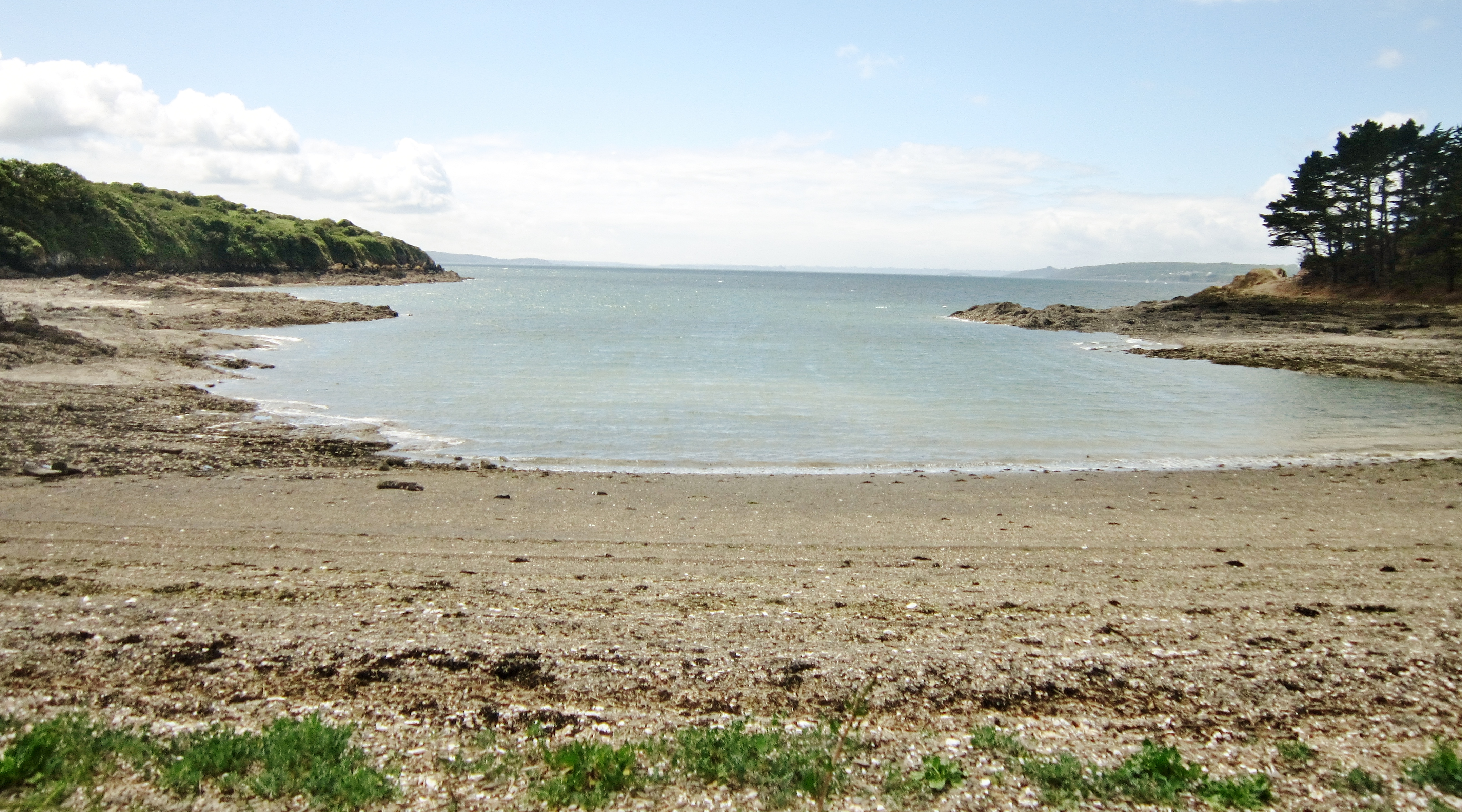
La grève du Bindy (à droite de la photographie la pointe du Bindy et à gauche la Grande Île du Bindy).
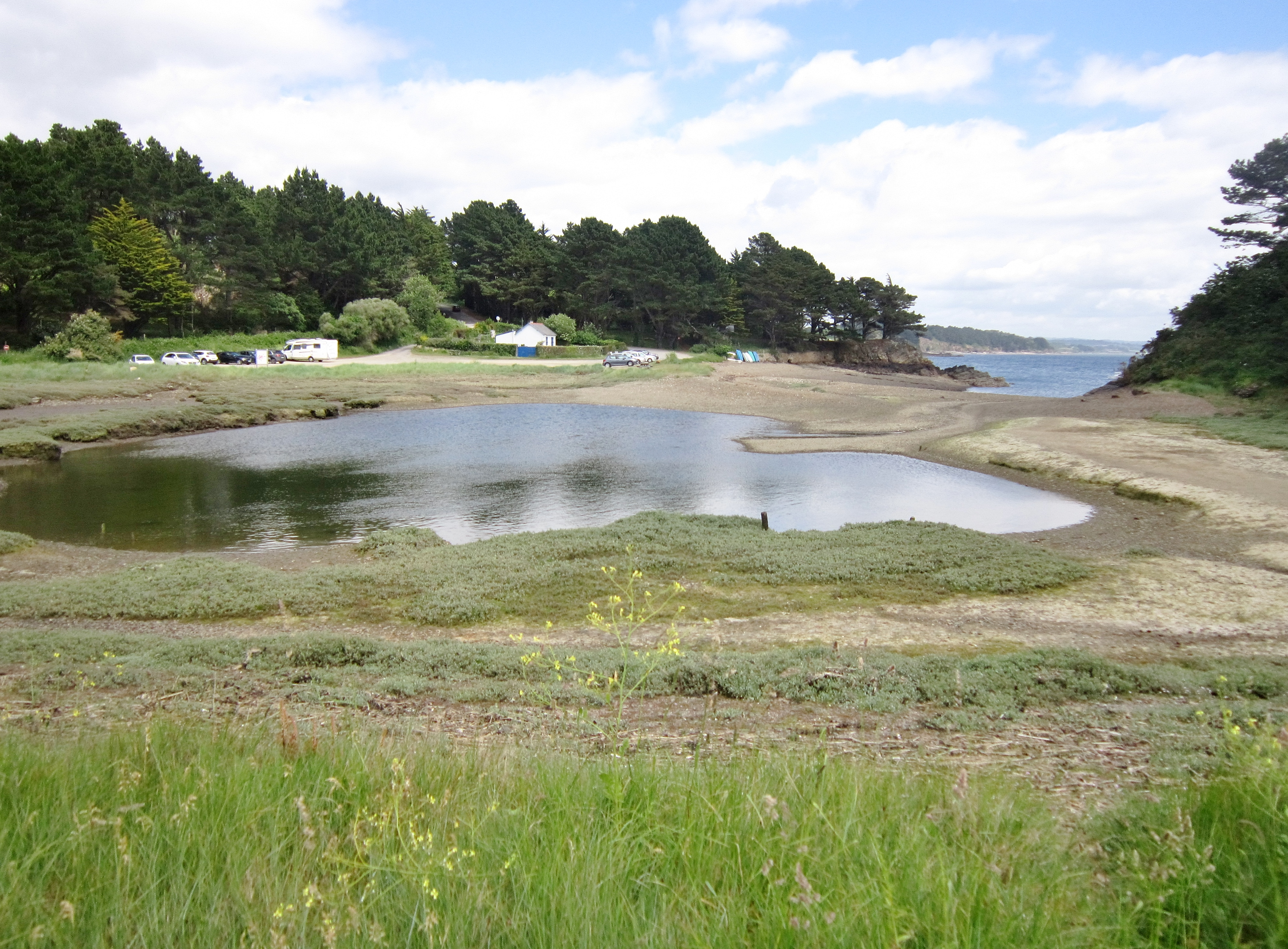
La lagune en arrière du cordon littoral de la grève du Bindy.
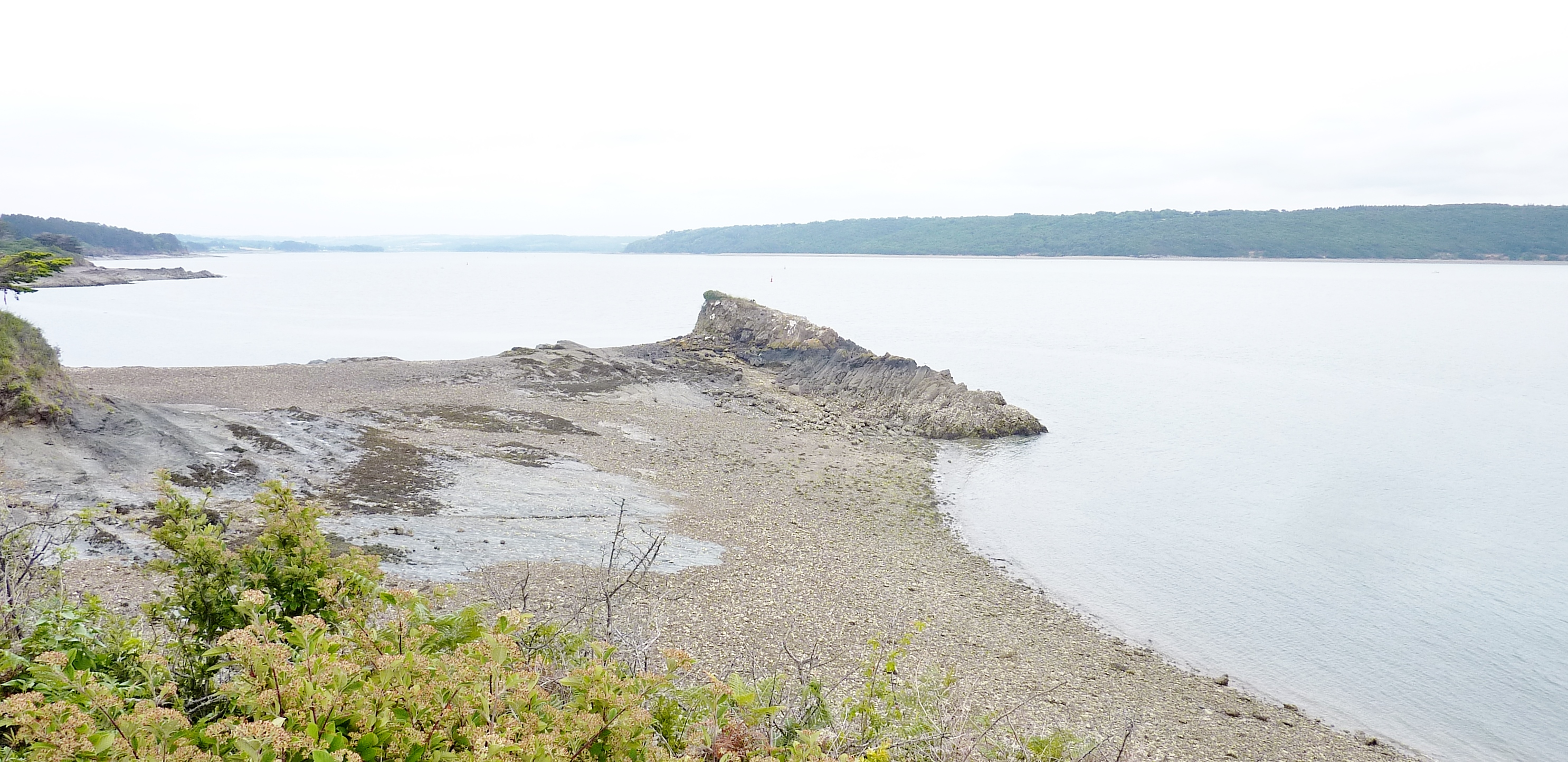
L'Île Grise.
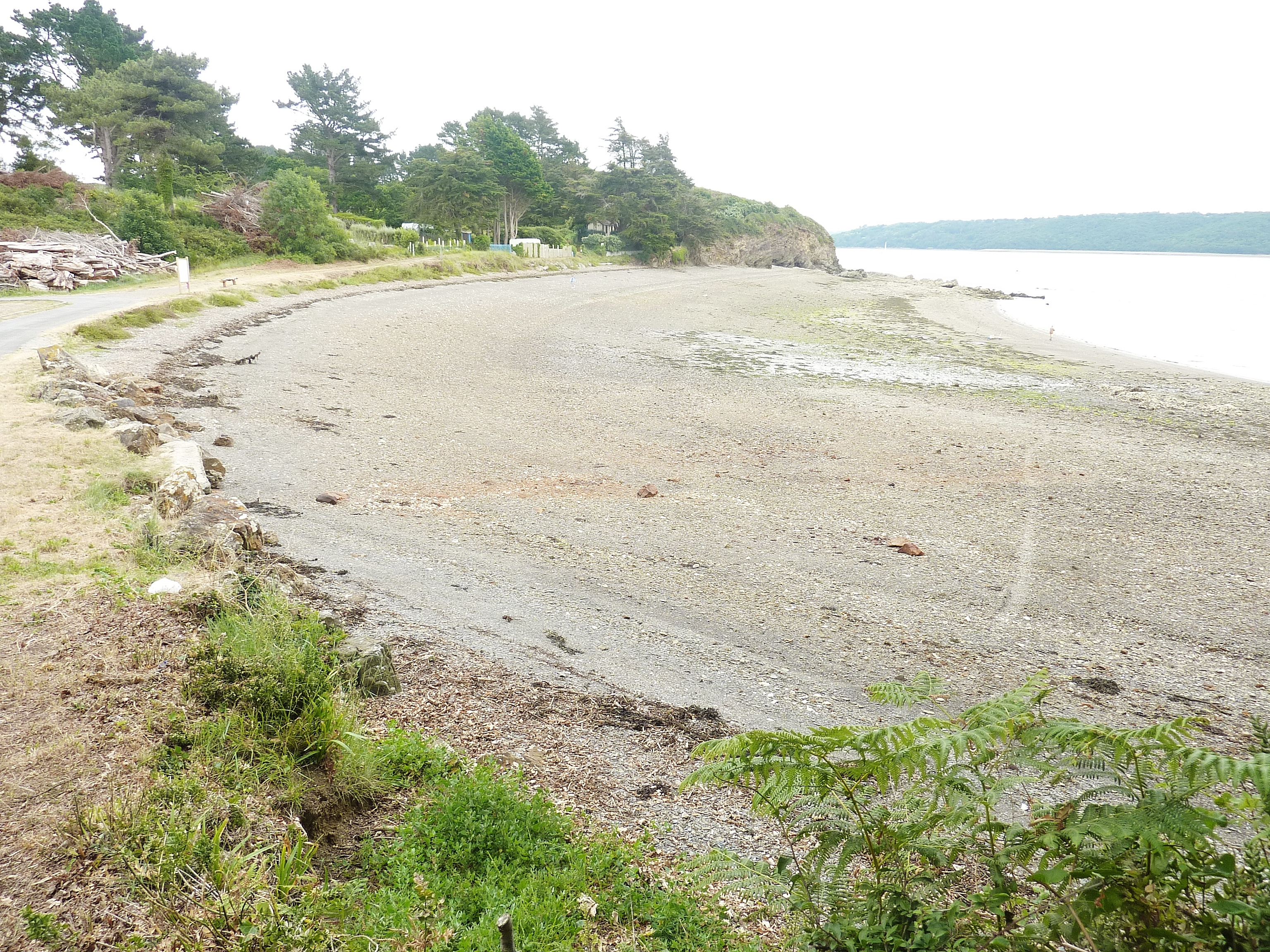
L'anse de Porzisquin (Porsisquin) vue de l'est.
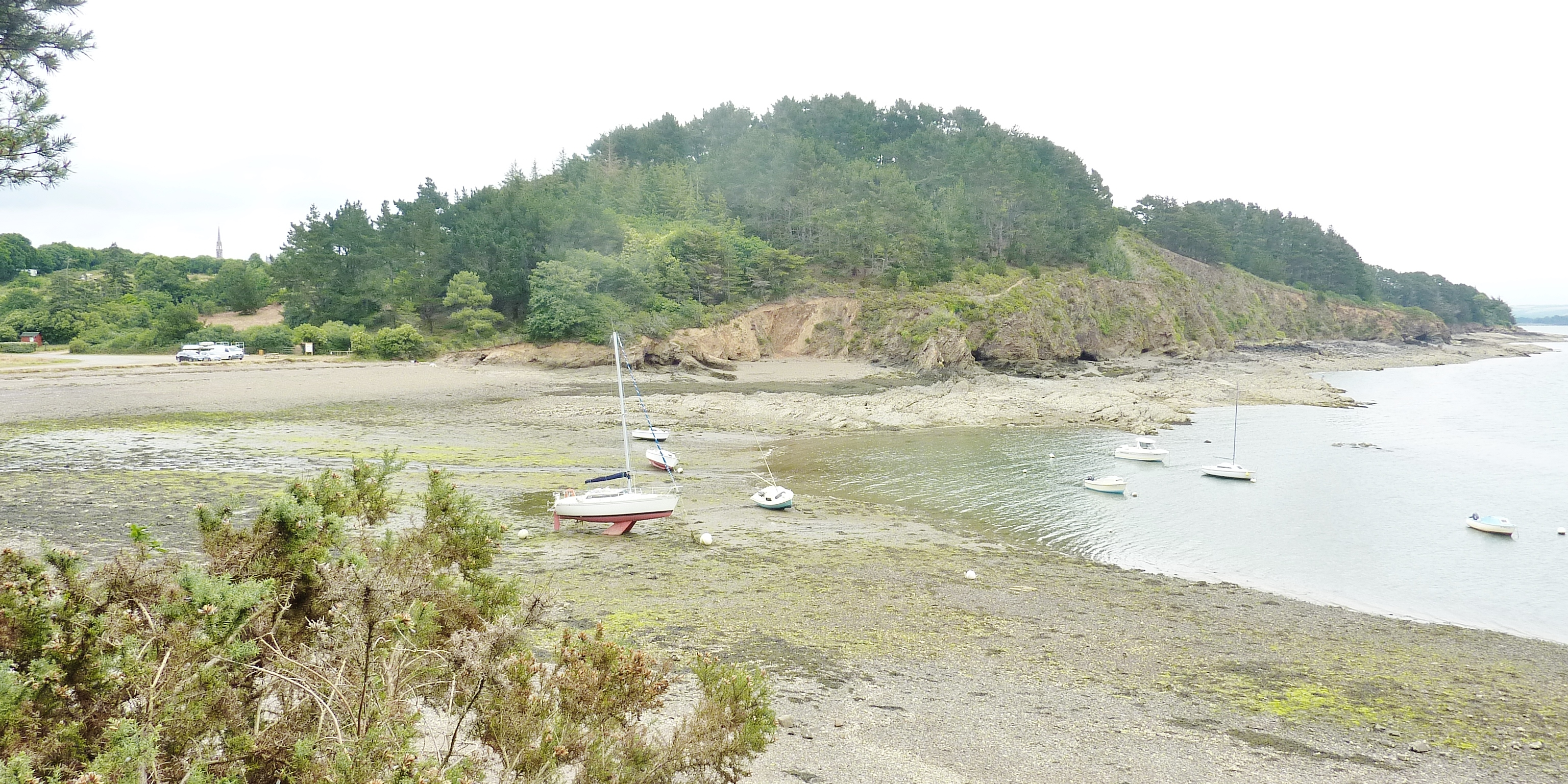
L'anse du Bourg.
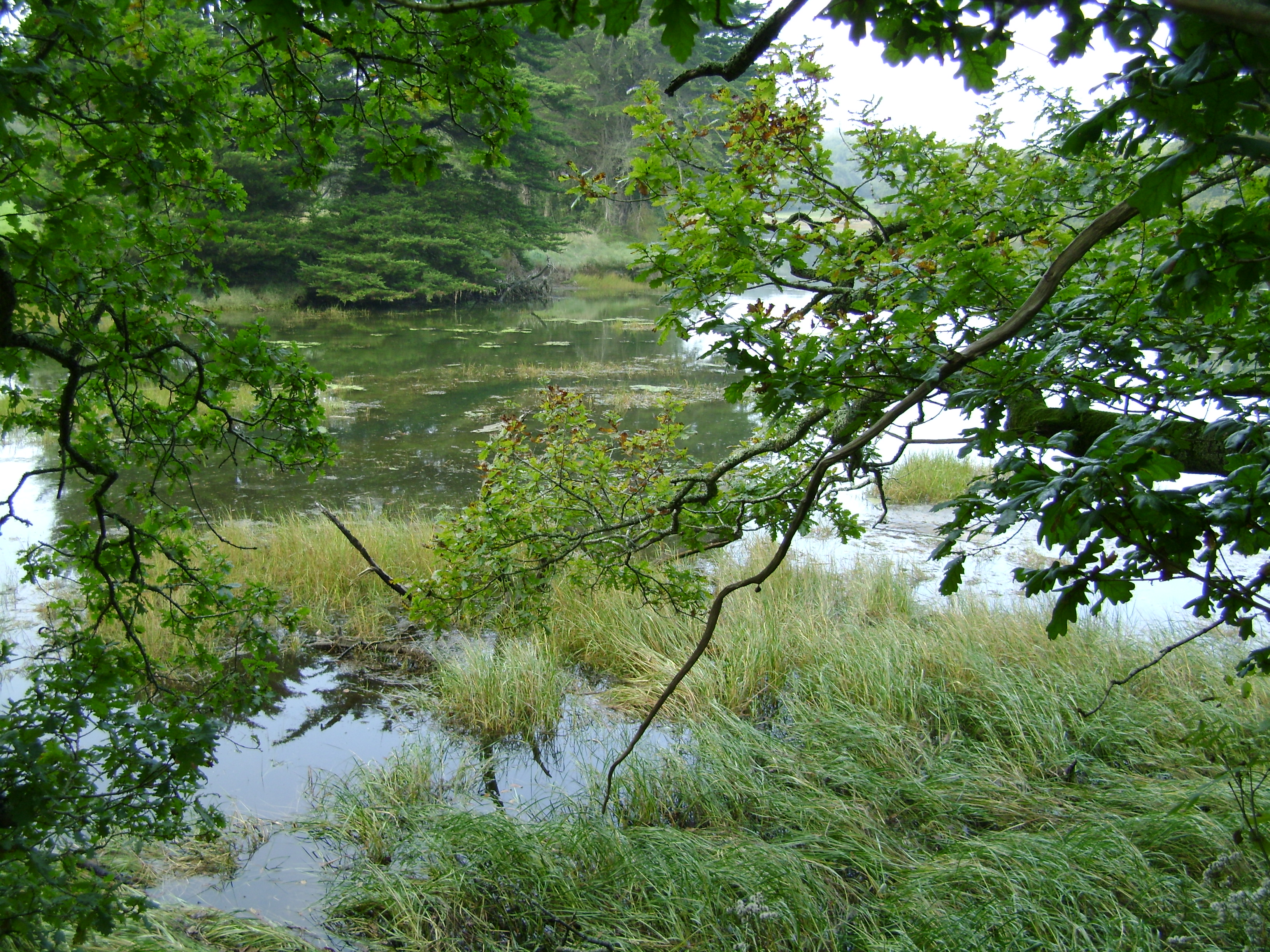
L'étang de Moulin-Mer à marée haute.
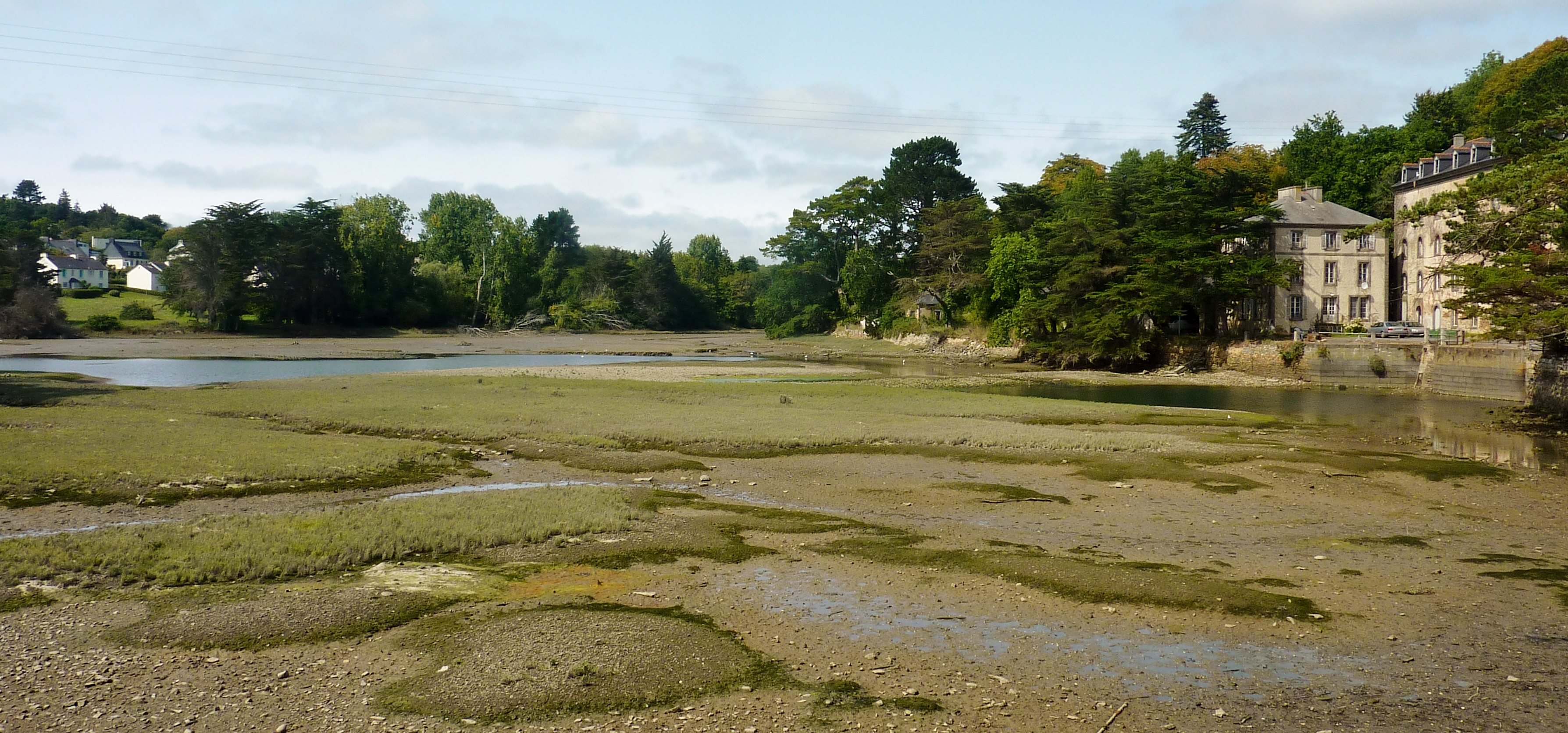
L'étang de Moulin-Mer à marée basse.
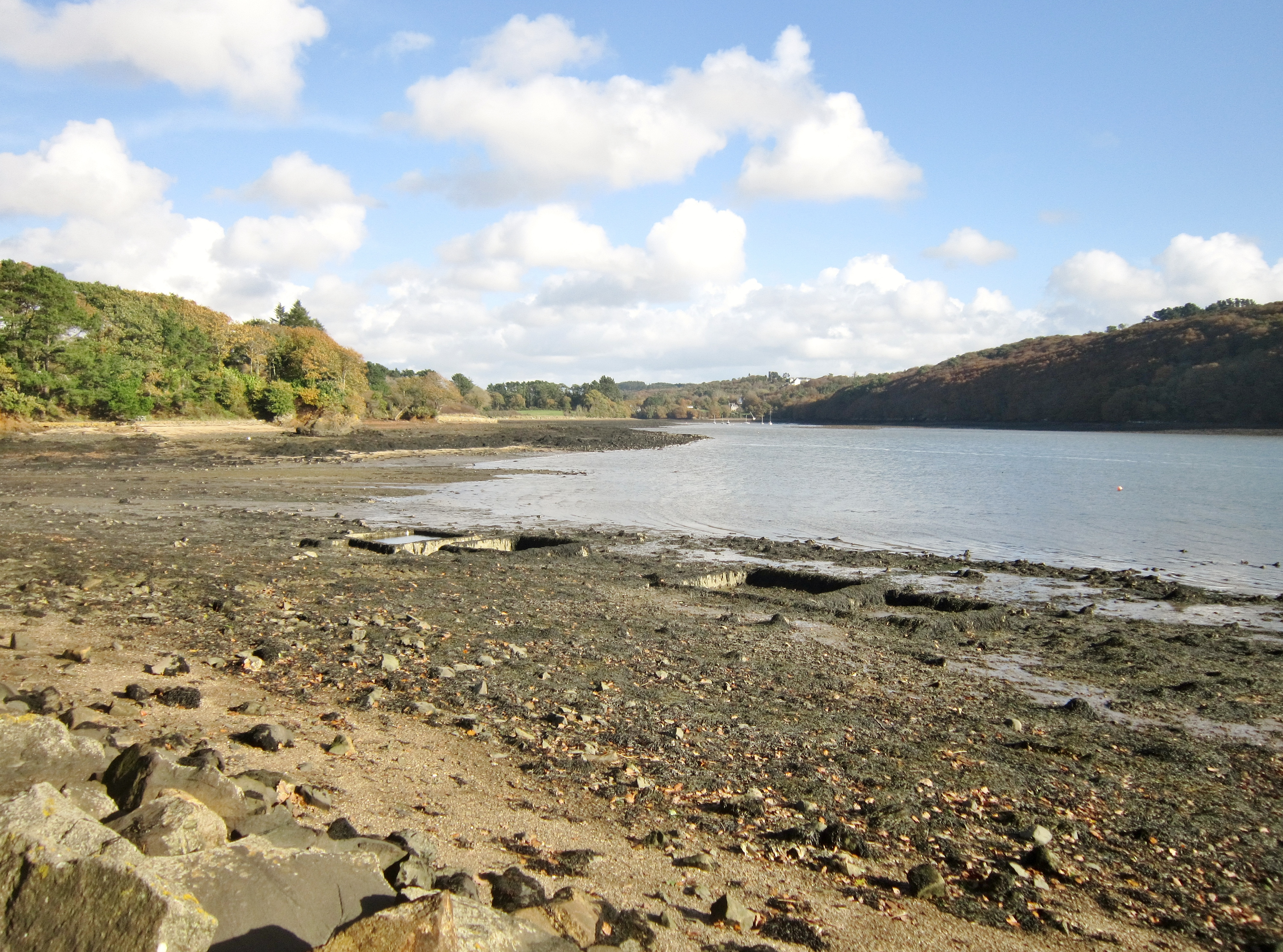
La ria du Camfrout vue des environs de Kernisi.

#### Relief et hydrographie
Pour un article plus général, voir Réseau hydrographique du Finistère.
La commune est située dans le bassin Loire-Bretagne. Elle est drainée par divers petits cours d'eau,.
L'intérieur du finage communal est assez accidenté, alternant collines et vallons. Les altitudes sont comprises entre 80 mètres (dans la partie nord-est du territoire communal) et le niveau de la mer ; des altitudes d'une cinquantaine de mètres se trouvent en plusieurs endroits à faible distance du littoral. Le bourg est sur une colline, à une quarantaine de mètres d'altitude.
Des petits fleuves côtiers forment des vallons, les plus importants étant celui qui se jette dans l'Anse de Prat Mill Pont au nord (et sert de limite avec Daoulas), celui qui rejoint l'anse de Moulin Mer et celui de Coz Feunteun, qui sert de limite avec L'Hôpital-Camfrout.
| - Carte topographique de la commune de Logonna-Daoulas. |

#### Les paysages de la commune
Le paysage rural, malgré le remembrement des années 1950, a conservé son caractère de pays de bocage, avec habitat dispersé et chemins creux communément appelés « garennes », talus et haies où prédominent le chêne, le frêne et le saule. Une certaine rurbanisation, engendrée par la pression immobilière, se fait toutefois sentir, notamment aux alentours nord (la RD 333 connait une urbanisation linéaire en "doigt de gant" jusqu'à Prat an Dour) et est du bourg, ainsi qu'à Kernisi et au nord de Moulin Mer ; une urbanisation balnéaire plus diffuse se constate aussi en plusieurs endroits à proximité du littoral comme sur la rive sud de la presqu'île du Bindy, les alentours de la grève du Yelen et de Gorréquer à Pors Beac'h.
Par arrêté ministériel du 26 octobre 2004, dans le cadre du réseau écologique européen Natura 2000, Logonna fait partie du SIC (Site d'importance communautaire) FR5300046 Rade de Brest, estuaire de l'Aulne, qui intersecte la zone de protection spéciale FR5310071 Rade de Brest : baie de Daoulas, anse de Poulmic.

#### Les transports
En raison de sa situation péninsulaire, Logonna-Daoulas a longtemps été une commune très enclavée et reste de nos jours à l'écart des grandes voies de circulation. L'ancienne route nationale 170 (actuelle RD 770) écornait certes l'angle nord-est de son territoire à Goasven, mais le tracé de l'actuelle voie expresse reliant Brest à Quimper (route nationale 165) passe nettement plus à l'est et Logonna-Daoulas n'est desservi qu'indirectement via les échangeurs de Daoulas (vers le nord) et du Faou (vers le sud). Une seule route départementale dessert véritablement la commune, la RD 333, venant de Daoulas ; Logonna-Daoulas n'est par ailleurs desservi que par des routes communales, laissées parfois volontairement étroites, comme celle qui relie le bourg à L'Hôpital-Camfrout.
Le port communal de Pors Beac'h, accessible tout le temps sauf lors des marées basses de vive-eau, est surtout fréquenté par des coquilliers ainsi que par les plaisanciers ; deux autres modestes ports de plaisance existent dans la commune au Roz et à Moulin-Mer, où existe aussi un centre nautique qui dispose de ses propres équipements portuaires.

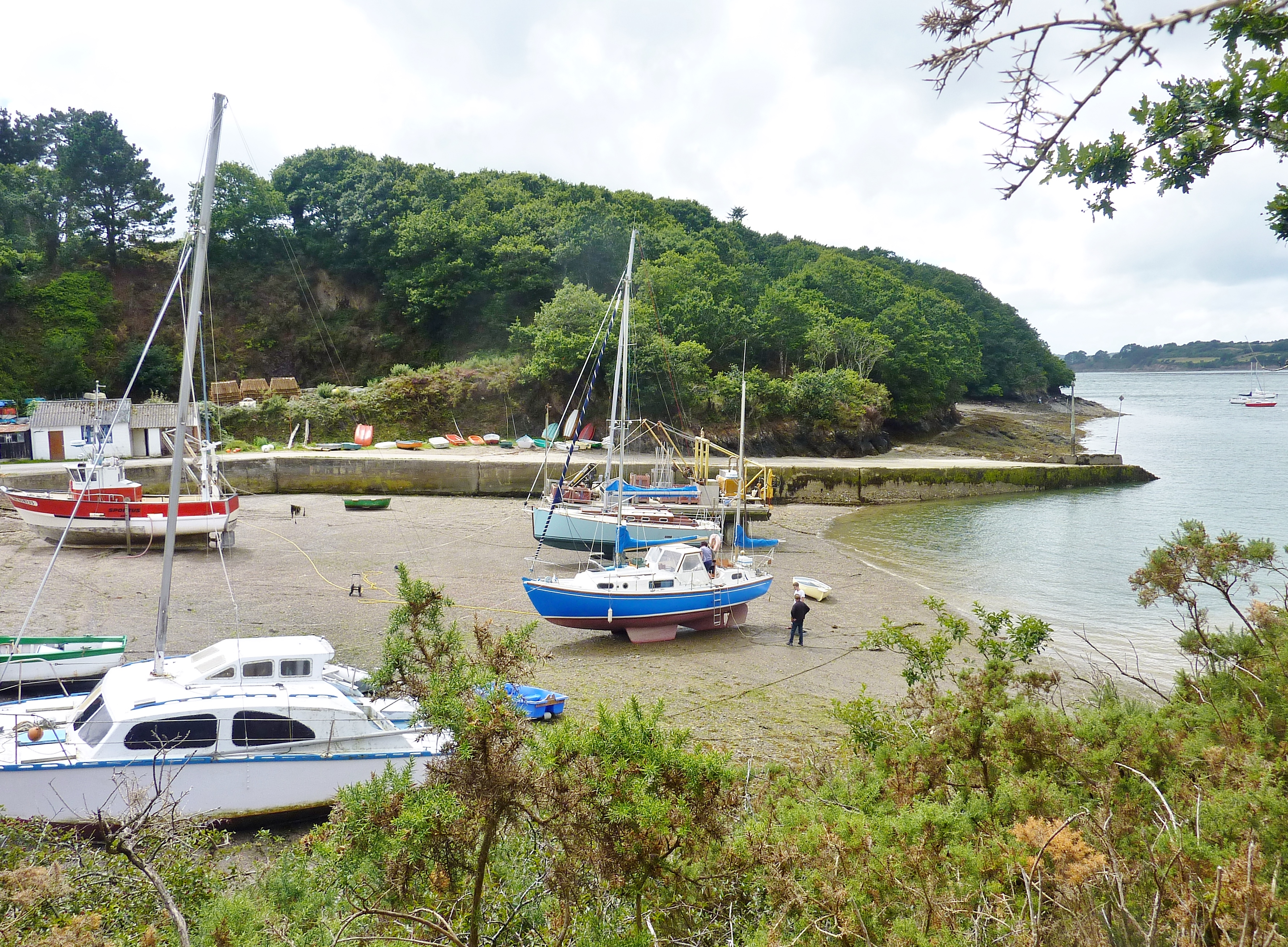
Pors Beac'h : vue du port et de la grève.
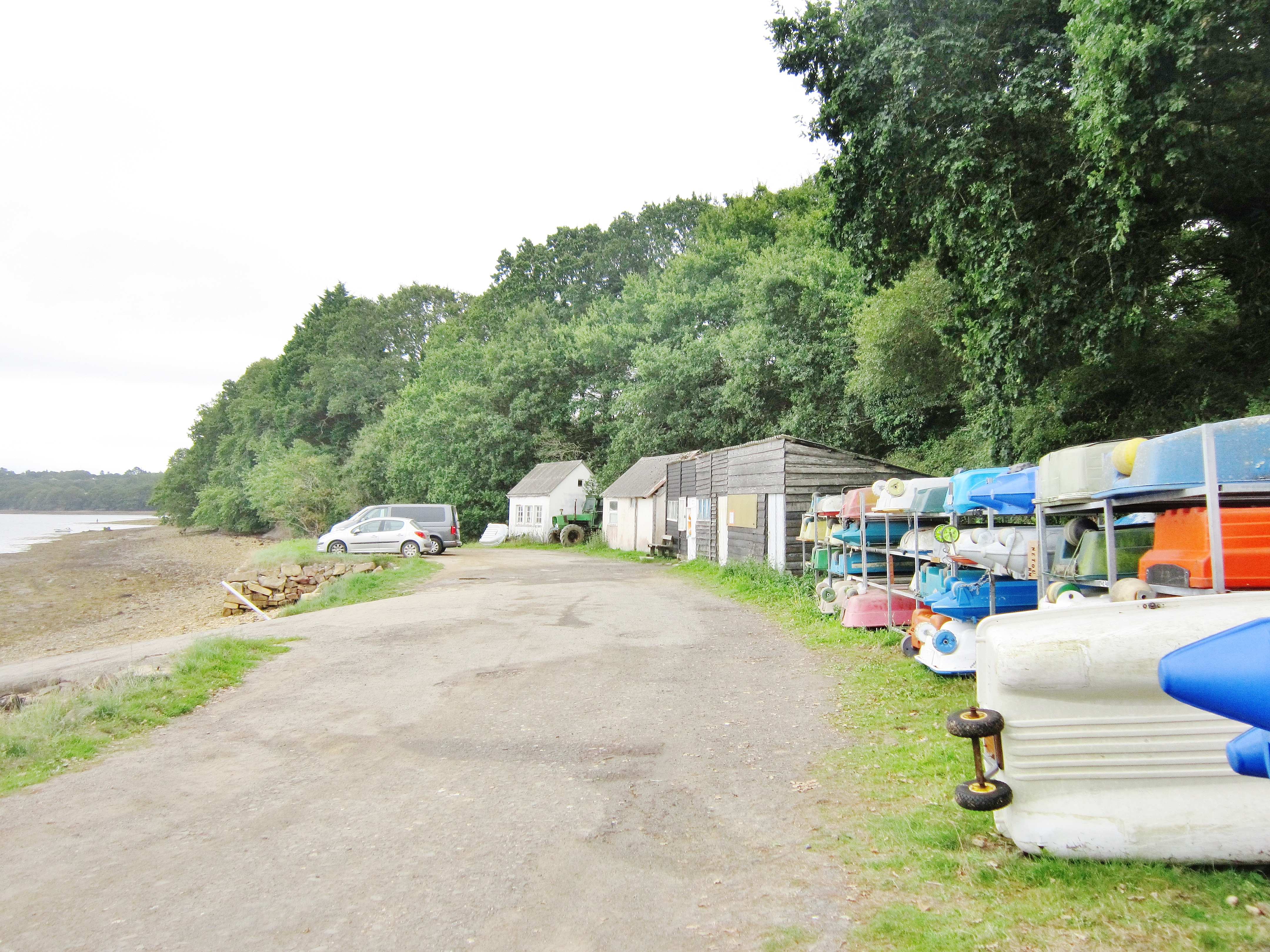
Le port de plaisance du Roz : terre-plein, baraques et étagères à annexes de bateau.
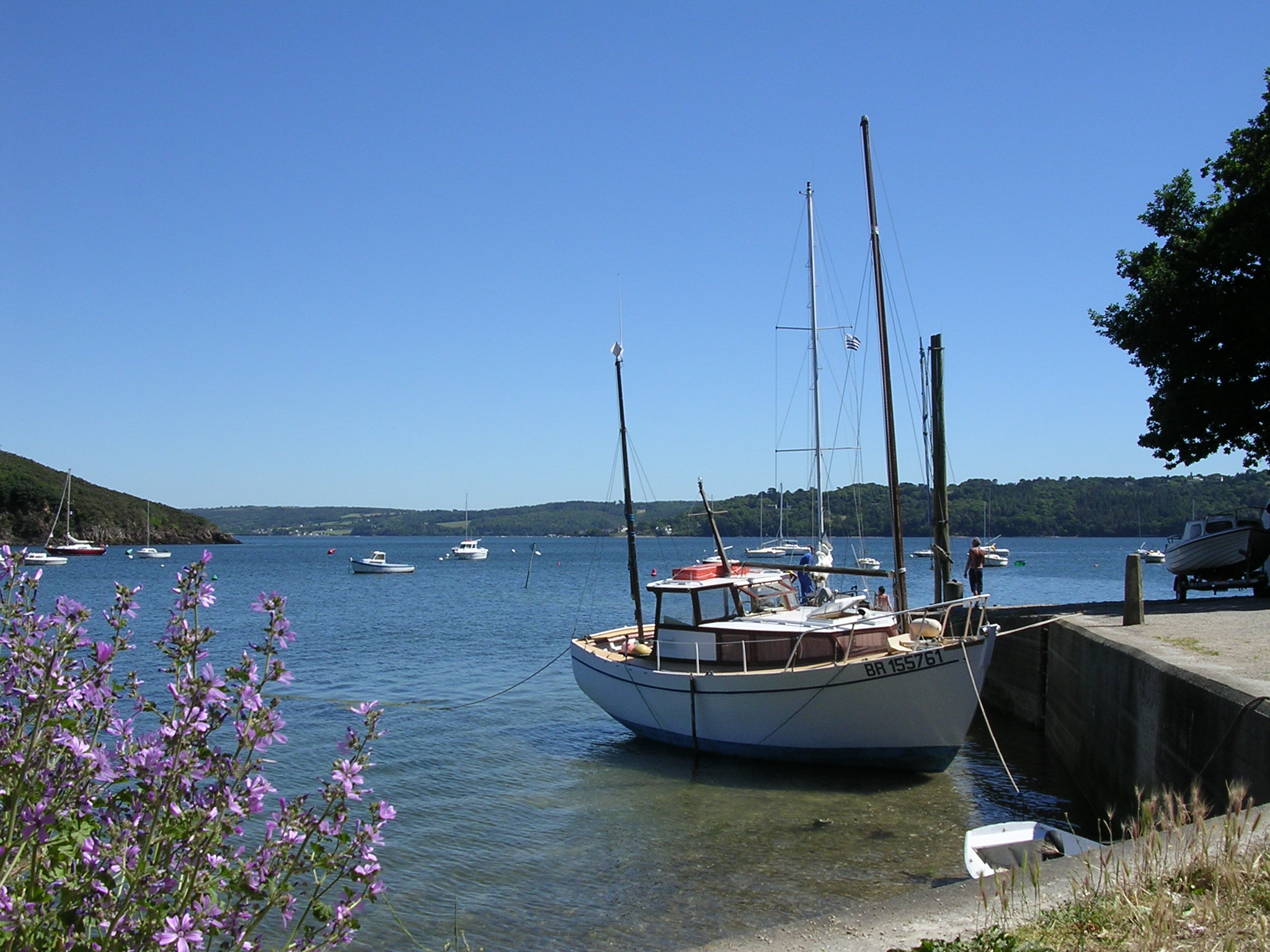
Le port de Moulin-Mer à marée haute.
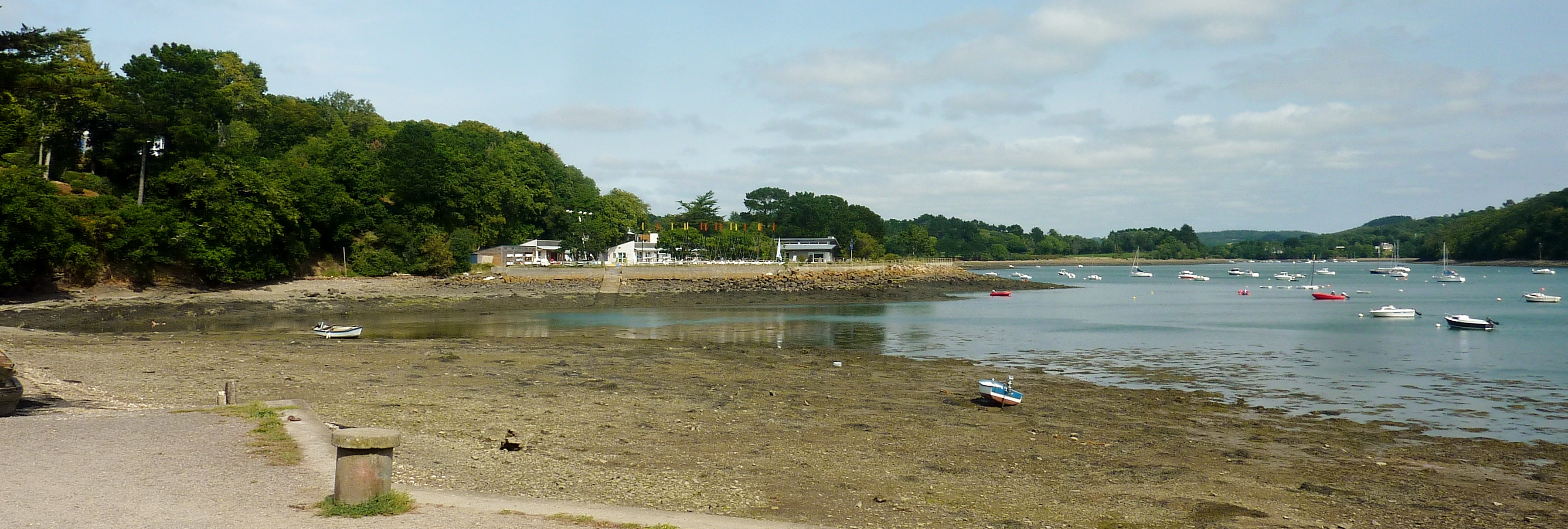
Le centre nautique de Moulin Mer et la ria du Camfrout vus depuis le port de Moulin Mer.

### Descriptions anciennes
Dans son ouvrage La Bretagne contemporaine, Finistère de 1869, Pol Potier de Courcy en fait la description suivante : « Rien de plus varié, de plus fertile, de plus riant que la route qui, longeant la rivière, conduit de Daoulas au bourg de Logonna, situé à l'extrémité de la presqu'île. On chemine constamment au milieu de bosquets et de vergers plantés de toutes sortes d'arbres fruitiers de la végétation la plus vigoureuse au travers desquels on aperçoit, de temps à autre, les nombreuses baies qui découpent ce coin de terre et le font ressembler à un jardin. »
Benjamin Girard, en 1889, décrit quant à lui Logonna en ces termes : « La commune de Logonna-Daoulas occupe une sorte de presqu'île entre la rivière de Daoulas, la rade de Brest et la rivière de l'Hôpital ; elle est traversée dans sa partie est par la route nationale no 170 ; son territoire est très fertile. Le bourg, situé à l'extrémité sud de la commune, a une population agglomérée de 205 habitants ; l'église, bâtie en 1710, possède de gracieuses ogives, d'élégantes sculptures et un beau clocher. Entre le moulin à mer, situé à l'embouchure de la rivière de l'Hôpital, et le bourg du même nom L'Hôpital-Camfrout, on exploite des gisements très abondants de kersanton ».

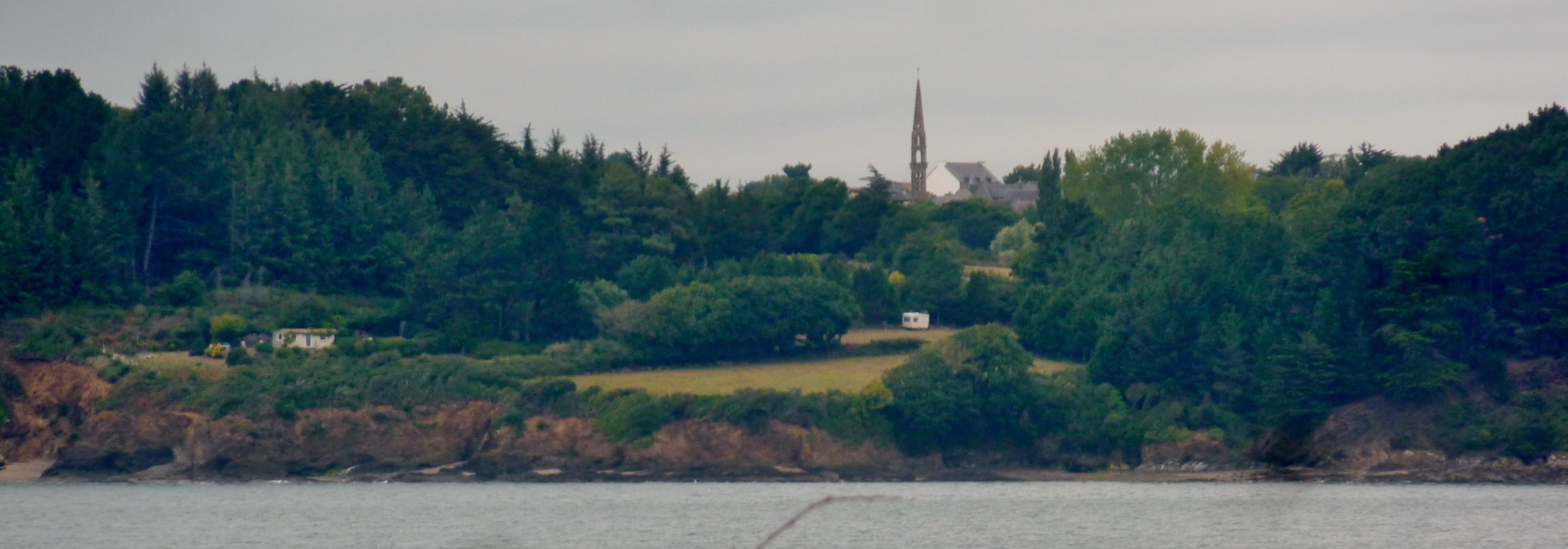
Logonna-Daoulas vu du Bois du Loc'h en Landévennec.

Sa situation péninsulaire a longtemps contribué à l'isolement de Logonna-Daoulas.
En 1924 encore, le journal L'Ouest-Éclair écrit : « La commune de Logonna-Daoulas semble abandonnée, sans chemin praticable, ce qui oblige les touristes à passer à travers champs, d'où le mécontentement justifié des propriétaires. Comme moyens de communication, aucun service de voiture n'existe dans la commune qui se trouve à dix kilomètres de la gare de Daoulas, 22 km de Landerneau et 42 km de Brest, tandis que les bateaux qui font le service de Brest, Châteaulin et Le Faou passent [sans s'arrêter] à proximité de ce petit port qui se trouve à 10 minutes de marche du bourg [de Logonna] ».

### Climat
Le climat qui caractérise la commune est qualifié, en 2010, de « climat océanique franc », selon la typologie des climats de la France qui compte alors huit grands types de climats en métropole. En 2020, la commune ressort du type « climat océanique » dans la classification établie par Météo-France, qui ne compte désormais, en première approche, que cinq grands types de climats en métropole. Ce type de climat se traduit par des températures douces et une pluviométrie relativement abondante (en liaison avec les perturbations venant de l'Atlantique), répartie tout au long de l'année avec un léger maximum d'octobre à février.
Les paramètres climatiques qui ont permis d'établir la typologie de 2010 comportent six variables pour les températures et huit pour les précipitations, dont les valeurs correspondent à la normale 1971-2000. Les sept principales variables caractérisant la commune sont présentées dans l'encadré ci-après.
| Paramètres climatiques communaux sur la période 1971-2000 - Moyenne annuelle de température : 11,6 °C - Nombre de jours avec une température inférieure à −5 °C : 0,4 j - Nombre de jours avec une température supérieure à 30 °C : 0,6 j - Amplitude thermique annuelle : 10 °C - Cumuls annuels de précipitation : 983 mm - Nombre de jours de précipitation en janvier : 15,6 j - Nombre de jours de précipitation en juillet : 7,5 j |

Avec le changement climatique, ces variables ont évolué. Une étude réalisée en 2014 par la Direction générale de l'Énergie et du Climat complétée par des études régionales prévoit en effet que la température moyenne devrait croître et la pluviométrie moyenne baisser, avec toutefois de fortes variations régionales. Ces changements peuvent être constatés sur la station météorologique de Météo-France la plus proche, « Lanvéoc », sur la commune de Lanvéoc, mise en service en 1948 et qui se trouve à 12 km à vol d'oiseau,, où la température moyenne annuelle évolue de 11,7 °C pour la période 1971-2000, à 11,8 °C pour 1981-2010, puis à 12,2 °C pour 1991-2020.

## Urbanisme

### Typologie
Logonna-Daoulas est une commune rurale, car elle fait partie des communes peu ou très peu denses, au sens de la grille communale de densité de l'Insee,,,.
Par ailleurs la commune fait partie de l'aire d'attraction de Brest, dont elle est une commune de la couronne. Cette aire, qui regroupe 68 communes, est catégorisée dans les aires de 200 000 à moins de 700 000 habitants,.
La commune, bordée par la mer d'Iroise, est également une commune littorale au sens de la loi du 3 janvier 1986, dite loi littoral. Des dispositions spécifiques d'urbanisme s'y appliquent dès lors afin de préserver les espaces naturels, les sites, les paysages et l'équilibre écologique du littoral, tel le principe d'inconstructibilité, en dehors des espaces urbanisés, sur la bande littorale des 100 mètres, ou plus si le plan local d'urbanisme le prévoit,.

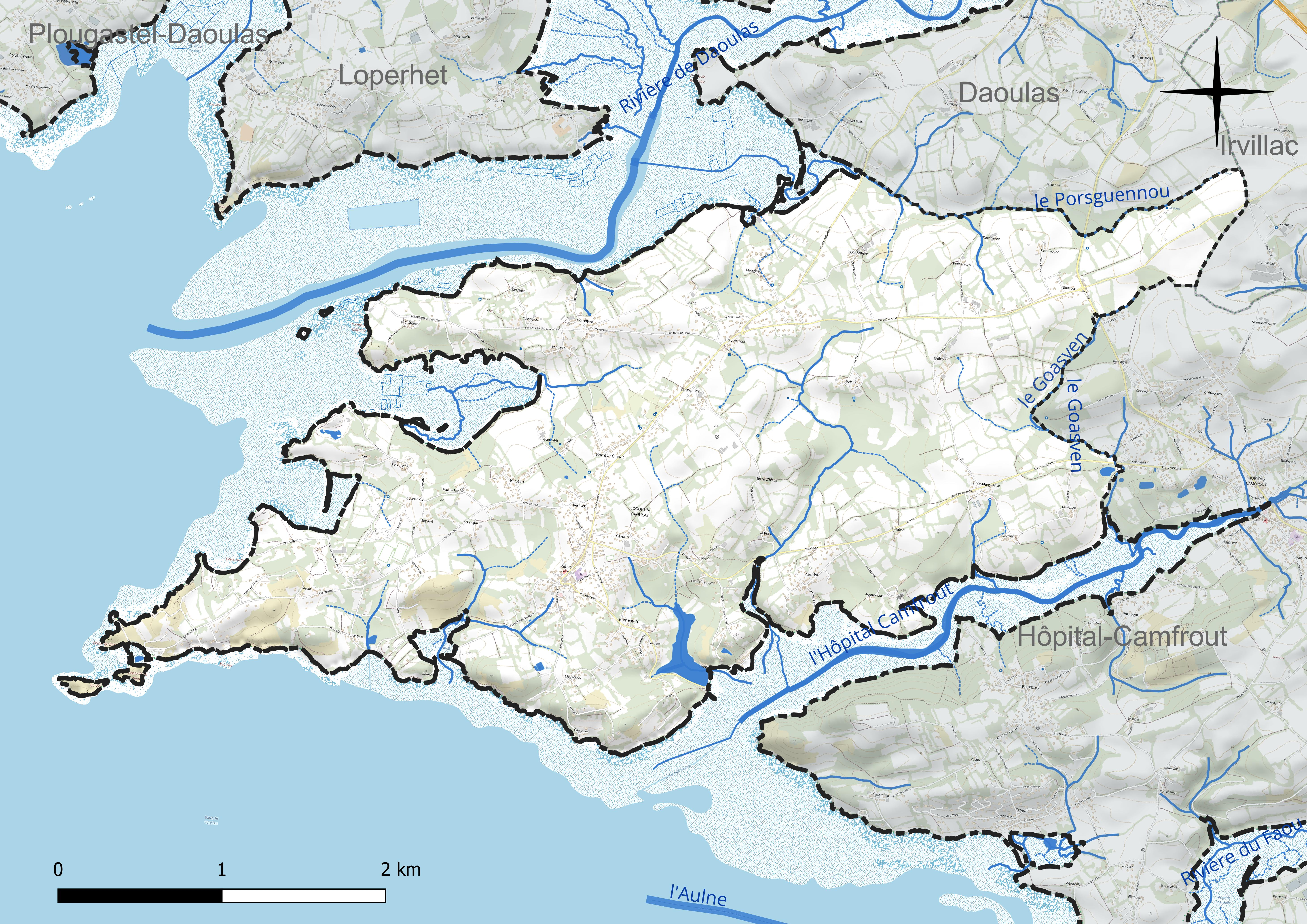
Réseau hydrographique de Logonna-Daoulas.

### Occupation des sols
L'occupation des sols de la commune, telle qu'elle ressort de la base de données européenne d'occupation biophysique des sols Corine Land Cover (CLC), est marquée par l'importance des territoires agricoles (90 % en 2018), une proportion sensiblement équivalente à celle de 1990 (90,5 %). La répartition détaillée en 2018 est la suivante :
zones agricoles hétérogènes (74,8 %), prairies (13,9 %), zones urbanisées (6,8 %), forêts (2,1 %), terres arables (1,3 %), zones humides côtières (1 %), eaux maritimes (0,2 %). L'évolution de l'occupation des sols de la commune et de ses infrastructures peut être observée sur les différentes représentations cartographiques du territoire : la carte de Cassini (XVIIIe siècle), la carte d'état-major (1820-1866) et les cartes ou photos aériennes de l'IGN pour la période actuelle (1950 à aujourd'hui).

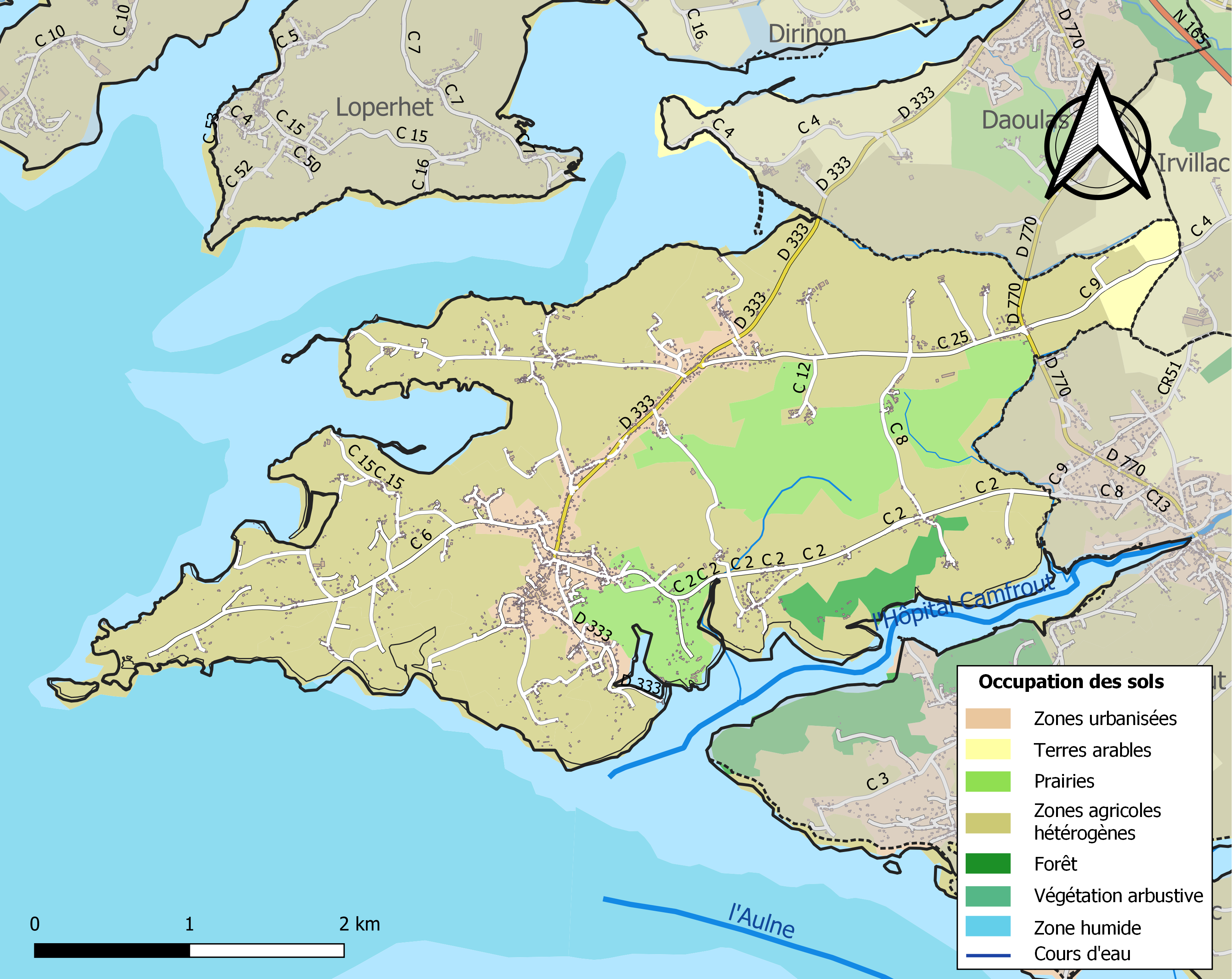
Carte des infrastructures et de l'occupation des sols de la commune en 2018 (CLC).

## Toponymie
Le nom de la localité est attesté sous les formes Sancti Monnae de Irvillac 1218, Locmonna en 1513, Logonna en 1535, Locgonna en 1536.
Du breton lok qui signifie ermitage et de saint Monna.

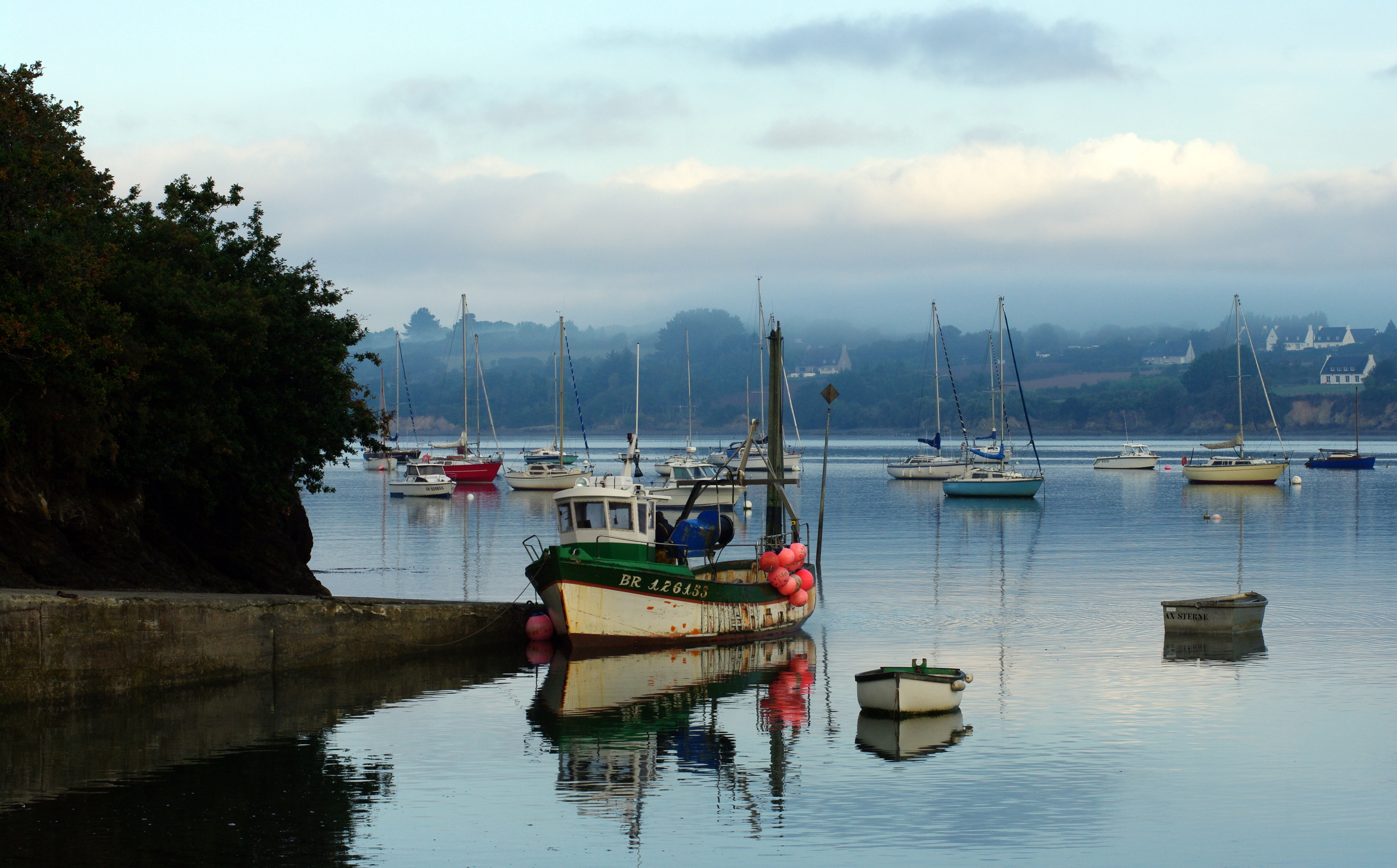
Vue de Pors-Beac'h.

### Liste des villages et lieux-dits
Le terme village en Finistère est utilisé en lieu et place de celui de hameau. La commune (ou paroisse) comprend son bourg et ses villages :
Ar Scoët, Beg Avel, Camen, Cléguériou, Cléménéc'hy, Cosquérou, Coz Maner, Garrec-Ven, Goasven, Gorre Ar C'hoat, Gorréquer, Gouelet-Ker, Guelet Ar C'hoat, Guernabic, Guernévez, Hellen, Kerjean, Kerliver, Kernisi, Kervaden, Kervella, Kersinic, Larvor, Le Brétin, Le Château, Le Cosquer, Le Mengleuz, Le Quinquis, Le Rohou, Le Roz, Le Stang, Le Yelen, Moulin-Mer, Penfoul, Pennarun, Pennaras, Pennavern, Pors-Beac'h, Porsisquin, Prat An Dour, Prat Pann, Quénécadec, Renéver, Roscurunet, Rosmorduc, Roudourou, Rubuzaouen, Ruliver, Rumenguy, Rungléo, Sainte Marguerite (Keroual), Torrac'hleuz, Traon Ar Méné, Vilavel.

## Histoire

### Préhistoire et Antiquité

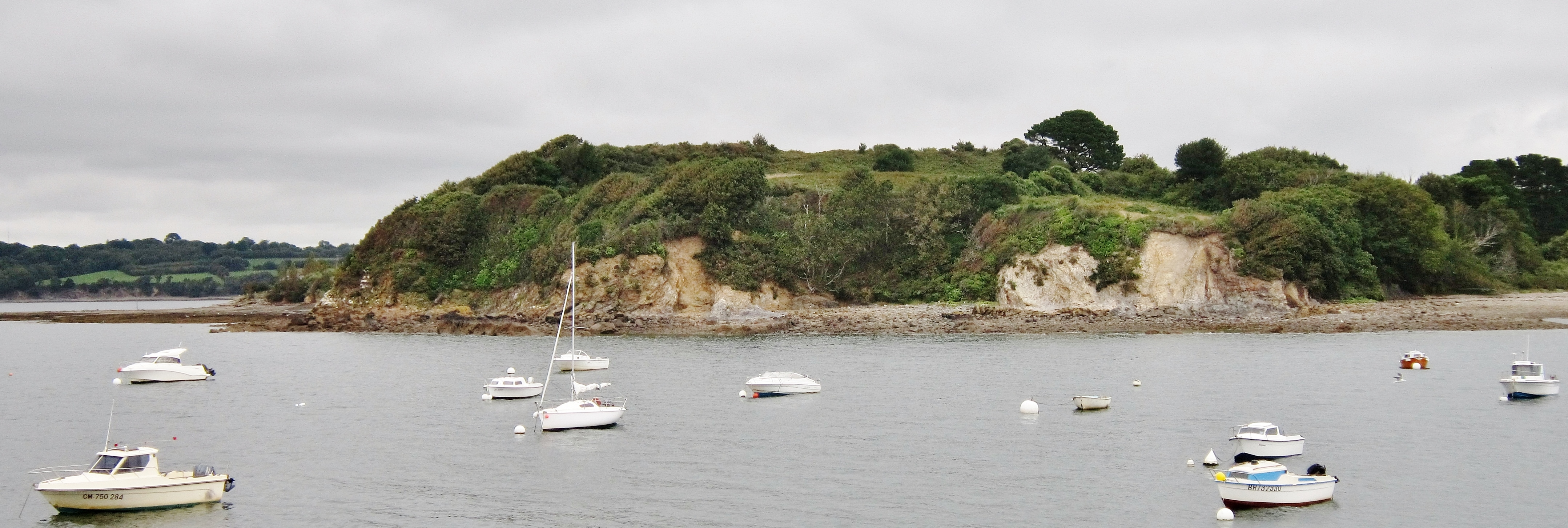
L'oppidum de la Pointe du Château vu depuis la rive sud de l'Anse de Penn Foull à proximité du port du Roz.

Un éperon barré, dit Ar-Chastel, protégé par un fossé large et profond se trouve à la pointe Saint-Jean, en Logonna-Daoulas.

### Étymologie et origines de la paroisse
Logonna-Daoulas, ancien prieuré-cure de l'abbaye Notre-Dame-de-Daoulas, ayant pour titulaire un chanoine de la dite abbaye, faisait partie de la paroisse d'Irvillac au XIIIe siècle. La légende dit que saint Monna, venant d'Irlande au Ve siècle, aborde dans la commune avec son embarcation de pierre, qui serait visible au village de Porsisquin. Il entreprend de bâtir en un lieu élevé une église d'où il pourrait apercevoir celle de sa sœur, sainte Nonne, à Dirinon. Il se décide pour Clemenehy, mais le lieu se révèle ensorcelé : le diable détruit au cours de la nuit le travail effectué la veille. Saint Monna décide alors de l'édifier à son emplacement actuel, puis se rend compte avec désolation qu'il ne peut voir de cet endroit l'église de Nonne, laquelle le console par ces mots : « Graet da di, eus toull va dor me velo da hini » (Fais ta maison, de l'entrée de ma porte je verrai la tienne). Clemenehy, déformation de « Kreac'h Menec'hi » (la colline de la maison des moines), pourrait avoir connu un important passé religieux.
Logonna était dénommé Sancti Monnae de Irvillac en 1218, Locmonna en 1513, Logonna en 1535, Locgonna en 1536.

### Moyen Âge

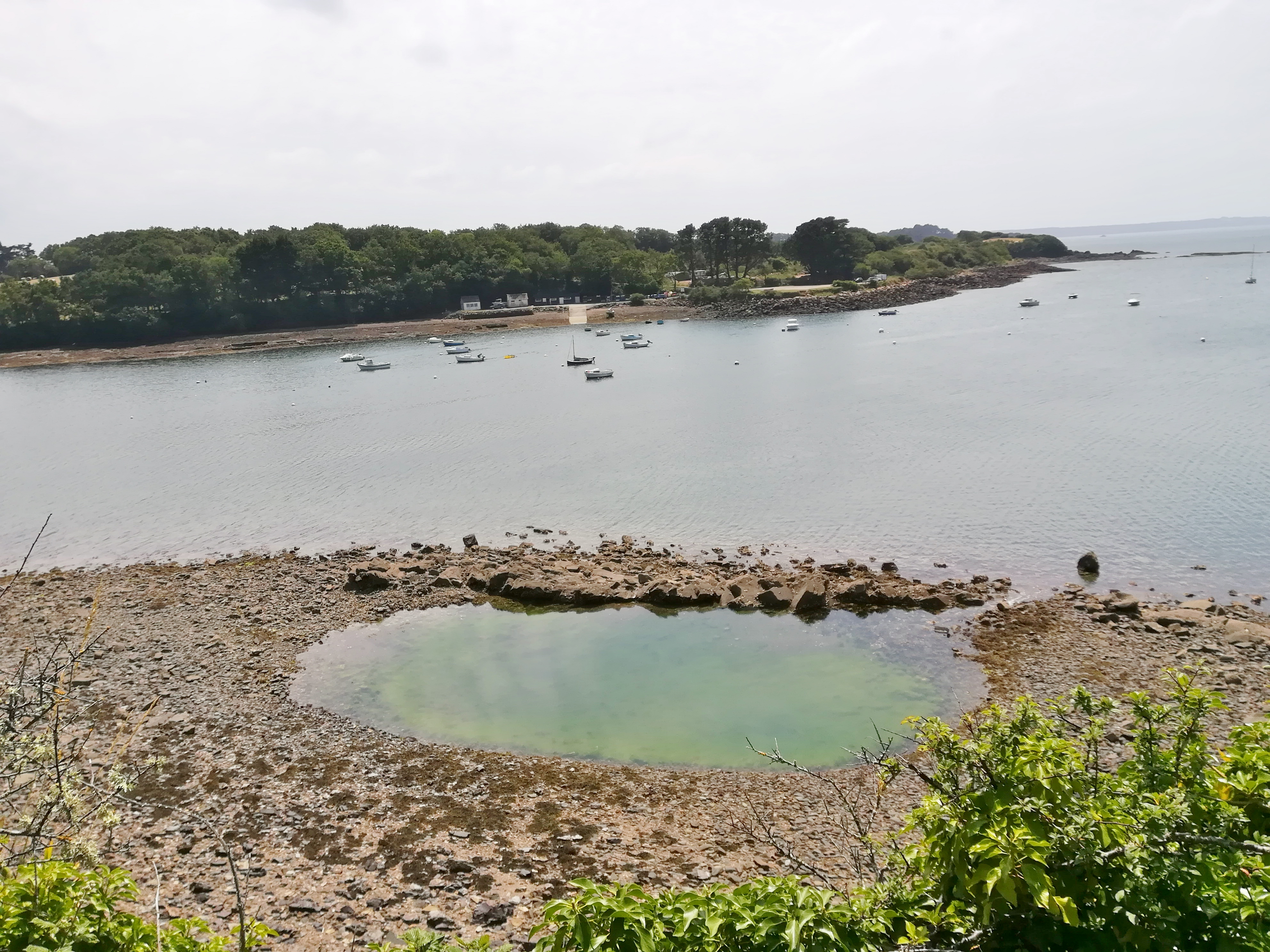
Gored (ancien piège à poissons) près de la Pointe du Château.

La châtellenie d'ancienneté de Logonna, démembrement de celle de Daoulas, fut détachée vers 1208 par la suite d'un partage, ainsi qu'Irvillac, apanage de Constance de Léon, femme de Pierre de Malestroit, et attribuée à Guyomarch IV de Léon, fils d'Hervé de Léon, seigneur de Châteauneuf, père d'Hervé de Léon dont le fils Salomon (cité en 1265) fut vraisemblablement l'ancêtre des seigneurs de Rosmorduc, en Logonna et le second fils Hervé (cité en 1279) l'ancêtre des seigneurs de Lesquélen, en Plabennec. Selon l'inventaire des titres de l'abbaye de Daoulas datant du 31 mars 1237 la seigneurie d'Irvillac et Logonna était un ramage de la vicomté de Léon ; celle-ci aurait par la suite été rattachée à la vicomté du Faou à partir de 1768 à la suite de son acquisition en 1762 par Nicolas Magon de La Gervaisais.
Logonna était le chef-lieu du fief héréditaire de la famille de Rosmorduc (Salomon de Rosmorduc, qui vivait en 1250, est le plus ancien membre connu de cette famille) qui dès le XIIIe siècle englobait le territoire de la commune actuelle avec d'importantes emprises dans les paroisses voisines.
Logonna possédait au XVe siècle au moins deux maisons nobles : celle de Rosmorduc (qui appartenait en 1405, à Guyon, seigneur de Rosmorduc) et le manoir du Bretin, qui appartenait au sieur de Roserf [Roscerf, famille noble de la paroisse de Plougastel].

### L'époque moderne

#### Les seigneurs de Rosmorduc

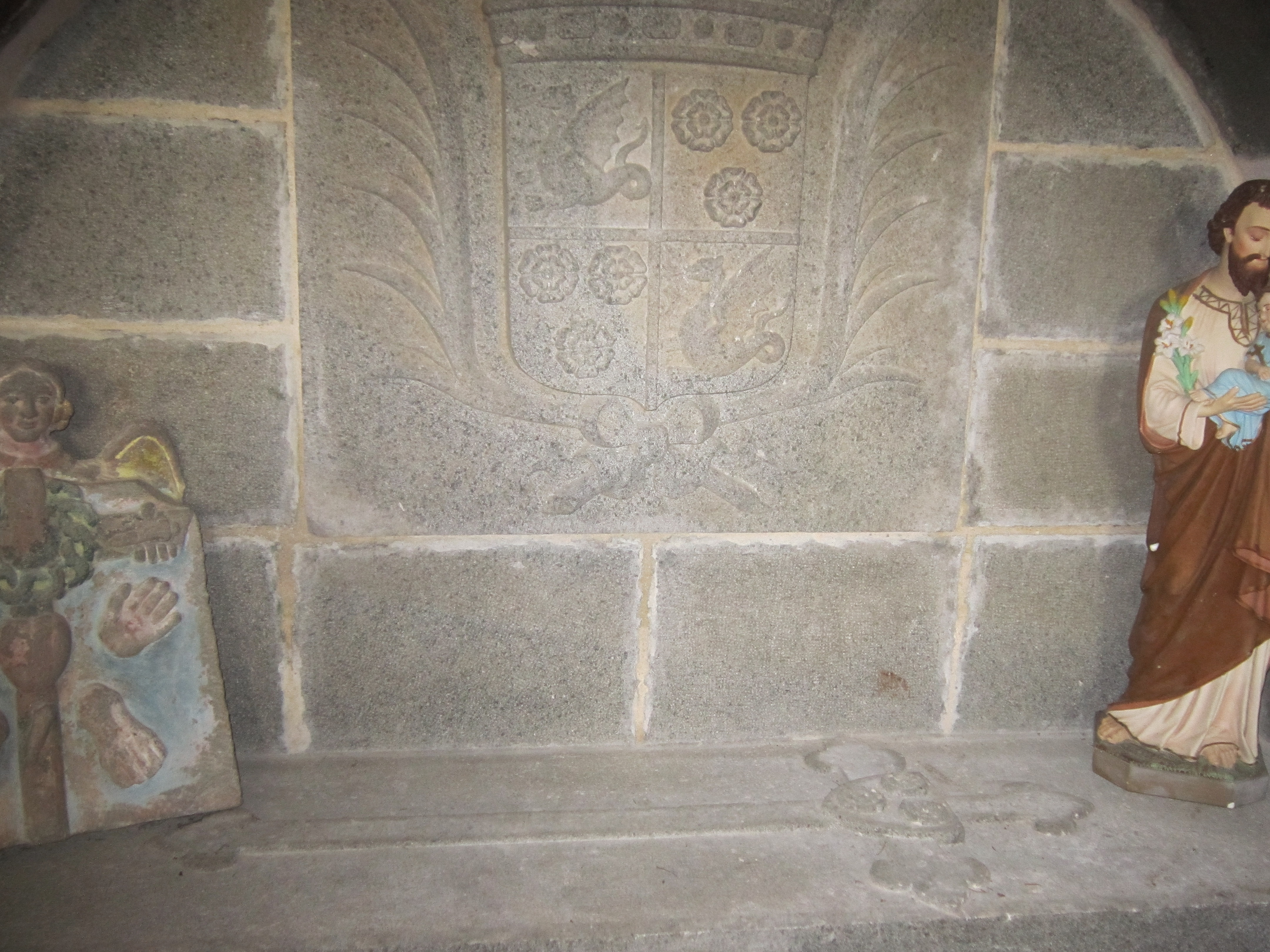
Église Saint-Monna : armes de la famille de Rosmorduc.

Le château de Rosmorduc fut construit à partir de 1545 à l'emplacement d'une ancienne motte castrale. Selon la capitation de la noblesse de l'évêché de Quimper en 1720 Alain Le Gentil de Rosmorduc est alors seigneur de Rosmorduc ; son fils Yves René Le Gentil comte de Rosmorduc, né en 1683, lui succéda. Les seigneurs de Rosmorduc jouissaient de prééminences et autres droits honorifiques (par exemple leurs armoiries sur les vitres de l'église) dans l'église de Logonna.

#### L'activité toilière
Même si Logonna était essentiellement une paroisse maritime, les inventaires après décès de la fin du XVIIe siècle et du XVIIIe siècle témoignent de la culture et du travail du lin, par exemple à Keroual (« trois boisseaux de graine de lin valant neuf livres », à Larvor (un métier à tisser, deux rouets, deux peignes à égrener, trois brayes et « du fil de reparon pour faire huit draps de toile »), à Camen (en 1744), au Cozquer, à Rohou, etc. Deux vestiges de kanndi ont été recensés au Rohou et à Quénécadec.

#### Un accident en rade de Brest en 1653
Lors de la reconstruction du cloître de l'abbaye de Landévennec au milieu du XVIIe siècle, un accident survenu en rade de Brest en 1653 est ainsi relaté :

« Le vingt-cinquième jour du mois d'août [1653], un événement tout à fait funeste et inopiné vint troubler l'allégresse dont la réédification de leur cloître, complètement détruit et effondré, enflammait les religieux de ce (...) monastère. Nous voulons parler de la mort de trois ouvriers qui amenaient en barque des pierres de taille de la carrière de pierre de Logonna. Comme ils s'adonnaient à ce travail, une tempête soudainement levée fit couler la barque alourdie. Ils périrent sous les eaux près du promontoire nommé Penros, pas très éloigné de la carrière de pierre. Voici leurs noms : Yves Moin, Yves Le Borgne, Pierre Kérinnec. D'autres pourtant, qui secondaient ceux-là mêmes en conduisant la barque, se saisirent de planches ou d'accessoires en bois qui se trouvaient dans la barque, ayant imploré d'en haut le secours divin, s'échappèrent jusqu'au rivage. Quant à ceux qui étaient restés morts sous les eaux, on les retrouva la nuit suivante quand la mer se retira et on les amena au monastère. Ils furent ensevelis dans la même fosse, dans la nef de l'église près du monument en pierre érigé en elle du côté du cloître le 26 août. Cependant, une fois quelques jours écoulés, alors que la mer se retirait un peu plus loin du littoral, la barque, délestée d'une partie de sa charge et vidée de ses eaux, se remit à flotter et fut ramenée au monastère. »

En 1759, une ordonnance de Louis XV ordonne à la paroisse de Logona et Daoulas [Logonna-Daoulas] de fournir 14 hommes et de payer 91 livres pour « la dépense annuelle de la garde-côte de Bretagne ».

#### Logonna à la fin duXVIIIesiècle

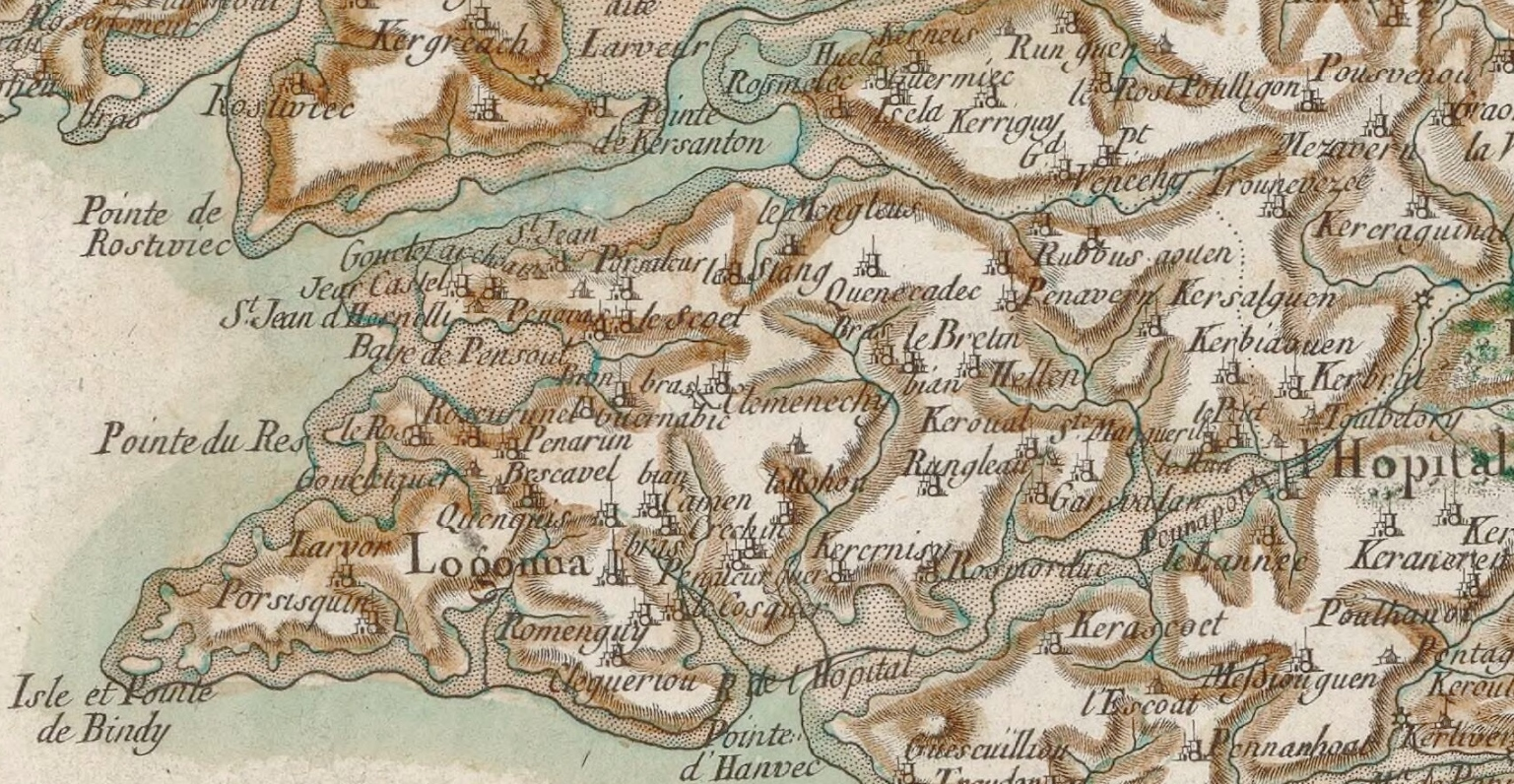
Carte de Cassini de Logonna (1784).

Deux confréries existaient à Logonna : la confrérie du Rosaire, dont l'existence est attestée entre 1709 et 1785, et la confrérie Saint-Yves, attestée au moins entre 1764 et 1790.
Jean-Baptiste Ogée décrit ainsi Logonna en 1778 :

« Logonna ; sur une hauteur, entre deux bras de mer qui sortent de la Baie de Brest : à 8 lieues un quart au nord-nord-ouest de Quimper, son évêché et son ressort ; à 41 lieues deux tiers de Rennes et à 3 lieues un quart de Landerneau, sa subdélégation. Cette paroisse est une châtellenie ; on y compte 1 050 communiants ; la cure est présentée par un chanoine de Daoulas. Son territoire est environné par la mer et fertile en grains de toutes espèces. On y voit la maison noble de Rosmorduc (...). »

### Révolution française
Nicolas Diverrès, cultivateur à Guernabic, et Jean Plourin, du Cosquer, sont les deux délégués représentant les 180 feux de Logonna lors de l'élection des députés du tiers état de la sénéchaussée de Quimper aux États généraux de 1789. Le cahier de doléances de Logonna-Daoulas, rédigé le 7 avril 1789 en présence de 18 paroissiens par Morvan, greffier des délibérations, est consultable sur un site Internet. Son article 5 demande « que les juridictions des seigneurs soient supprimées, attendu que les seigneurs ont toujours le bon droit chez des officiers [de justice] qui sont leurs créatures, souvent trop dociles ».
Jean Le Moal, recteur de Logonna-Daoulas depuis 1789, et Charles Le Du, curé à partir de 1790, refusèrent tous les deux de prêter le serment de fidélité à la Constitution civile du clergé et émigrèrent.

### LeXIXesiècle
Nicolas Salaün, fusilier au 15e régiment d'infanterie de ligne, fut tué le 14 juin 1807 lors de la bataille de Friedland.
Une enquête indique qu'à Logonna-Daoulas en 1830, pour une population totale de 1 250 habitants, 46 hommes et 6 femmes (4,4 % de la population totale) savent lire et écrire le français, 60 hommes et 20 femmes (6,9 % de la population) ne savent pas écrire, mais savent lire le breton, 100 hommes et 15 femmes (9,2 % de la population) savent parler français, 450 hommes et 550 femmes (80 % de la population) ne savent que parler le breton.
A. Marteville et P. Varin, continuateurs d'Ogée, décrivent ainsi Logonna en 1843 :

« Logonna : commune formée par l'ancienne paroisse de ce nom, aujourd'hui succursale. (...) Principaux villages : Pennarros, Quénécadec, Keroual, Kerblaouen, Keruisy, Camen, Larvor, le Roz. Objets remarquables : îles du Bondy, anses du Penfoul, du Roz, du Royou, de Kervssdan. Superficie totale : 1 331 hectares dont (...) terres labourables 600 ha, prés et pâturages 71 ha, vergers et jardins 147 ha, landes et incultes 419 ha, canaux et étangs 6 ha (...). Moulins : 2. Il y a, outre l'église, les chapelles Sainte-Marguerite et Saint-Jean. Le tiers environ des habitants se livre à la pêche, industrie qui entretient quelque aisance dans cette commune. Géologie : roches feldspathiques près de Carmen et de Keroual : elles sont exploitées à la pointe du Roz. On parle le français et le breton. »

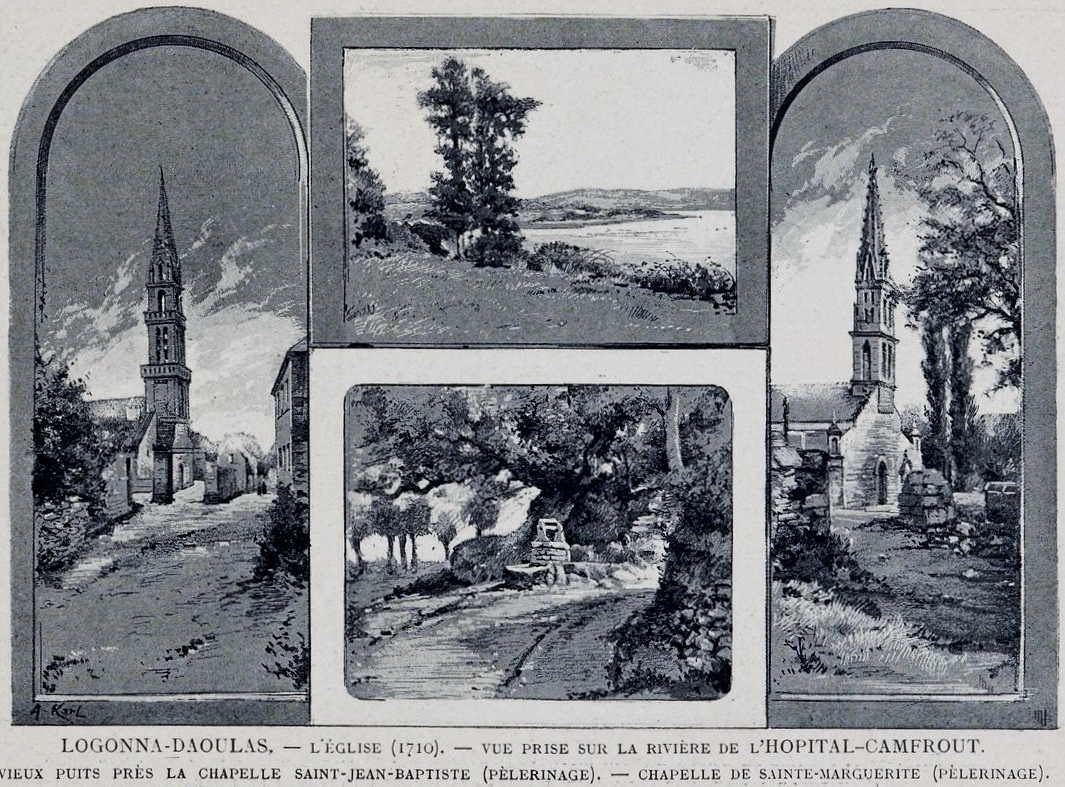
Dessins de A. Karl représentant divers aspects de Logonna-Daoulas en 1893-1894.

En 1869, lors des élections législatives, à Logonna-Daoulas, sur 385 électeurs inscrits, 300 prennent part au vote lors du premier tour de scrutin ; au second tour, on trouve 391 bulletins dans l'urne, plus de votants que d'inscrits, et dans l'intervalle deux électeurs étaient morts.
Benjamin Girard décrit ainsi Logonna-Daoulas en 1889 :

« La commune de Logonna-Daoulas occupe une sorte de presqu'île entre la Rivière de Daoulas, la Rade de Brest et la Rivière de l'Hôpital ; elle est traversée, dans sa partie est, par la route nationale 170 ; son territoire est très fertile. Le bourg, situé à l'extrémité sud de la commune, a une population agglomérée de 205 habitants : l'église, bâtie en 1710, possède de gracieuses ogives, d'élégantes sculptures et un beau clocher. Entre le moulin à mer situé à l'embouchure de la Rivière de l'Hôpital et le bourg du même nom [Hôpital-Camfrout] on exploite des gisements très abondants de kersanton. »

Un article de presse de 1901 évoque « les rudes marins de Daoulas, du Faou, de l'Hôpital-Camfrout, de Logonna et de Plougastel qui déchargent sur ses quais [ceux de Port-Launay] le maërl et le sable du Minou, récompense de leurs pénibles dragages ».

### LeXXesiècle

#### Les tensions religieuses
La Querelle des Inventaires a concerné Logonna-Daoulas. Le journal Le Gaulois écrit le 23 novembre 1906 : « Monsieur Seigland, commissaire de police, a fait cerner aujourd'hui par 40 cuirassiers et 20 hussards l'église de Logonna-Daoulas. L'entrée des cavaliers dans le vieux cimetière a été accueillie par des cris. L'abbé Jézéquel, recteur, n'ayant pas obtempéré aux sommations, les sapeurs du génie ont enfoncé les portes pendant que 500 fidèles chantaient des cantiques ». Le journal Le Temps précise : « Tous les habitants, réveillés par le tocsin, se portent en foule dans le cimetière au milieu duquel s'élève l'église. Toutes les issues du sanctuaire sont barricadées, d'énormes poutres clouées en croix forment une barrière. Le curé refusant de faire ouvrir, le commissaire fait sauter les portes à coups de hache ».
En 1922, des citoyens de Logonna-Daoulas portent plainte contre le curé de la paroisse, l'abbé Baron, car celui-ci fulminait du haut de sa chaire contre les fidèles qui fréquentaient la salle de danse d'un débit de boissons tenu, disait-il, par des excommuniés. Mais le juge de paix débouta les plaignants, disant que le curé n'avait pas abusé du droit car il n'avait fait que des menaces de sanction spirituelle.

#### Projet d'école à Sainte-Marguerite
En 1907, la municipalité envisage de construire une école à Sainte-Marguerite, mais le projet est rapidement abandonné.

#### La Première Guerre mondiale

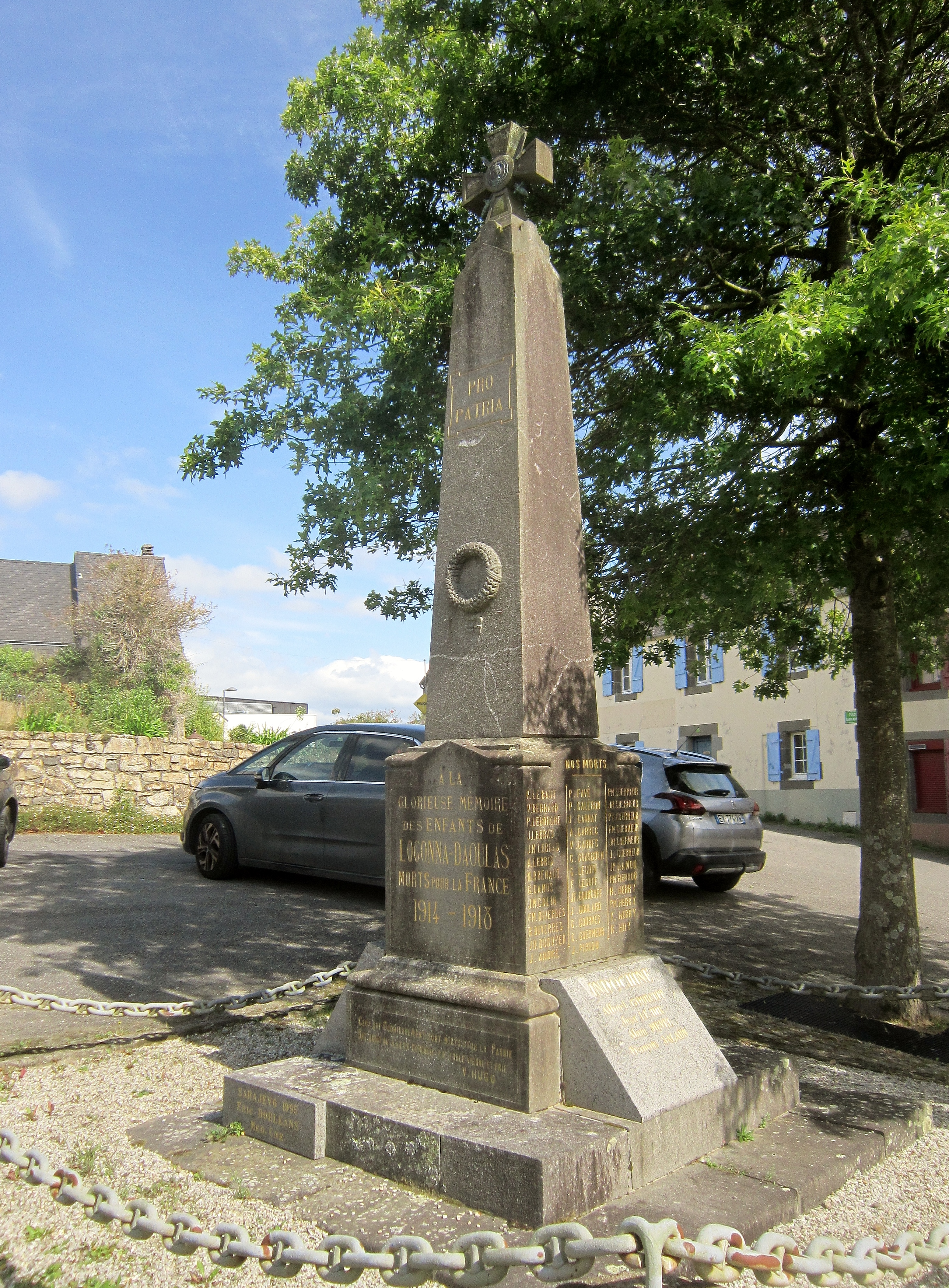
Le monument aux morts de Logonna-Daoulas.

Le monument aux morts de Logonna-Daoulas porte les noms de 72 soldats et marins morts pour la France pendant la Première Guerre mondiale, dont 7 sont indiqués comme ayant péris en mer (parmi eux par exemple François Monfort, matelot à bord du croiseur cuirassé Kléber, tué lors de la Bataille de Sedd-Ul-Bahr (Turquie) le 1er juin 1915) ; 8 au moins sont morts en Belgique dont un à Maissin et 4 à Dixmude lors de la bataille de l'Yser dès 1914 ; 1 (Jean Guermeur) est mort en 1918 alors qu'il était en captivité en Allemagne ; la plupart des autres sont décédés sur le sol français.
Jean Le Goff, matelot à bord du croiseur cuirassé Gueydon est mort des suites de maladie contractée en service le 29 mai 1919 à Arkhangelsk (Russie) où son bateau se trouvait dans le cadre de la Guerre civile russe.

#### L'Entre-deux-guerres

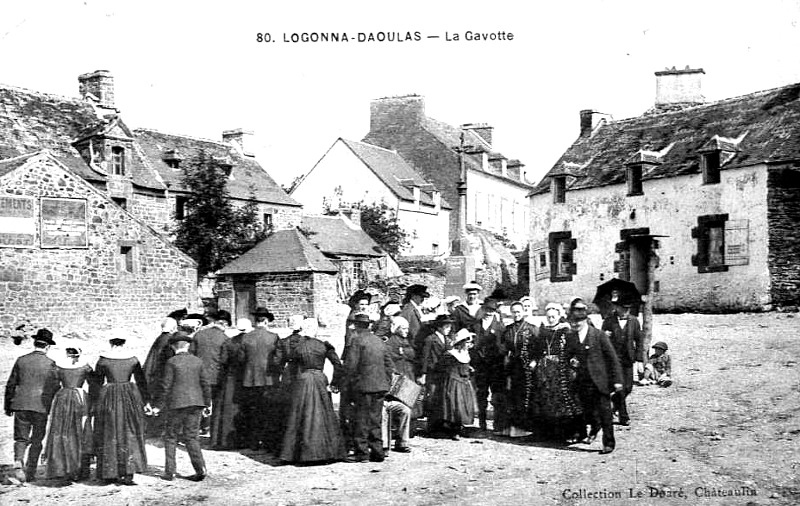
Une gavotte dansée sur la place centrale vers 1930 (carte postale Le Doaré).

Les drames de la mer étaient fréquents : par exemple le 8 janvier 1923, deux barques de pêche de Logonna-Daoulas, chacune ayant quatre hommes à bord, le Général-de-Rosmorduc et le Rose-Saint-Gildas chavirent dans la baie de Poulmic : un marin du premier bateau et trois du second périssent noyés, les autres étant secourus ; le 13 avril 1938 deux matelots du sloop Marguerite, de Logonna-Daoulas, qui pêchaient près de Landévennec, furent jetés à la mer lors d'une rafale de vent et se noyèrent
Le journal L'Ouest-Éclair du 27 septembre 1934 décrit longuement la misère d'une famille nombreuse du village de Camen en Logonna-Daoulas, dont seuls 5 des 13 enfants survivaient.

#### La Deuxième Guerre mondiale
Un combat opposa, le 12 août 1944 à Logonna-Daoulas, huit résistants FFI, commandés par le garde maritime du Faou, Fonson, et des marins allemands.
Le monument aux morts de Logonna-Daoulas porte les noms de 30 personnes mortes pour la France pendant la Seconde Guerre mondiale, dont 3 péris en mer (par exemple Louis Broudin, décédé des suites de ses blessures le 23 septembre 1940 à bord de l'aviso Commandant Duboc devant Rufisque (Sénégal) et Compagnon de la Libération), auxquels il convient d'ajouter 3 autres (Olivier Galeron, Jean Yves Kermarec et Yves François Kermarec, tous trois à bord du cuirassé Bretagne) décédés lors de l'attaque anglaise de Mers-El-Kébir le 3 juillet 1940. Jean Goasguen est mort des suites de ses blessures reçues dans le cadre de l'opération Torch le 19 novembre 1942 à Casablanca (Maroc).
Joseph Mazéas, déporté à partir du camp de Royallieu le 17 janvier 1944 est mort au camp de concentration de Buchenwald le 19 avril 1945.

#### L'après Seconde Guerre mondiale
Quatre soldats (François Salaun en 1947, Albert Gourcuff et Alain Mével en 1949, Jean Le Hir en 1953) originaires de Logonna-Daoulas sont morts pour la France pendant la guerre d'Indochine.
Éric Dorléans, médecin capitaine au régiment d'infanterie coloniale du Maroc, qui participait dans le cadre de la Forpronu à des opérations de maintien de l'ordre dans l'ex-Yougoslavie, est mort des suites de ses blessures le 22 juillet 1995 à Sarajevo (Bosnie-Herzégovine).

## L'exploitation de la kersantite et la «pierre de Logonna»
Au XVIIe siècle, Logonna-Daoulas, lieu d'agriculture, d'élevage et de pêche, acquiert une réelle importance, grâce à l'exploitation de deux gisements de pierre afféagés par le seigneur de Rosmorduc à des carriers. Le premier gisement, exploité depuis le XVIIe siècle, est un lamprophyre dur et fin, la kersantite, plus connue localement sous le nom de kersanton, qui tient son nom du premier site exploité à Loperhet. Logonna comptait plusieurs carrières de kersanton, le plus prisé des sculpteurs étant celui de Rosmorduc, sombre à grains fins et très résistant à l'altération. Les carrières du secteur de Kervaden et Rhun Vraz se trouvaient sur le territoire de Logonna jusqu'à la refonte des limites administratives de 1946. Ce n'est qu'à cette date qu'elles furent intégrées au territoire communal de L'Hôpital-Camfrout.
Une des carrières de Rhun Bihan, appartenant à M. Omnès (trois autres carrières existaient à proximité), est décrite en 1897 lors d'un accident qui fit deux morts :  « 70 ouvriers environ y sont occupés (..) ; une tranchée, ouverte de la carrière au Rhun Bihan, sert à conduire, à l'aide de wagonnets, posés sur les rails, les pierres extraites. Ces pierres sont ensuite embarquées et amenées à Brest. La carrière est à ciel ouvert. Les pierres sont amenées du fond à la surface au moyen de wagonnets titrés par deux treuils, l'un à vapeur, et l'autre manœuvré par huit hommes. La pente des rails est de 15 à 20 cm par mètre, sur une longueur de 25 à 30 mètres ». Un article de 1888 du journal La Dépêche présente l'entrepreneur de carrières M. Omnès, de Brest, comme un « véritable bienfaiteur de ce pays », affrétant par exemple deux vapeurs pour acheminer le public depuis Brest lors des fêtes de l'L'Hôpital-Camfrout en juillet 1888.
Le Phare d'Eckmühl fut construit en pierre de kersanton : un article de 1894 écrit que sur les quais d'embarquement des carrières dans la rivière de L'Hôpital-Camfrout on charge journellement des navires de 100 à 170 tonneaux.
L'autre gisement, la "pierre de Logonna", est un microgranite quartzique ocre-blond dont les feldspaths sont ocres en raison de la présence d'oxyde de fer, et rehaussés de cernes concentriques plus foncés (auréoles concentriques brunâtres d'hydroxyde de fer issues de la percolation d'eaux ferrugineuses à travers un granite très fissuré, pendant l'ère tertiaire sous un climat tropical humide), ce qui fait penser à des veines du bois. Cette roche a un effet décoratif certain, égayant les constructions qui l'ont utilisée ; elle alterne souvent dans les constructions avec le kersanton) qui lui donnent un aspect de faux bois. Il est ponctué de petits trous, dus à une altération superficielle des phénocristaux feldspathiques. La pierre, connue sous le nom de pierre de Logonna, est extraite principalement des carrières du Roz, endroit où elle est exploitée depuis le XVIe siècle. Une autre carrière de pierre jaune, à l'est du village de Sainte-Marguerite, a été exploitée jusqu'en 1960 environ. Son aptitude à la taille, sa résistance à l'altération et la possibilité d'un transport aisé par voie d'eau ont permis une large utilisation de la pierre de Logonna dans les monuments religieux du centre-ouest finistérien. Au nombre des réalisations modernes en pierre de Logonna figurent l'église Saint-Louis de Brest, achevée en 1958 et la nouvelle abbaye de Landévennec, achevée en 1965.
Au début du XXe siècle, les carrières employaient plus de 300 personnes – tailleurs de pierre, fendeurs de pierre, maîtres-carriers. Beaucoup d'entre eux venaient de l'extérieur et se mariaient avec des Logonnaises. Des agriculteurs, des pêcheurs, des ostréiculteurs venaient aussi y travailler à la mauvaise saison. Selon une enquête, en 1902 la durée hebdomadaire du travail était de 63 heures chez les tailleurs de pierre de Logonna-Daoulas.
En dehors du site du Roz, ces carrières ne sont plus exploitées. Certaines, utilisées comme décharges plus ou moins contrôlées, ont été comblées ; d'autres sont envahies par les eaux et la végétation. Les carrières produisaient beaucoup de déchets et d'éclats de taille qui s'amoncelaient, formant de véritables terre-pleins gagnés sur la mer, le plus bel exemple étant le terre-plein sur lequel furent construits les premiers bâtiments du centre nautique de Moulin-Mer.

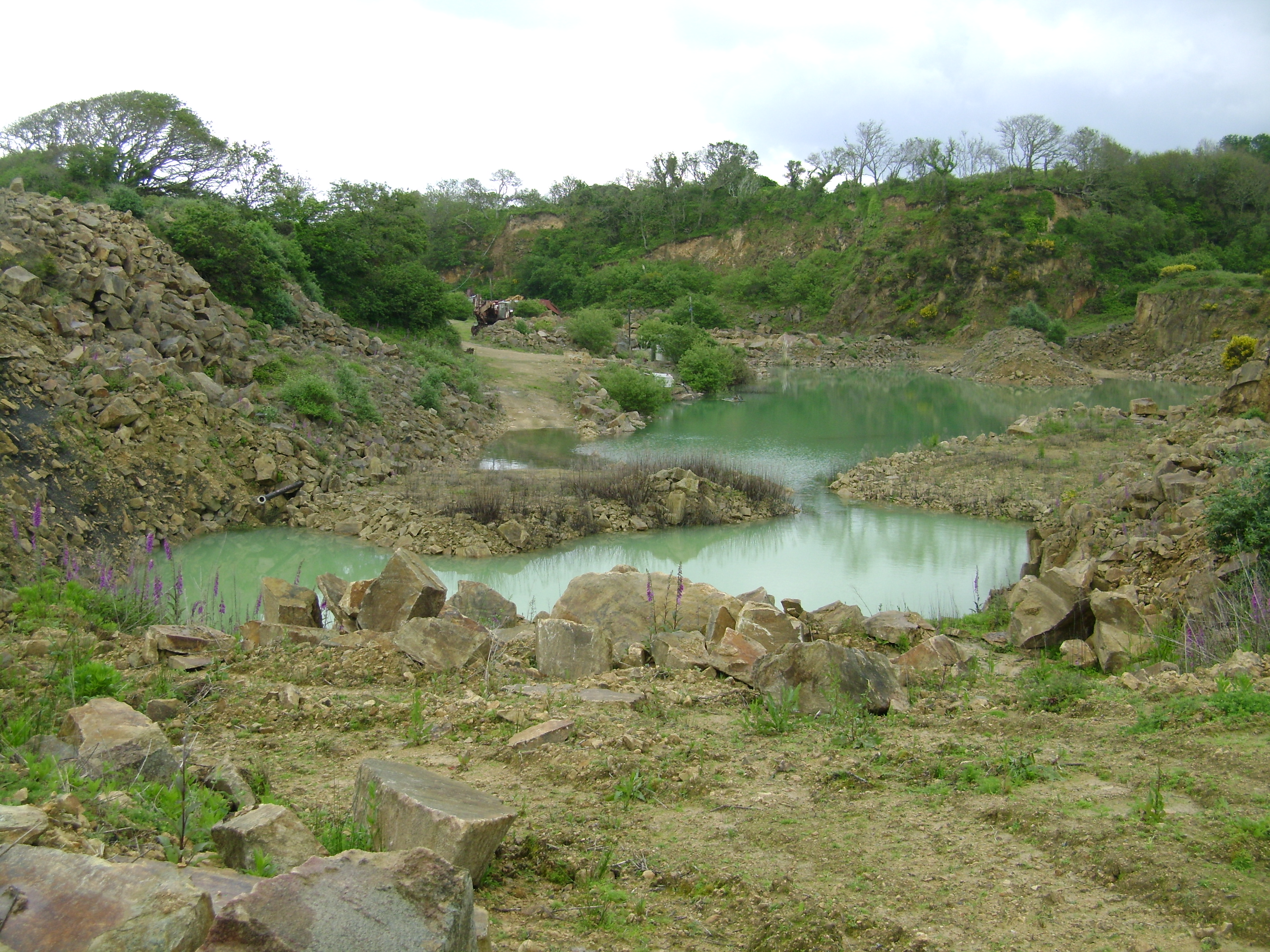
La carrière du Roz, site d'extraction de la pierre de Logonna.
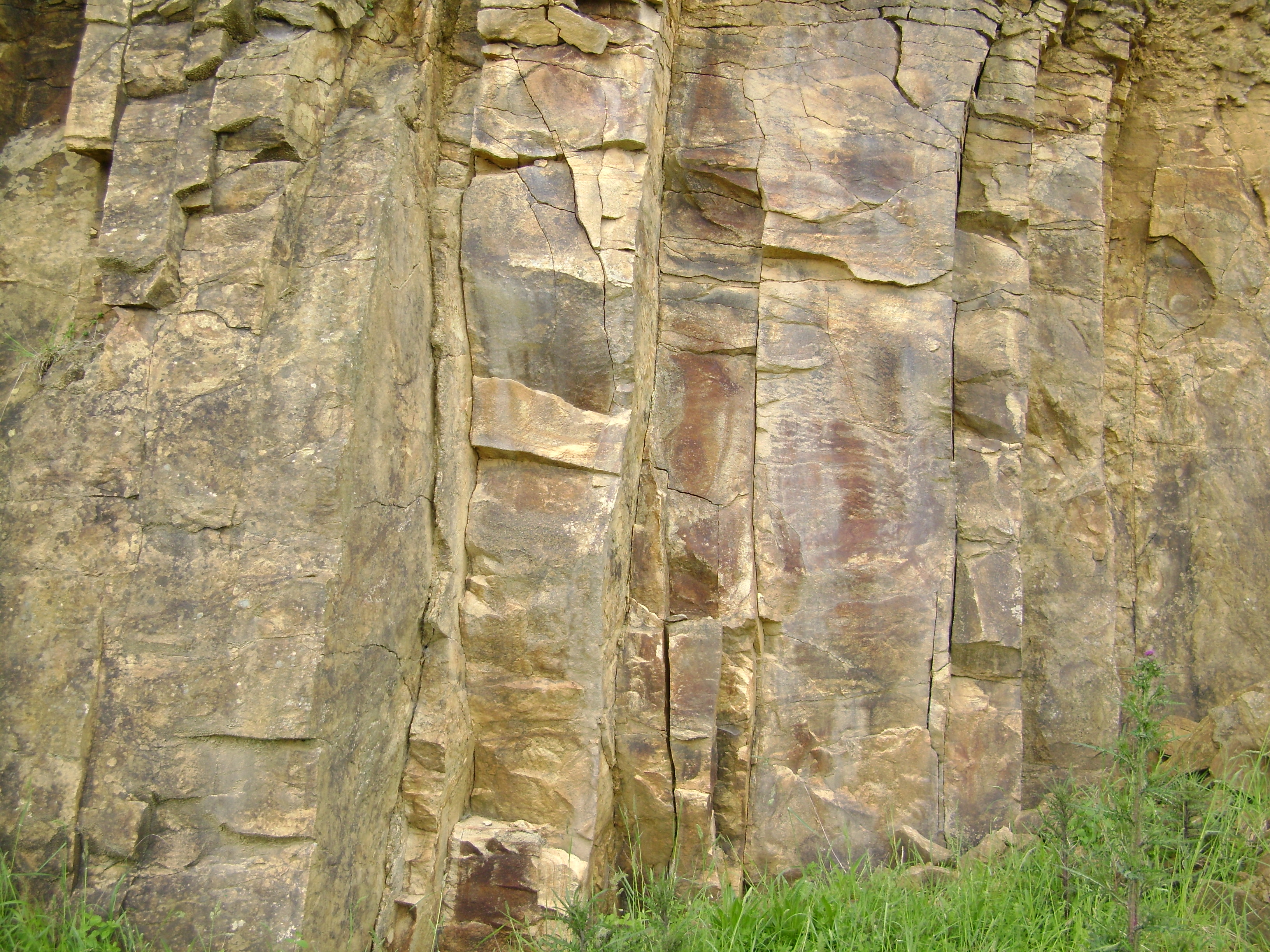
Front de taille.
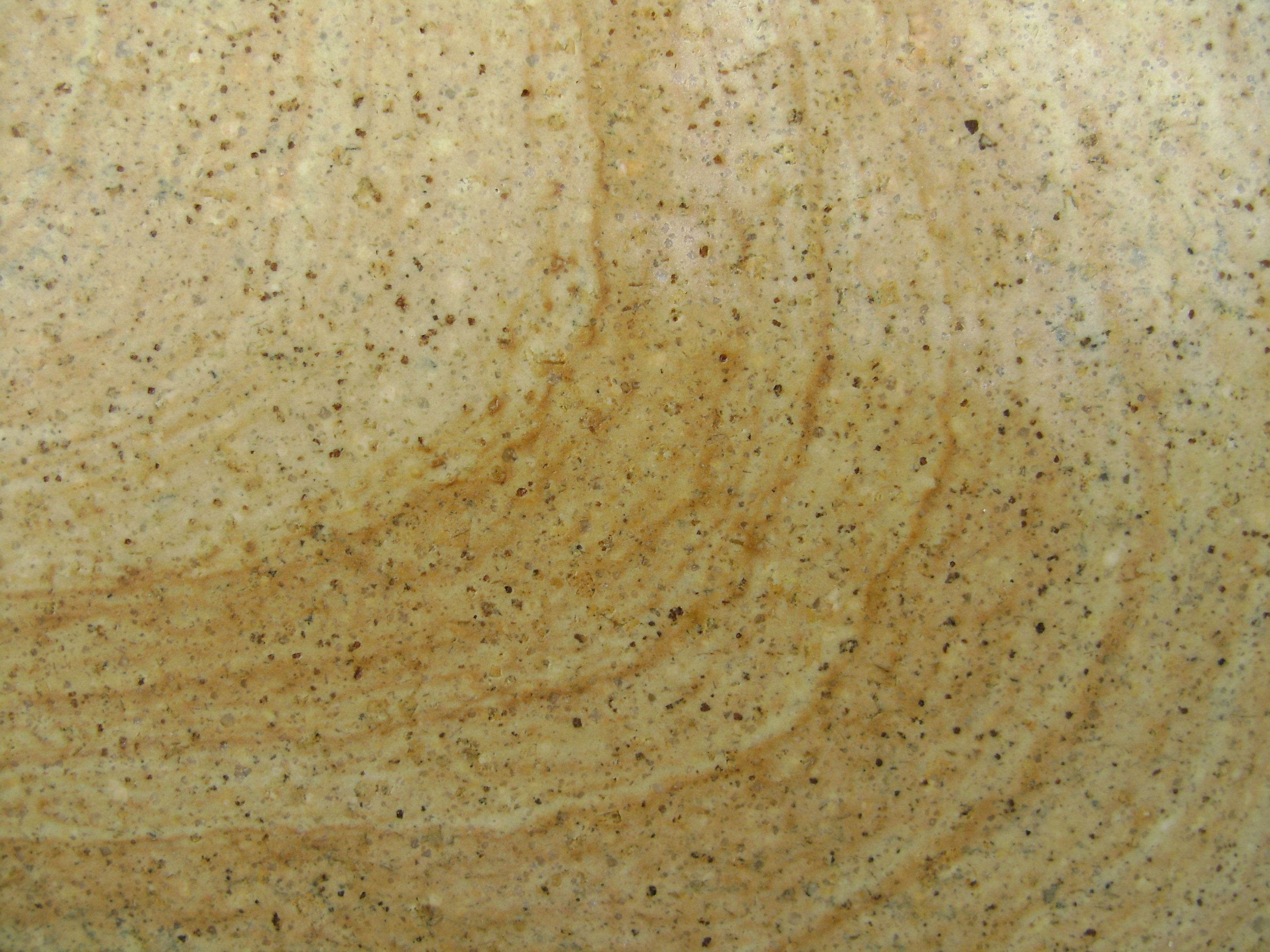
Aspect de la pierre de Logonna après polissage.
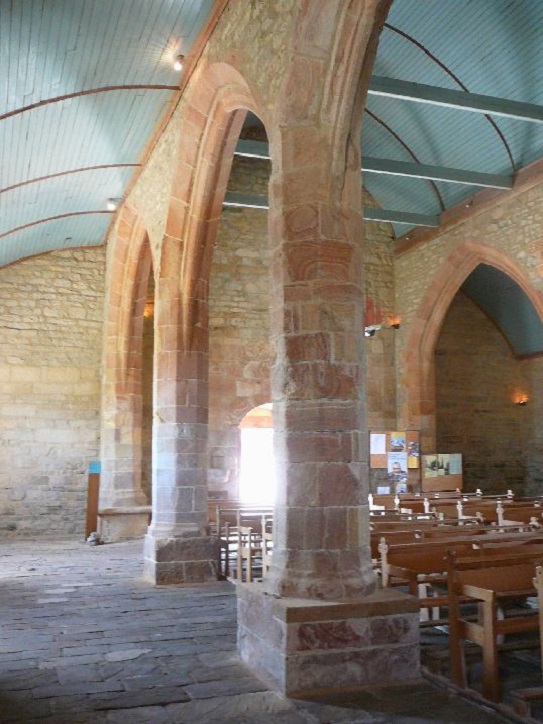
Chapelle Notre-Dame-de-Rocamadour : pilier en pierre de Logonna
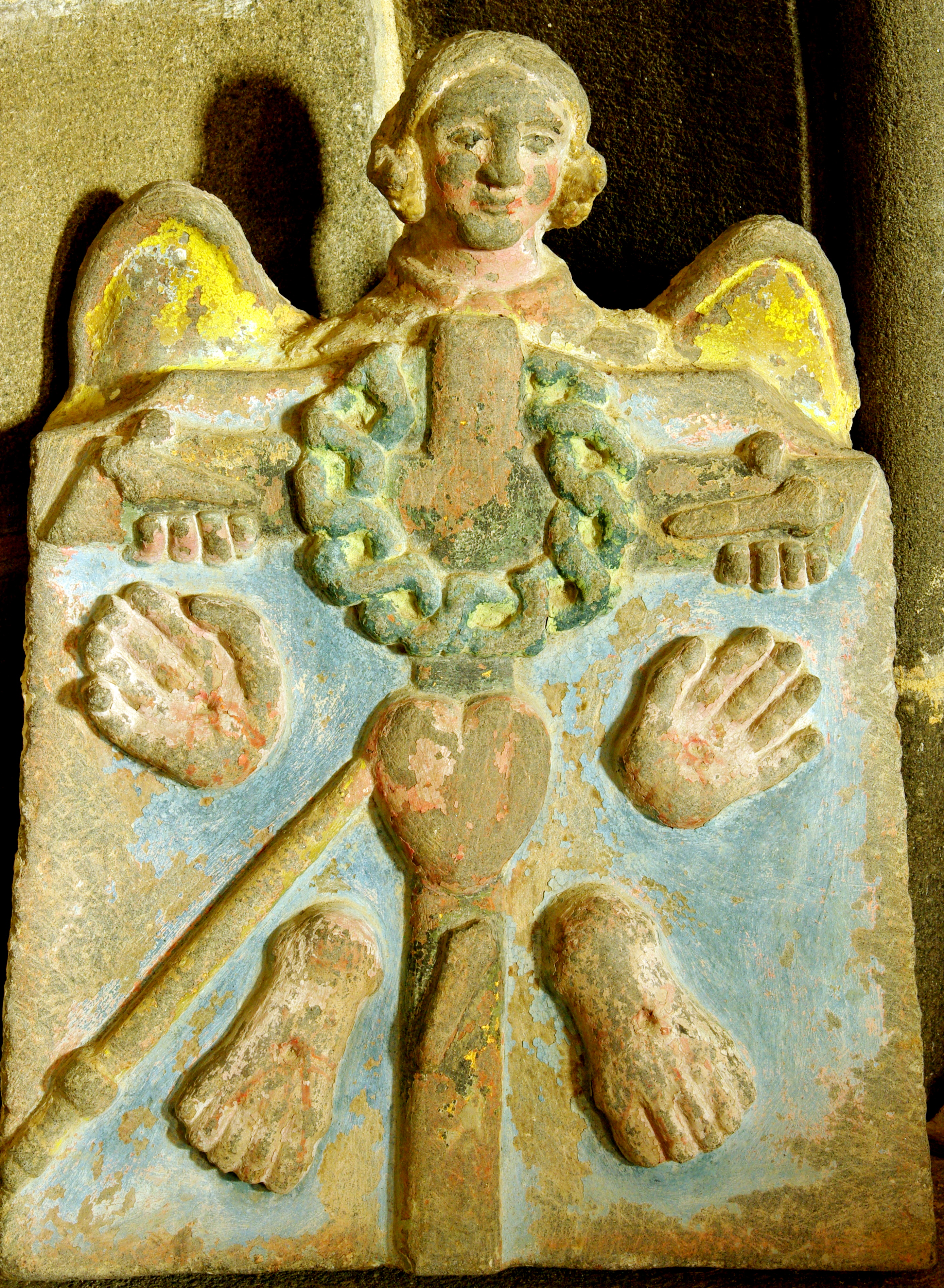
L'ange aux cinq plaies, traditionnel blason des carriers « aux mains meurtries », kersanton polychrome.
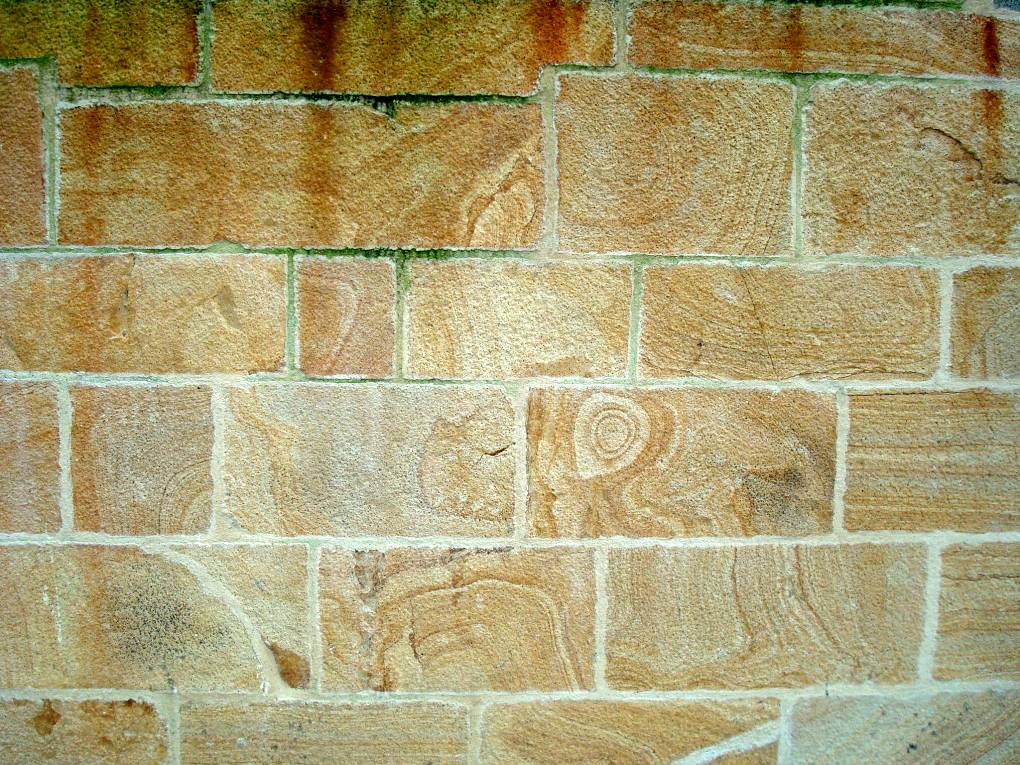
Pierre jaune de Logonna sur le mur d'un édifice religieux.

## Le littoral
Situé sur une presqu'île, le littoral n'est jamais très loin du village. Une partie de l'activité historique de la presqu'île était d'ailleurs tournée vers la mer et principalement la rade de Brest.

### Le sentier côtier
Le sentier côtier de Logonna-Daoulas, d'une longueur de plus de 20 km, relie Daoulas à L'Hôpital-Camfrout et permet de faire le tour complet de la presqu'île en environ 4 h 30 de marche, via  les points remarquables de Logonna dont la pointe du Château et la pointe du Bendy tout à l'ouest. Il est relié au GR34 faisant le tour du littoral breton.
Depuis le sentier de grande randonnée GR 34 sur le quai de Daoulas, le sentier côtier longe la ria de Daoulas puis relie l'anse de Prat Mil Pont, le Mengleuz et le port de Pors-Beac'h. Il se poursuit vers la pointe du Château, contourne les anses de Penn Foull et du Roz puis la grève du Yelen pour arriver à la pointe du Bendy. Il longe ensuite les grèves de l'Île Grise, Porzisquin, l'anse du Bourg et Garrec Ven jusqu'au port de Moulin-Mer au sud. De là, il serpente le long de la ria du Camfrout (depuis 2018) par l'anse du Rohou, Kernisi et le château de Rosmorduc puis rejoint le GR34 à l'Hôpital-Camfrout.
Ce parcours emprunte des sentiers côtiers aménagés, des portions de route goudronnée et des chemins communaux, dont certains très anciens.
Différents parkings existent (Porzisquin, l'anse du Bourg, Gorrequer et l'anse du Rohou) au départ desquels des boucles de 4 à 7 km sont balisées (durées d'environ 1 à 2 h).
Malheureusement ces sentiers sont menacés par l'érosion littorale et il faut fréquemment en modifier le tracé en raison des effondrements qui surviennent ; si le plus souvent les propriétaires riverains acceptent, le refus de l'un d'entre eux au Yelen interrompt le sentier sur une centaine de mètres, obligeant à un détour de plusieurs kilomètres ou à passer par la grève. Cette section est rouverte fin 2024.
Deux sections du sentier côtier sont partiellement fermées en hiver, du 15 décembre au 15 mars, pour préserver la tranquillité de zones d'hivernage des oiseaux migrateurs. Plusieurs points d'observation ornithologique sont aménagés.

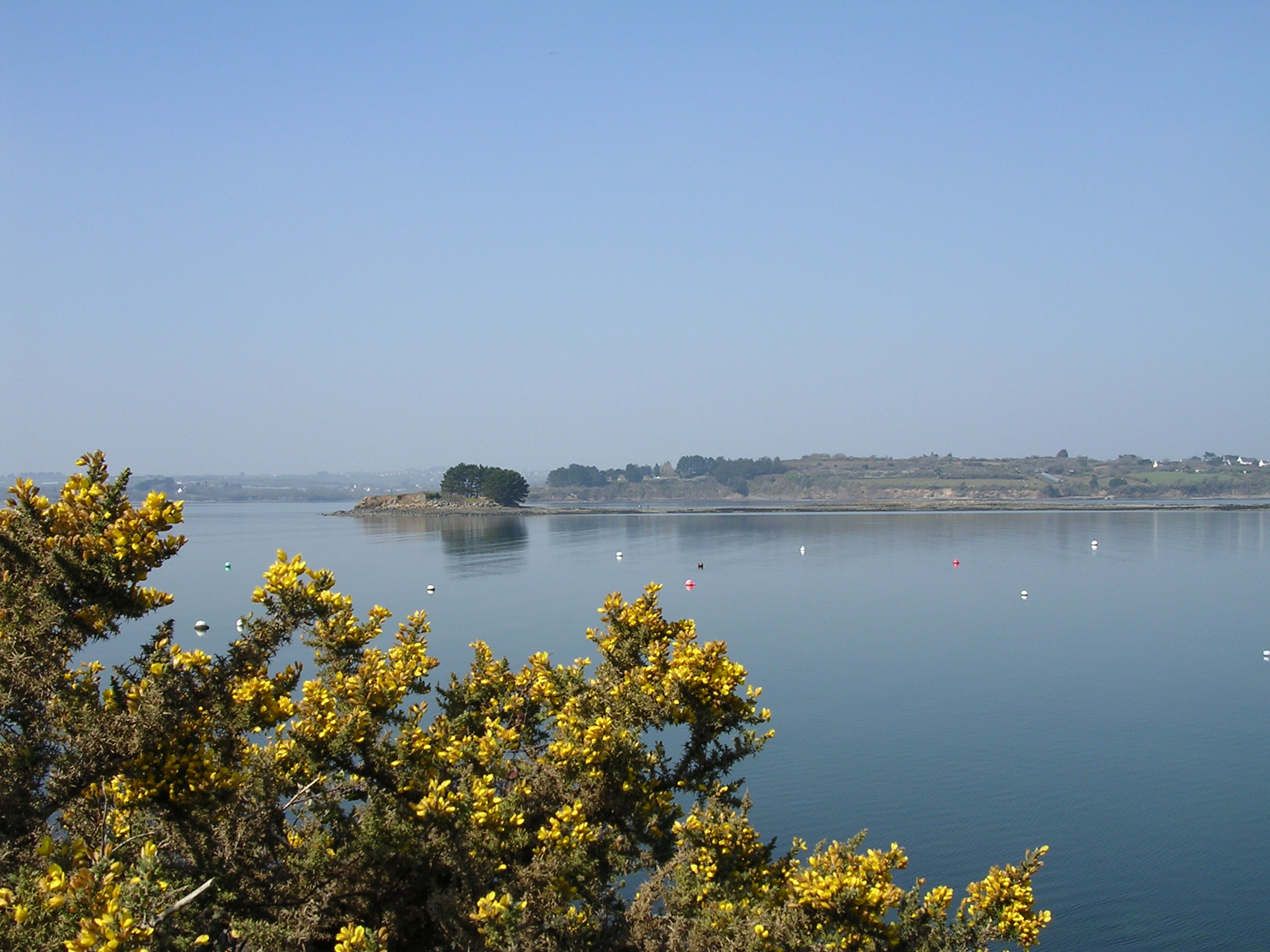
Vue du sentier côtier sur la pointe du Château.
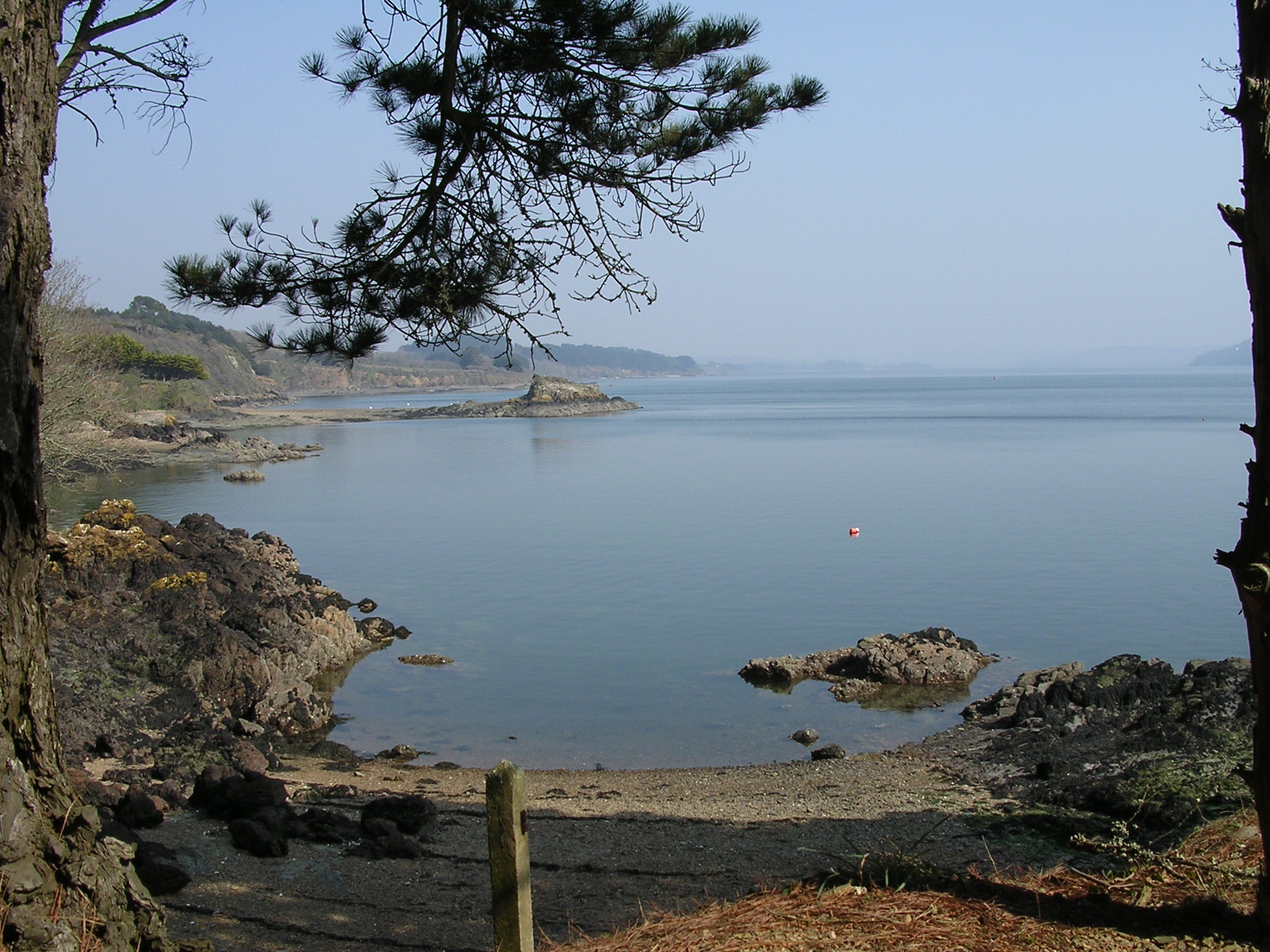
Vue du sentier côtier sur l'Île Grise et Landévennec.
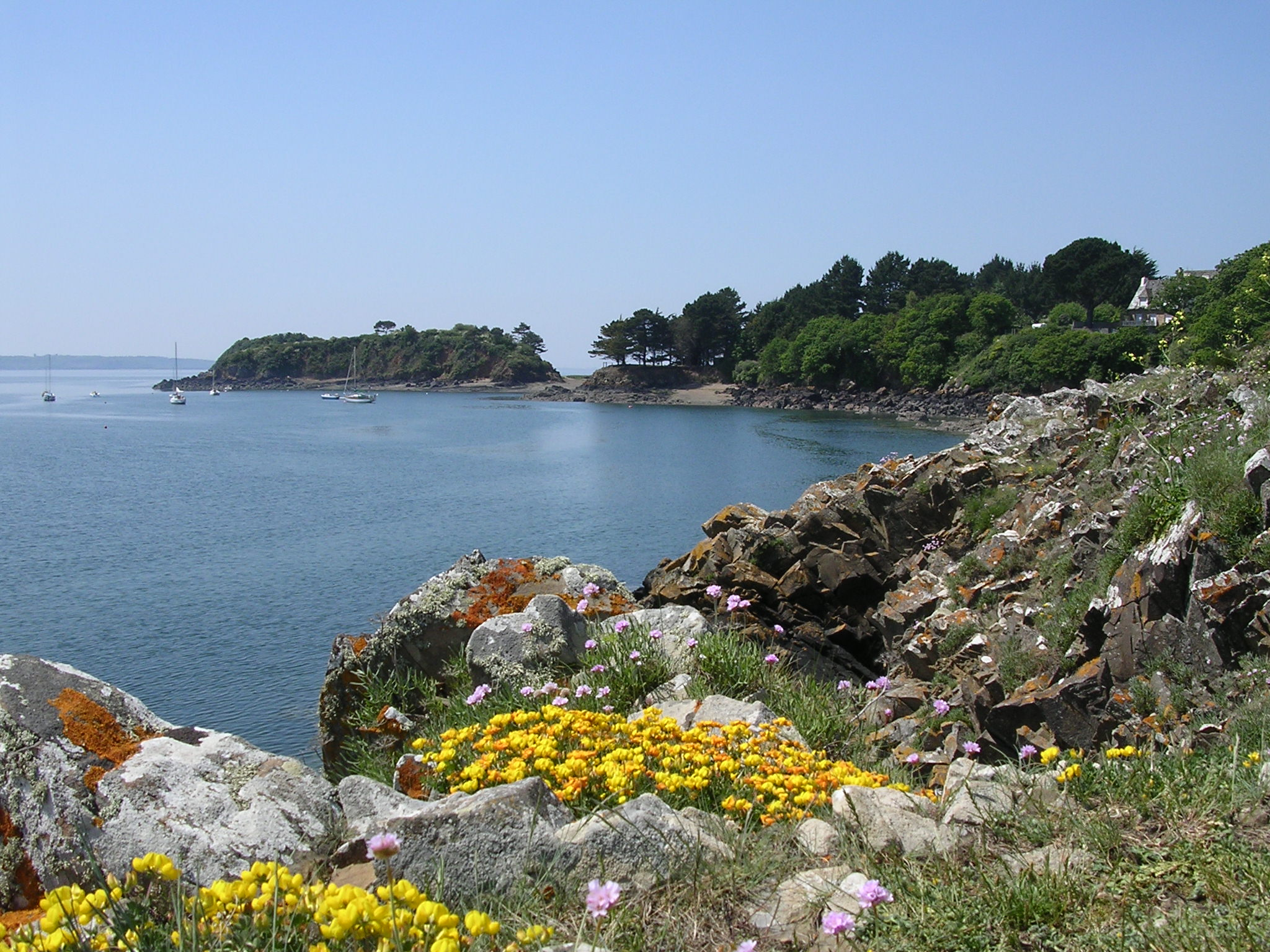
Pointe du Bendy.
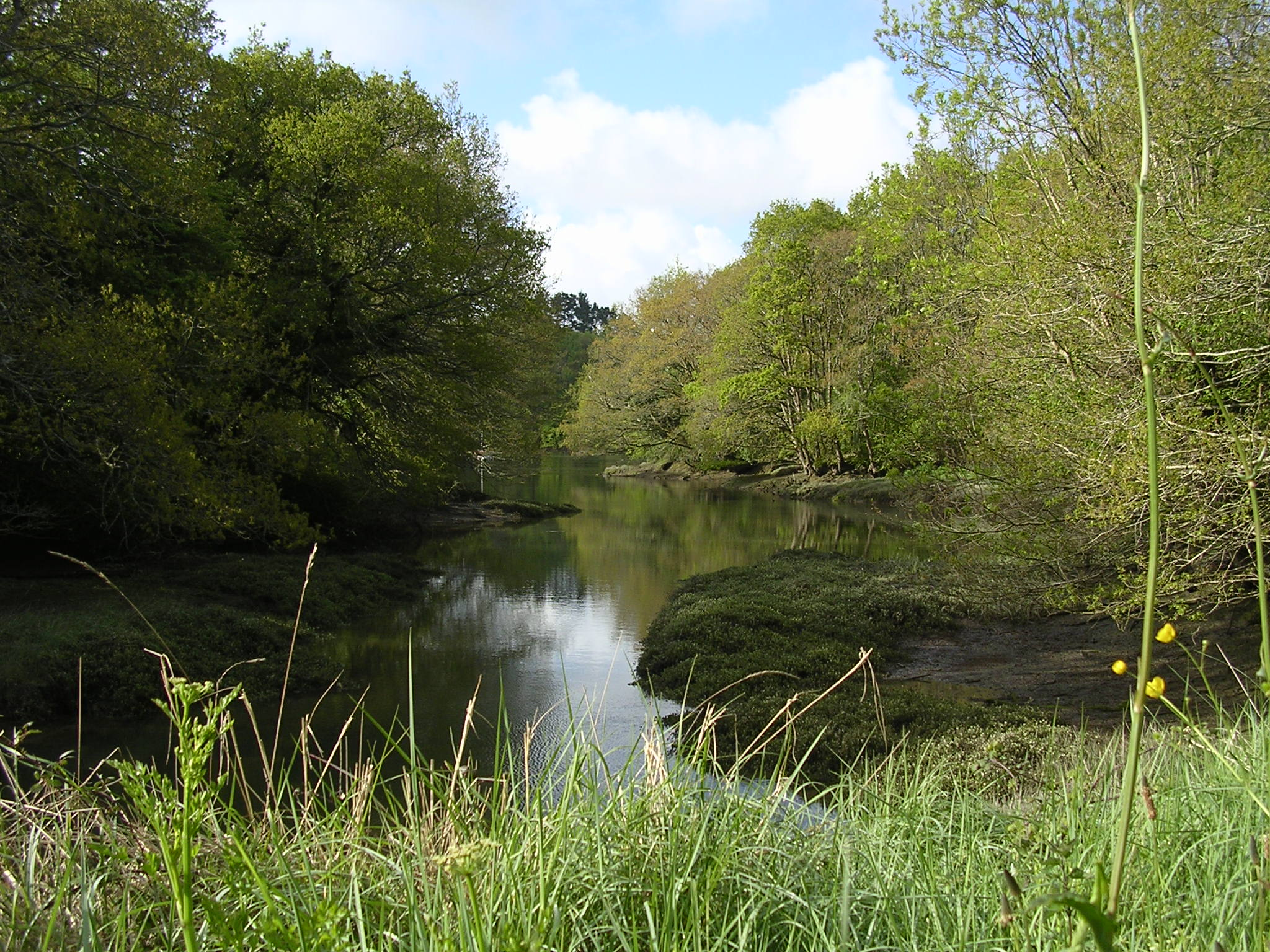
Anse du Rohou.
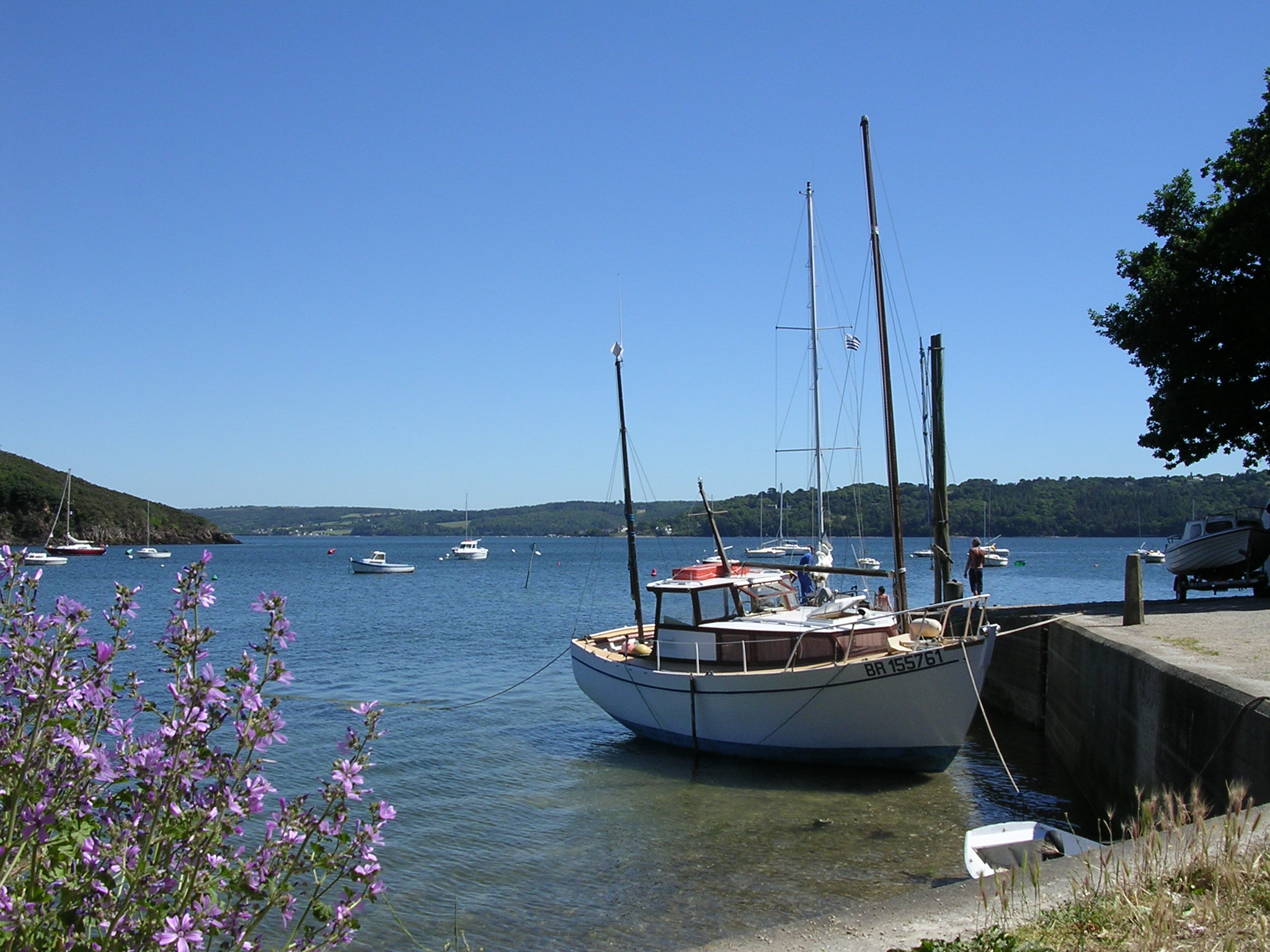
Port de Moulin-Mer.
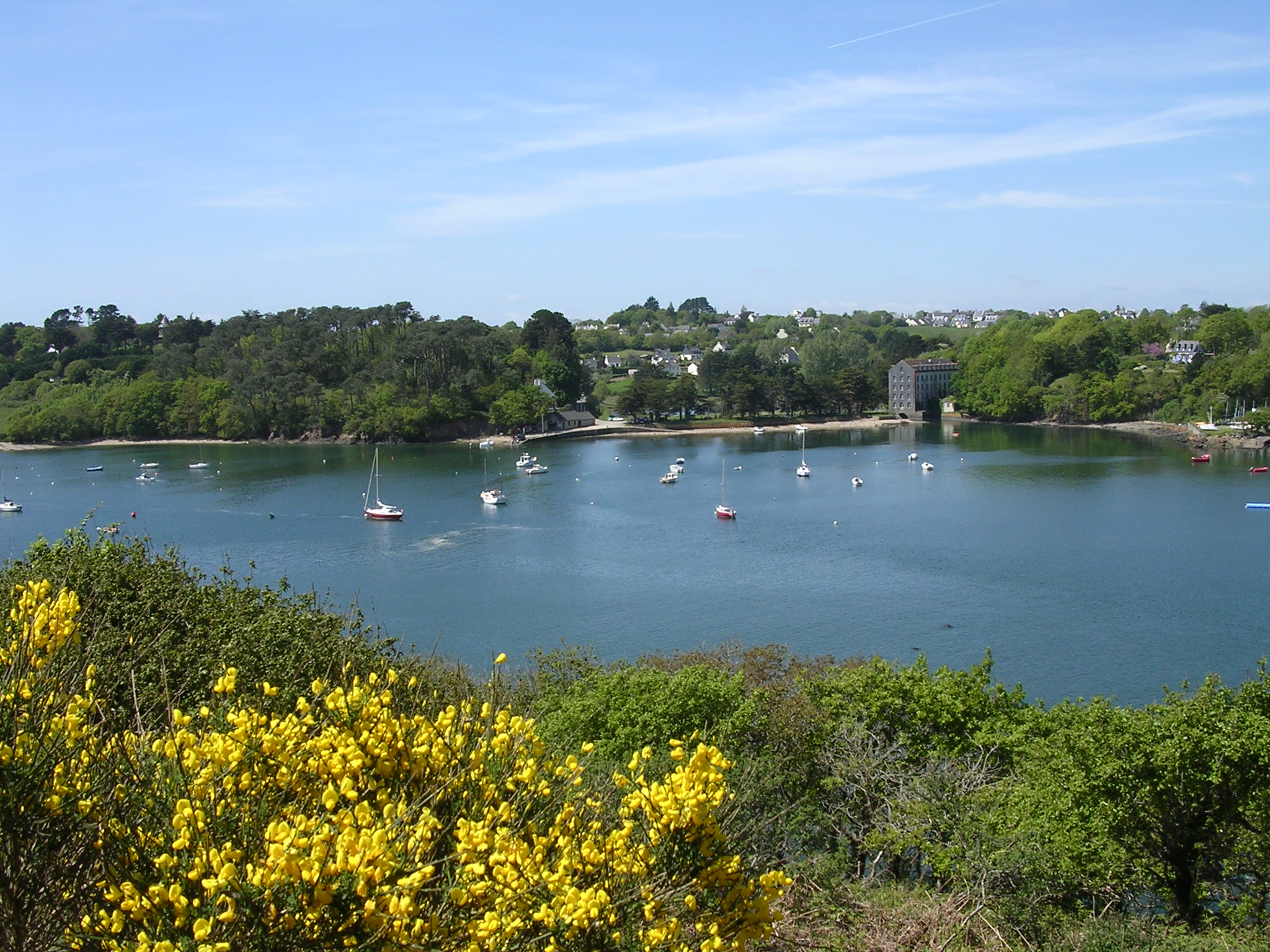
Port de Moulin-Mer vu de Goasquelliou.
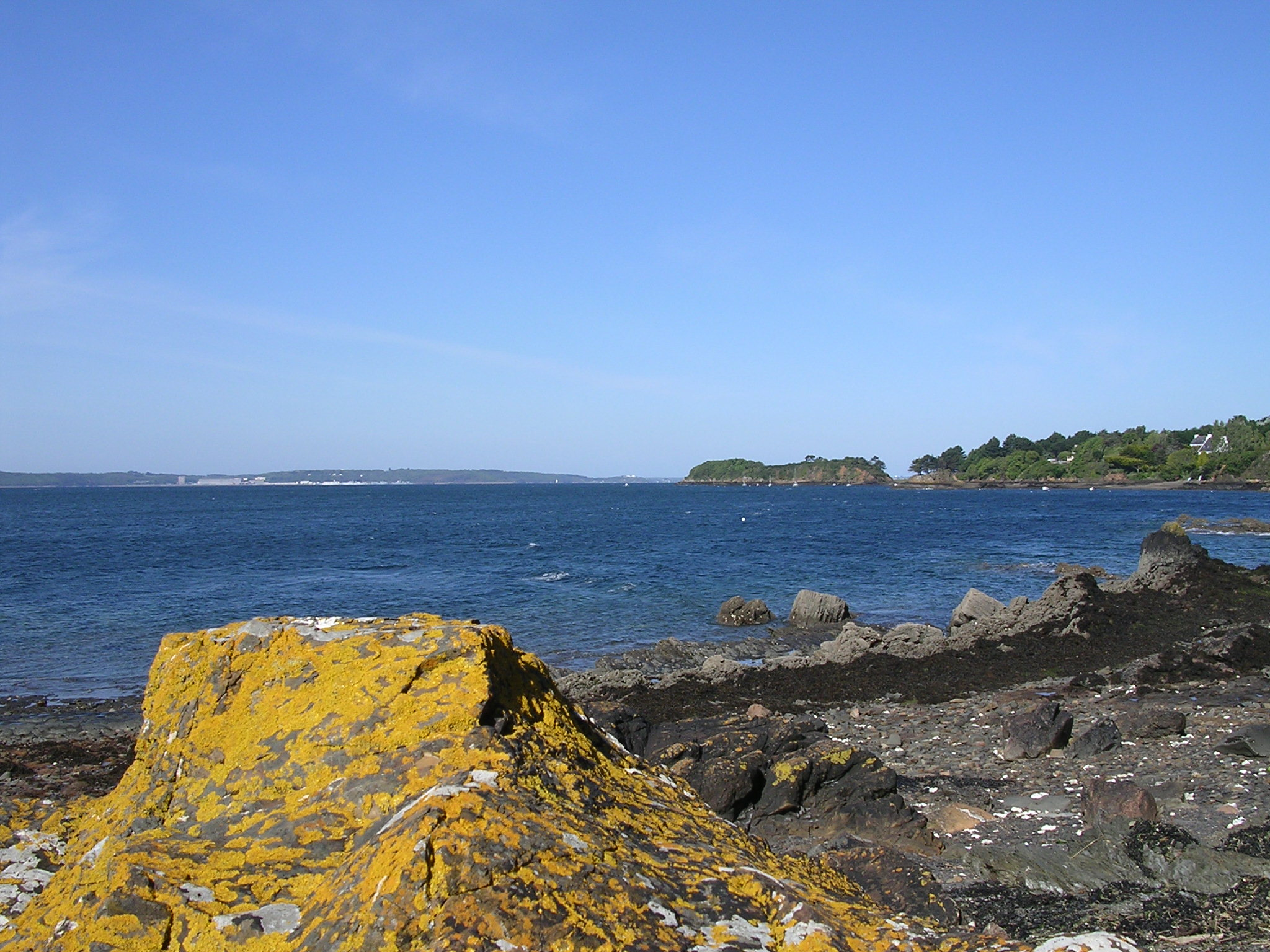
Porsisquin.
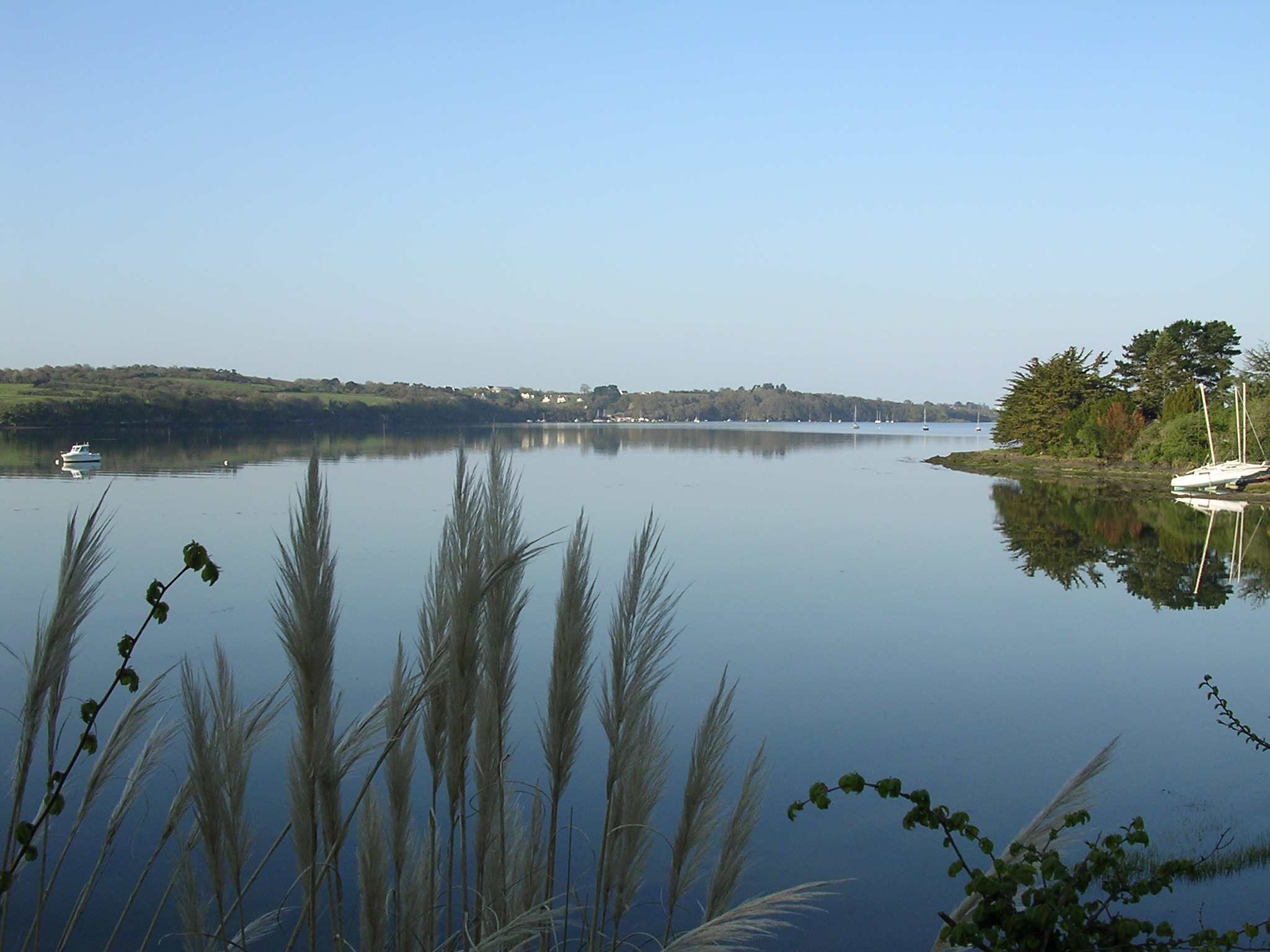
Vue du sentier côtier de Daoulas (Rosmellec) sur Pors Beac'h.
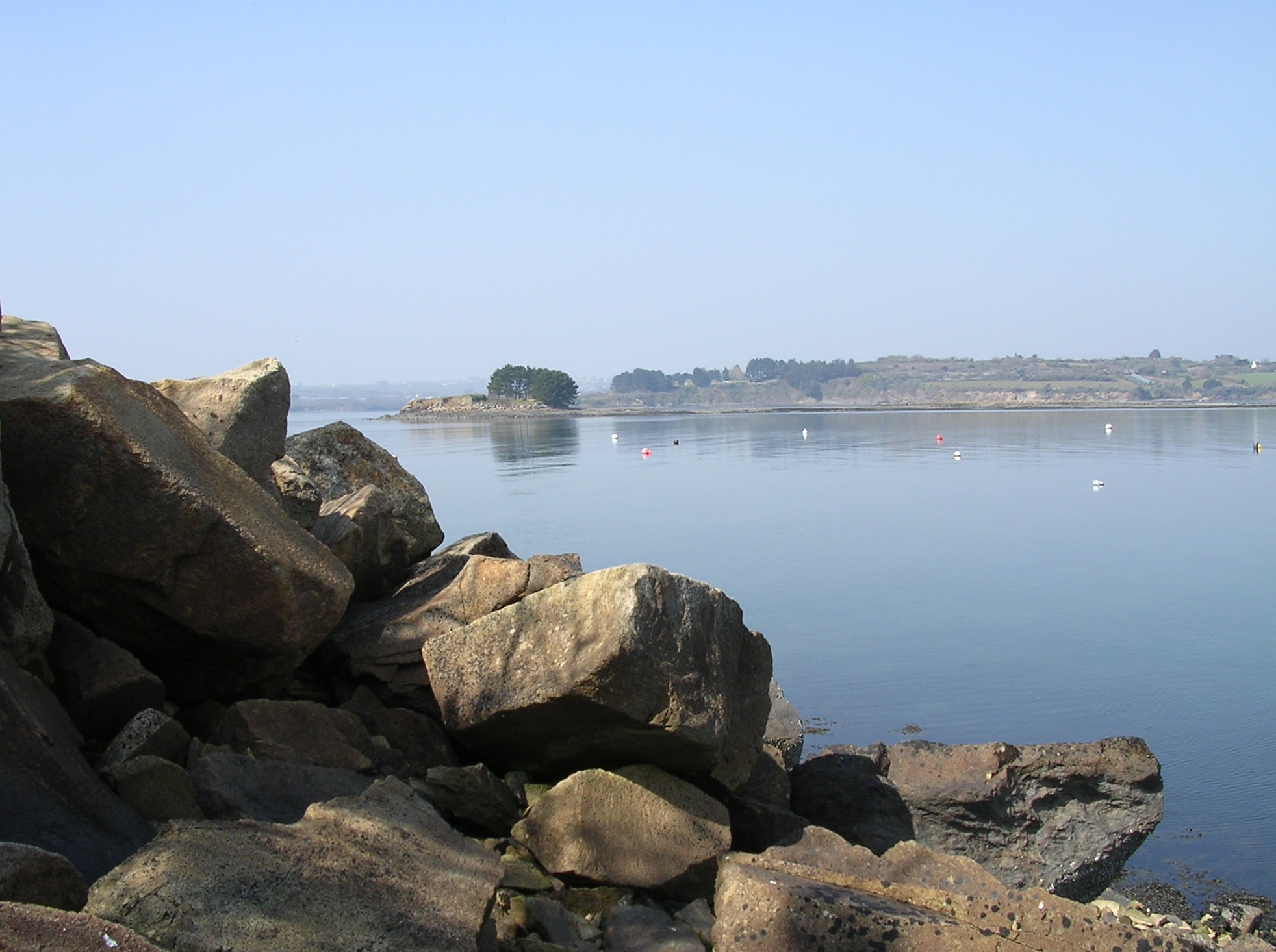
Pointe du Château.
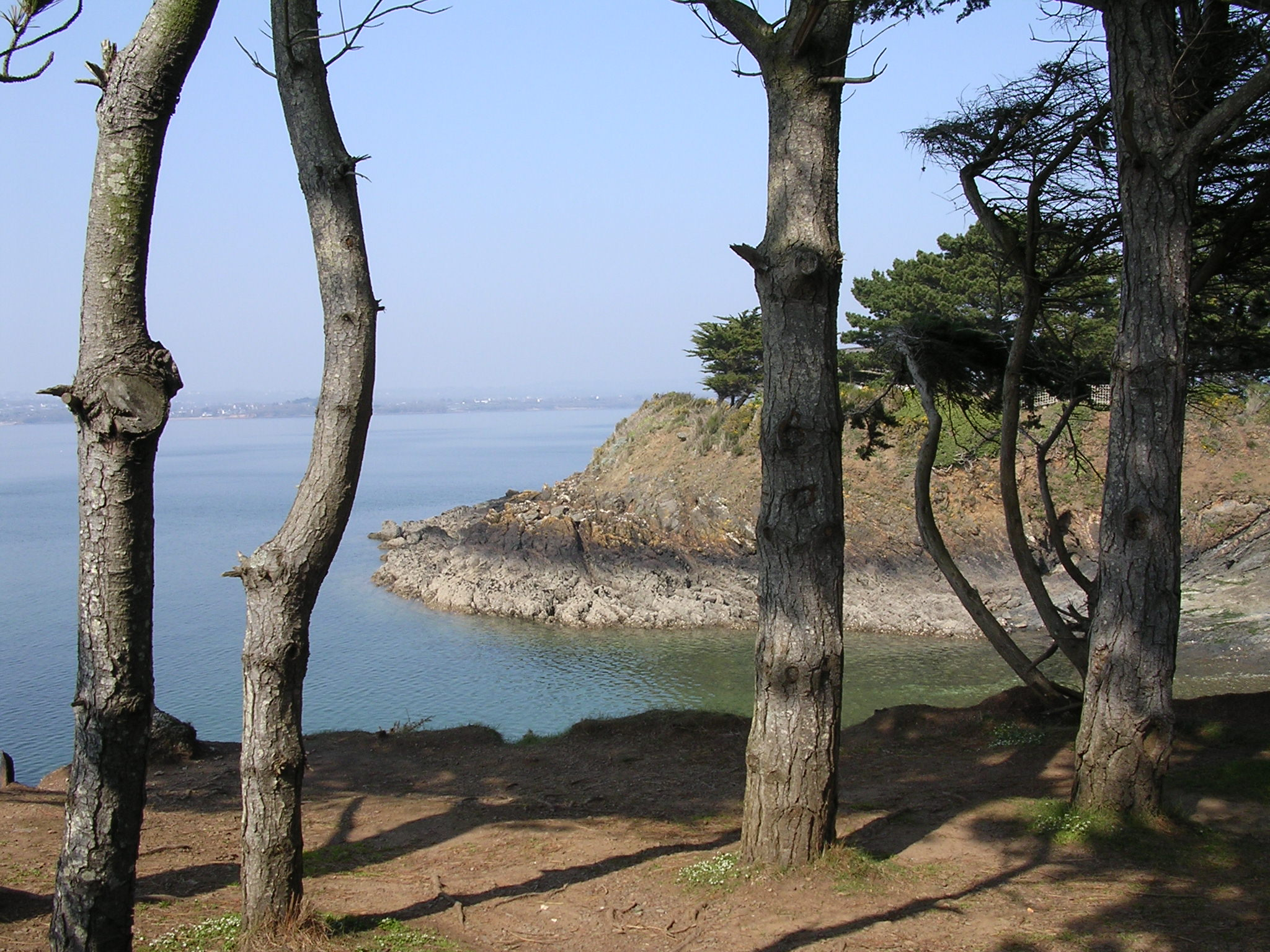
Sentier côtier de Logonna-Daoulas.
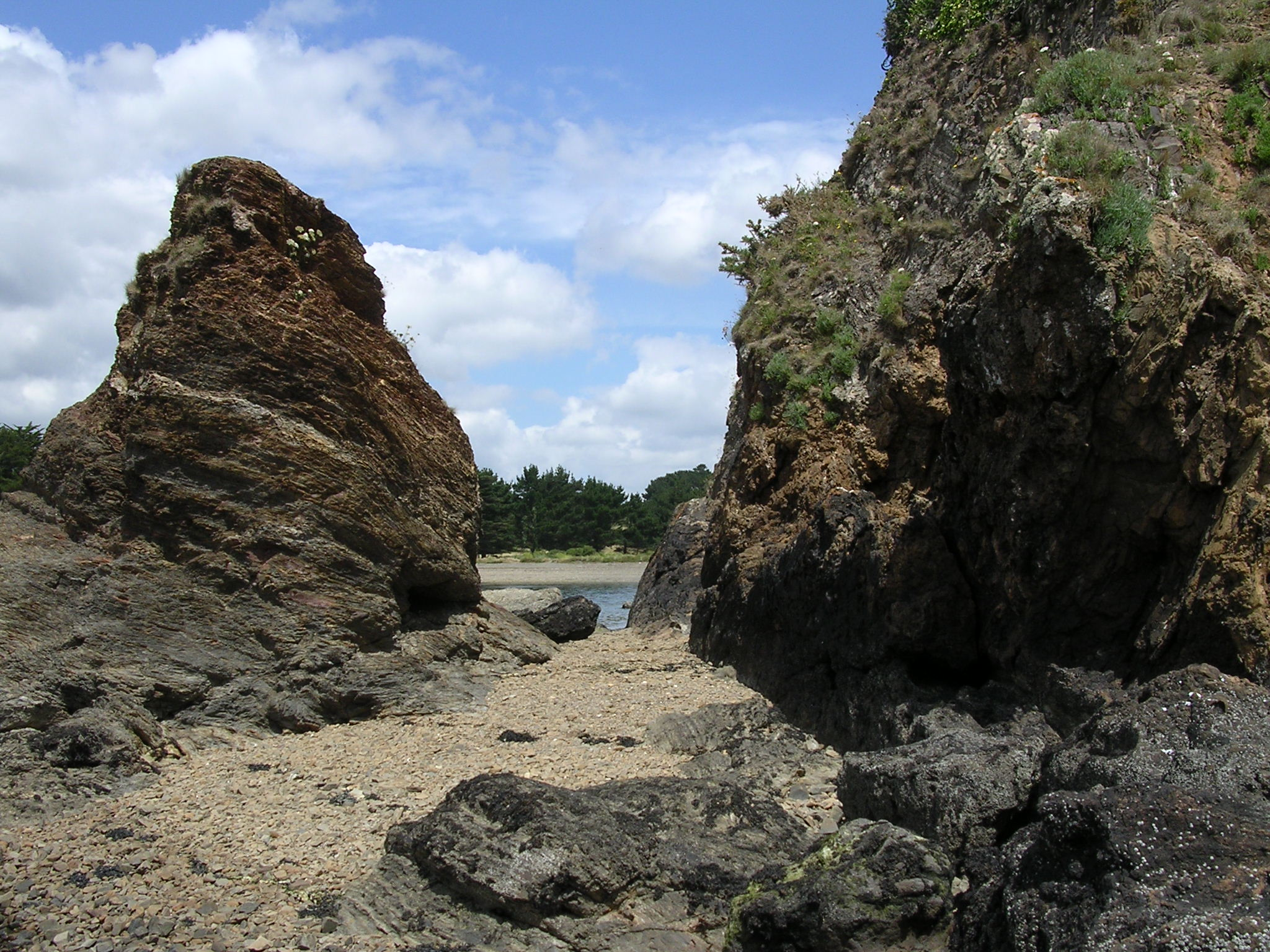
Passage entre les 2 îles du Bendy.
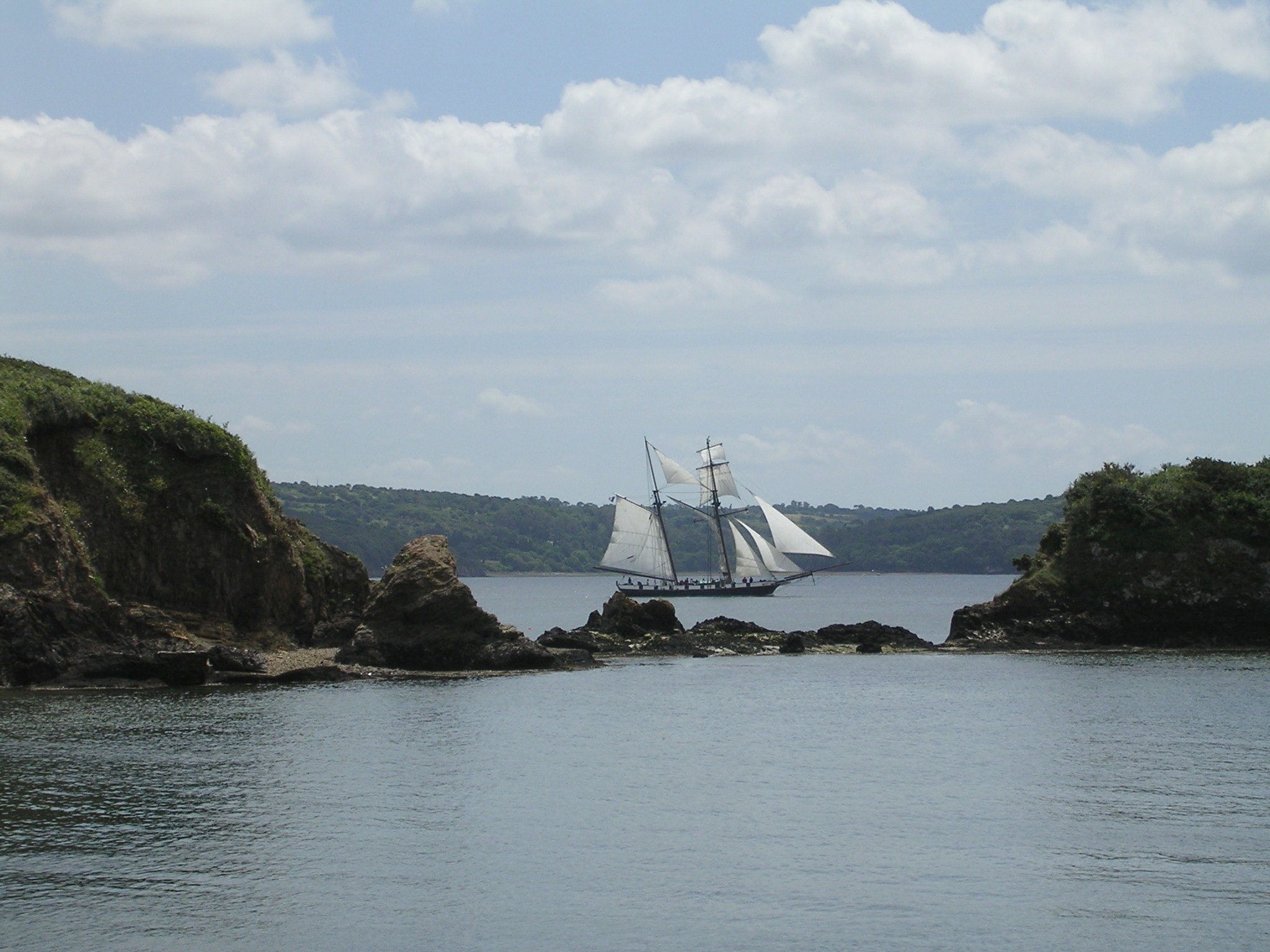
Vue du sentier côtier sur les îles du Bendy parées par La Recouvrance

## Agriculture
L'agriculture est concentrée dans la partie est de la commune.

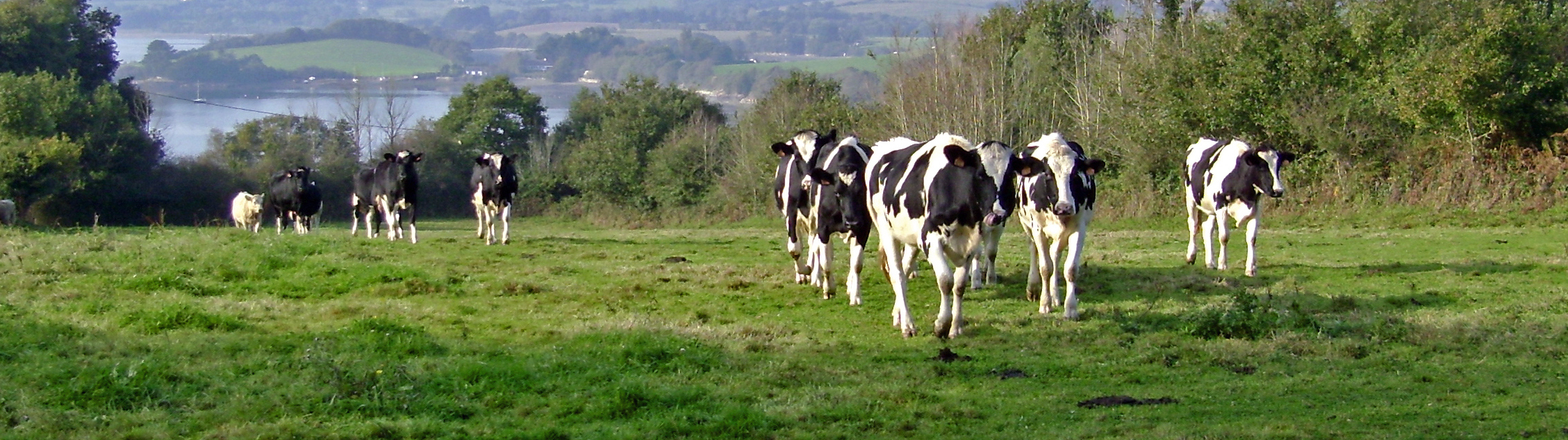
Génisses de race laitière à Quénécadec.
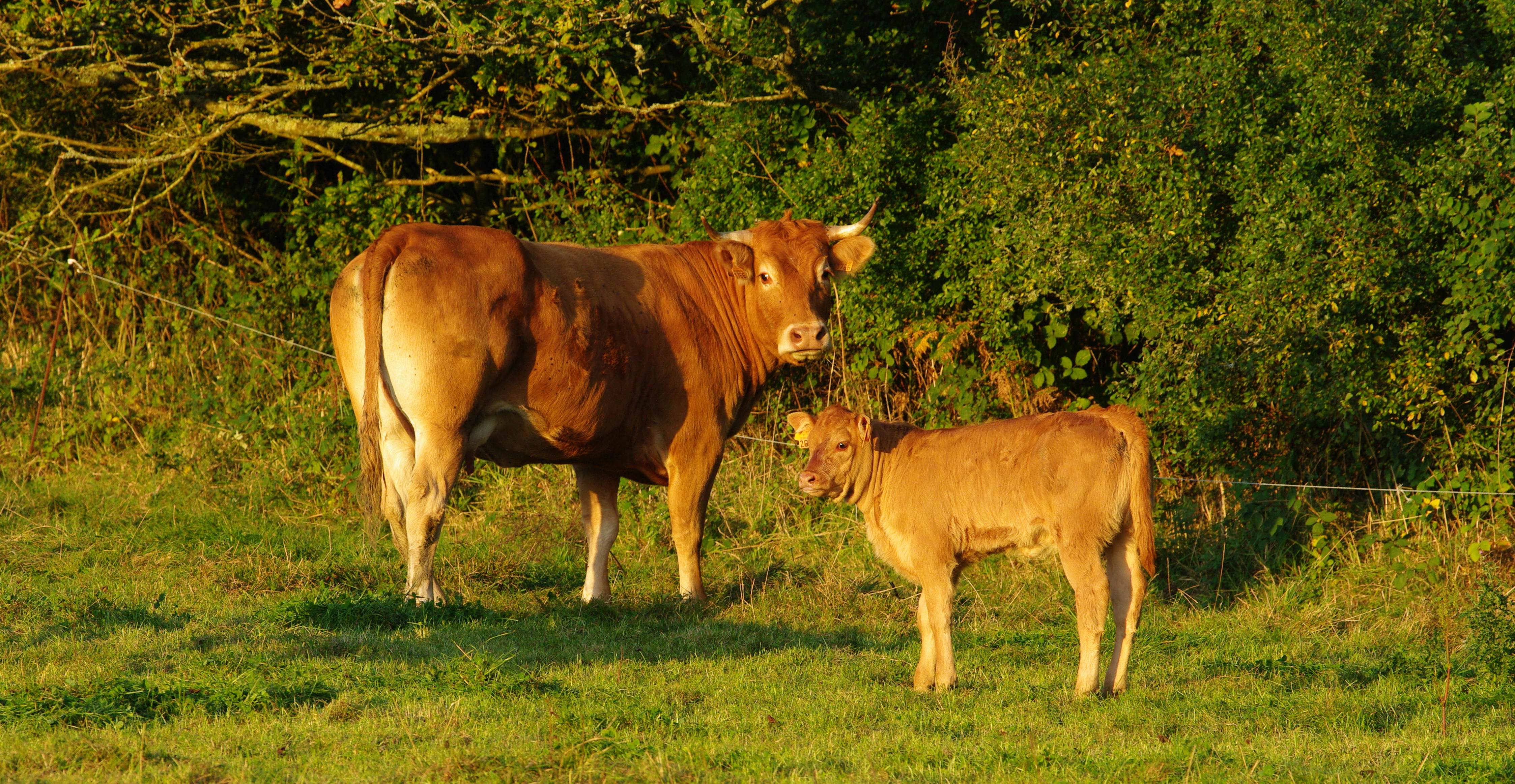
Vache Limousine et son veau à Roudourou.
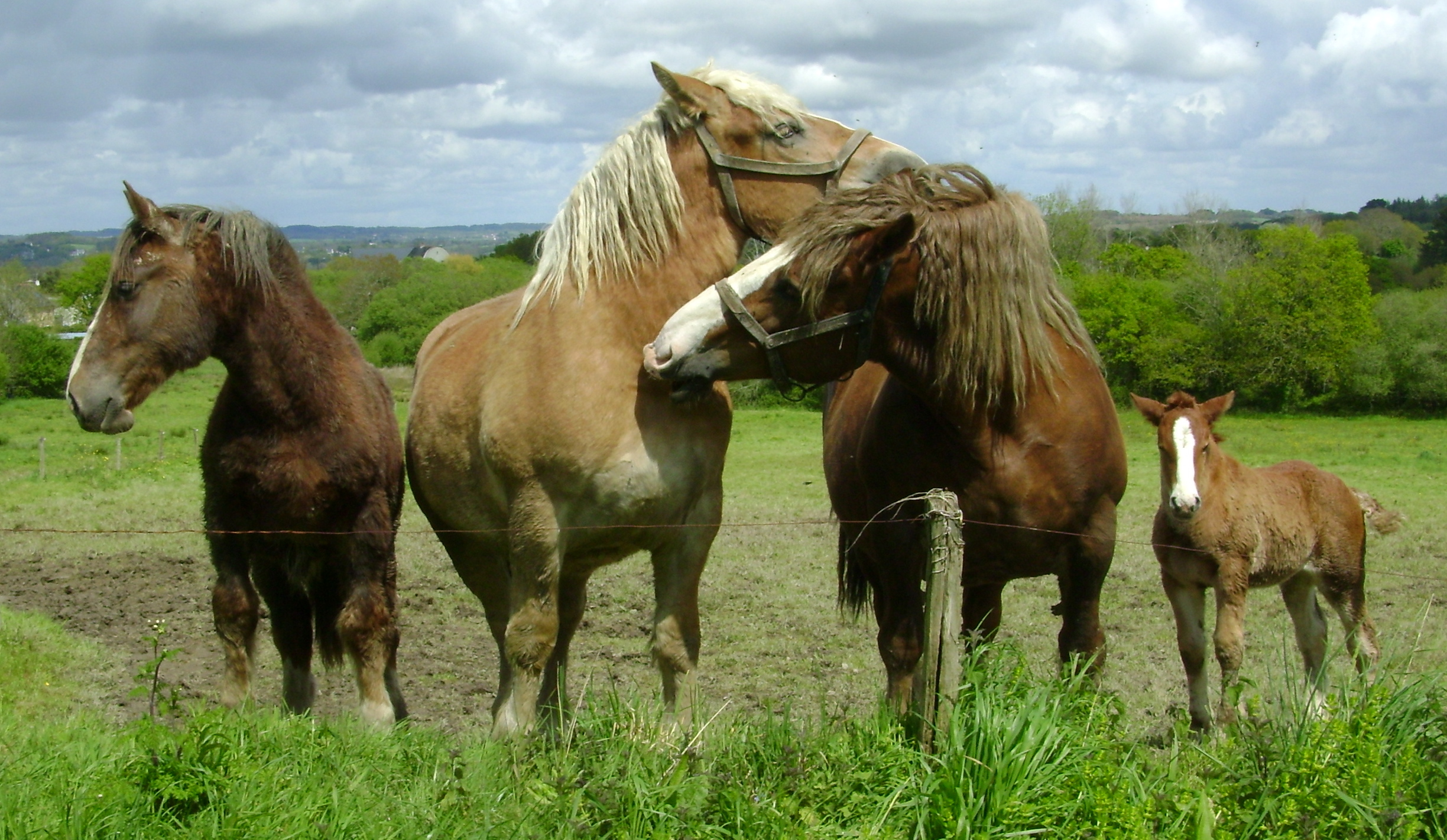
Postiers bretons à Cléménéc'hy.

## Pêche et conchyliculture

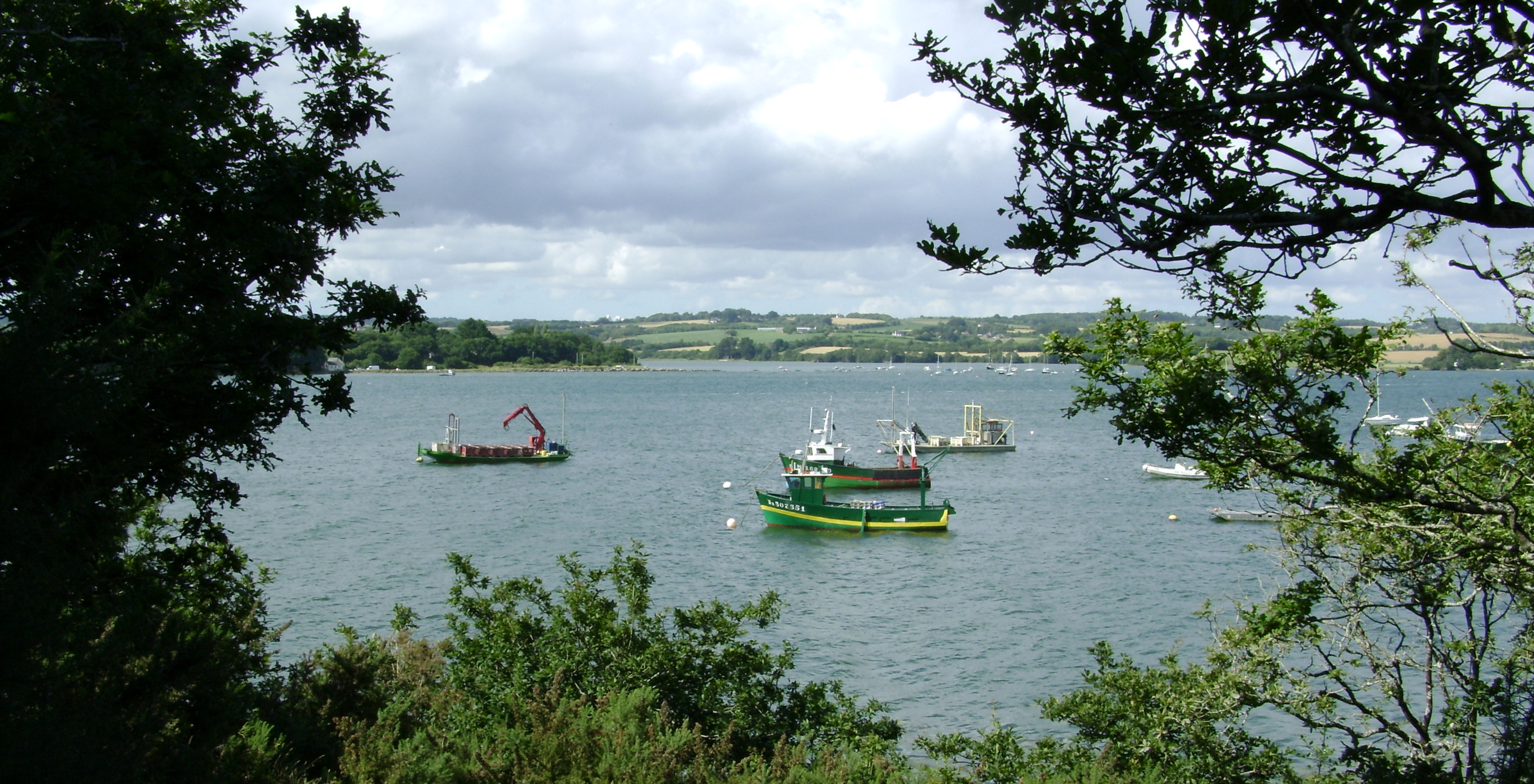
Bateaux de pêche et chalands à Pors Beac'h.
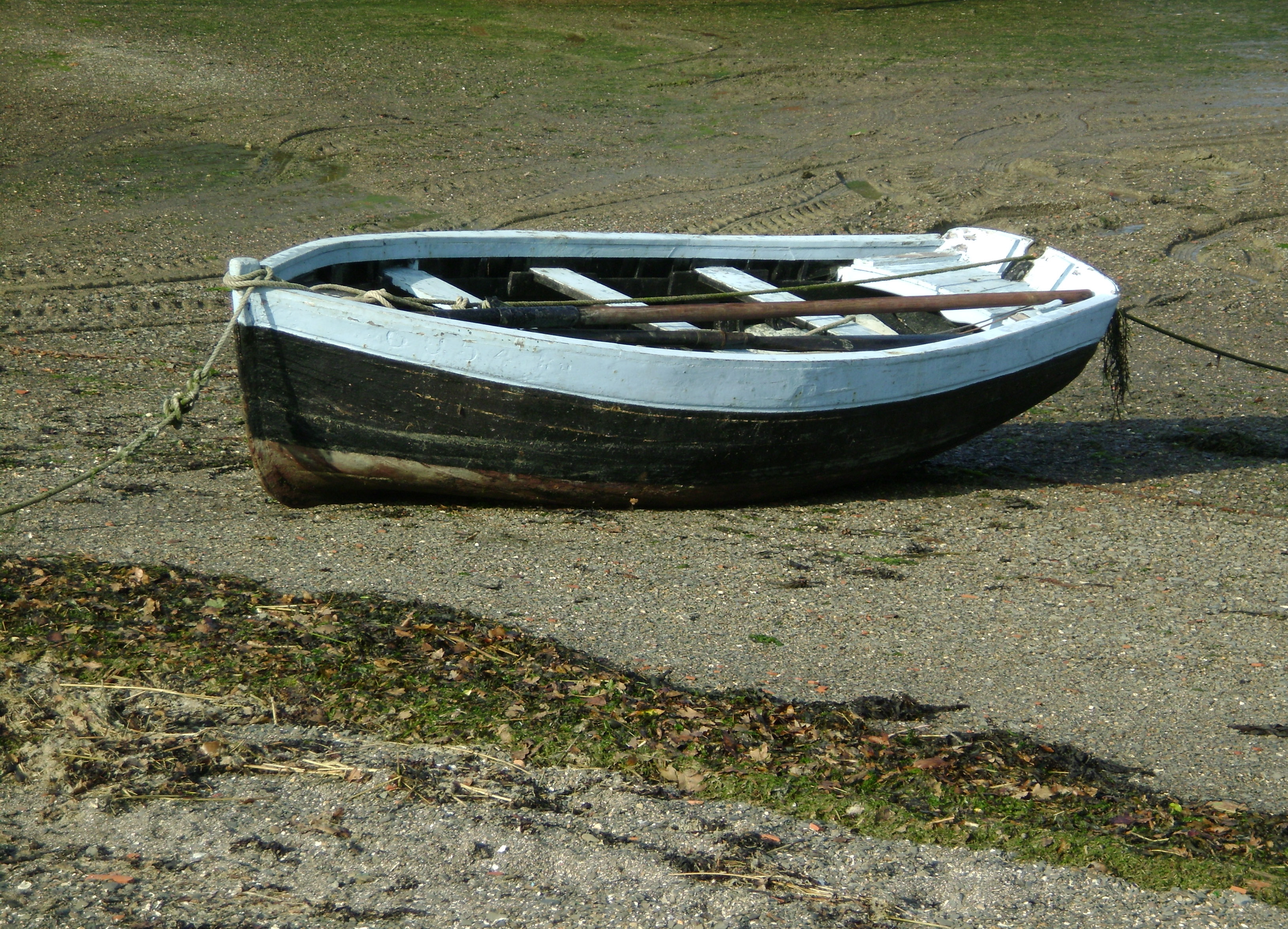
Annexe de coquillier de la rade.

### Coquille Saint-Jacques
La pêche à la coquille Saint-Jacques dans la rade de Brest est, jusqu'au milieu du XXe siècle, une activité importante de la commune. Les coquilliers de Logonna-Daoulas sont nombreux à rivaliser avec ceux de L'Hôpital-Camfrout et du Faou.

### Ostréiculture
Les estuaires du Camfrout et de la Mignonne, riches en gisements d'huîtres plates Ostrea edulis, font l'objet d'un dragage intensif jusqu'au milieu du XIXe siècle où on assiste, comme partout en Bretagne, à une raréfaction inquiétante de la ressource. Les tentatives de repeuplement par captage de la laitance menées par des scientifiques mandatés par Napoléon III échouent en rade de Brest. La technique utilisée est celle des fascines, petits fagots de bois maintenus entre deux eaux par un cordage relié à un bloc de pierre. Les rapports de l'époque concernant la rivière de L'Hôpital-Camfrout mentionnent d'excellents résultats quant au captage proprement dit, mais les installations, lorsqu'elles ne sont pas emportées par le courant, sont pillées par les riverains qui récupèrent huîtres et cordages.
L'ostréiculture logonnaise finira tout de même par se développer et survivra à la grave épizootie de 1920-1921 au cours de laquelle l'huître plate sera quasiment décimée. À la fin des années 1940 commence une période de grande prospérité. Les concessions ostréicoles s'étendent du Mengleuz à la pointe du Château au nord, de Moulin-Mer à Kervella au sud, et occupent toute l'anse de Penfoul. Dans les années 1960, les marins-pêcheurs logonnais, qui exploitent souvent de petites concessions, fondent la SCOL (Société Coopérative Ostréicole de Logonna) dans le but de résister à la mainmise des gros producteurs bretons sur la plupart des sites de la rade de Brest. Ils font construire un grand hangar à Pors-Beac'h.
Jusqu'en 1970-1980, les huîtres sont élevées dans des parcs balisés par de longues perches de bois qui dépassent à mi-marée. Sur l'eau apparaissent de gros chalands de bois et des plates, petites embarcations à très faible tirant d'eau mieux adaptées au travail sur les parcs que les annexes de coquillier. Pour le captage, on a recours à des bouquets de tuiles romaines chaulées sur lesquelles se développe le naissain. La manutention se fait à l'aide de brancards de bois grillagés appelés civières. Un peu partout sur l'estran se construisent des bassins à dégorger, parfois taillés à même la roche. Le travail de tri et de détroquage se fait tout en haut de la grève, dans des cabanes en bois goudronné. Si ces cabanes ont presque toutes disparu du paysage (il en reste deux beaux spécimens à Pors Beac'h), on peut encore observer le long de la côte de nombreux bassins en plus ou moins bon état, souvent remplis de vase et de goémon.

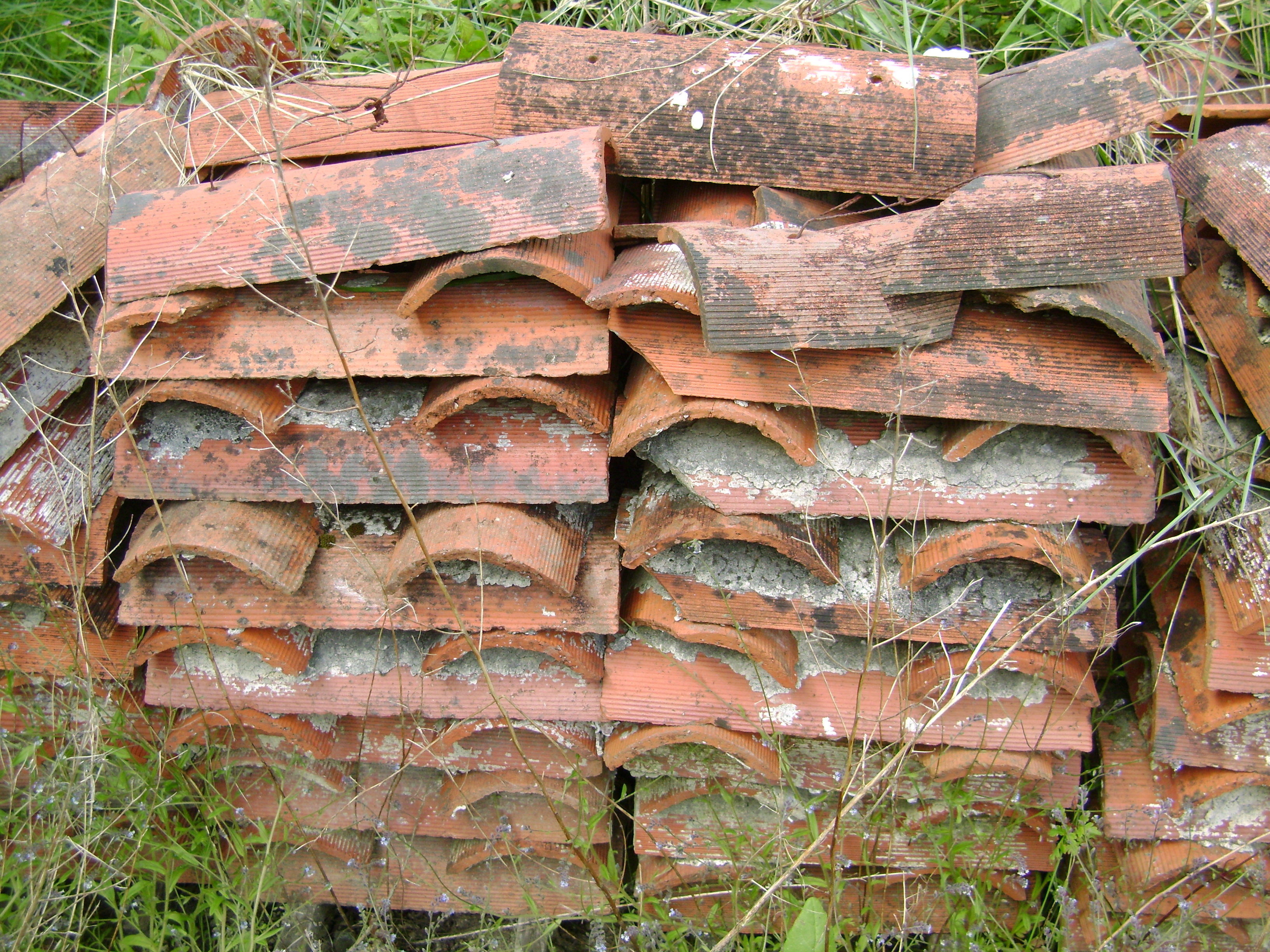
Les bouquets de tuiles chaulées ont longtemps fait office de collecteurs.
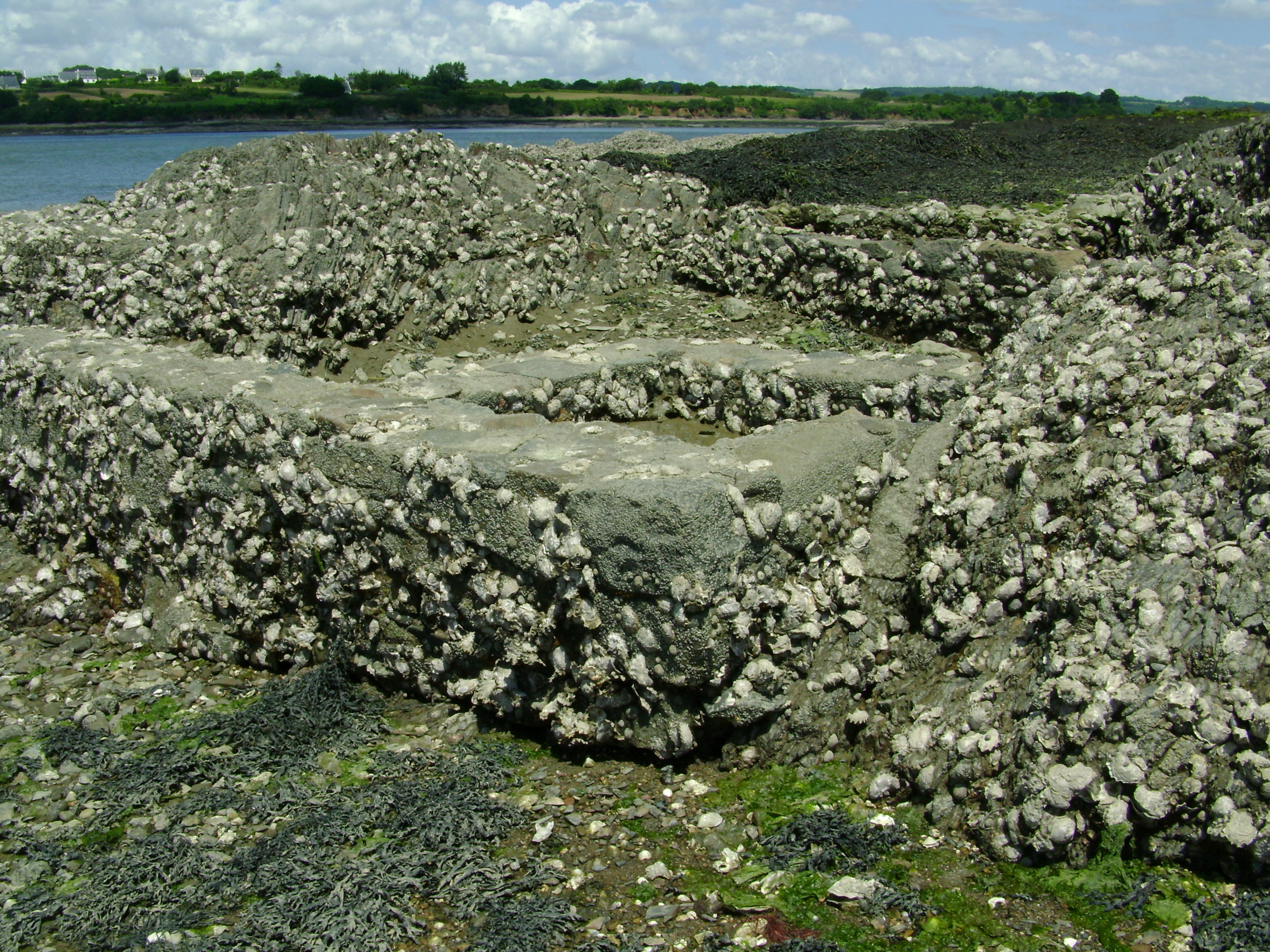
Ancien bassin à dégorger en rivière de Daoulas.

Les années 1970 sont des années noires, marquées par deux parasitoses successives, la marteiliose et la bonamiose, qui vont diminuer très fortement la production de l'huître plate, entraînant la cessation d'activité de presque toutes les exploitations et la fermeture de la SCOL. Pour s'en sortir, il faut multiplier les échanges avec d'autres bassins comme Paimpol, Cancale, le Morbihan ou même l'étang de Thau dans le Roussillon. C'est au cours de cette période qu'est introduite l'huître japonaise Crassostrea gigas, plus résistante, qui constitue actuellement l'essentiel de la production, l'huître plate, plus rare, se vendant à des prix plus élevés. La rade de Brest demeure cependant à l'heure actuelle un des rares sites significatifs de captage d'Ostrea edulis en Bretagne, les gisements sauvages commençant timidement à se repeupler.
De nos jours, deux producteurs se partagent l'essentiel de l'ostréiculture logonnaise, l'un installé à Pors Beac'h, l'autre à la pointe du Château. Les huîtres sont désormais élevées dans des poches disposées sur des tables en fer à béton surélevées, on utilise des chalands équipés de puissants bras hydrauliques, des engins de levage, des tables de tri et de calibrage automatisées, des collecteurs modernes. Les bassins sont construits à terre, parfois sous hangar, et sont alimentés par un système de pompage à la mer. Néanmoins, c'est une activité qui requiert toujours beaucoup de main-d'œuvre et demeure le secteur fournissant le plus d'emplois dans la commune.
Au cours de l'été 2008, les ostréiculteurs se trouvent confrontés à un nouveau problème de grande ampleur, une mortalité anormale d'huîtres creuses C. Gigas, les juvéniles étant principalement atteintes. Un virus, l'Ostreid Herpes Virus-1 (OsHV-1), bien connu des chercheurs, serait à l'origine de ce phénomène. Une bactérie, Vibrio splendidus, pourrait avoir affaibli les huîtres, facilitant ainsi le développement de OsHV-1. Les conditions climatiques de 2008, hiver doux et printemps pluvieux, ont occasionné des développements phytoplanctiques importants, d'où une croissance rapide des huîtres abondamment nourries et précocement matures. L'animal utilise alors beaucoup d'énergie pour développer ses produits génitaux et beaucoup moins pour se défendre. En 2010, l'Irlande, l'Espagne, les Pays-Bas et le Royaume- Uni ont lancé des programmes de dépistage du virus OsHV-1 μνar et des mesures de restriction des mouvements (prévues par le règlement CE) no 175/2010. Les résultats laissent penser que quelques régions de l'Union sont indemnes du virus OsHV-1 μνar.

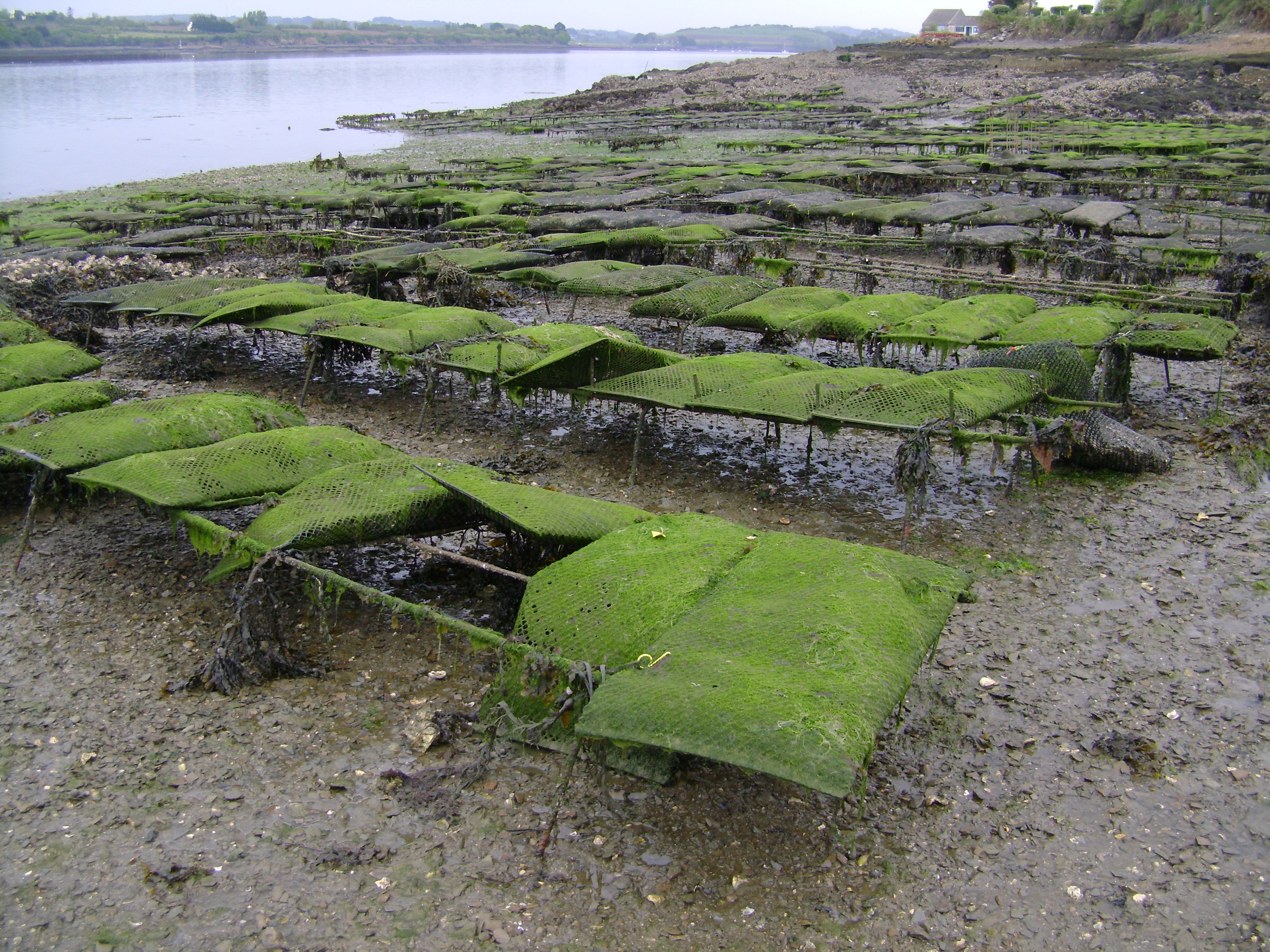
Poches d'huîtres sur tables à la pointe du Château.
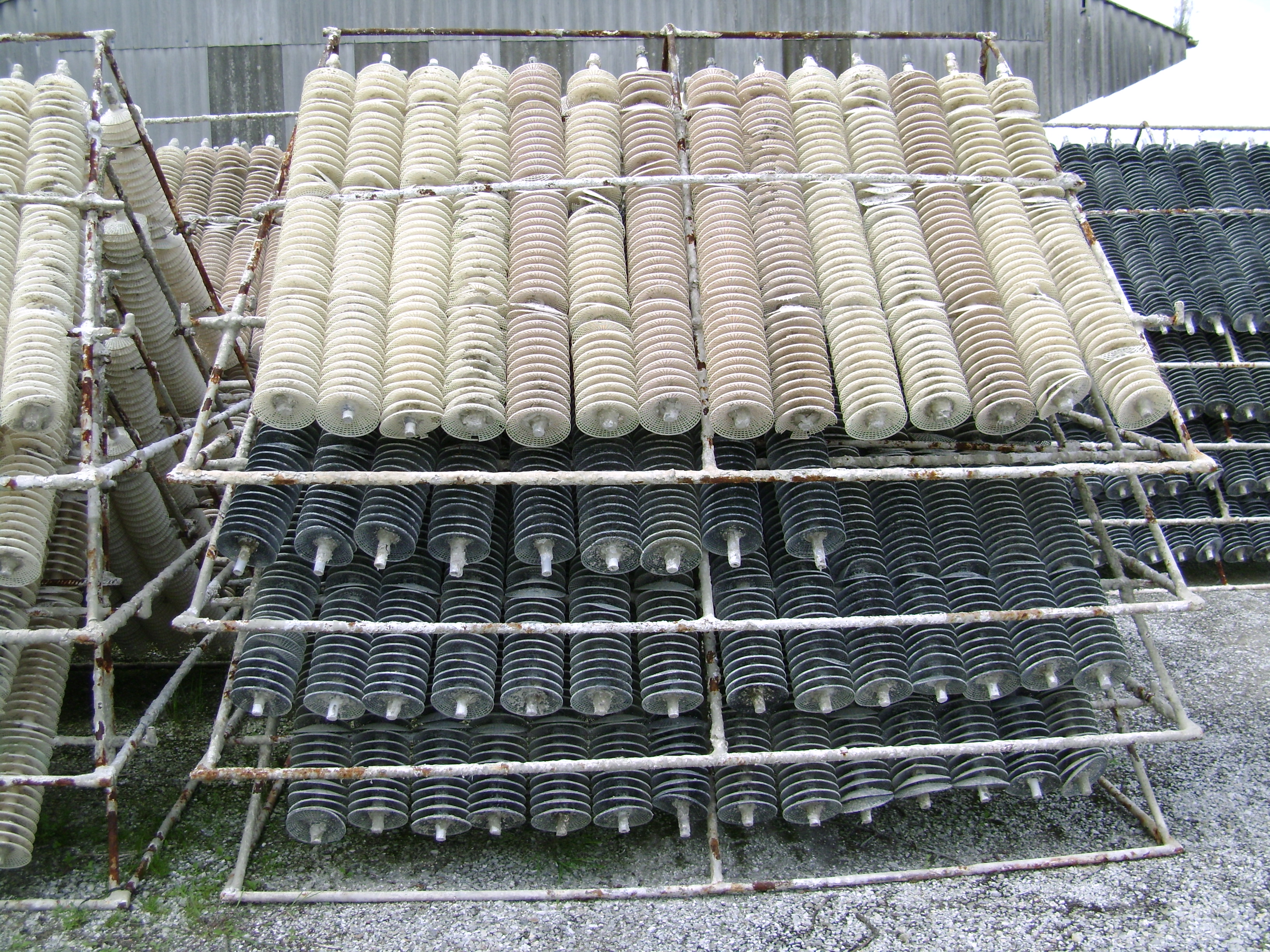
Le Mengleuz, collecteurs de naissain sur armature en fer à béton.
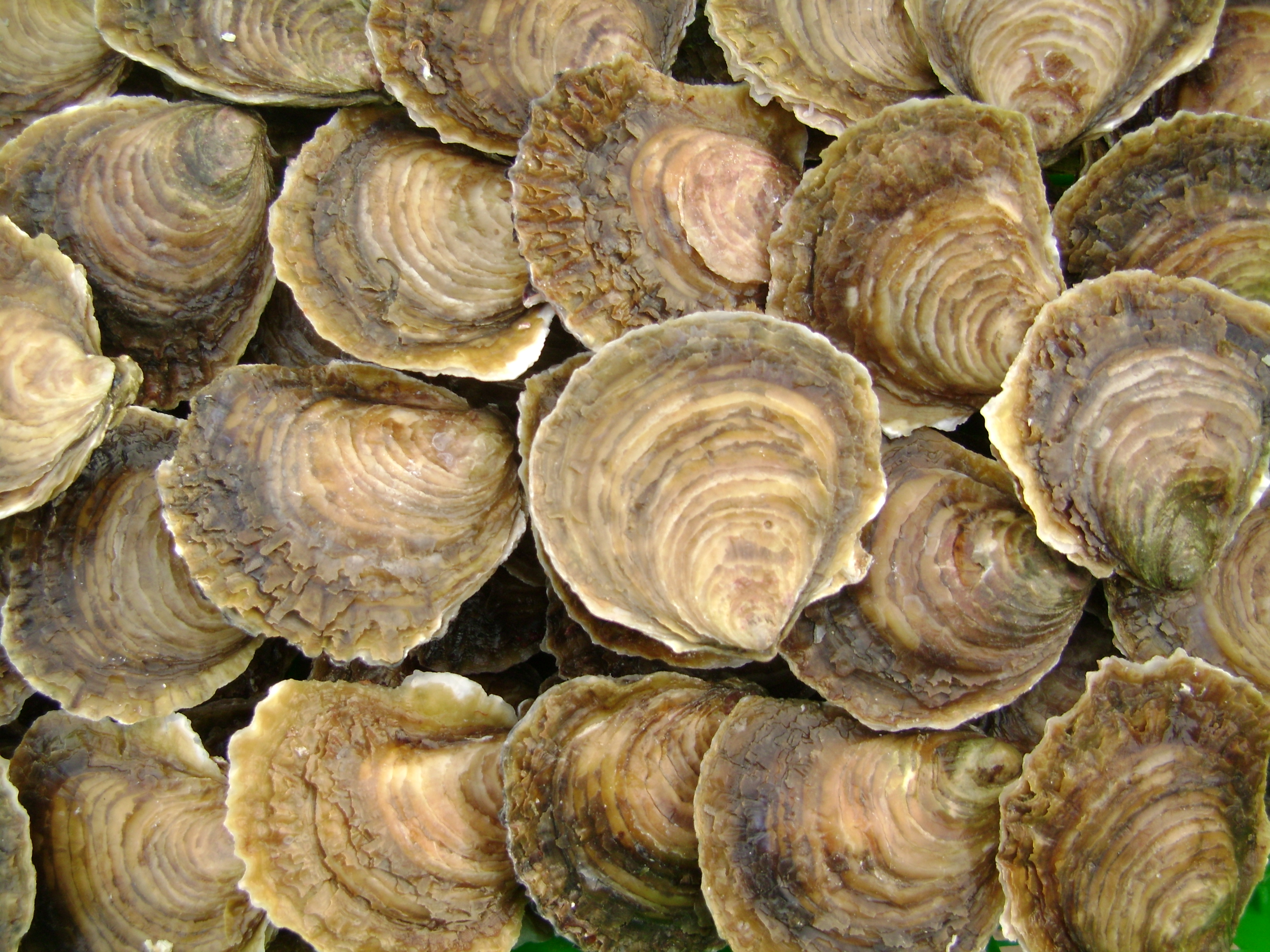
Huîtres plates de Logonna.

### Prolifération de la Crassostrea gigas

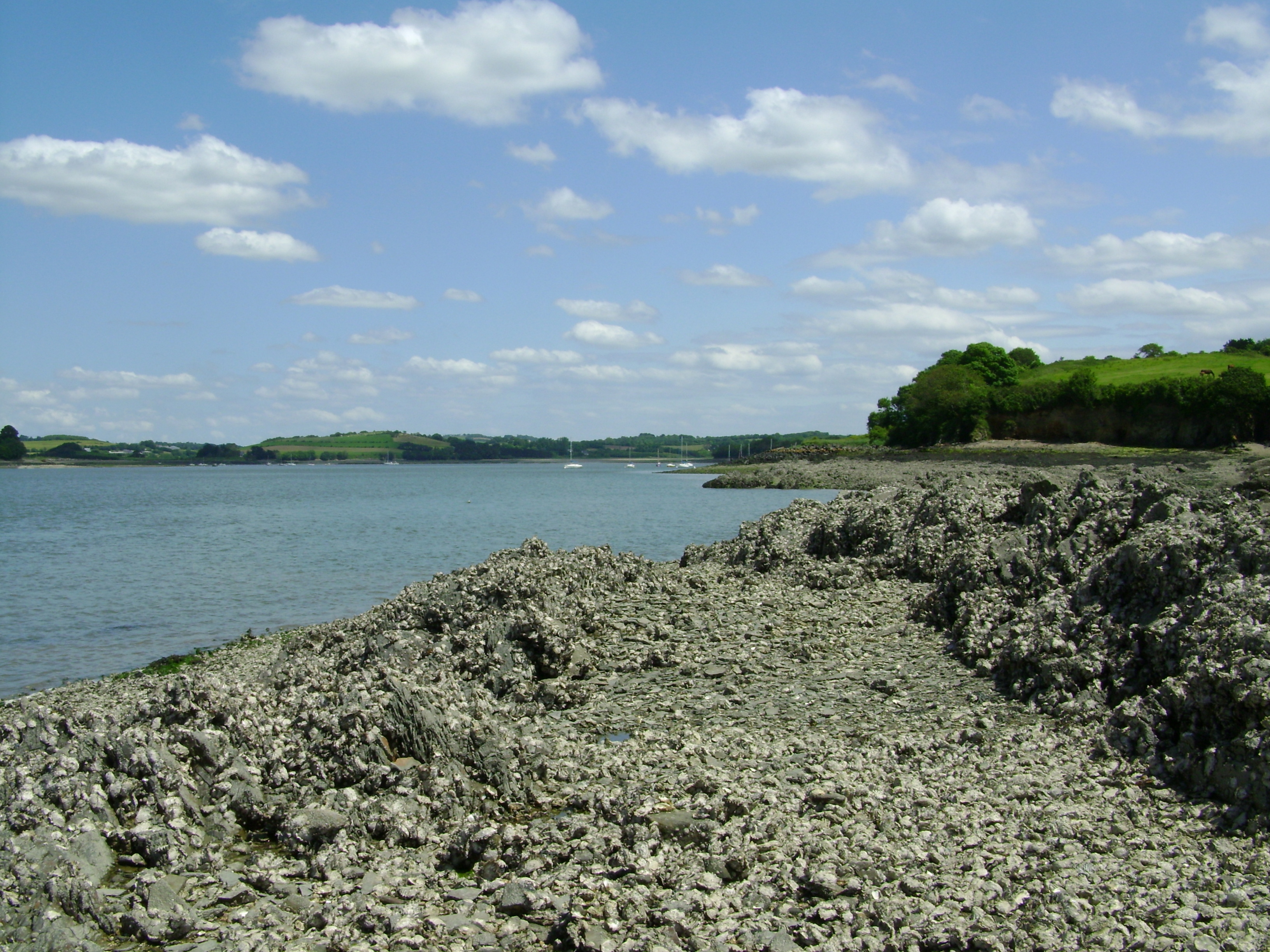
C. gigas recouvrant la roche en rivière de Daoulas.

Introduite en France dans les années 1970 et vite adoptée par les producteurs logonnais, l'huître japonaise Crassostrea gigas n'était pas supposée se reproduire au nord de l'estuaire de la Loire. Pour des raisons sans doute liées au réchauffement climatique ou à des capacités d'adaptation mal évaluées, la C. gigas a commencé vers 1990 à coloniser les rochers et les quais d'abord à proximité des installations ostréicoles, puis un peu partout le long de la côte, formant parfois de véritables récifs. Les côtes logonnaises sont affectées dans leur quasi-totalité ; en certains points de la rivière de Daoulas, la roche disparaît sous plusieurs couches d'huîtres.

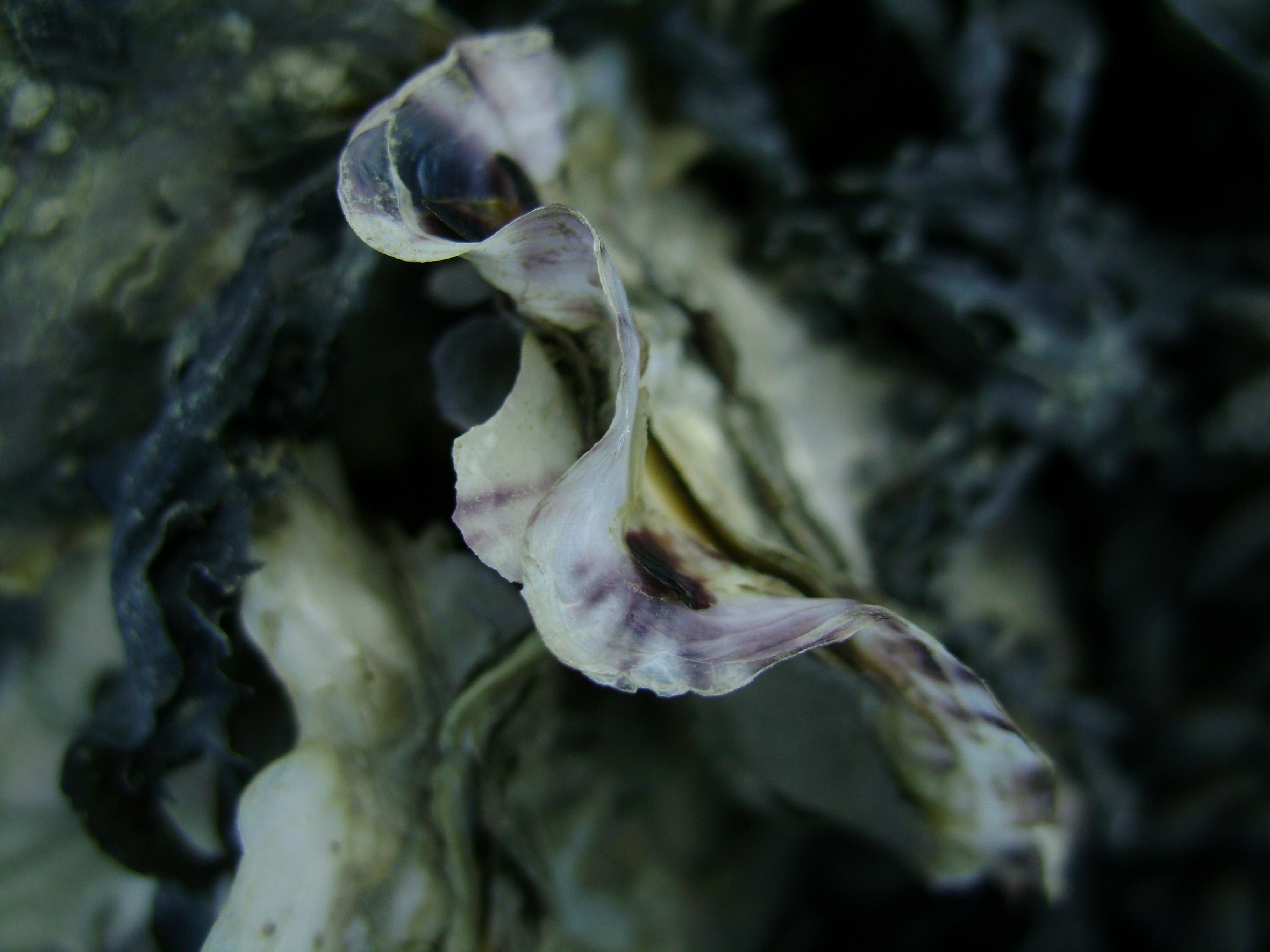
Jeune pousse de gigas, de la dentelle affûtée comme un rasoir.

Certes ce phénomène réjouit de nombreux pêcheurs à pied, mais les huîtres, dont les jeunes pousses sont extrêmement coupantes, constituent par endroits une gêne, voire un danger, pour les baigneurs, véliplanchistes, kayakistes et promeneurs, surtout accompagnés de chiens dont les coussinets sont particulièrement vulnérables. Certaines espèces comme le bigorneau Littorina littorea ont pratiquement disparu de certains secteurs où ils étaient abondants avant d'être concurrencés par la C. gigas.
Le problème est devenu suffisamment préoccupant pour faire l'objet d'études scientifiques officielles menées au sein du programme ProGig (Programme de recherche sur la Prolifération de l'huître creuse Crassostrea Gigas) coordonné par le LEMAR, Laboratoire des sciences de l'Environnement marin de l'Université de Bretagne-Occidentale. Le ProGig a mis en place de la Normandie au Pays basque 28 sites témoins dont le site de Moulin-Mer à Logonna.
Tout pourrait être remis en cause avec le phénomène de surmortalité touchant essentiellement les jeunes huîtres C. Gigas constatée en 2008 (voir ci-dessus). Le 30 juillet 2008, l'arrêté d'interdiction de ramassage d'huîtres creuses sauvages dans les rivières de Daoulas, de l'Aulne et de L'Hôpital-Camfrout est placardé dans les ports concernés. Pour les scientifiques et les professionnels, il s'agit de préserver certains gisements considérés comme naturels, de manière à pouvoir relancer la production en les ponctionnant si cela s'avérait nécessaire.

### Mytiliculture
La production de moules à Logonna a commencé très récemment, vers 2005. Deux mytiliculteurs se partagent l'activité, avec deux techniques différentes. L'un travaille à partir de Pors Beac'h, l'élevage se faisant sur des pieux installés en rivière de Daoulas. Un second producteur opère à partir de Moulin-Mer et utilise des filières mouillées à l'ouest du sillon des Anglais, sous la forêt domaniale de Landévennec. On accroche à ces filières des haussières lestées d'environ six mètres autour desquelles s'enroulent en spirale des cordages en fibre de coco portant le naissain, l'ensemble étant protégé par du grillage anti-daurade. Des taquets posés tous les mètres serviront à soutenir les grappes de moules après désagrégation du coco. Les cordages ensemencés proviennent de Charente ou du Morbihan.

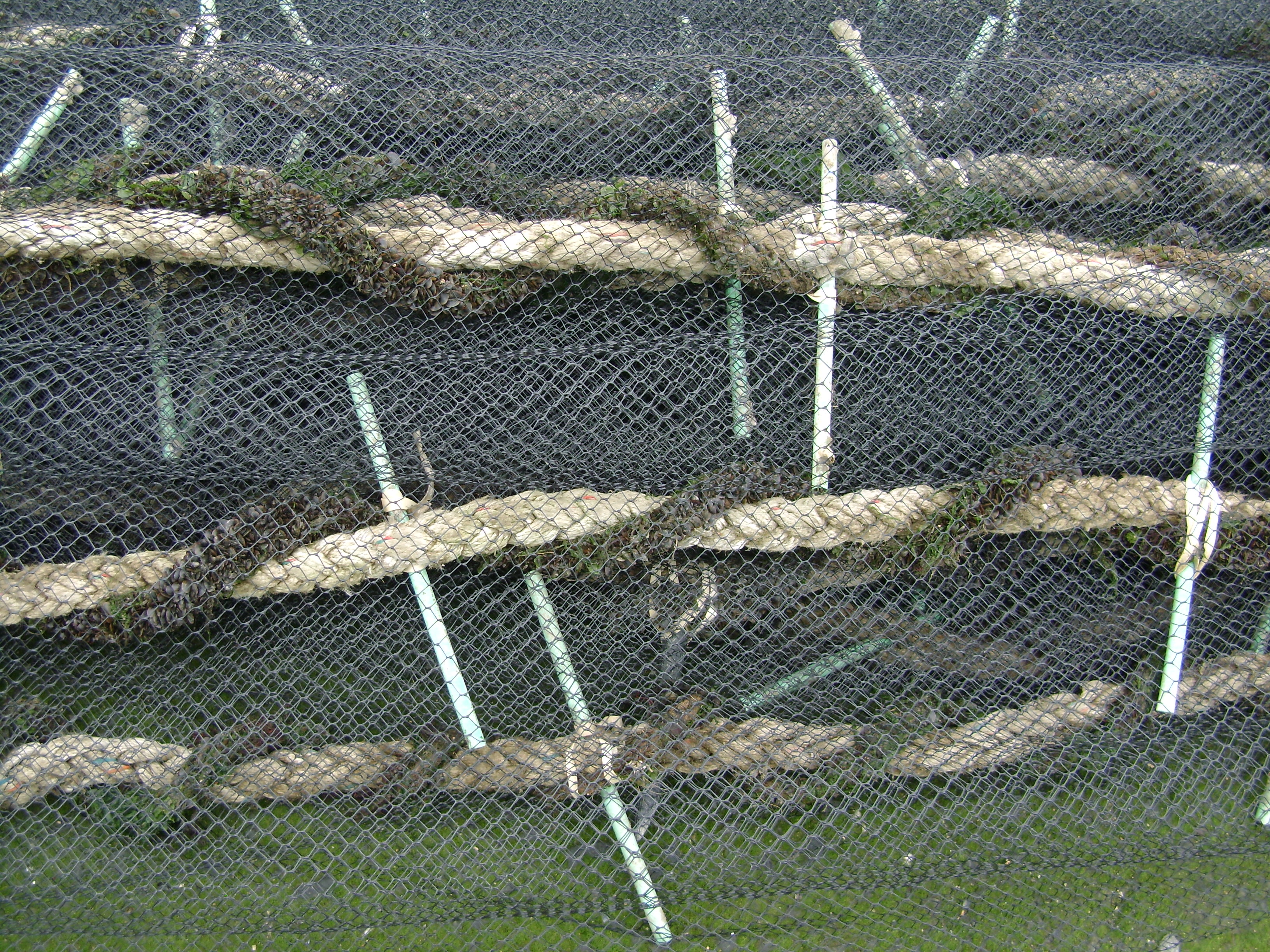
Moulin-Mer, haussières prêtes à la pose.
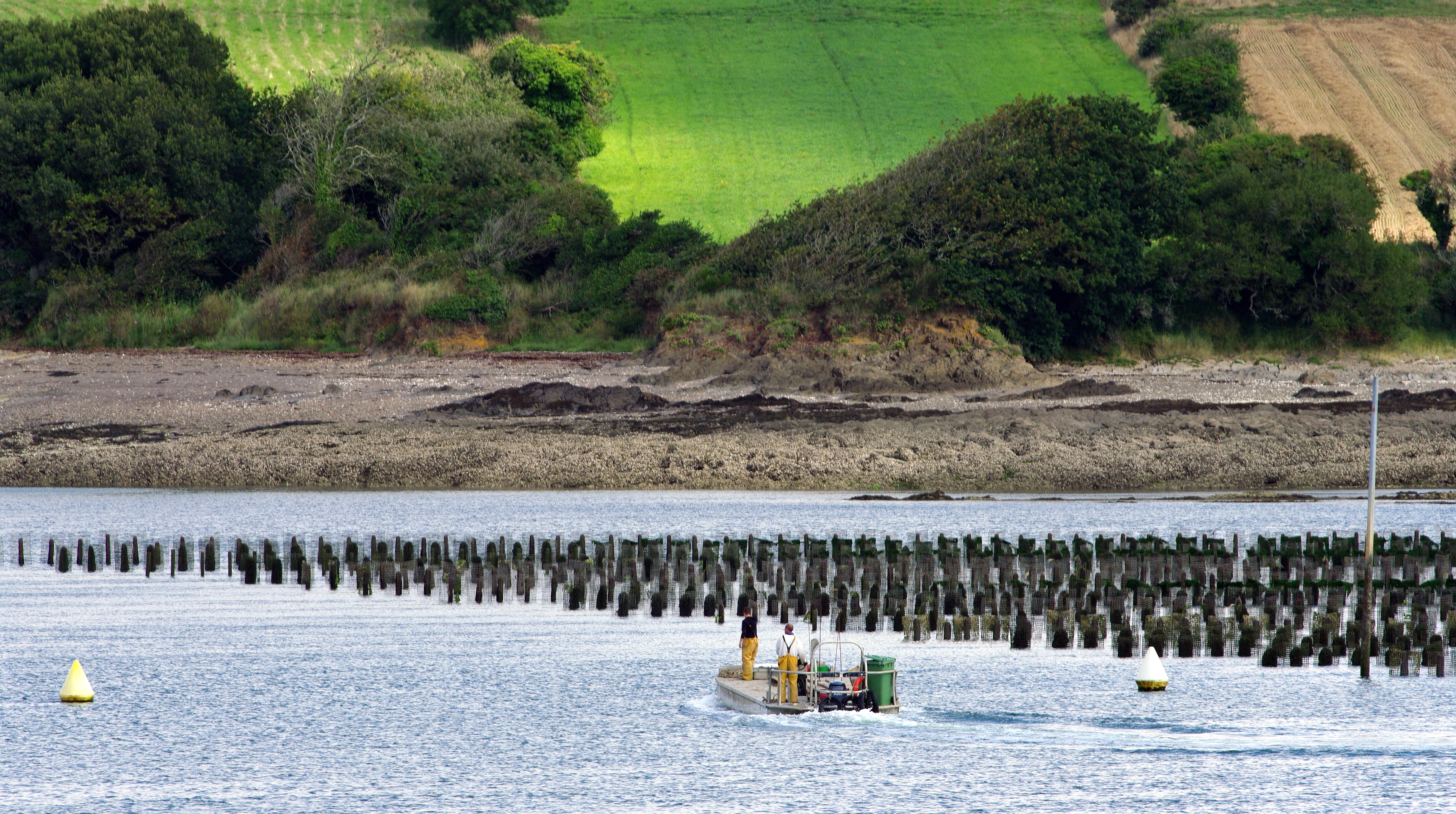
Élevage de moules sur pieux en rivière de Daoulas.
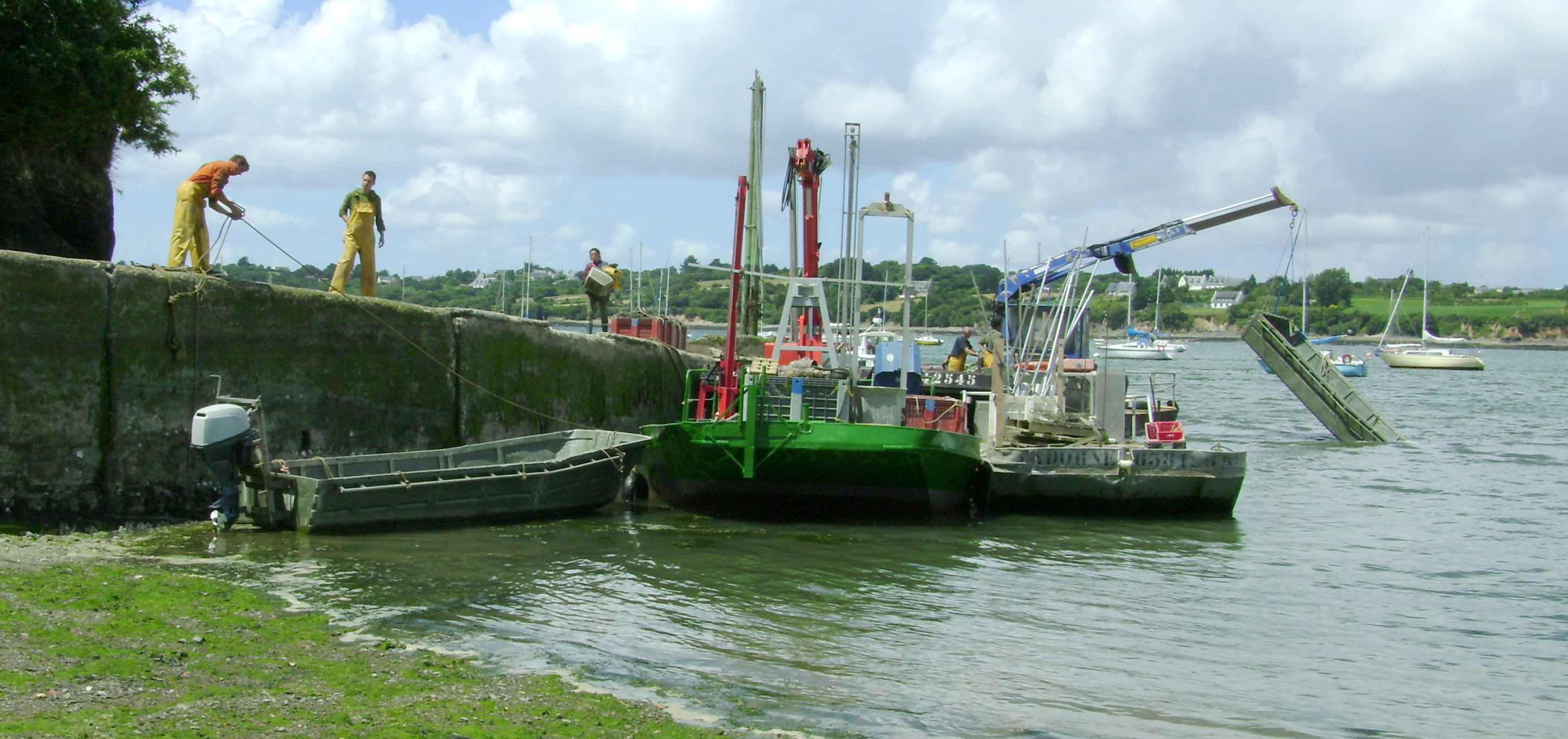
Pors Beac'h, rinçage des petites barges après la marée.

## Centre nautique de Moulin-Mer

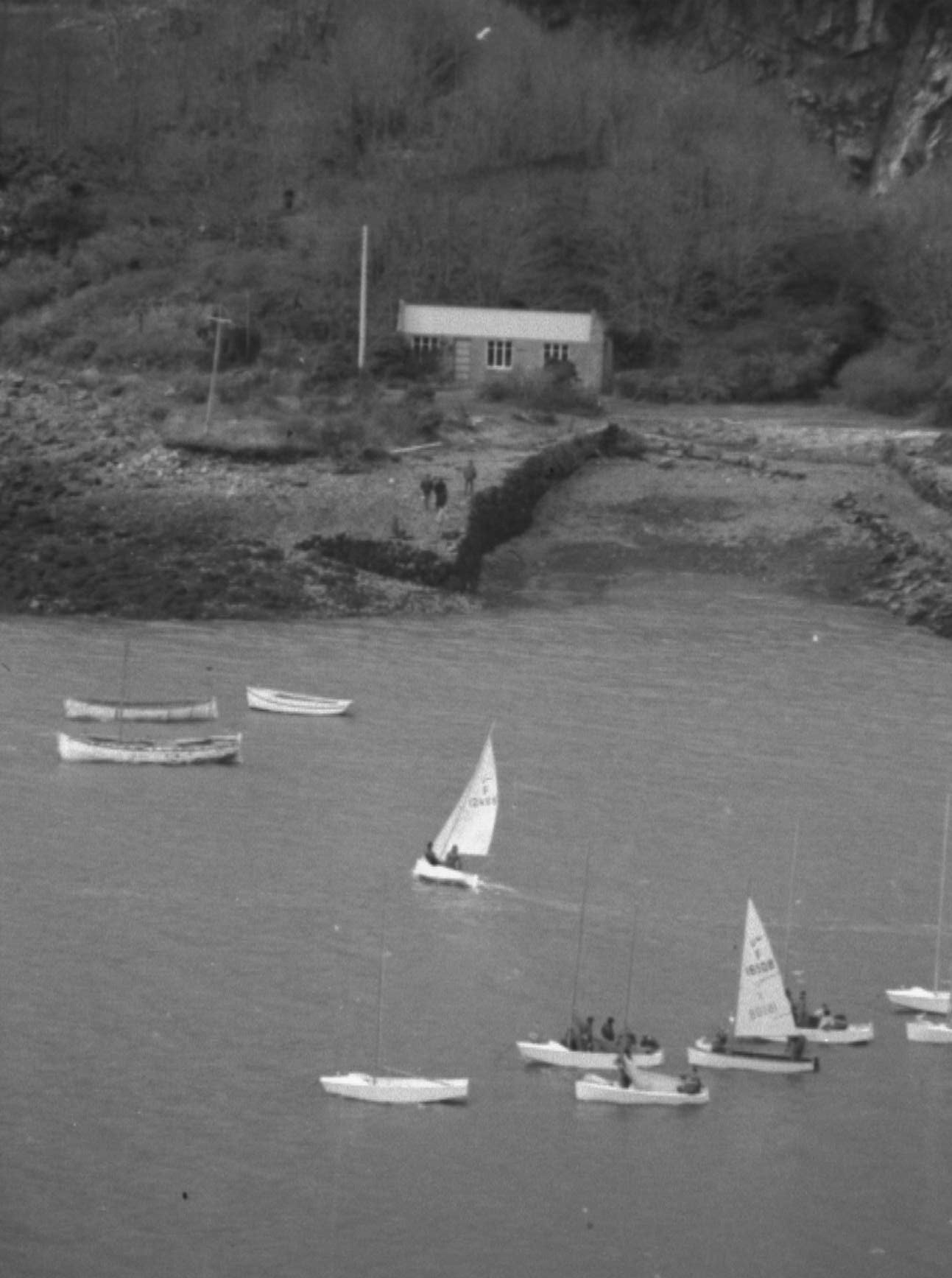
1963 : Vauriens et Caravelles devant la crique et un des premiers bâtiments. En arrière-plan, on devine les parois de la carrière.

Dans les années 1950, un groupe de jeunes instituteurs membres ou sympathisants du P.C.F., dans le sillage du Châteauneuvien Daniel Trellu (1919-1998), lui-même instituteur, poète ami de Paul Éluard, communiste et grande figure de la résistance bretonne, cherchent à mettre en place des activités de plein air à destination des jeunes. Dans un premier temps, ils envisagent l'achat des maisons d'éclusiers du canal de Nantes à Brest, mises en vente par les domaines, mais cette idée est abandonnée. Ils décident alors de créer en différents points du Finistère des centres nautiques qui seront fédérés sous le sigle U.D.N.F. (Union pour le Développement du Nautisme dans le Finistère). C'est ainsi que voient le jour les centres nautiques de Rosbras à Riec-sur-Bélon, de Tréboul à Douarnenez, de Moulin-Mer à Logonna-Daoulas, etc., ces centres bénéficiant de l'aide des Concarnois Eugène Le Rose, maître voilier accastilleur, et André Stéphan, constructeur, eux-mêmes engagés dans cette démarche militante de démocratisation de la voile.
Avec quelques amis logonnais, daoulasiens et brestois, Jacques Kerhoas, né en 1925, enseignant à Daoulas, opte pour un ancien site carrier situé à Logonna entre l'anse du Rohou et le moulin à marée. Il y a là une crique suffisamment profonde, un quai en pierre destiné à l'embarquement du kersanton et un terre-plein de belle surface constitué de blocs rocheux et d'éclats de pierres résultant de la taille, l'ensemble se trouvant sur le domaine maritime. Après obtention d'une concession séculaire et de gros travaux de débroussaillage, c'est la construction des premiers aménagements et l'accueil des premiers stagiaires, dont les plus motivés seront rapidement promus au rôle de moniteurs.
Moulin-Mer se veut centre populaire d'activités nautiques formant de bons marins, se démarquant ainsi de la plaisance élitiste comme des colonies de vacances. Le centre s'équipe progressivement et gagne en volume d'activité. Jacques Kerhoas, détaché de l'Éducation nationale, s'en occupe à plein temps et crée en 1964 le concept de classe de mer, ce qui permet de fonctionner à l'année et d'embaucher des permanents tout en restant au plus près de l'objectif initial, faire découvrir la voile et le milieu marin aux jeunes générations de tous horizons et de toutes catégories sociales.
En 1976, le centre se dote d'un nouveau bâtiment signé Claude Petton (1934-2003), architecte landernéen visionnaire qui prône l'intégration de l'architecture dans le paysage et adosse la construction à la falaise.
Après le départ en retraite de Jacques Kerhoas, le centre, dont les activités commençaient déjà à se ressentir du contexte économique, va connaître des hauts et des bas et devra fermer. Les bâtiments resteront à l'abandon quelque temps avant que le site ne soit entièrement réhabilité en 2003-2004 par la Communauté de communes de Landerneau-Daoulas, qui en confie l'utilisation et la gestion à l'association L.M.V., filiale de Don Bosco. L'accueil des handicapés devient une spécificité du centre avec des aménagements et des équipements spécialement prévus à cet effet, dont une grosse barge en aluminium permettant de les faire naviguer.
Jacques Kerhoas est décédé en 1992. Il repose au cimetière du Faou. Une stèle à sa mémoire a été installée au bord de la crique. Une école élémentaire située dans le quartier Saint-Marc de Brest porte son nom.

## Fêtes maritimes de Pors Beac'h
Les fêtes maritimes de Brest ont pris naissance à Logonna au port de Pors Beac'h dans les années 1980.
En 1967, l'UDNF fait l'acquisition de l'Armagnac Gurun destiné à la formation des moniteurs de ses centres affiliés. La flottille s'étoffe progressivement et compte trois autres Armagnacs, Mordrouz, Gradlon et Genaoueg, ainsi que quelques mousquetaires. Instance essentiellement administrative, l'UDNF ne souhaite plus assurer l'entretien des bateaux ni le suivi des croisières avec son cortège de responsabilités ; elle en confie donc l'animation et la gestion au G.F.C. (Groupe Finistérien de Croisière), association affiliée spécialement créée à cet effet. Le GFC s'installe à Pors Beac'h dans le hangar inoccupé de la SCOL, le secrétariat étant hébergé par le centre nautique de Moulin-Mer. L'intégration avec les marins pêcheurs et les usagers du port est immédiate. En période creuse, les permanents s'embarquent comme matelots sur les coquilliers du port.
Le GFC, dirigé par Jakez Kerhoas, organise des croisières au départ de Pors Beac'h et occasionnellement de Brest avec des destinations variées allant jusqu'à l'Irlande, l'Écosse et la Galice. Pour satisfaire une forte demande, il faut avoir recours à la location de bateaux de particuliers et bientôt se décide l'acquisition d'une grosse unité. Le choix se porte sur un bateau traditionnel, Solweig, réplique d'un pilote du Havre, rejoint un peu plus tard par l'Ariane, réplique d'un pilote de Dieppe. Le GFC entre dans le cercle des propriétaires de vieux gréements, les deux bateaux sont connus partout sur la côte bretonne et en Angleterre, des îles Scilly jusqu'à Salcombe. Ils participent au rassemblement des Vieilles Coques de Concarneau.
En 1980, à la suite d'une rencontre dans le port de Paimpol avec Jean Le Faucheur, président des OGA (Old Gaffers Association) de Saint-Malo, le GFC relève le défi d'accueillir leur flottille, dans le cadre d'un rassemblement annuel prévu à Camaret-sur-Mer et à Brest, pour une soirée d'escale à Pors Beac'h, soirée que l'on décide d'organiser autour du thème de la voile traditionnelle, avec spectacles et animations ouverts au public. Une exposition est mise sur pied dans l'ancien patronage du bourg devenu tout récemment salle polyvalente. Les coquilliers et autres bateaux traditionnels de la rade viennent se mêler à la flottille malouine.
Le GFC décide de repartir en 1982 et 1984 pour deux autres éditions beaucoup plus élaborées qui attirent chacune environ 150 bateaux et 15 000 spectateurs. Le GFC bénéficie de relations entretenues par Solweig et Ariane, les deux bateaux ambassadeurs, de collaborateurs comme Yvon Le Corre sur sa chaloupe sardinière Eliboubane, de l'équipe du Chasse-Marée, revue apparue en 1981, qui soutient l'événement, prenant en charge la partie cinéma maritime et quelques ateliers. La Marine nationale est représentée à chaque édition par le Mutin et la Grande Hermine.

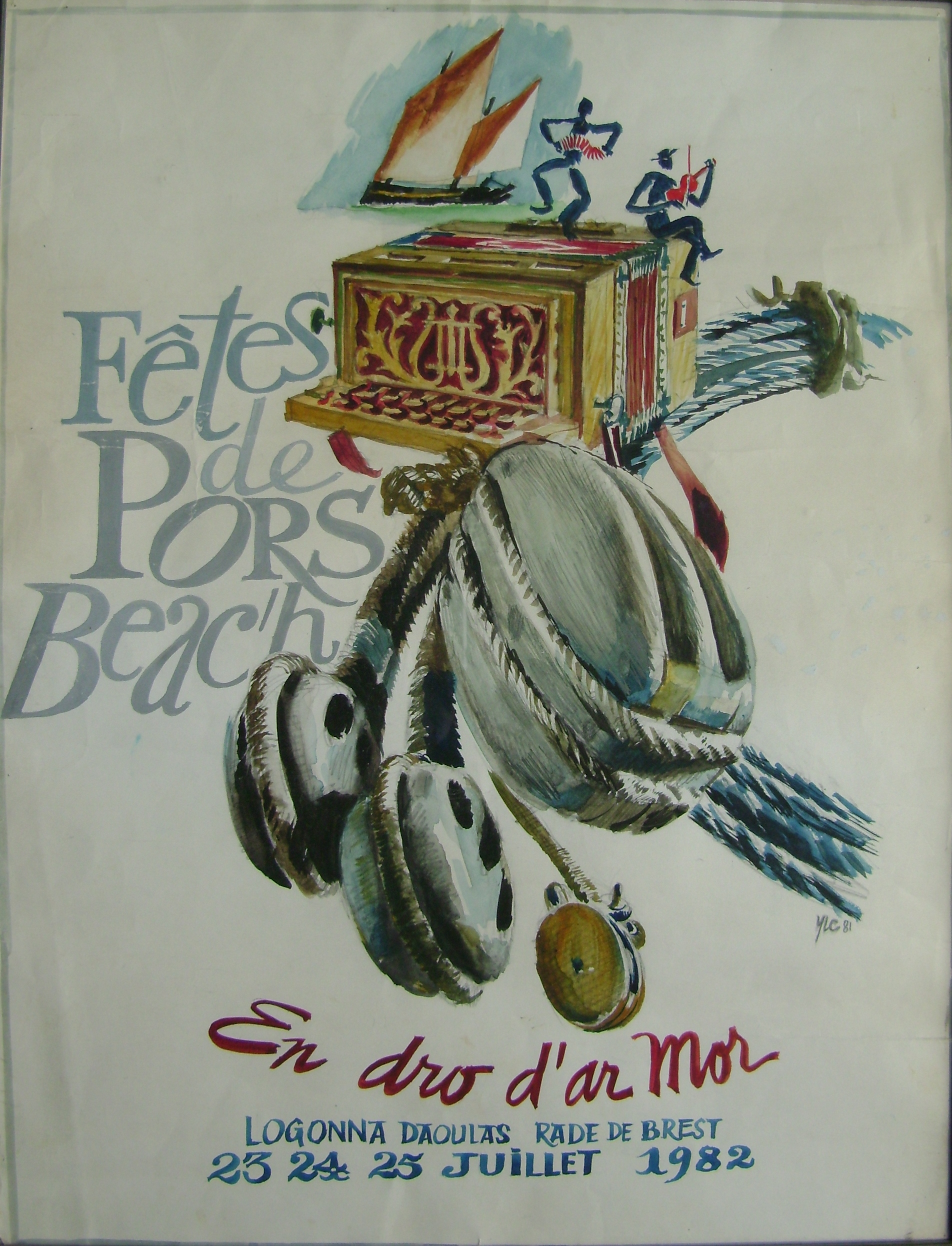
Pors Beac'h 82, Yvon Le Corre.
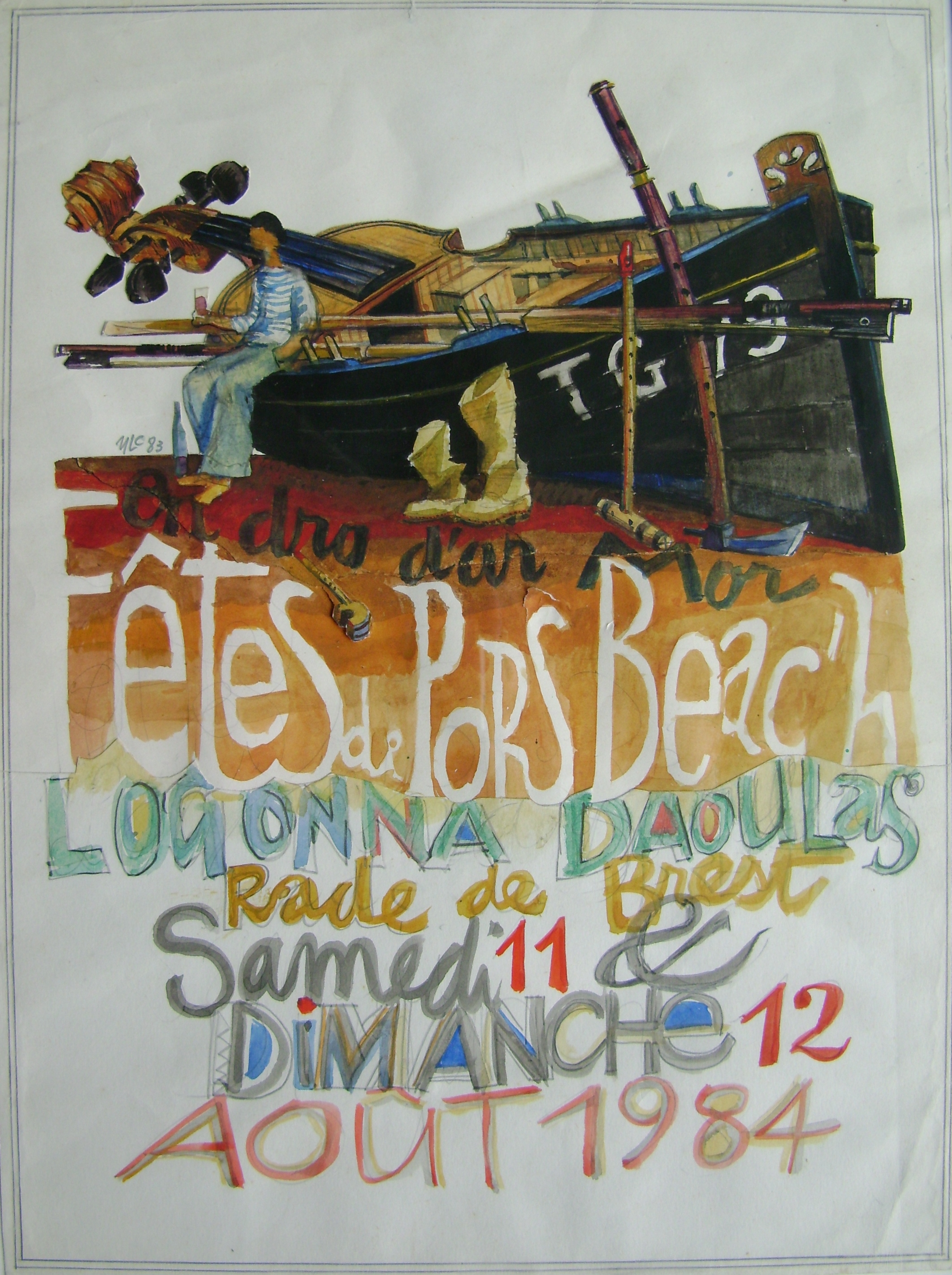
Pors Beac'h 84, Yvon Le Corre.
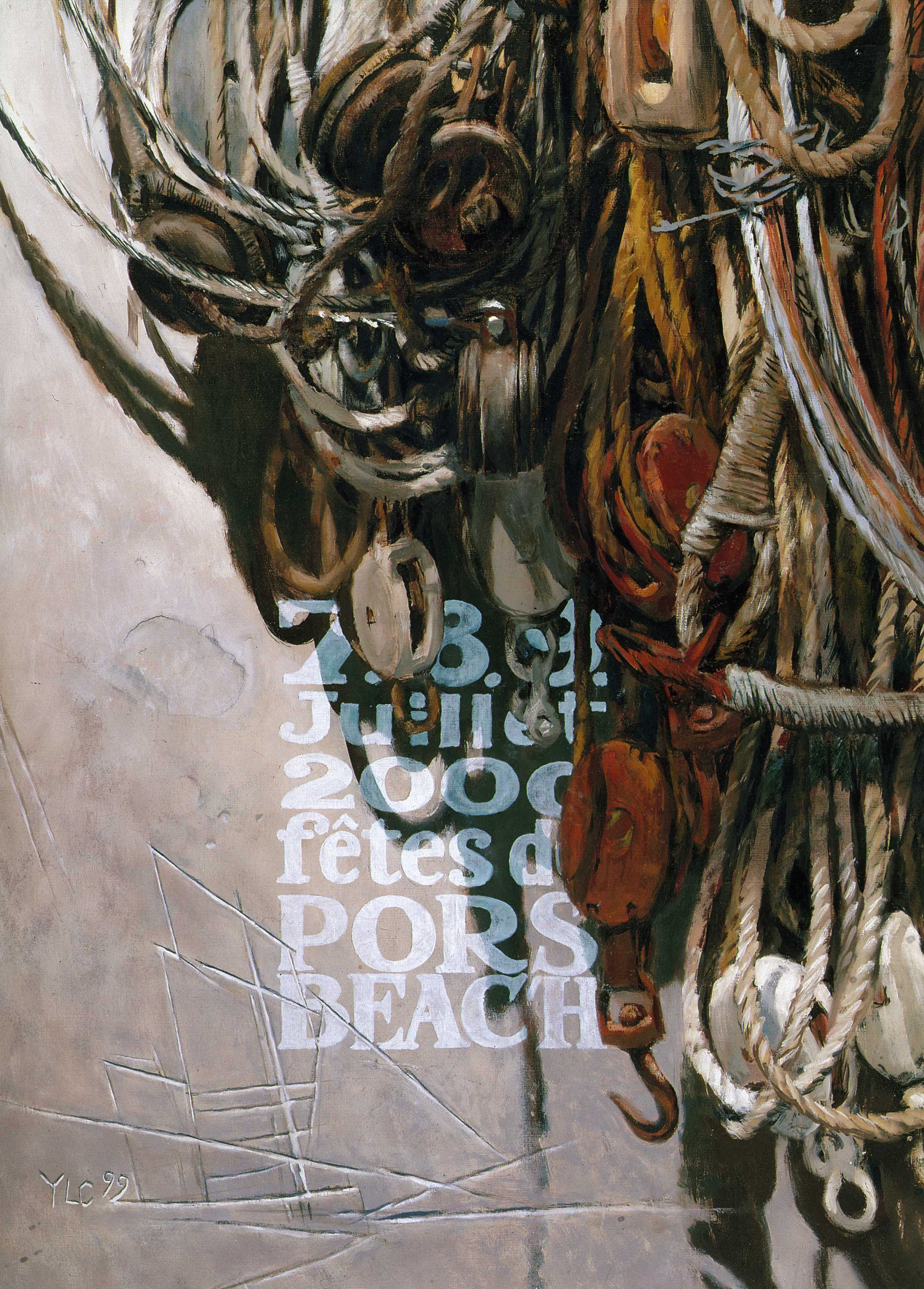
PB 2000, Yvon Le Corre.

Y interviennent des musiciens et chanteurs (John Kirkpatrick, Riccardo Tesi, les High Level Ranters, le shantyman Stan Hugill, le groupe Gwerz) et y sont présentes des personnalités comme Gérard d'Aboville.
En 1985, la gestion de l'école de croisière en structure associative devenant de plus en plus problématique, le GFC décide sa dissolution, les bateaux sont vendus, le hangar de la SCOL est racheté par une entreprise ostréicole. En 1986, s'appuyant sur l'expérience logonnaise, Douarnenez prend la relève avec une série de manifestations de plus grande ampleur orchestrées par Jakez Kerhoas au sein du Chasse-Marée, maître d'œuvre. Cette collaboration dure jusqu'aux fêtes de Brest 92, Jakez créant par la suite avec Anne Burlat la société Grand Large spécialisée dans l'organisation de ce type d'évènement.
En juillet 2000, une édition anniversaire salue les 20 ans des fêtes maritimes.

## Loisirs
Différentes activités peuvent être pratiquées sur le territoire de la commune : baignades (non surveillées), voile, canoë et kayak de mer, pêche à la ligne et à pied sur les côtes, randonnées pédestres (cf. fiche sentiers et topoguide à l'office du tourisme de Landerneau-Daoulas), tir à l'arc, VTT (interdit sur le sentier côtier, pas de sentier balisé), équitation…

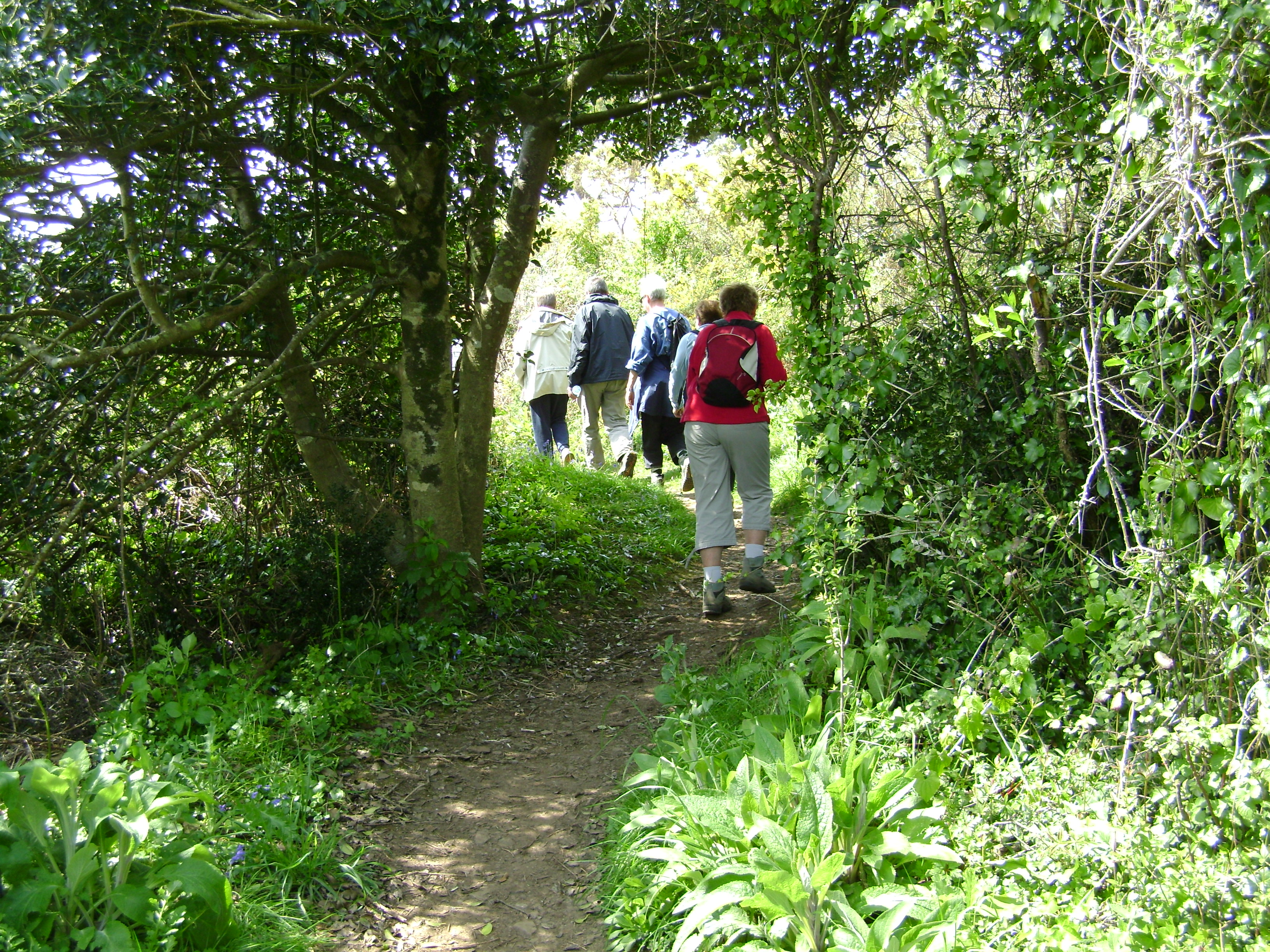
Randonneurs sur le sentier côtier.
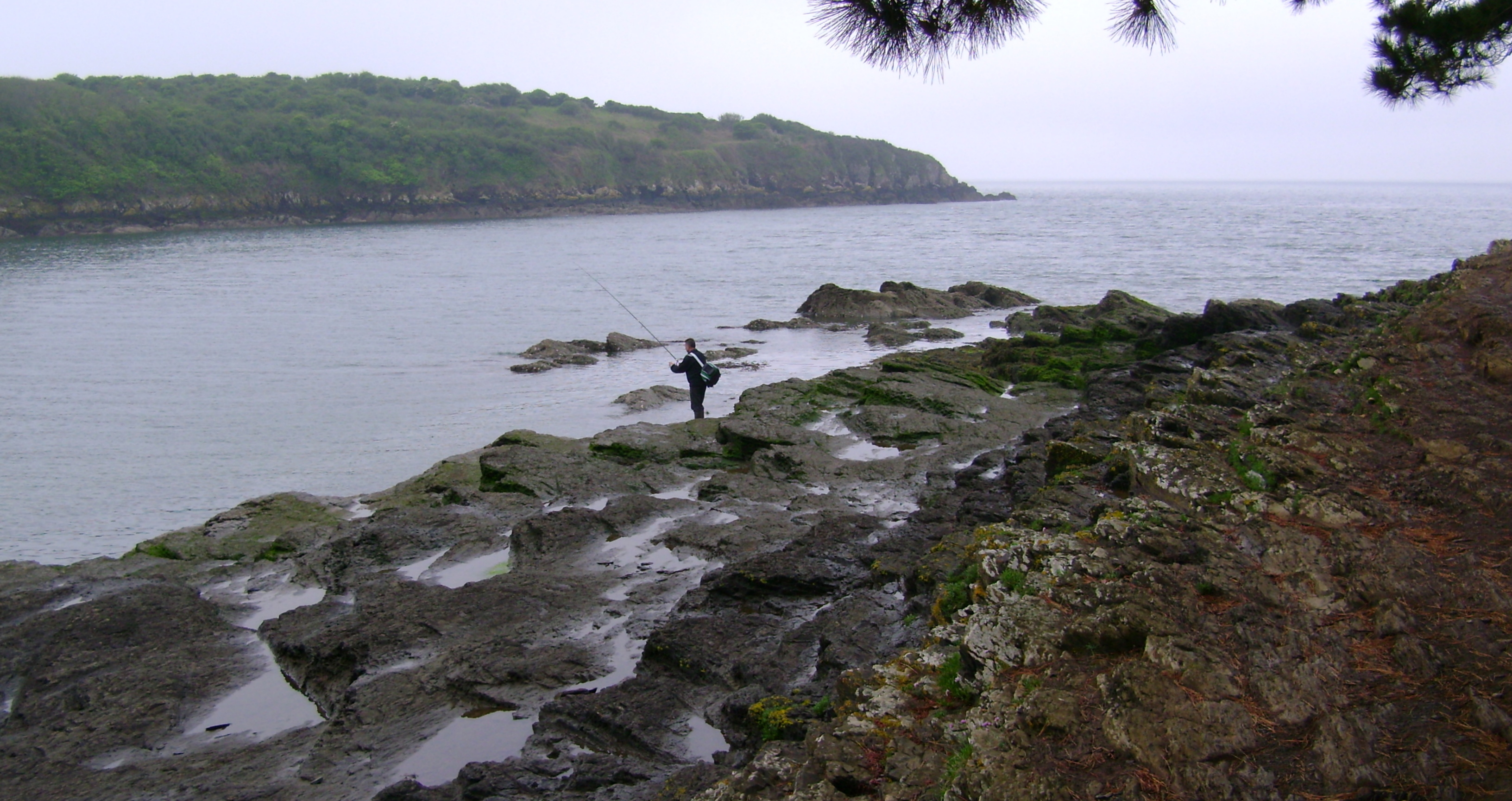
Pêche au lancer au Bindy.
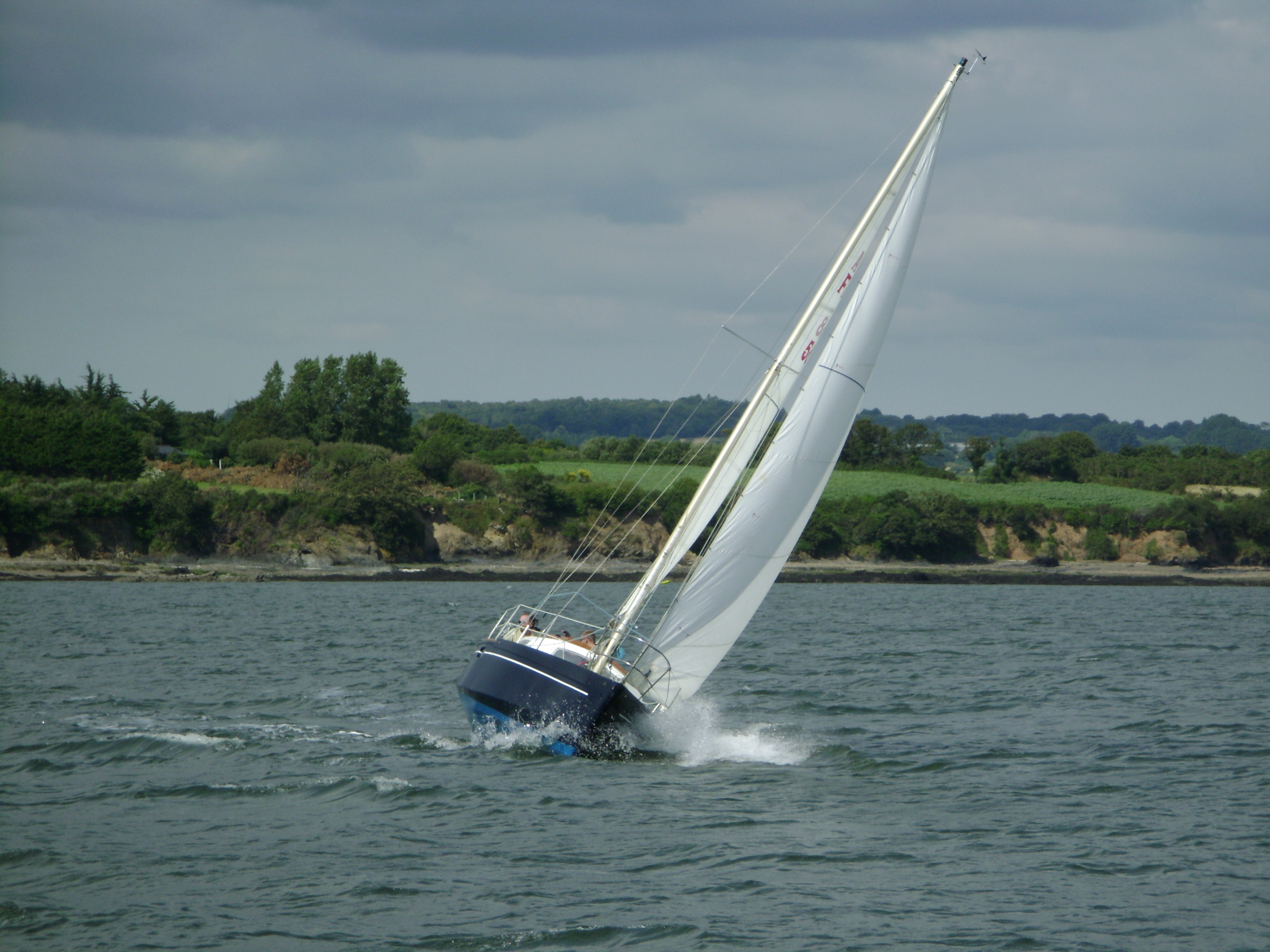
Voilier au près serré en rivière de Daoulas.
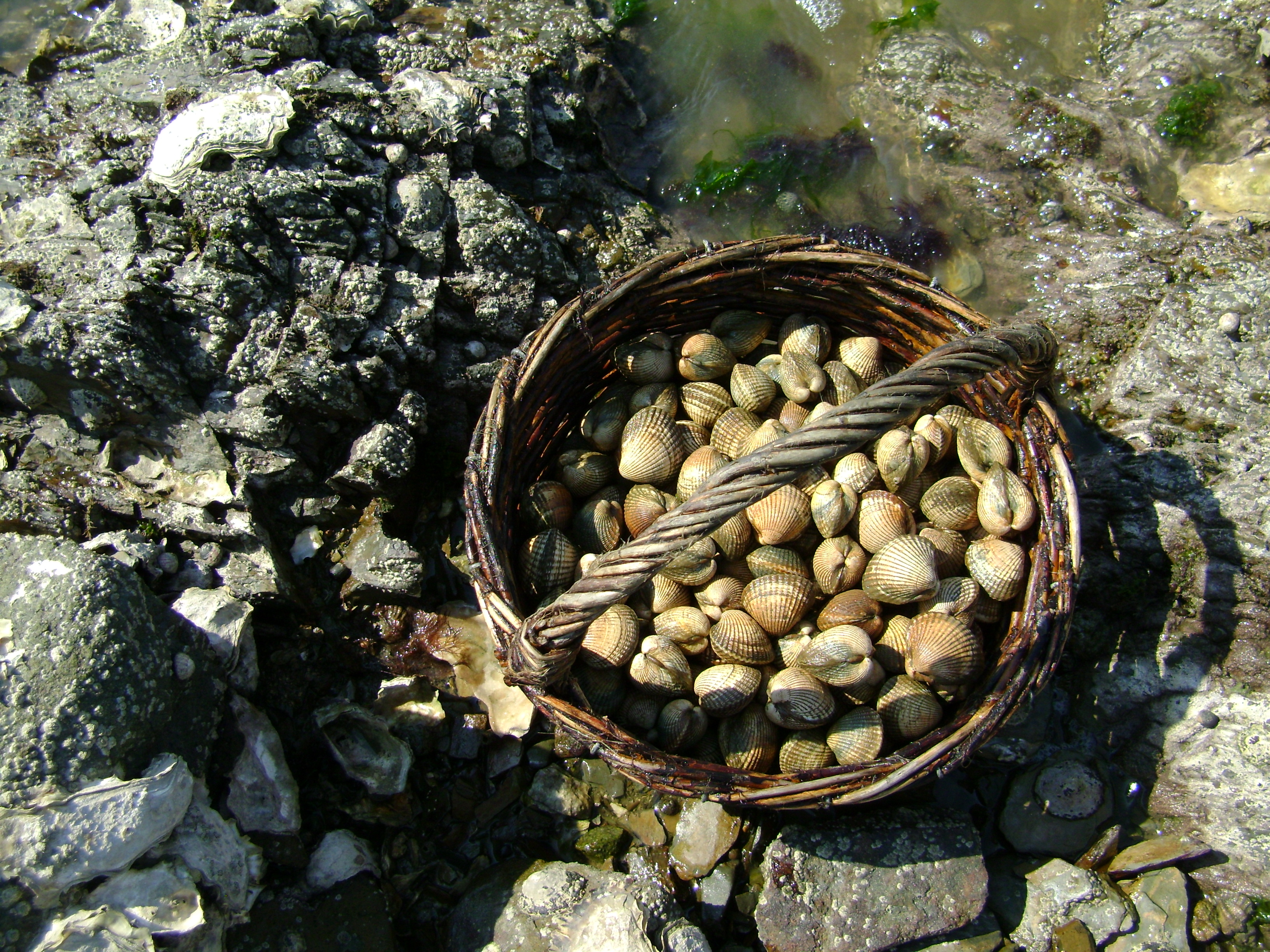
Coques d'estuaire.

## Associations
Avec une trentaine d'associations pour 2 025 habitants, sportifs, lecteurs en herbe ou encore passionnés de patrimoine et d'histoire, les adhérents se retrouvent régulièrement pour partager leurs expériences et leurs passions. La richesse du tissu associatif contribue à animer la commune tout au long de l'année.
Dernières associations en date, l'association « Entreprendre à Logonna » dont l'objet est de promouvoir les entrepreneurs de Logonna-Daoulas auprès de la population locale, et l'association des « Usagers de Kernisi », l'objet de cette association étant la préservation du hameau de Kernisi et de ses environs.
Créée en 1981 par Charles Fleurian, l'association Les Archers Logonnais se distingue par les nombreux titres et places d'honneur régulièrement obtenus au niveau départemental et régional, et compte même dans ses rangs quelques médaillé(e)s au niveau national. À l'issue de la saison 2008, l'association s'est vu décerner le label or de la Fédération française de tir à l'arc, remis officiellement le 27 février 2009.

## Démographie
L'évolution du nombre d'habitants est connue à travers les recensements de la population effectués dans la commune depuis 1793. Pour les communes de moins de 10 000 habitants, une enquête de recensement portant sur toute la population est réalisée tous les cinq ans, les populations de référence des années intermédiaires étant quant à elles estimées par interpolation ou extrapolation. Pour la commune, le premier recensement exhaustif entrant dans le cadre du nouveau dispositif a été réalisé en 2007.

En 2022, la commune comptait 2 127 habitants, en évolution de +0,33 % par rapport à 2016 (Finistère : +2,16 %, France hors Mayotte : +2,11 %).
| 1793 | 1800 | 1806 | 1821 | 1831  | 1836  | 1841  | 1846  | 1851  |
| ---- | ---- | ---- | ---- | ----- | ----- | ----- | ----- | ----- |
| 954  | 791  | 782  | 910  | 1 154 | 1 274 | 1 382 | 1 493 | 1 483 |

| 1856  | 1861  | 1866  | 1872  | 1876  | 1881  | 1886  | 1891  | 1896  |
| ----- | ----- | ----- | ----- | ----- | ----- | ----- | ----- | ----- |
| 1 447 | 1 588 | 1 827 | 1 837 | 1 873 | 1 928 | 1 991 | 2 033 | 2 066 |

| 1901  | 1906  | 1911  | 1921  | 1926  | 1931  | 1936  | 1946  | 1954  |
| ----- | ----- | ----- | ----- | ----- | ----- | ----- | ----- | ----- |
| 2 093 | 2 184 | 2 117 | 2 040 | 1 926 | 1 805 | 1 794 | 1 576 | 1 371 |

| 1962  | 1968  | 1975  | 1982  | 1990  | 1999  | 2006  | 2007  | 2012  |
| ----- | ----- | ----- | ----- | ----- | ----- | ----- | ----- | ----- |
| 1 358 | 1 223 | 1 115 | 1 312 | 1 429 | 1 579 | 1 969 | 2 025 | 2 102 |

| 2017  | 2022  | - | - | - | - | - | - | - |
| ----- | ----- | - | - | - | - | - | - | - |
| 2 124 | 2 127 | - | - | - | - | - | - | - |

Commentaire : si la population communale a fait plus que doubler en un peu plus de deux siècles, l'évolution démographique a été contrastée : après une stagnation initiale qui dure jusqu'en 1806 (année du minimum démographique avec 782 habitants), la population de Logonna-Daoulas a augmenté presque constamment tout au long du XIXe siècle, gagnant 1 402 habitants entre 1806 et 1906 (+179 % en un siècle). L'année 1906 est celle du maximum démographique avec 2 184 habitants. La majeure partie du XXe siècle se caractérise par un net déclin démographique lié à l'exode rural et au déclin des emplois liés aux carrières : la population chute de 1 069 habitants entre 1906 et 1975 (-48,9 % en 69 ans), l'année 1975 étant celle du minimum démographique du XXe siècle. Par contre, le dernier quart du XXe siècle et la première décennie du XXIe siècle ont connu un spectaculaire renouveau démographique (+938 habitants entre 1975 et 2008, soit +84,1 % en 33 ans), lié à la périurbanisation liée à la proximité de Brest et facilitée désormais pour les migrants pendulaires par la construction du pont de l'Iroise inauguré en 1994 qui a amélioré la circulation vers Brest.
L'augmentation de la population est due à un solde migratoire devenu positif à partir de 1975 (entre 1968 et 1975, il était encore négatif : -0,1 % l'an), principalement entre 1975 et 1982 (+3,5 % l'an) et entre 1999 et 2008 (+2,4 % l'an) car le solde naturel est longtemps resté négatif en raison du vieillissement antérieur de la population, ne devenant positif que pour la période 1999-2008 (+0,6 % l'an). En 2009 par exemple, la commune a enregistré 24 naissances pour 16 décès, ce qui illustre le maintien désormais d'un accroissement naturel positif. Ceci entraîne une population en moyenne assez jeune : en 2008, les 0 à 19 ans formaient 26,2 % de la population et les 65 ans et plus 18,1 %.
Comme pour toutes les communes concernées par la périurbanisation et la littoralisation du peuplement, le parc immobilier est assez récent : en 2008, seuls 24,7 % des logements sont antérieurs à 1949 en raison de la prolifération des lotissements depuis quelques décennies ; il s'agit presque exclusivement de maisons individuelles (93,4 % du parc immobilier total en 2008). Les résidences secondaires restent assez nombreuses (24,8 % du parc immobilier total en 2008) en raison de la situation péninsulaire de la commune, même si leur nombre décline en pourcentage (30,7 % en 1999) mais pas en valeur absolue (142 résidences secondaires en 1968, 296 en 2008).
Au recensement de 2007, Logonna-Daoulas comptait 2 025 habitants (49,3 % d'hommes et 52,3 % de femmes), soit une densité de 168 habitants au km2.

## Langue bretonne
L'adhésion à la charte Ya d'ar brezhoneg a été votée par le conseil municipal le 27 mai 2019.

## Politique et administration
| Période       | Période              | Identité                 | Étiquette   | Qualité                                                                  |
| ------------- | -------------------- | ------------------------ | ----------- | ------------------------------------------------------------------------ |
| 1791          | 1793                 | Nicolas Salaün           |             | Cultivateur.                                                             |
|               |                      |                          |             |                                                                          |
| 1803          | 1807                 | Jean Le Guennou          |             |                                                                          |
| 1807          | 1815                 | Jean-Baptiste Merret     |             |                                                                          |
| 1815          |                      | Charles Le Cann          |             |                                                                          |
| 1817          | 1830                 | Yves Malléjac            |             |                                                                          |
| 1831          | 1838                 | Jacques Cariou           |             | Cultivateur.                                                             |
|               |                      |                          |             |                                                                          |
| 1844          | 1853                 | Le Bot                   |             |                                                                          |
| 1854          | 1860                 | Jean François Le Cann    |             |                                                                          |
| 1868          | 1878                 | Louis Le Hir             |             |                                                                          |
| 1878          | 1880                 | Jean François Salaün     |             |                                                                          |
| 1880          | 1894                 | Pierre Salaün            |             |                                                                          |
| 1894          | 1905                 | Corentin Diverrès        |             | Cultivateur.                                                             |
| 1905          | 1919                 | Jean François Le Cann    |             |                                                                          |
| 1919          | 1943                 | Frédéric Madec           |             |                                                                          |
| 1945          | 1948                 | Hervé Salaün             |             |                                                                          |
| 1948          | février 1970 (décès) | Jean-Marie Kermarrec     | MRP puis CD | Conseiller général du canton de Daoulas (1962 → 1970)                    |
| mars 1970     | mars 1971            | Adolphe Mezou            |             |                                                                          |
| mars 1971     | mars 1977            | Henri Camus              |             | Retraité de la Marine                                                    |
| mars 1977     | 1988 (démission)     | Pierre Herry             | DVD         | Retraité de la Marine                                                    |
| 1988          | mars 1989            | Charles Madec            | UDF         | Retraité EDF                                                             |
| mars 1989     | mars 2001            | François-René Jourdrouin | PS puis DVG | Technicien des télécommunications                                        |
| mars 2001     | mars 2014            | Françoise Péron          | PS          | Technicienne MSA Conseillère générale du canton de Daoulas (2011 → 2015) |
| mars 2014     | octobre 2018         | Hervé Briant             | DVG         | Médecin généraliste. Démissionne en 2018.                                |
| novembre 2018 | 23 mai 2020          | Gilles Calvez            |             | Enseignant en communication                                              |
| 23 mai 2020   | En cours             | Fabrice Ferré            |             | Ingénieur territorial                                                    |

## Lieux et monuments

### L'église Saint-Monna (XVIesiècle)

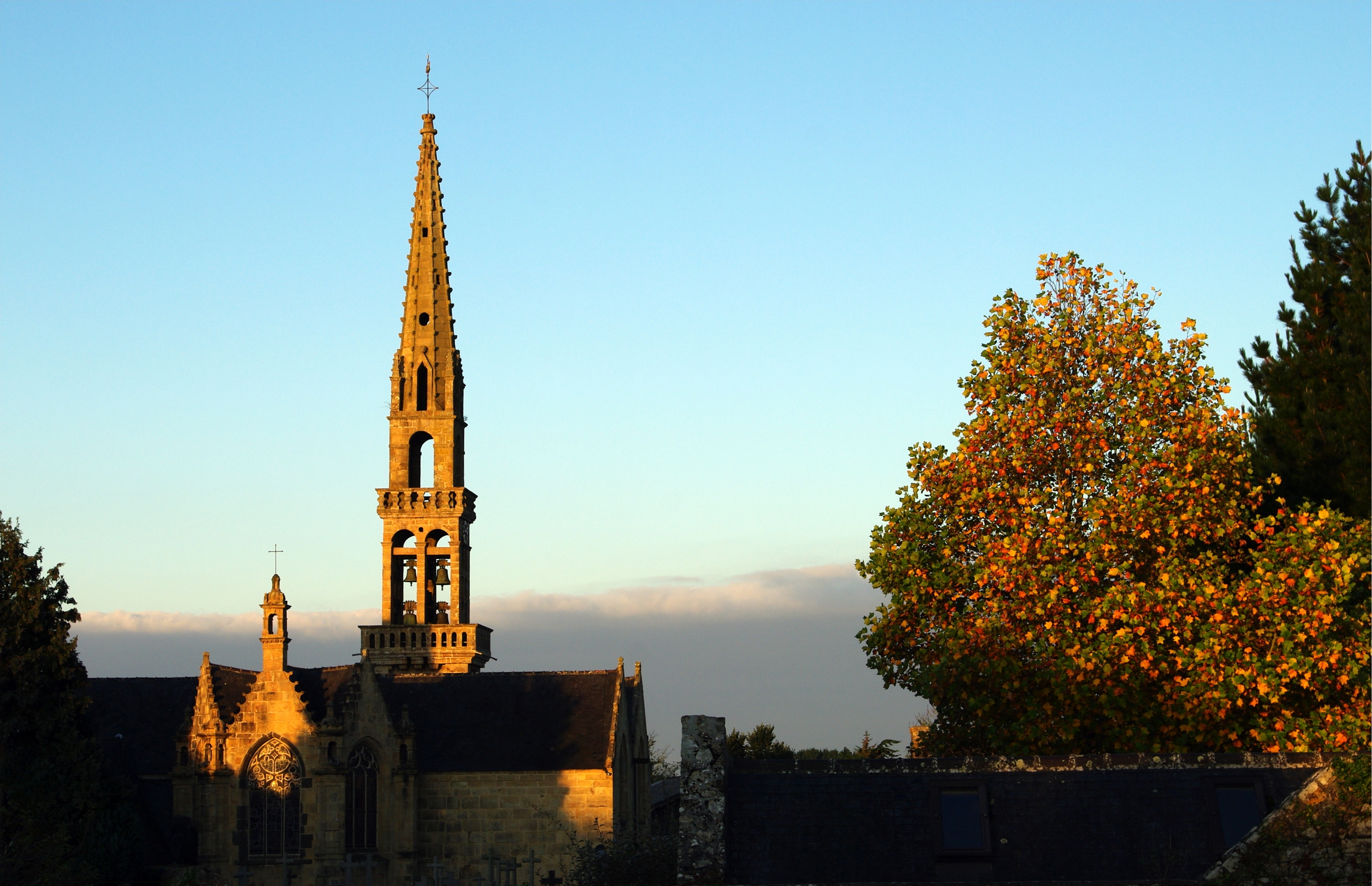
Église Saint-Monna.

L'église paroissiale, dédiée à saint Monna (en fait saint Nonna), propriété de la commune, est située dans la partie ouest d'un vaste enclos paroissial englobant le cimetière. Elle se compose d'une nef avec ses collatéraux et d'un large transept à double pignon et noue centrale accueillant deux chapelles. Le chevet à noues multiples, dont les trois pignons à crochets font écho à ceux du transept, s'inspire du type Beaumanoir, du nom d'une famille de bâtisseurs d'églises de la région de Morlaix qui imaginèrent cette configuration.
L'aile nord de l'édifice primitif, la chapelle du Rosaire, de style gothique, porte la date de 1495. En 1597, le comte Michel de Rosmorduc la fait agrandir. Ses armes sont visibles au sommet du premier pilier. Le clocher porte la date, au-dessus de l'entrée, de 1618, et la tour celle de 1667. Restaurée en 1700, comme l'indique une inscription sur le mur ouest, cette église, de style Renaissance avec survivance du gothique fleuri, subit des réparations en 1781. Les prééminences de fondateur de l'église Saint-Monna et des chapelles de la paroisse appartenaient de temps immémorial à la famille de Rosmorduc qui disposait aussi de droits honorifiques en l'abbaye de Daoulas et en la cathédrale Saint-Corentin de Quimper. Le 4 avril 1808, un ouragan détruit les vitres du pignon sud. Afin de prévenir d'autres incidents, les dimensions des fenêtres sont réduites, sur les conseils de l'ingénieur impérial des Ponts et Chaussées de Landerneau, Jean-Sébastien Goury.
Le clocher, à deux étages de cloches et double galerie, offre une particularité peu commune : la flèche, élancée et de section octogonale, est ornée le long de chacune de ses huit arêtes de dix-sept crochets en saillie sculptés sous forme de masques.
L'église présente également un portail classique à deux pilastres et fronton, des statues, des retables et un banc seigneurial sculpté du XVIIe siècle. Un petit escalier extérieur, côté est, donne accès à une crypté basse située sous le chœur, qui permettait aux retardataires de ne pas manquer la messe.
Près de l'église se trouve un petit ossuaire du XVIIe siècle de plan rectangulaire, avec un clocheton en forme de lanternon.
À une cinquantaine de mètres de là, à proximité d'un ancien lavoir alimenté par une source, la fontaine Saint-Monna, datée de 1681, abrite une statue en kersanton représentant le saint en tenue épiscopale, dans une niche à coquille.

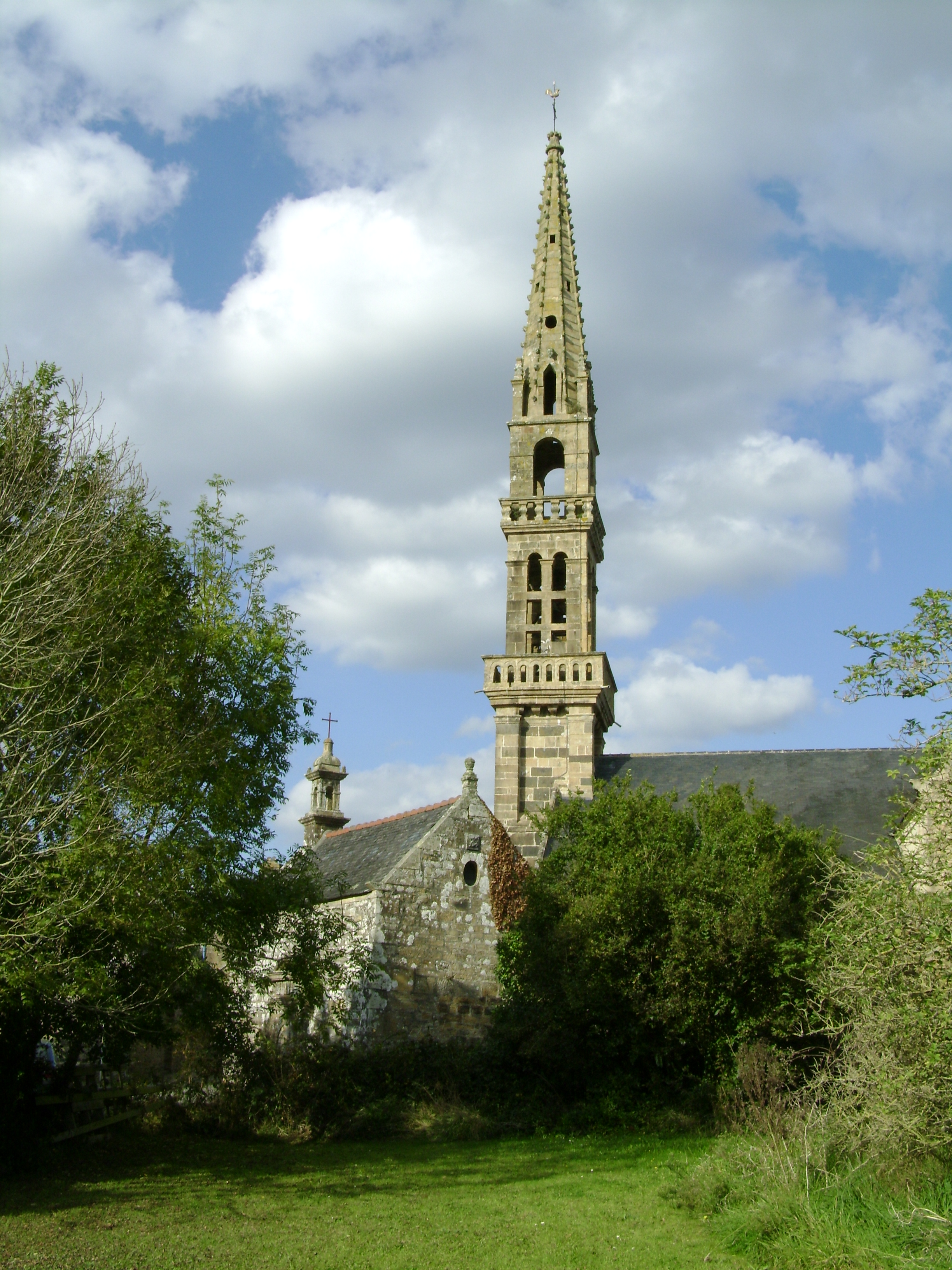
Église Saint-Monna (à gauche l'ossuaire des Rosmorduc).
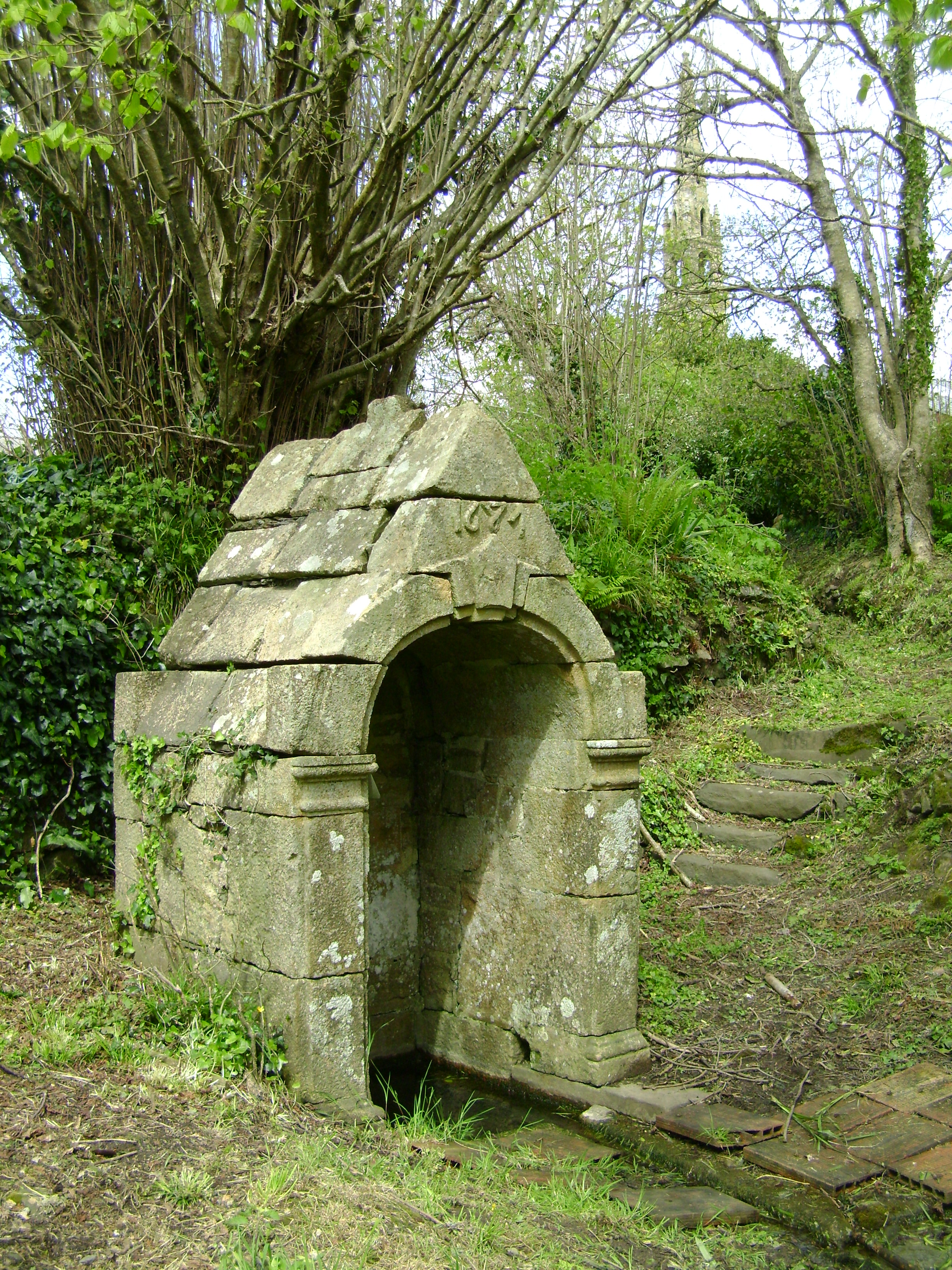
Fontaine Saint-Monna.
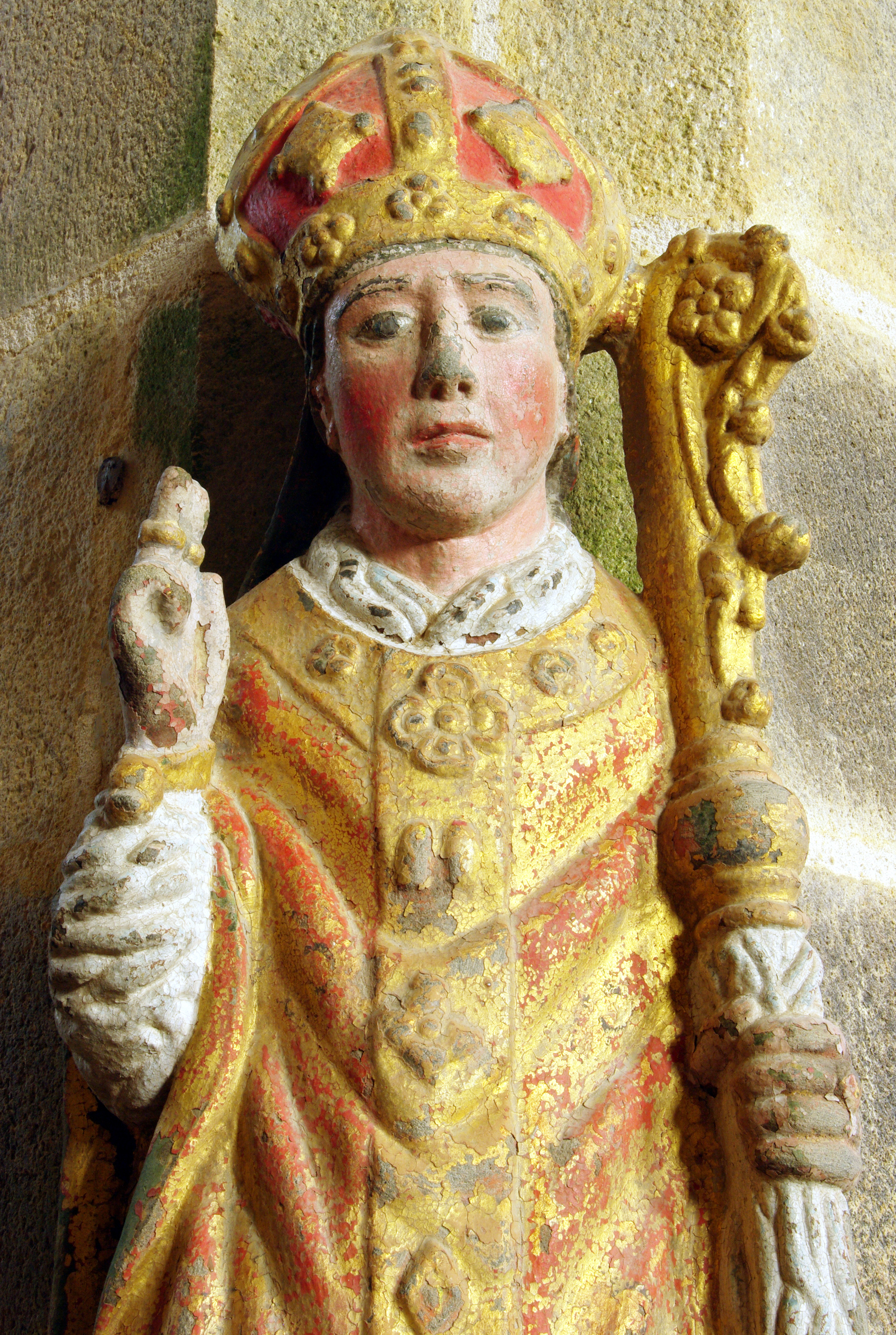
Statue de saint Monna, kersanton polychrome.
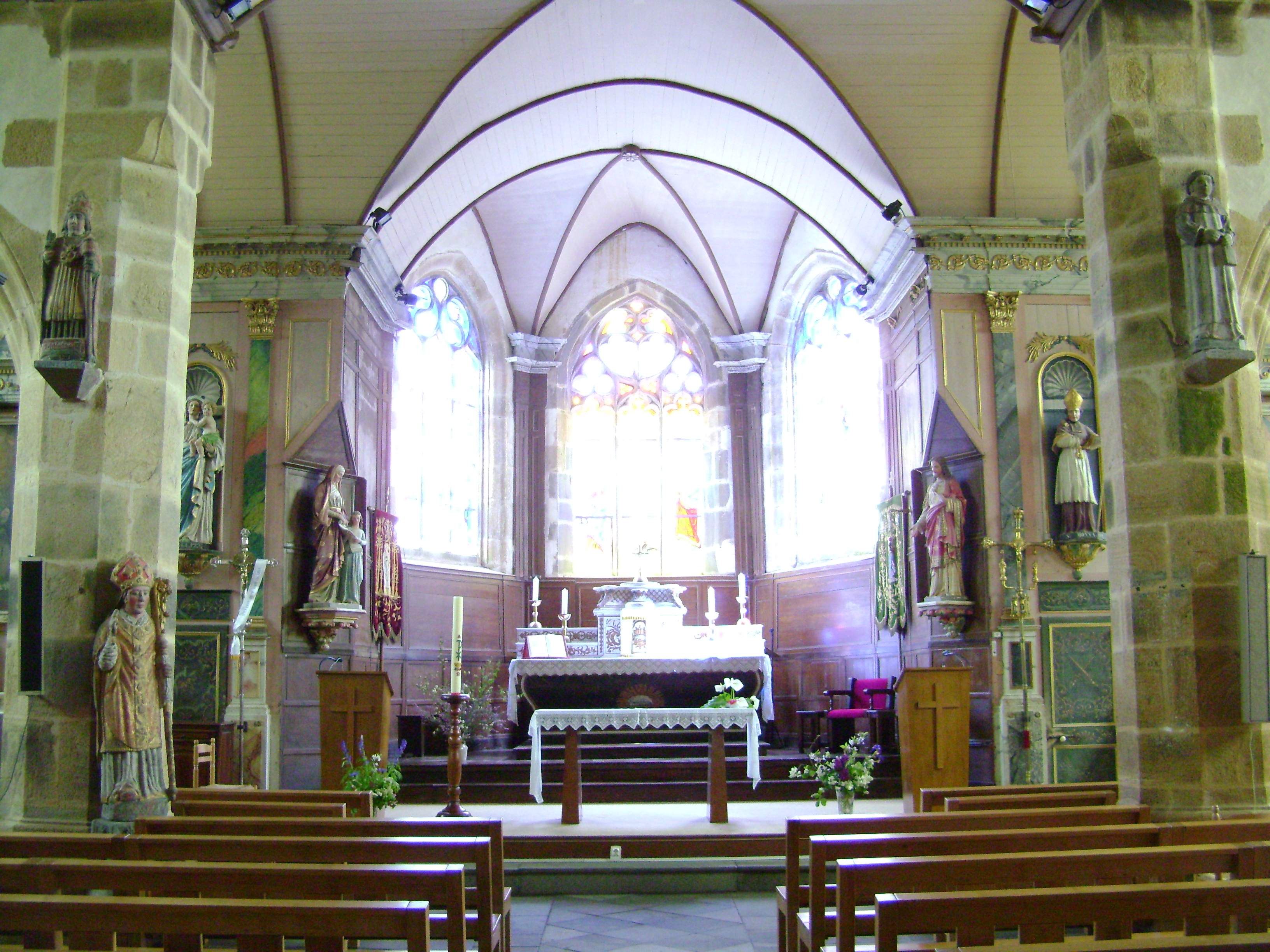
Vue intérieure de l'église paroissiale.
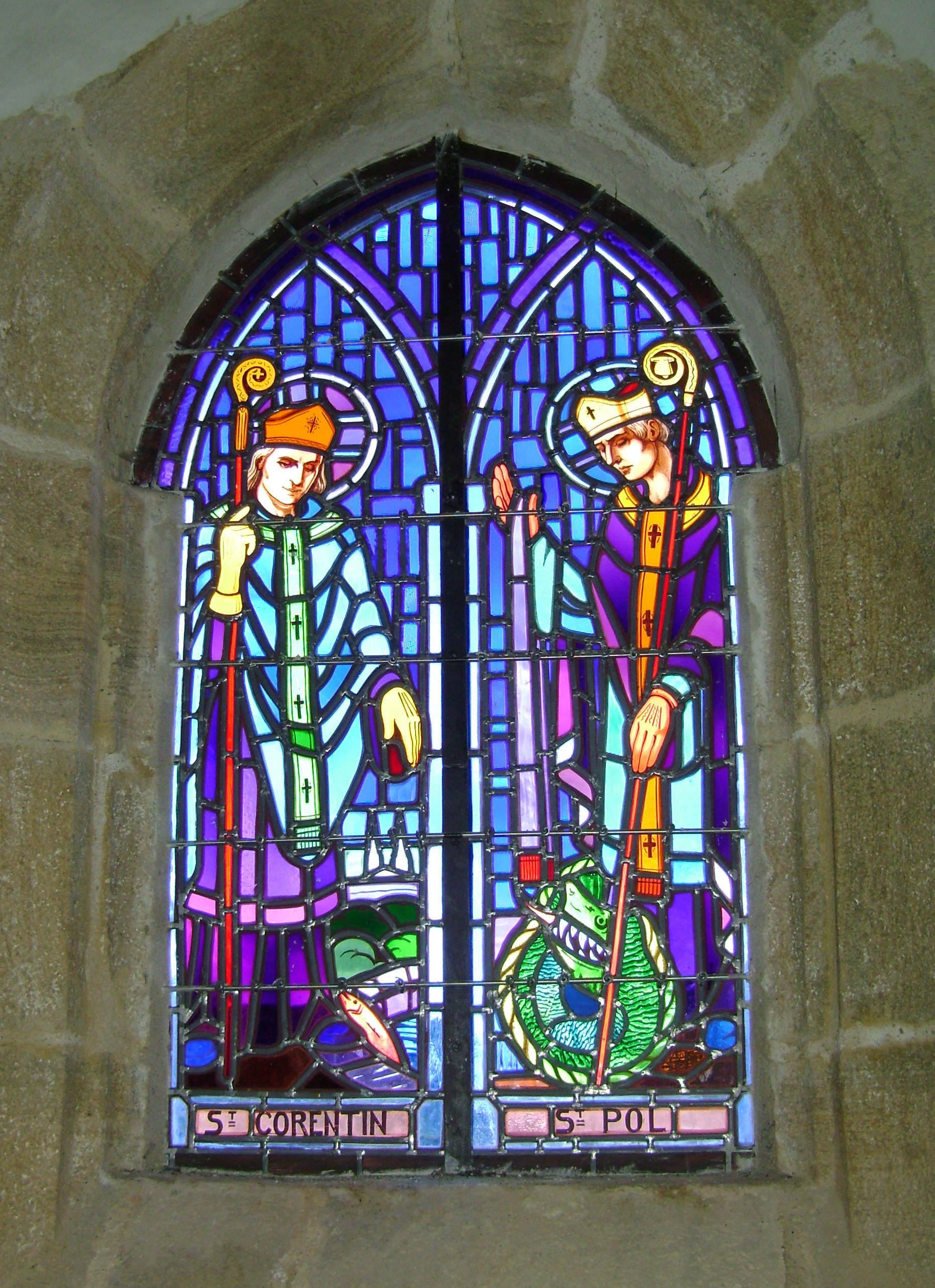
Vitrail du bas-côté sud.
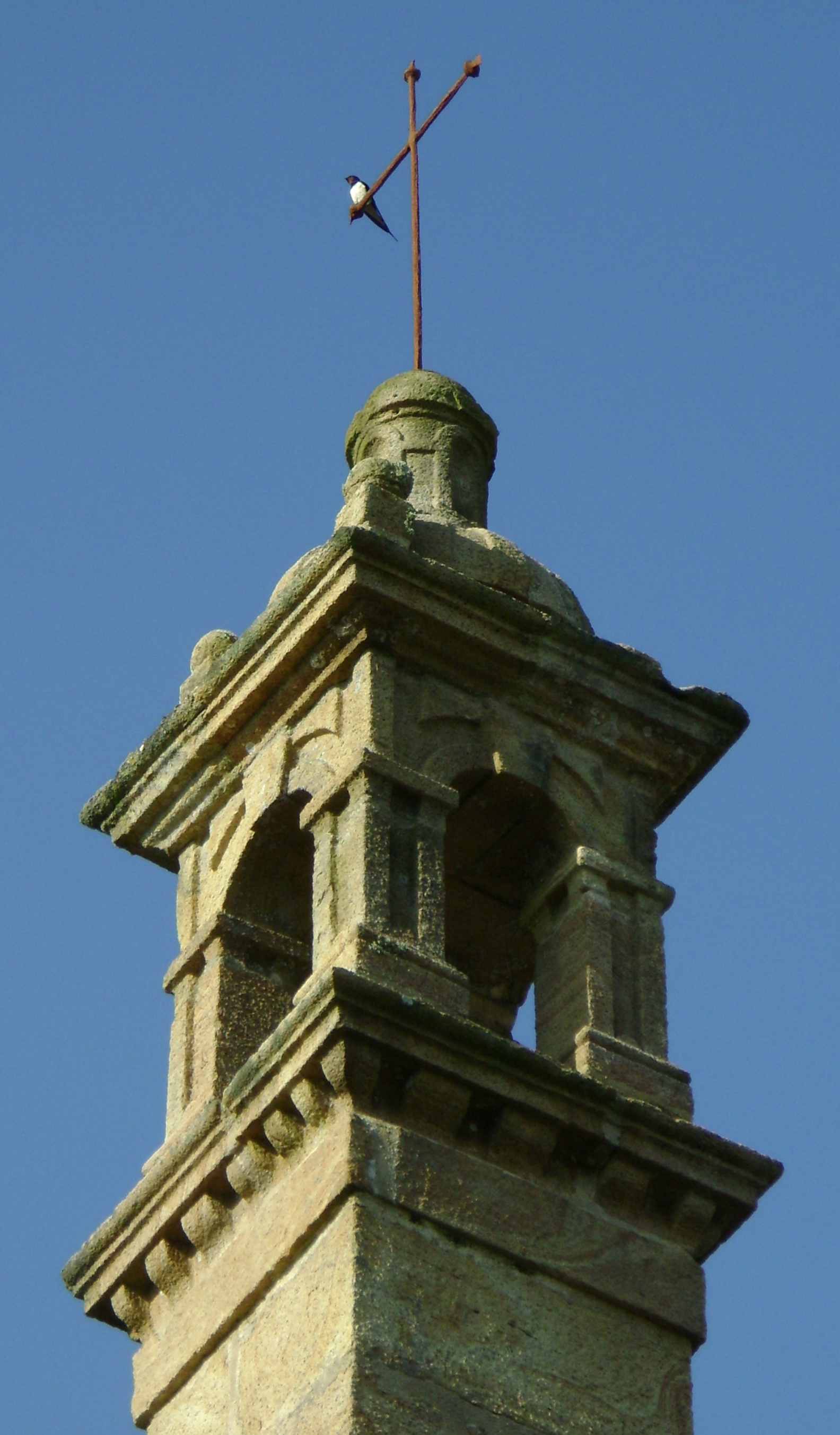
Clocheton au-dessus du chœur.
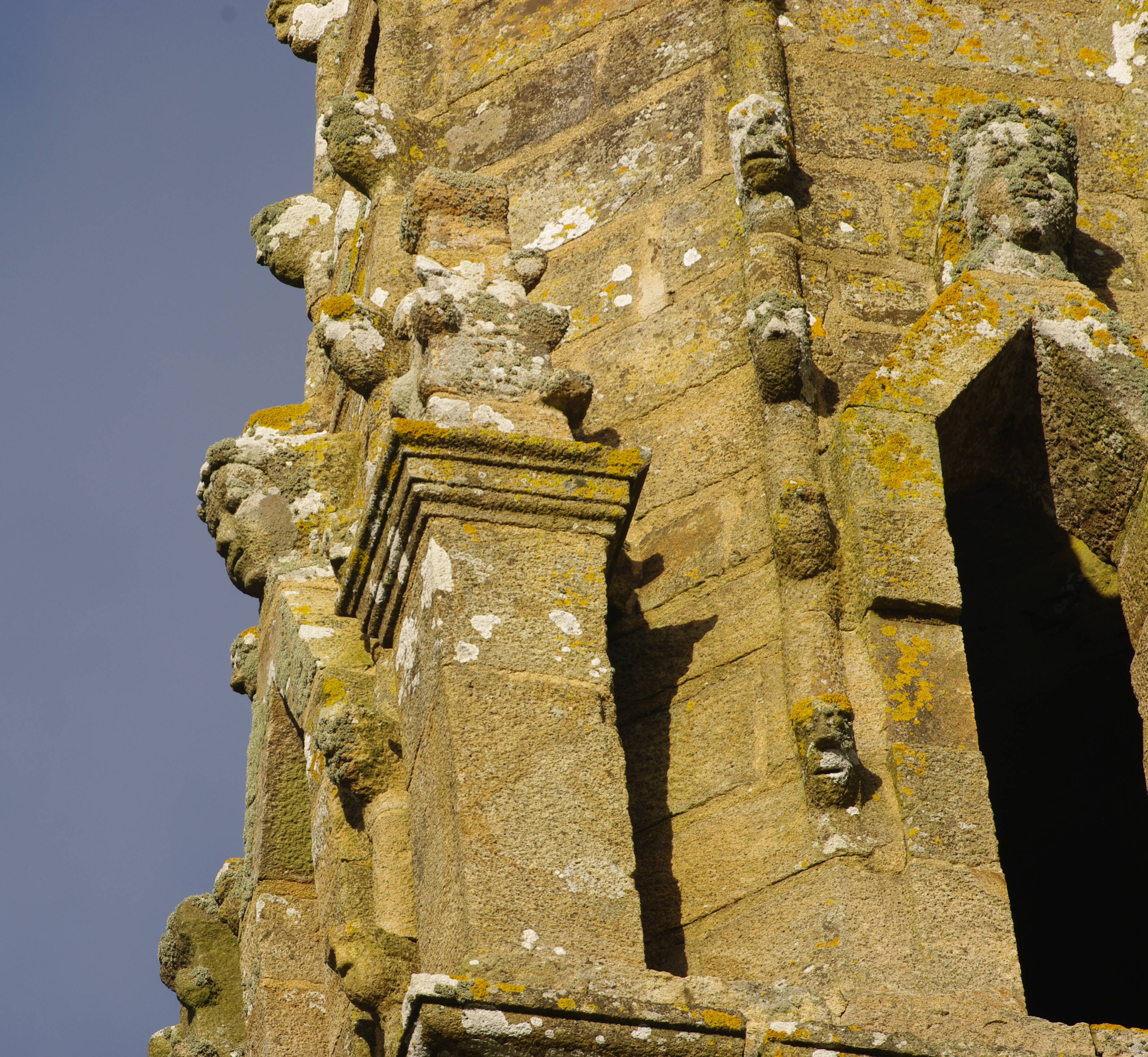
Les visages dans le clocher.
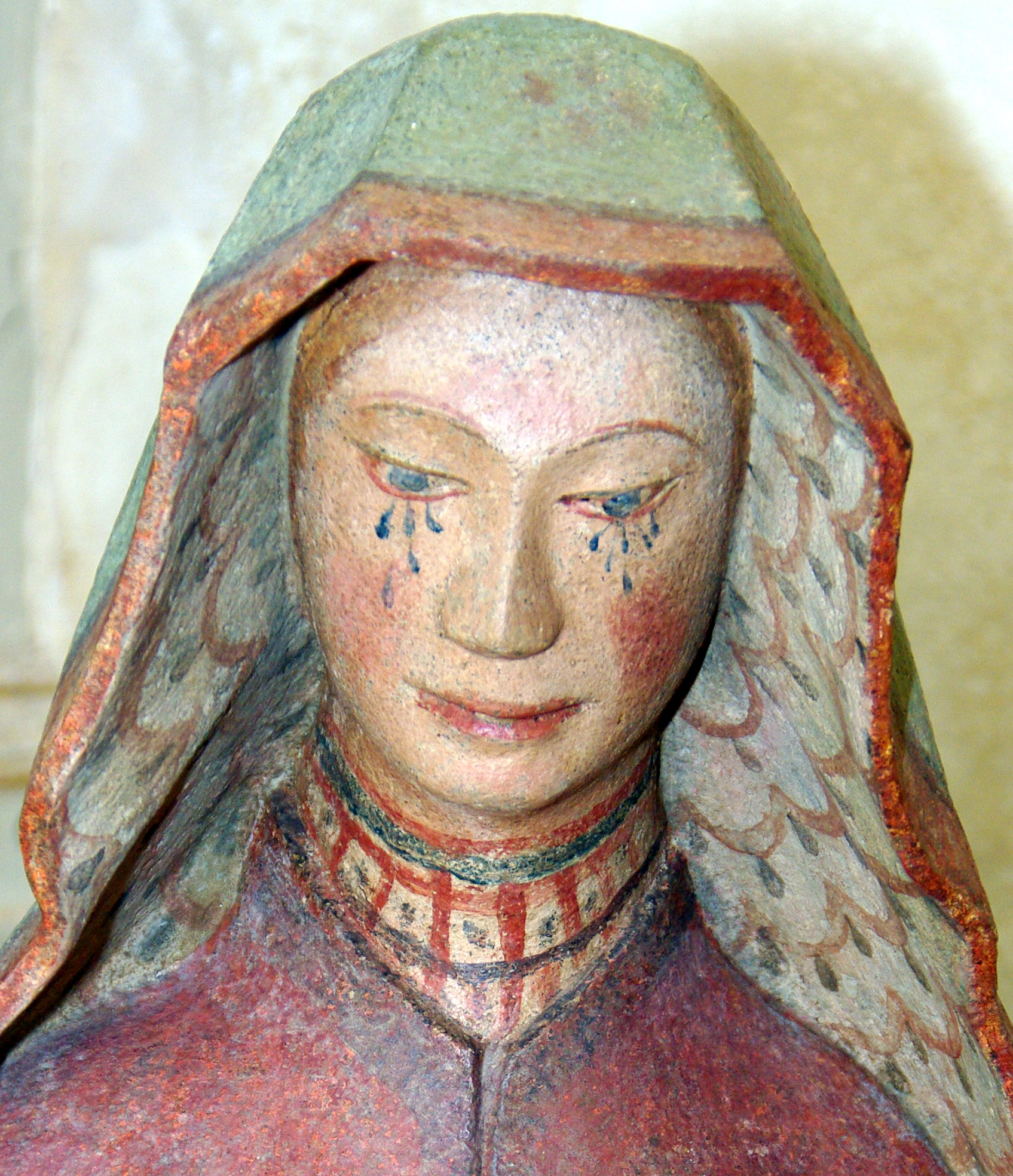
Mater dolorosa, statue en kersanton polychrome, détail.
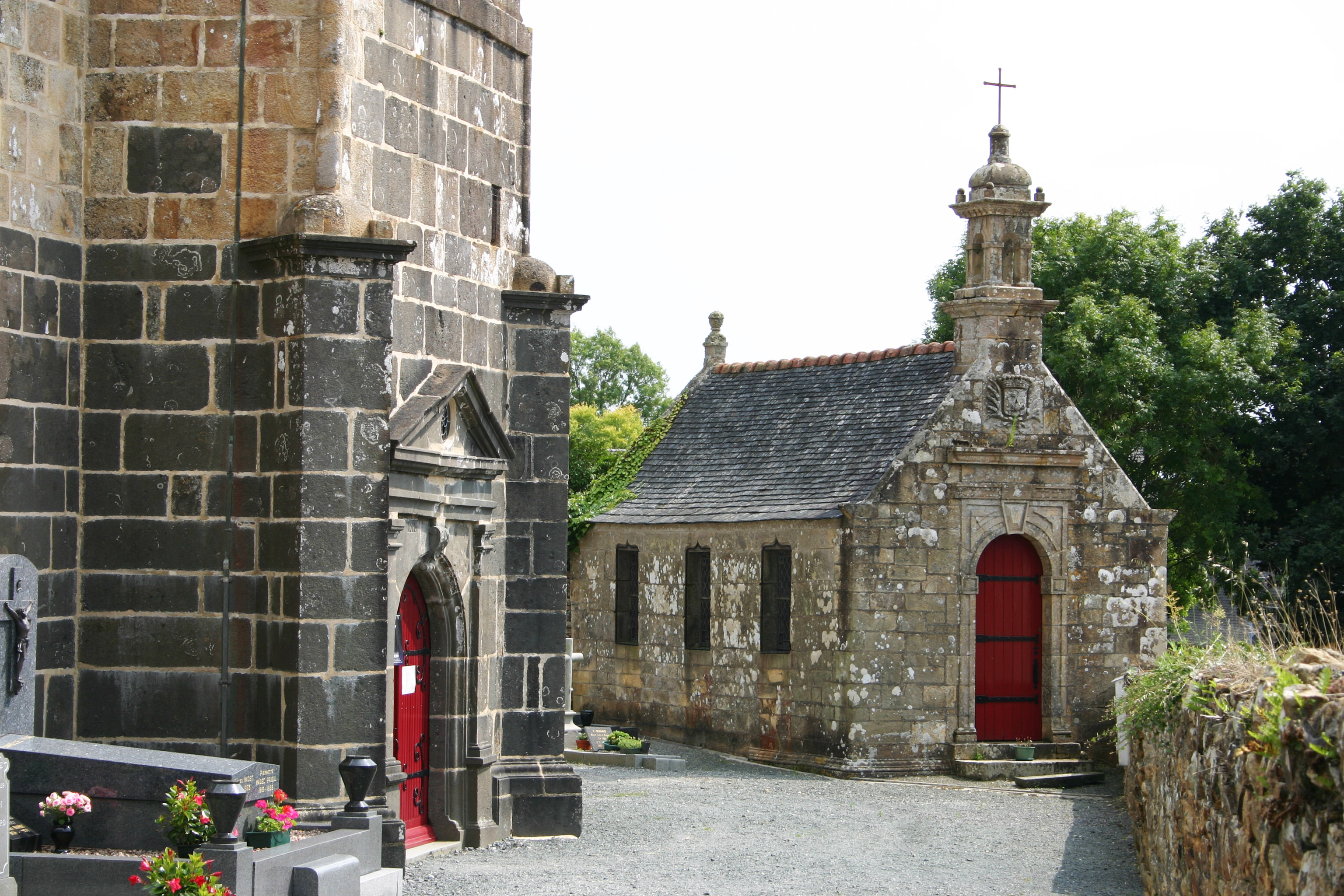
Église de Logonna et l'ossuaire de Rosmorduc.
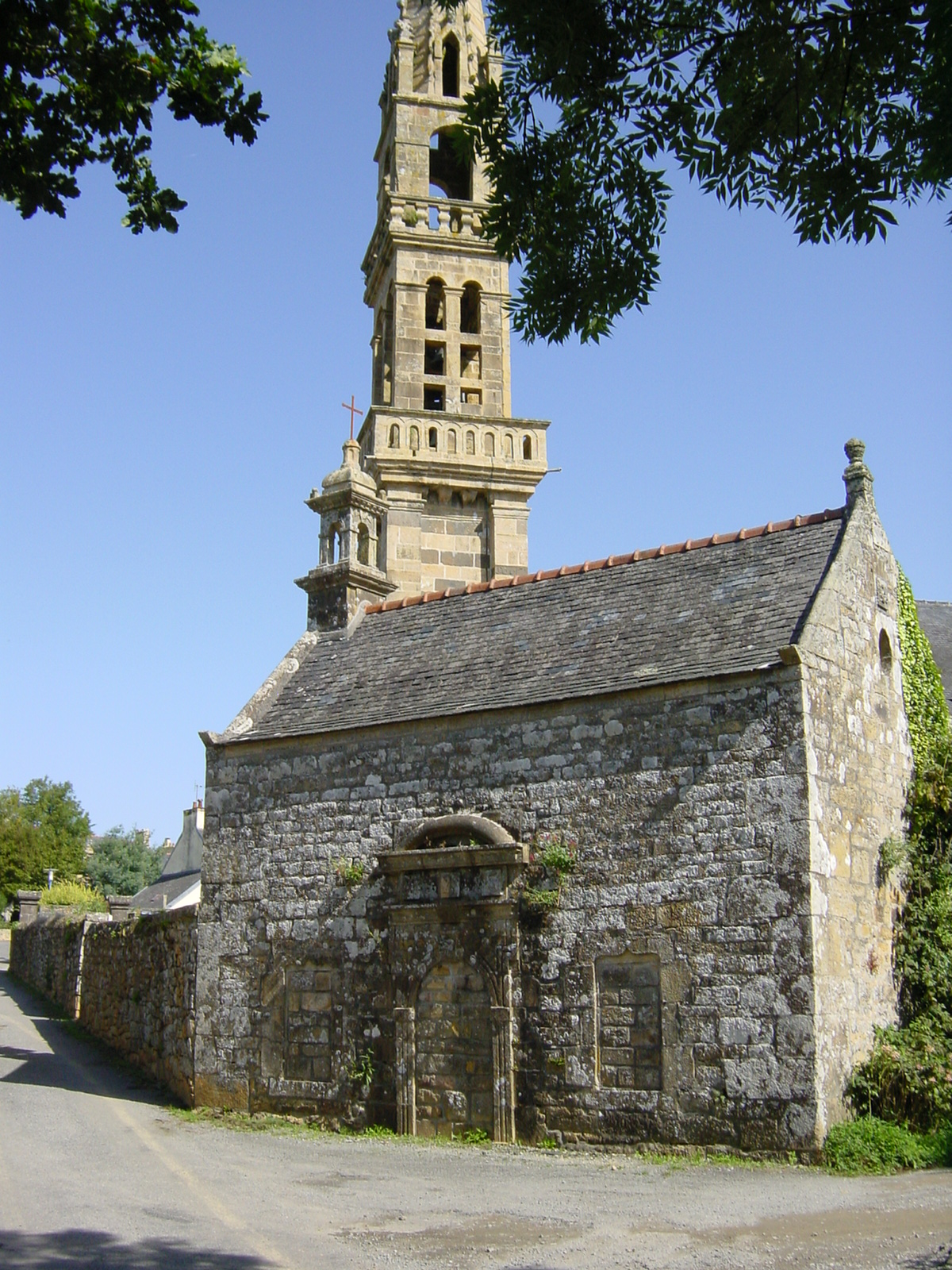
Église et ossuaire de Rosmorduc vus de le rue de l'Église.
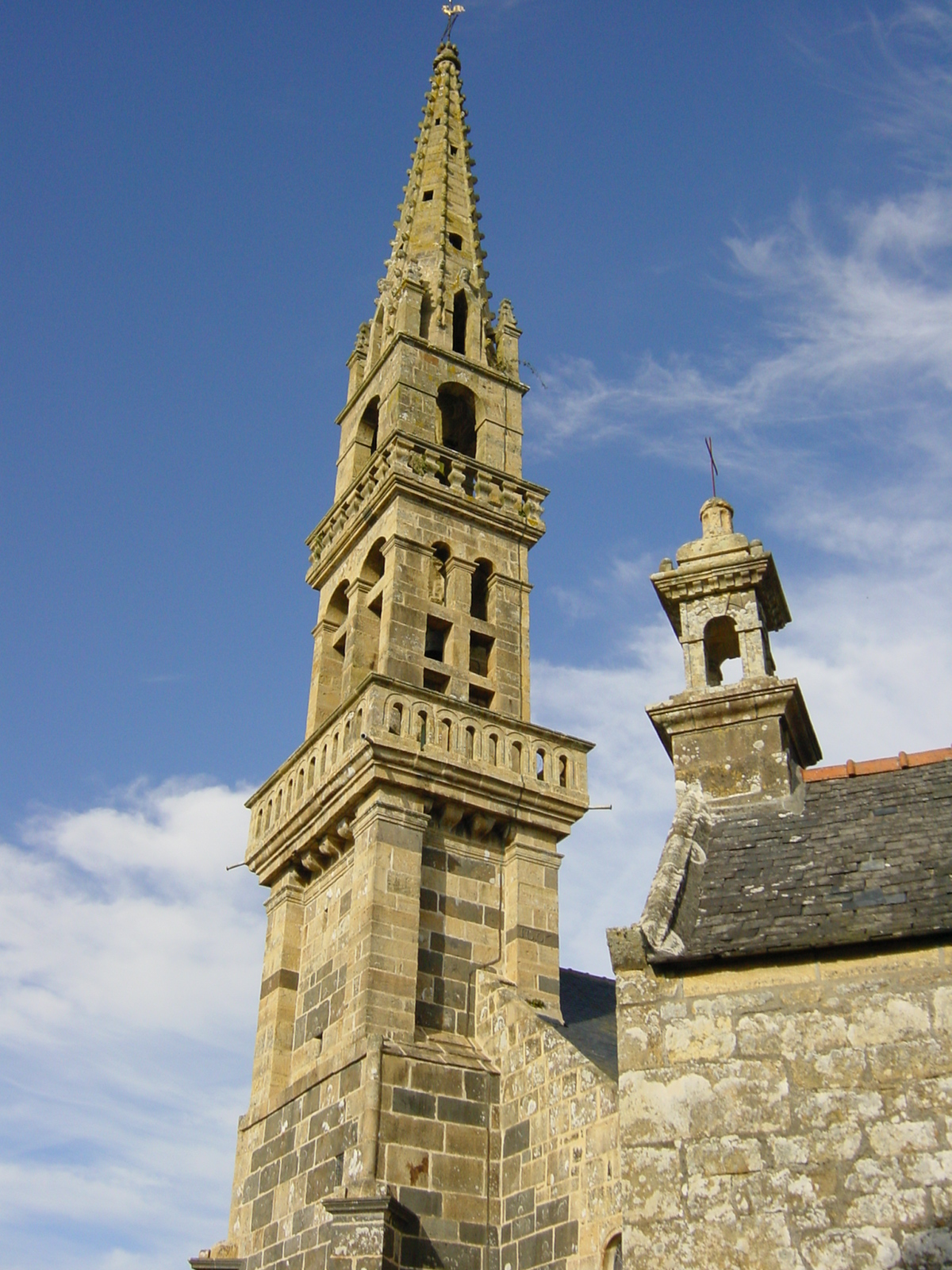
Clocher et ossuaire de Rosmorduc, détails.
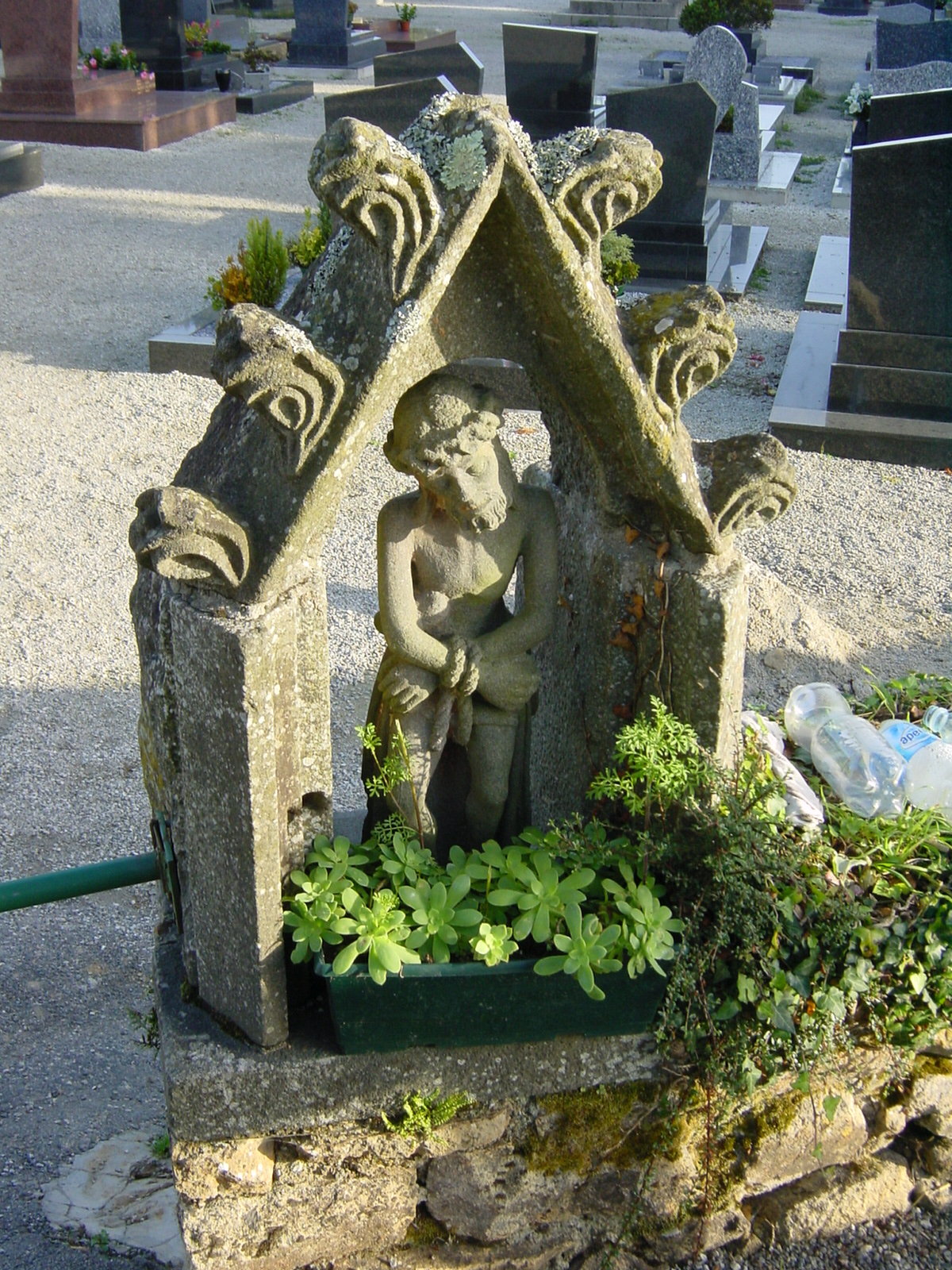
Ecce homo du cimetière voisin de l'église.

### La chapelle Sainte-Marguerite

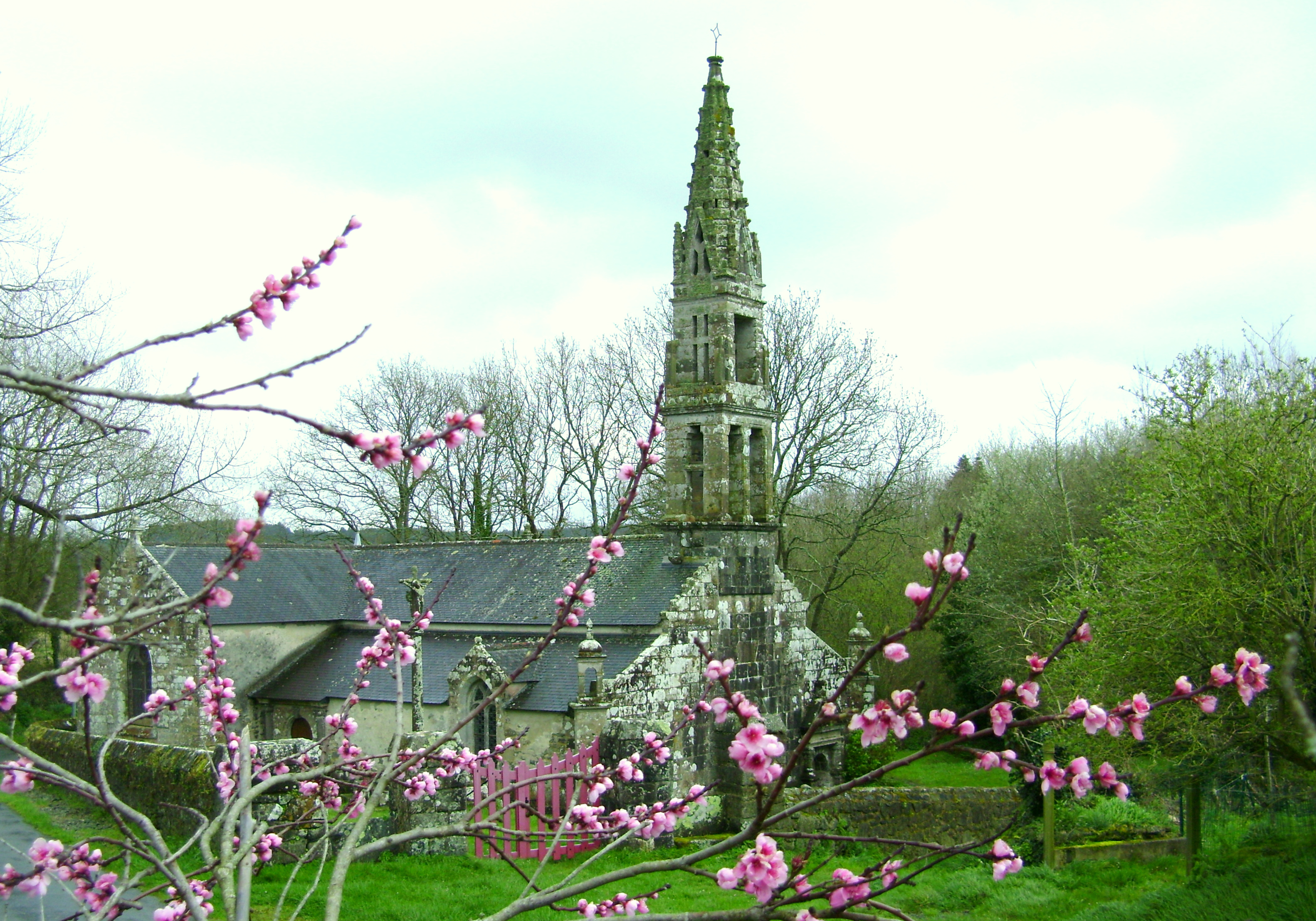
Chapelle Sainte-Marguerite.

On la découvre sur la route qui mène à L'Hôpital-Camfrout. Dans son ensemble, elle est de style gothique et possède un élégant clocher Renaissance. Elle comprend une nef de trois travées avec bas-côtés, un transept et un chœur polygonal. Deux clochetons ornent la façade. La forme des fenêtrages et les dates portées sur la porte ouest, 1603, et sur le bénitier nord, 1692, permettent de dater le sanctuaire qui, en 1890, lors d'une restauration, subit une modification architecturale majeure : une chapelle, ainsi qu'une sacristie, sont ajoutées au bâtiment. Le bas-côté sud et le chevet datent de cette période. La transformation du double toit en un seul faîtage, également décidée à cette époque, n'a visiblement pas été réalisée, la toiture des bas-côtés se trouvant toujours en discontinuité par rapport à la toiture principale.
Dans l'enclos se trouve un calvaire en pierre de Kersanton dont la croix est datée de 1515. Il est supporté par un fût à pans qui porte la date de 1717. Une Vierge à l'Enfant figure côté est au revers du Christ en croix.
La fontaine date de 1658 et est incluse dans la façade. Elle abrite une statue dédiée à sainte Marguerite, invoquée pour la délivrance des femmes enceintes, l'absorption de l'eau de cette source étant du reste recommandée aux futures mamans pour assurer une bonne lactation. La sainte est représentée accompagnée de son attribut le plus courant, le dragon. Seule la partie gauche de la chevelure est ciselée, l'autre partie n'étant qu'ébauchée ; par ailleurs, la tunique, contrairement au reste de la statue, n'a pas été lissée, ce côté « inachevé » étant en réalité une technique affirmée de mise en valeur du matériau, et partant du sujet, à travers un jeu subtil d'ombre et de lumière propre aux plus grands artistes de l'époque.
Sainte Marguerite est fêtée le second dimanche de juillet, lors d'un pardon qui attirait les foules jusqu'aux années 1960 et demeure très populaire de nos jours. La chapelle et le calvaire sont bien identifiables sur deux œuvres d'Eugène Boudin, Église et calvaire de Logonna-Daoulas, crayon et aquarelle, et Pardon en Bretagne, huile sur bois où l'on reconnaît également la fontaine.

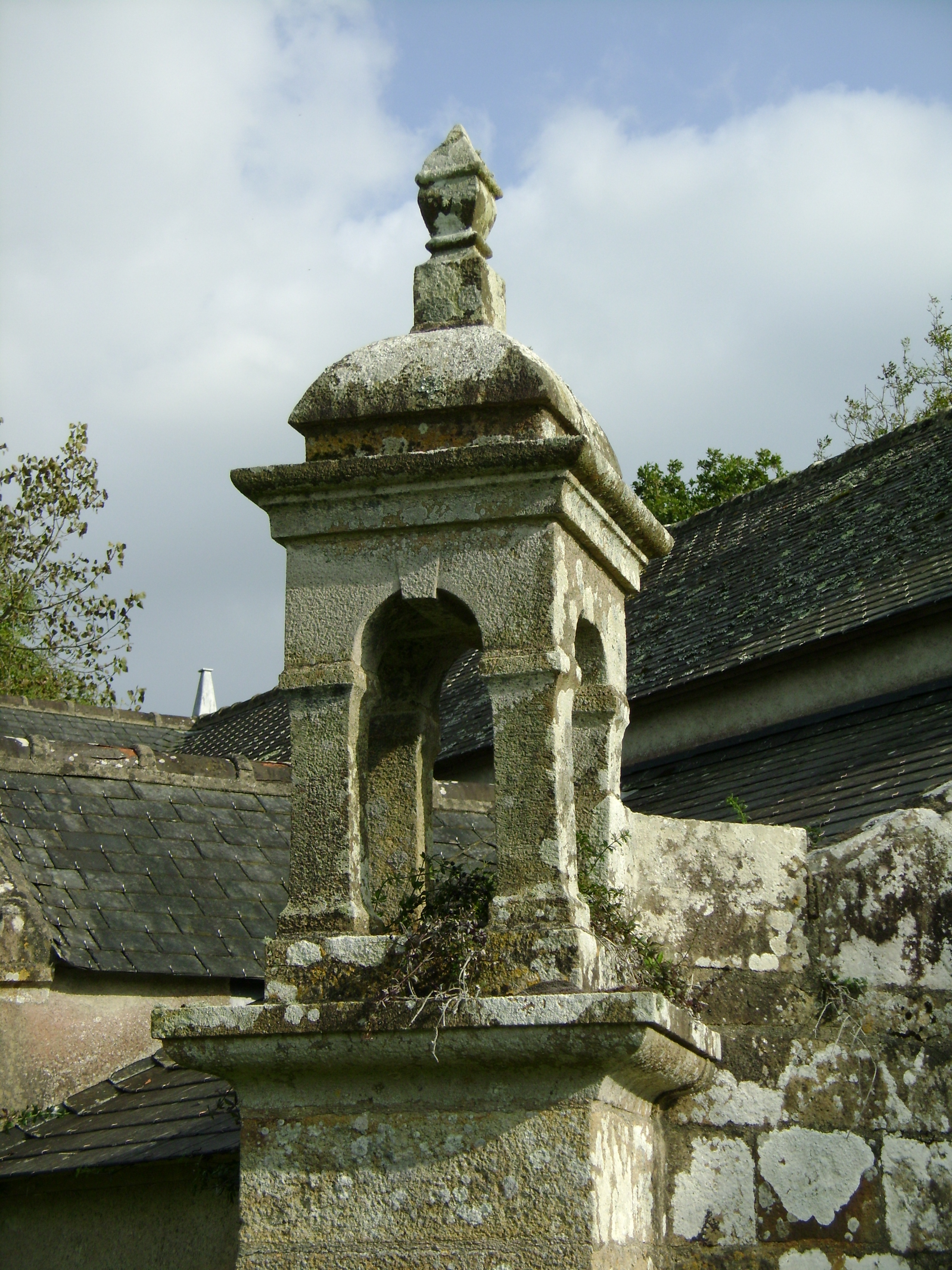
Détail, clocheton nord.
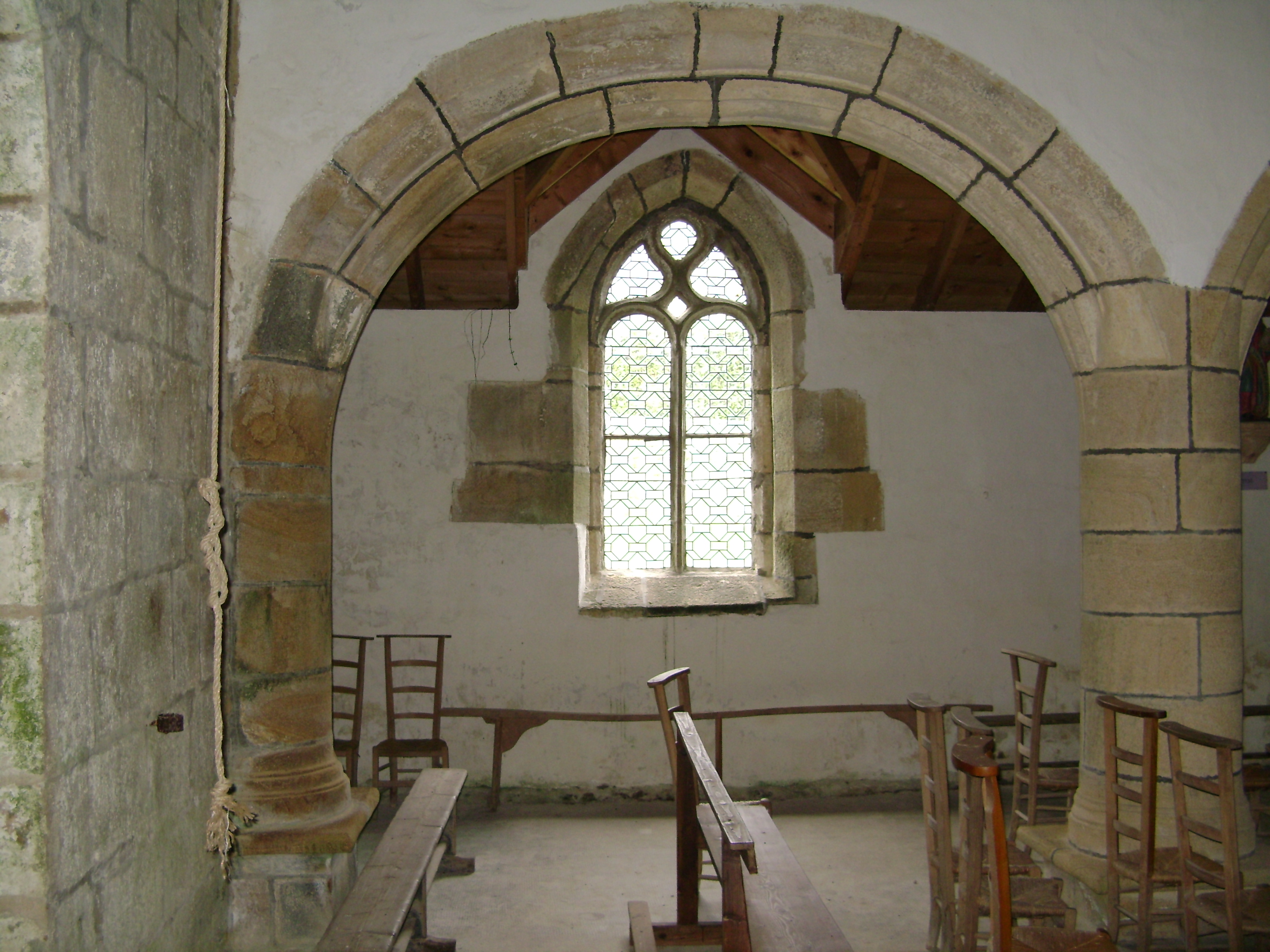
Vue intérieure.
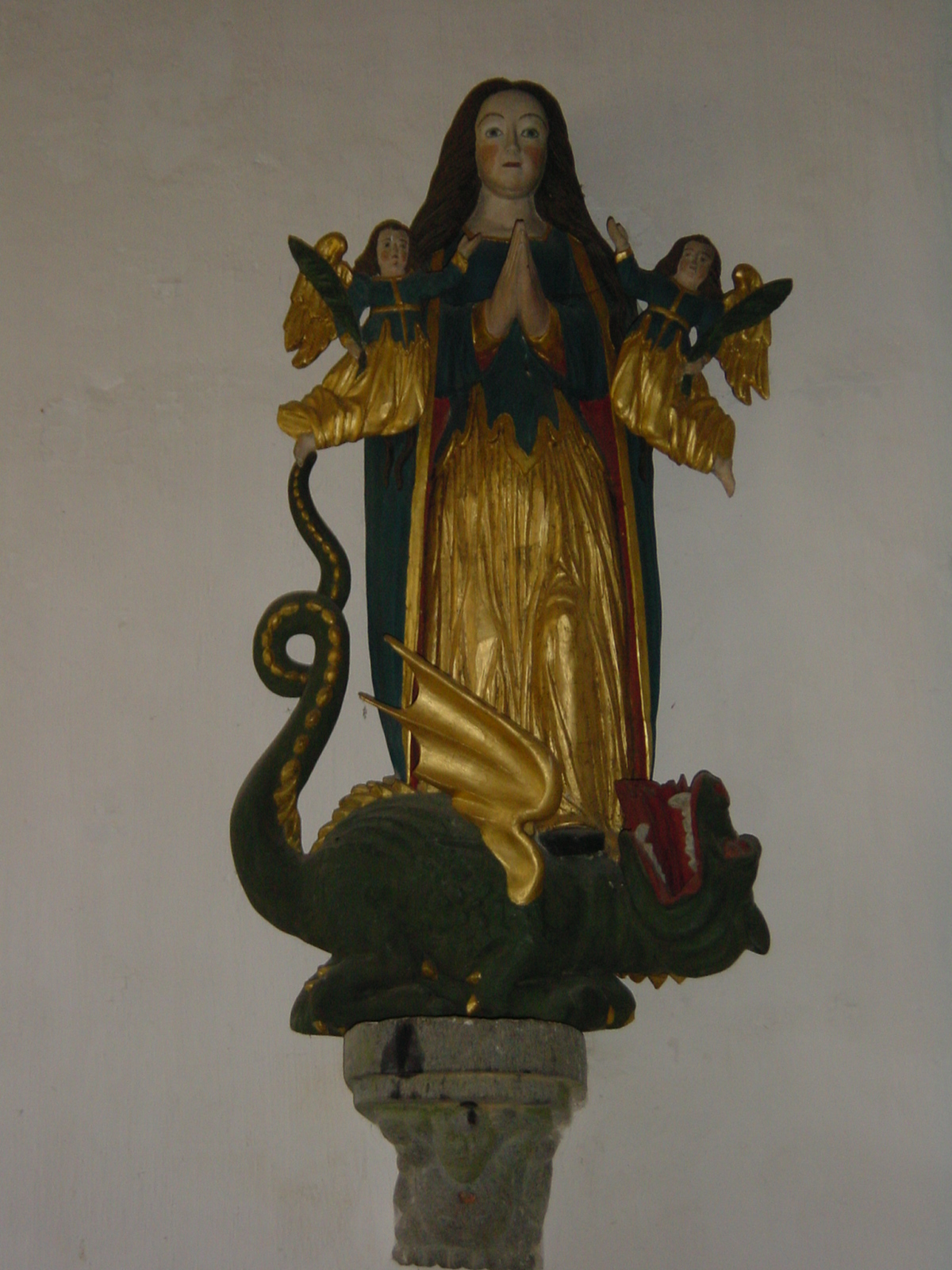
Statue de Sainte Marguerite dans la chapelle, bois polychrome.
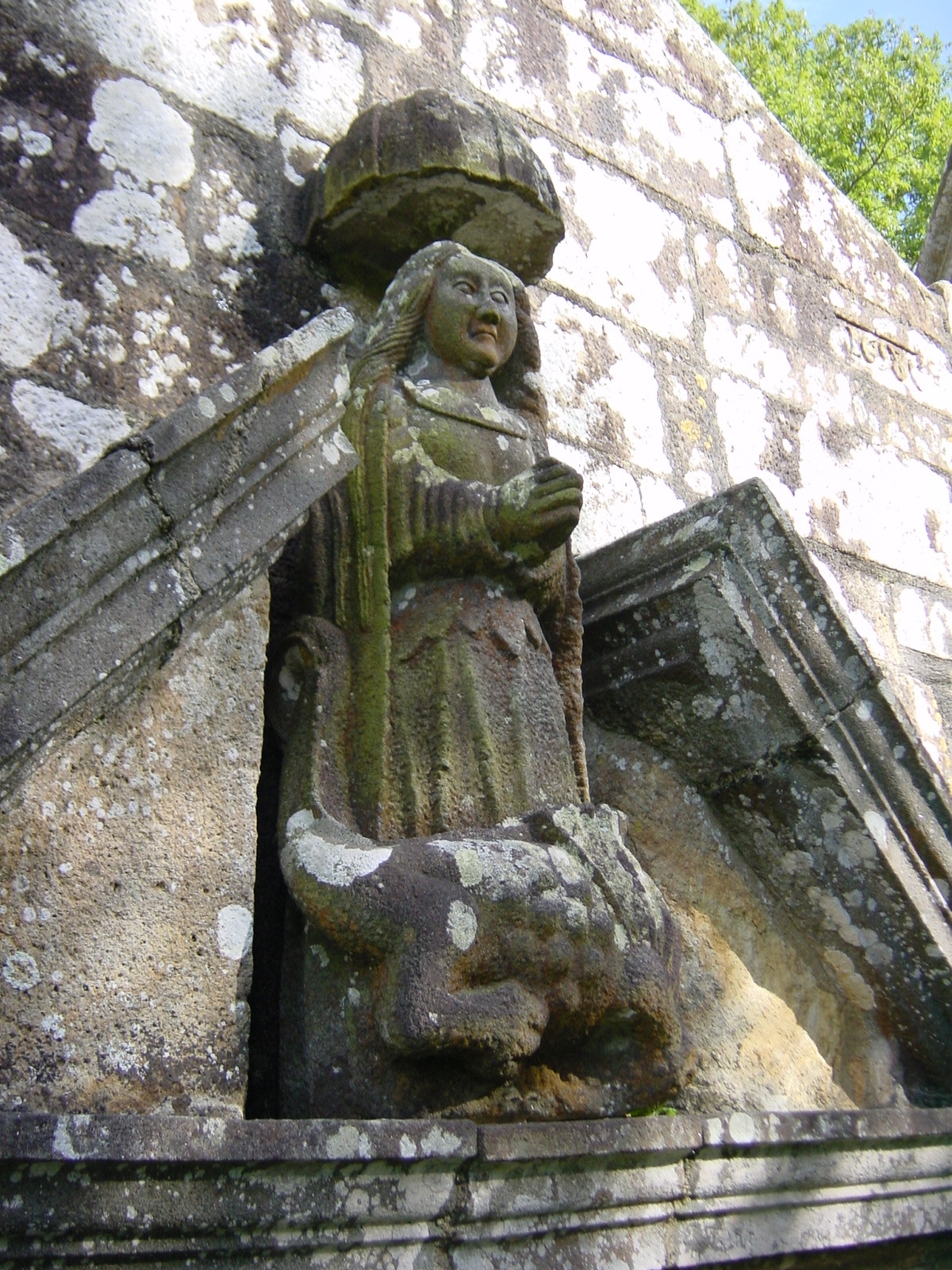
Statue de sainte Marguerite, détail.
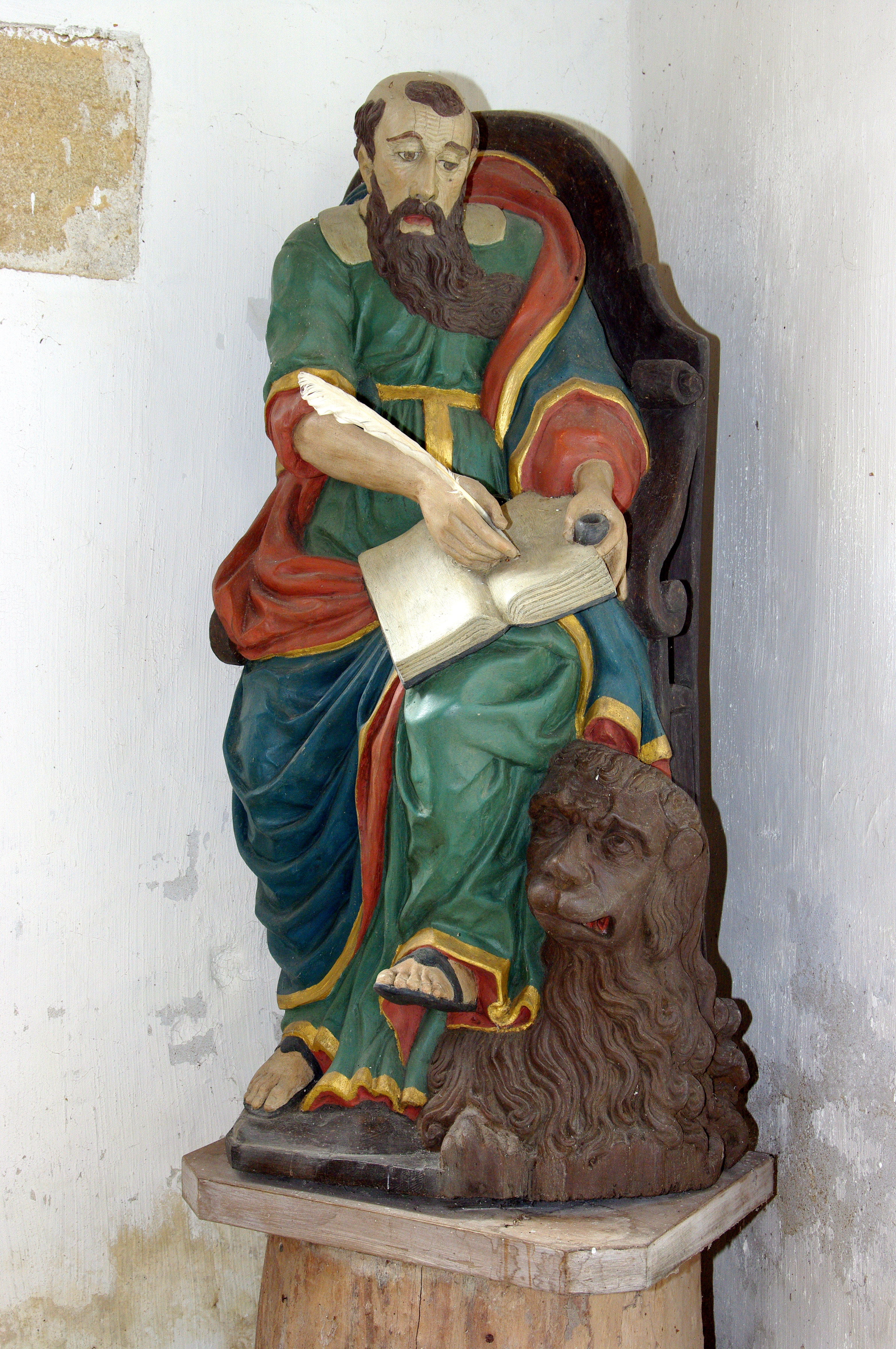
Statue de saint Marc, bois polychrome.
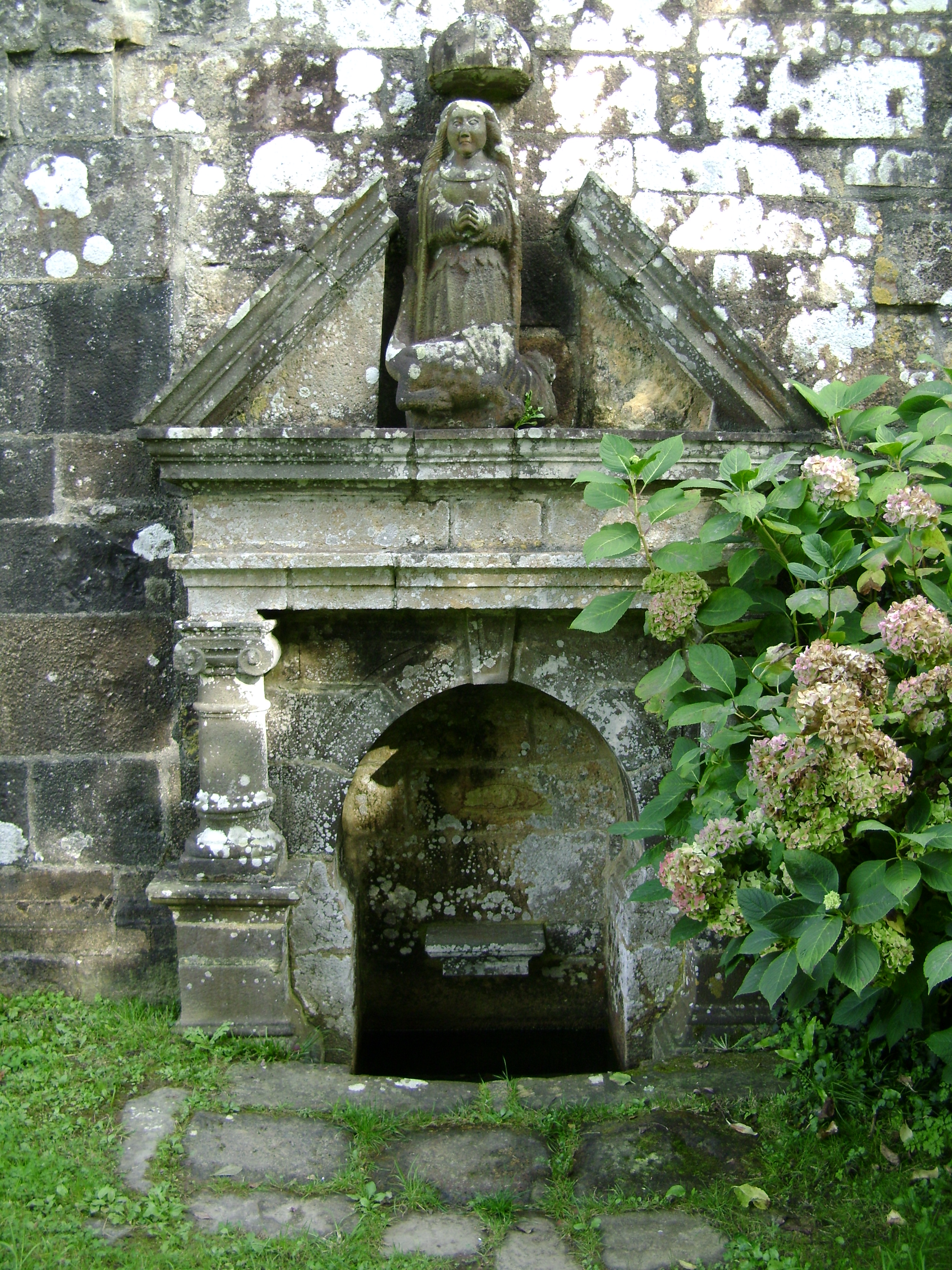
La fontaine et la statue dont la chevelure n'est achevée que d'un seul côté.

### La chapelle Saint-Jean-Baptiste (XVIIesiècle)

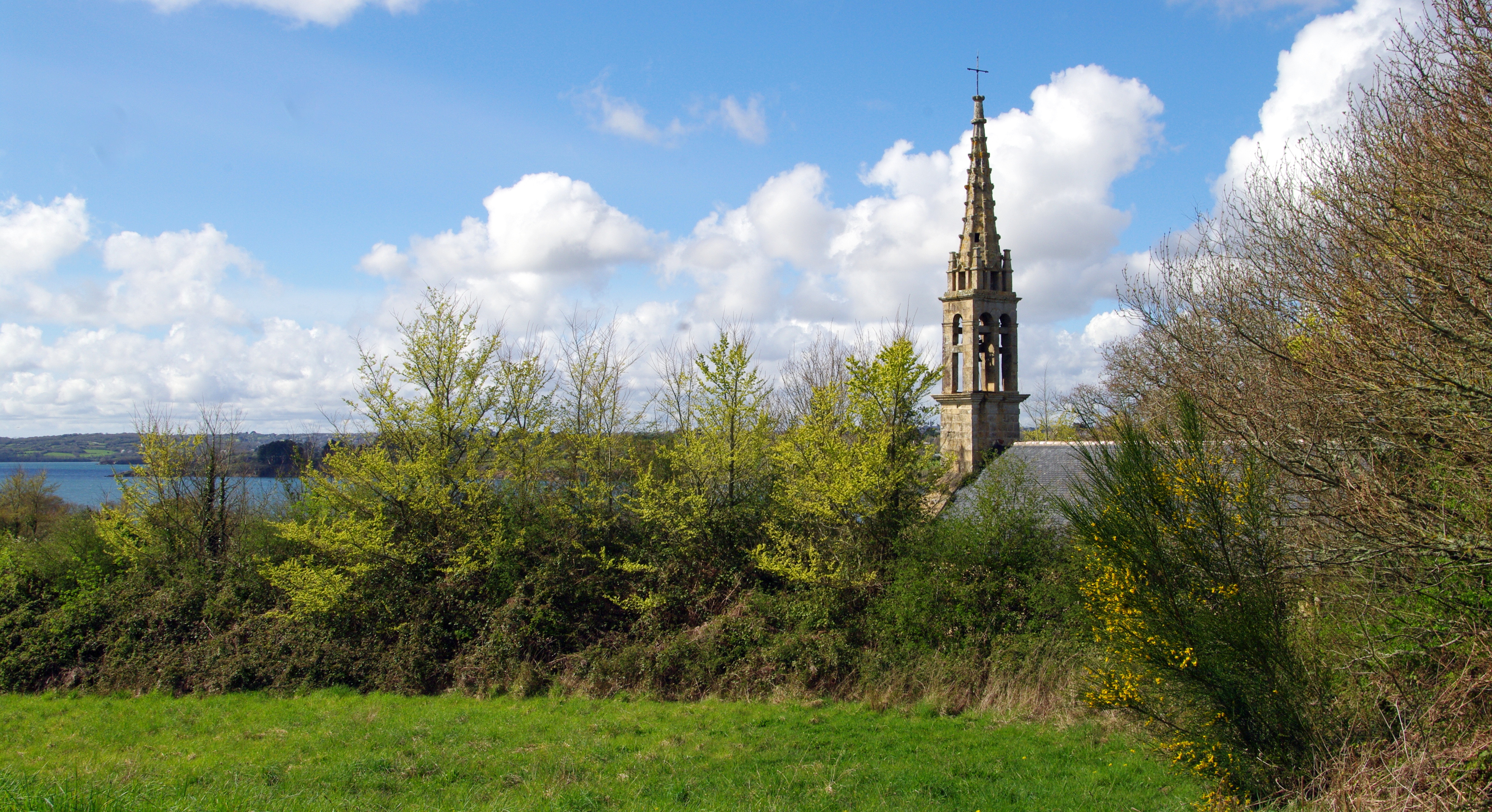
Chapelle Saint-Jean.

Elle domine la ria de la rivière de Daoulas et sert d'amer à la navigation. Elle est surmontée d'un joli clocher ajouré à deux balustrades qui présente la même caractéristique que le clocher de l'église Saint-Monna, huit macarons en saillie ornant chacune des huit arêtes de la flèche. Une belle fenêtre ogivale flamboyant donne sur le chœur. Le portail d'entrée porte les armes de Rosmorduc. La sacristie est datée de 1656. Elle est fêtée le dimanche le plus proche du 25 juin. Sa fontaine, dans un champ en contrebas, porte la date de 1644 et abrite une statue de Roland Doré. On y accède par le village de Kersinic. Une autre fontaine, dédiée à saint Jean l'Évangéliste et portant la date de 1647, se trouve non loin de là, au bord de l'anse de Penfoul. Elle abrite elle aussi une statue de taille plus modeste également attribuée à Roland Doré.

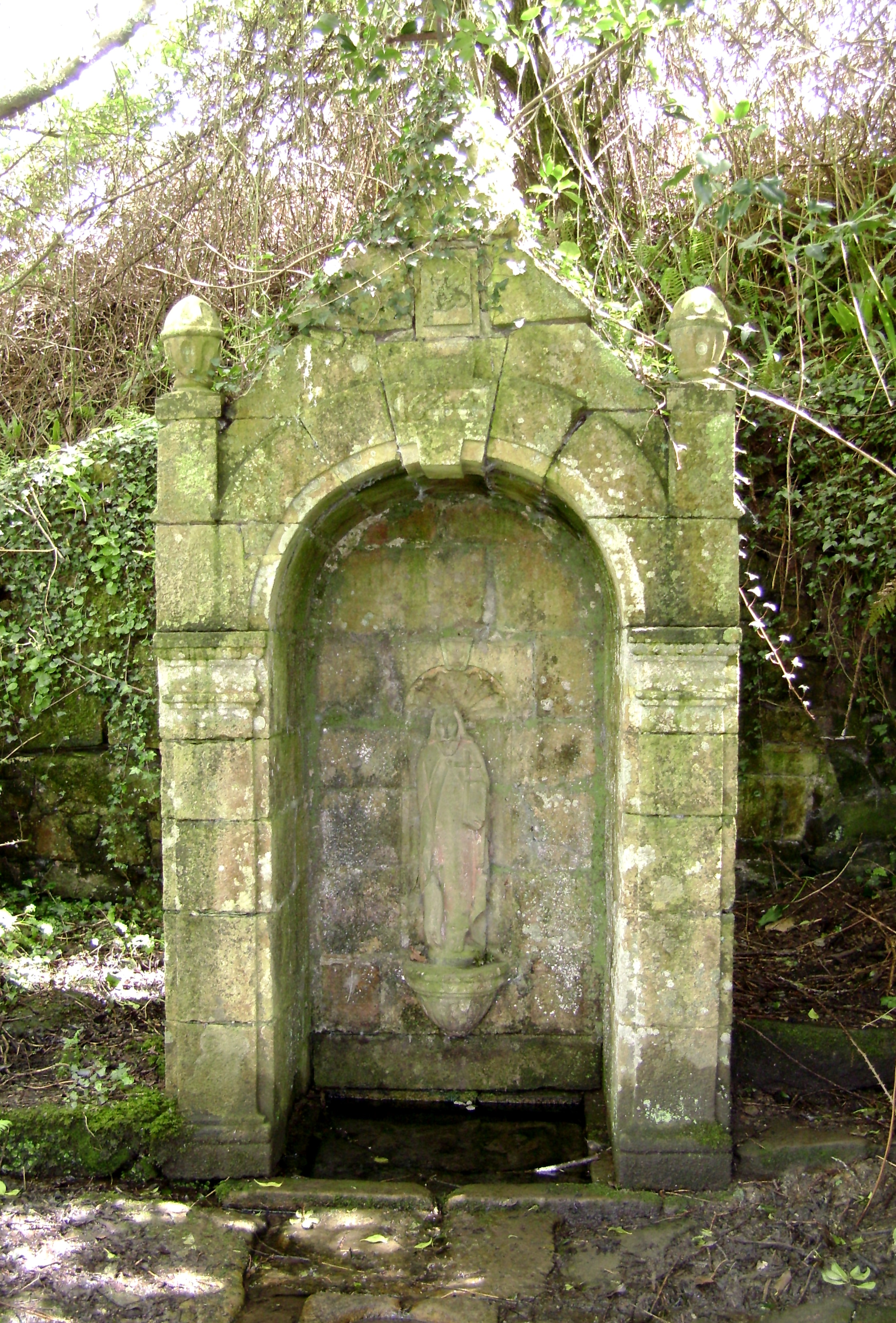
Fontaine Saint-Jean, Kersinic.
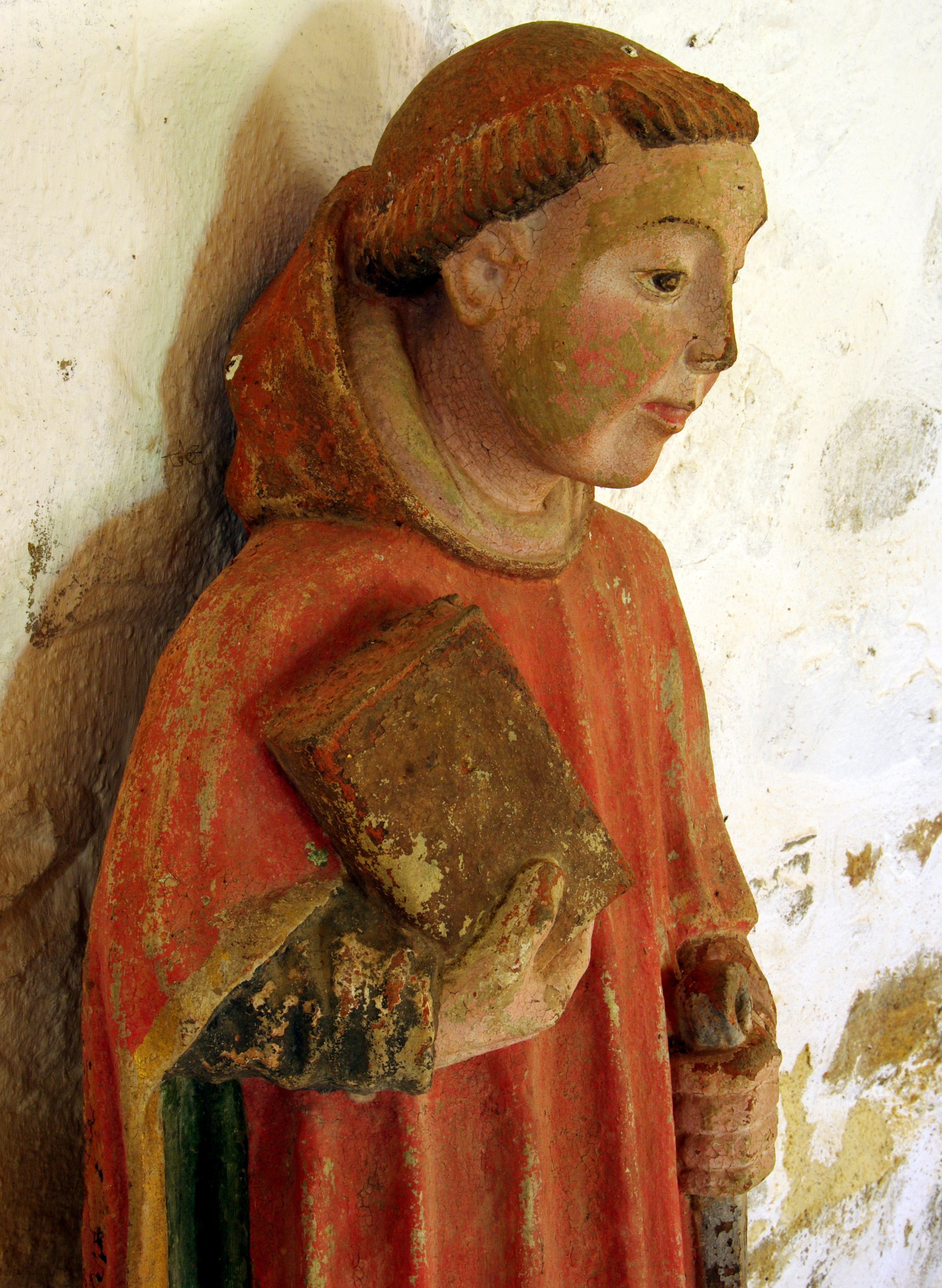
Statue de saint Laurent, kersanton polychrome de Roland Doré.
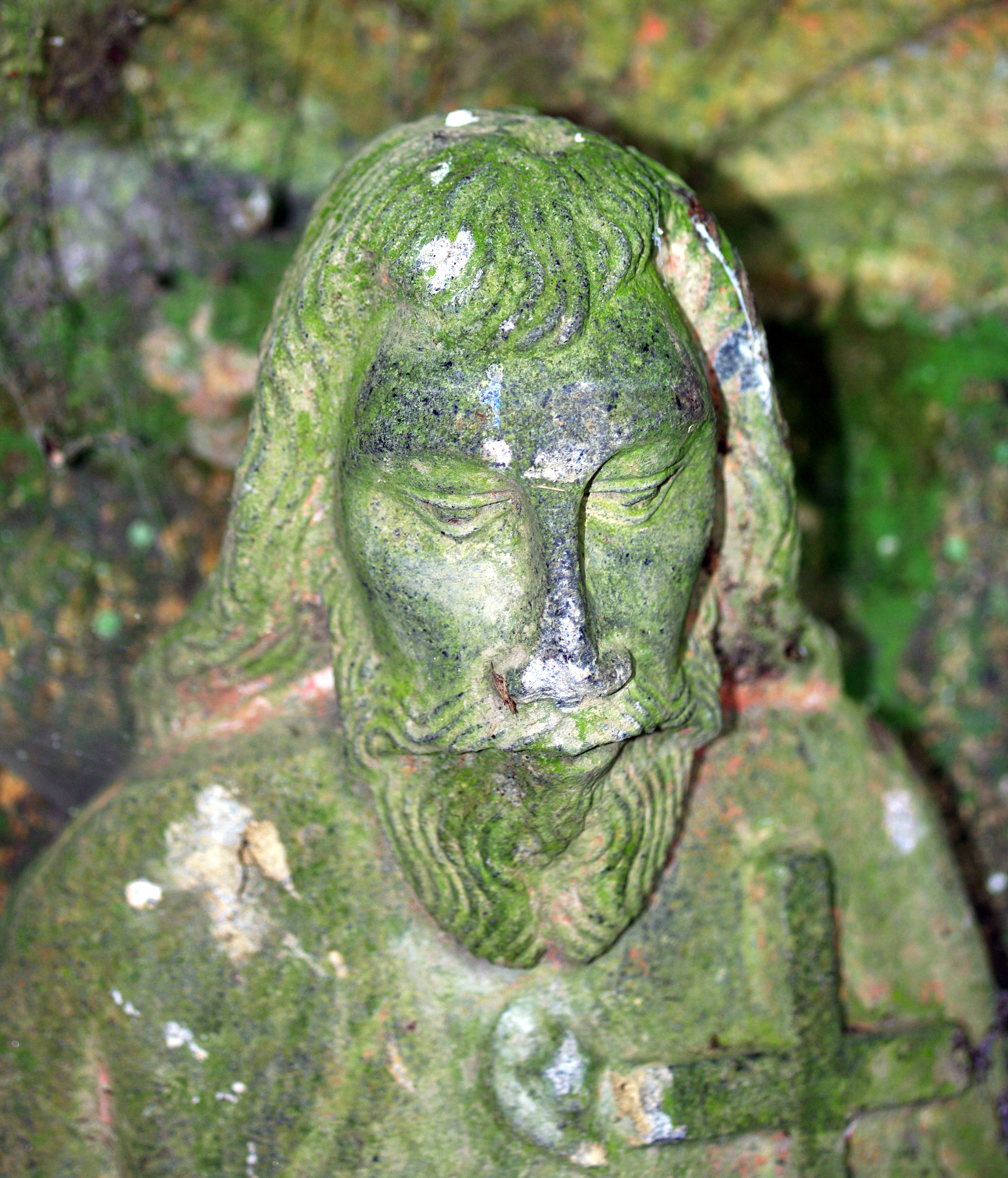
Statue de Jean le Baptiste par Roland Doré, détail.
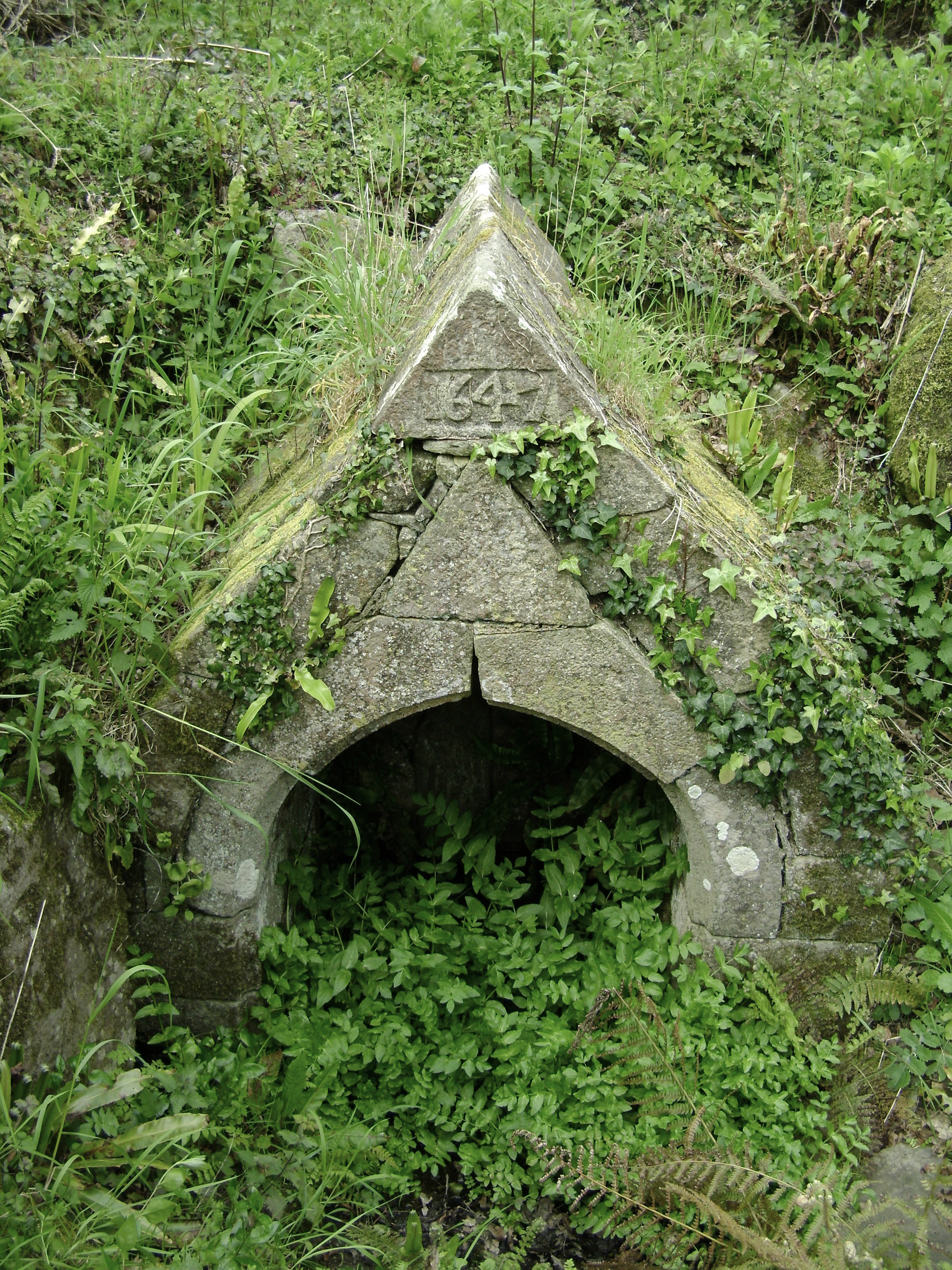
Fontaine Saint-Jean l'Évangéliste, Penfoul.

Une chapelle Saint-Armel a probablement existé par le passé, située entre la chapelle de Saint-Jean-Baptiste et la pointe du Château, mais elle était déjà en ruines au Moyen Âge. Des traces en subsistent toutefois dans la toponymie actuelle pour les noms de certaines parcelles comme parc an ilis (le champ de l'église).

### Le menhir christianisé de Rungléo (la croix des douze apôtres)

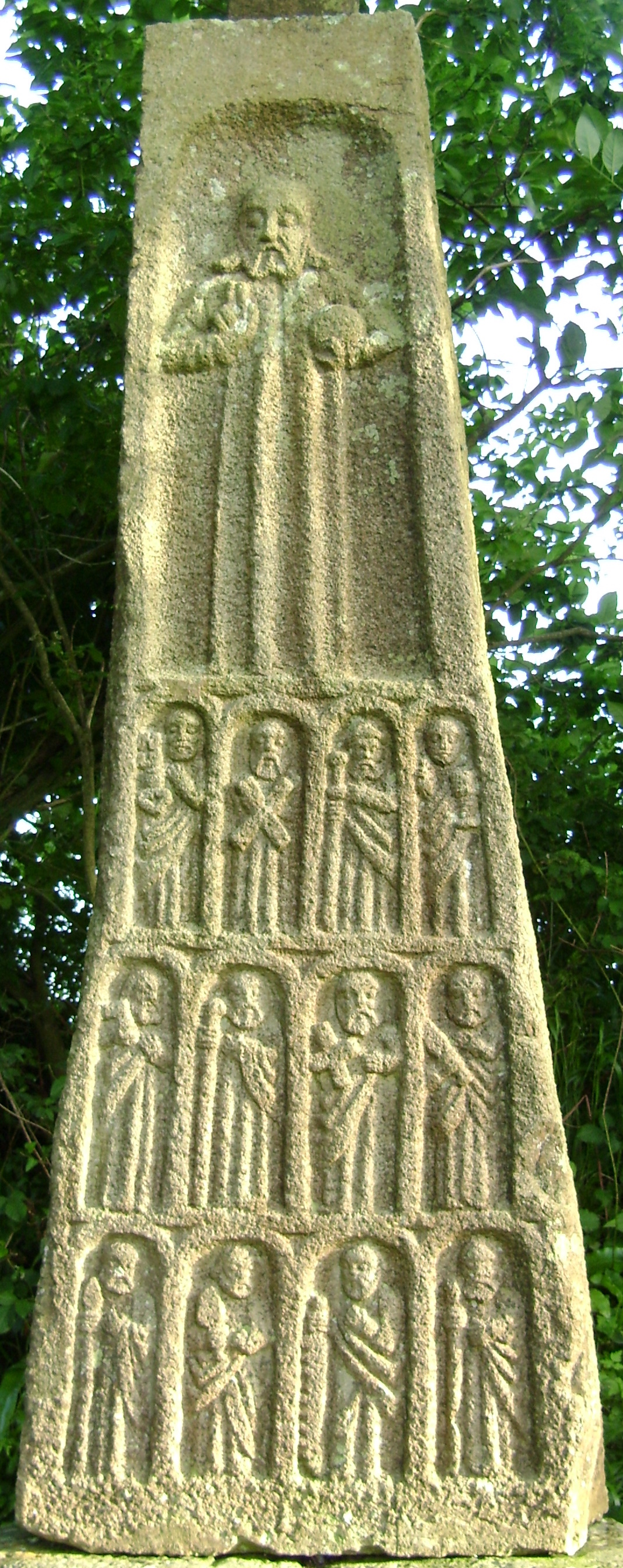
La croix des Douze-Apôtres à Logonna-Daoulas.

Un des plus étranges et tout premier menhir christianisé breton, il est situé au lieu-dit Rungléo près du château de Rosmorduc, sur la route de L'Hôpital-Camfrout.
À l'origine menhir ou borne milliaire, cette pierre de 2,18 m fut christianisée à une date inconnue entre l'époque romane et le XVe siècle.
Elle présente à son sommet une croix et en son intérieur quatre rangs en bas relief divisés en niches.
La niche supérieure abrite le Christ bénissant de la main droite et tenant un globe dans la main gauche. Au-dessous se trouvent trois autres rangs de quatre niches contenant chacune un apôtre, en haut de gauche à droite Pierre, André, Jacques le Majeur fils de Zébédée et Jean, dans la rangée médiane Thomas, Jacques fils d'Alphée, Philippe, Barthélemy et en bas Matthieu, Matthias, Simon et Thadée.
D'autres calvaires représentant les douze apôtres en trois rangs de quatre existent en Irlande dans le comté de Kildare, à l'est de Dublin (la grande croix de Moone, la croix nord du site de Castledermot et la face est d'une grande stèle sur le site de Old Kilcullen).

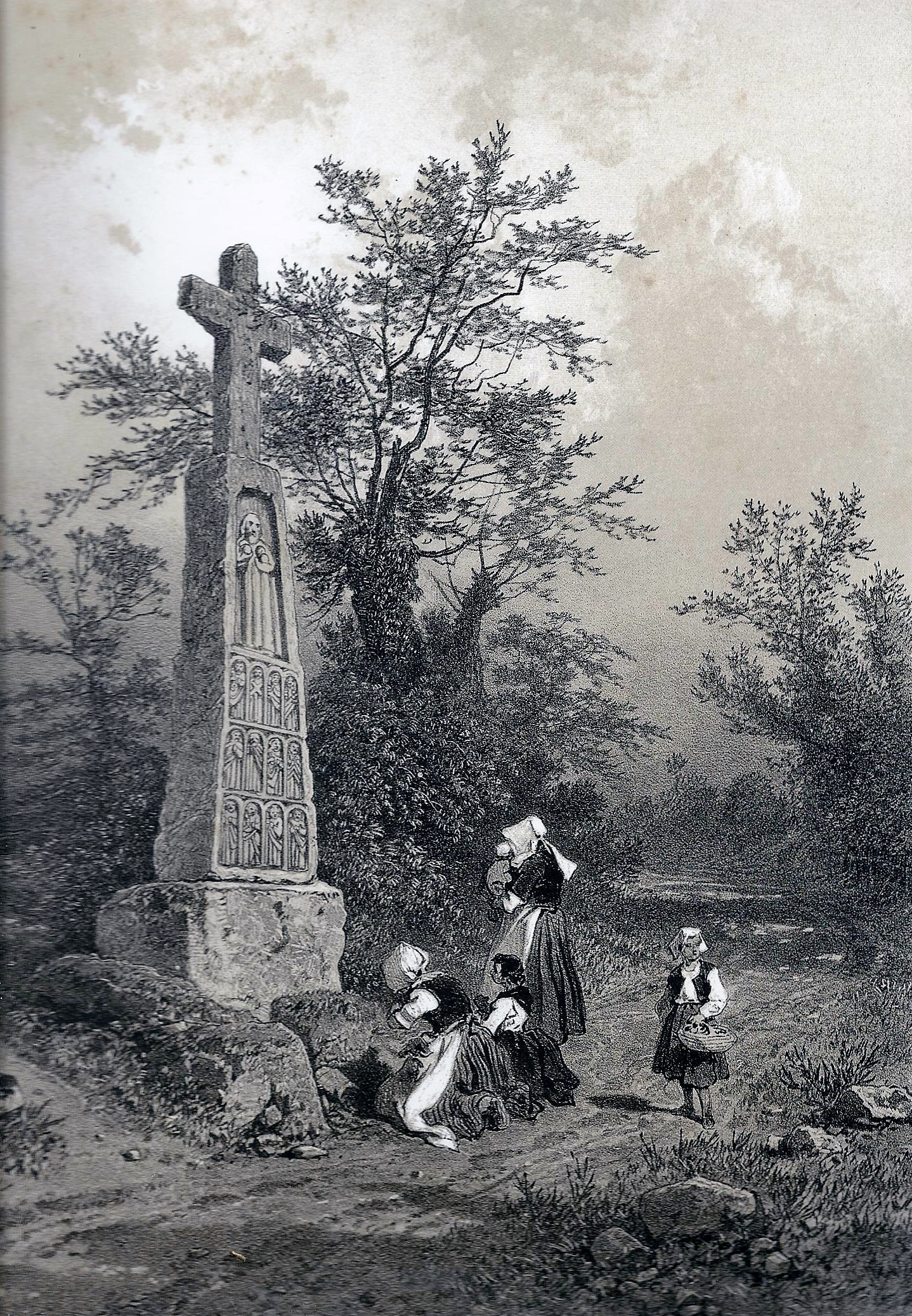
« Croix des Apôtres, menhir sculpté, entre l'Hôpital et Logonna » (dessin d'Eugène Cicéri, publié dans Félix Benoist, La Bretagne contemporaine, tome Finistère, 1867).
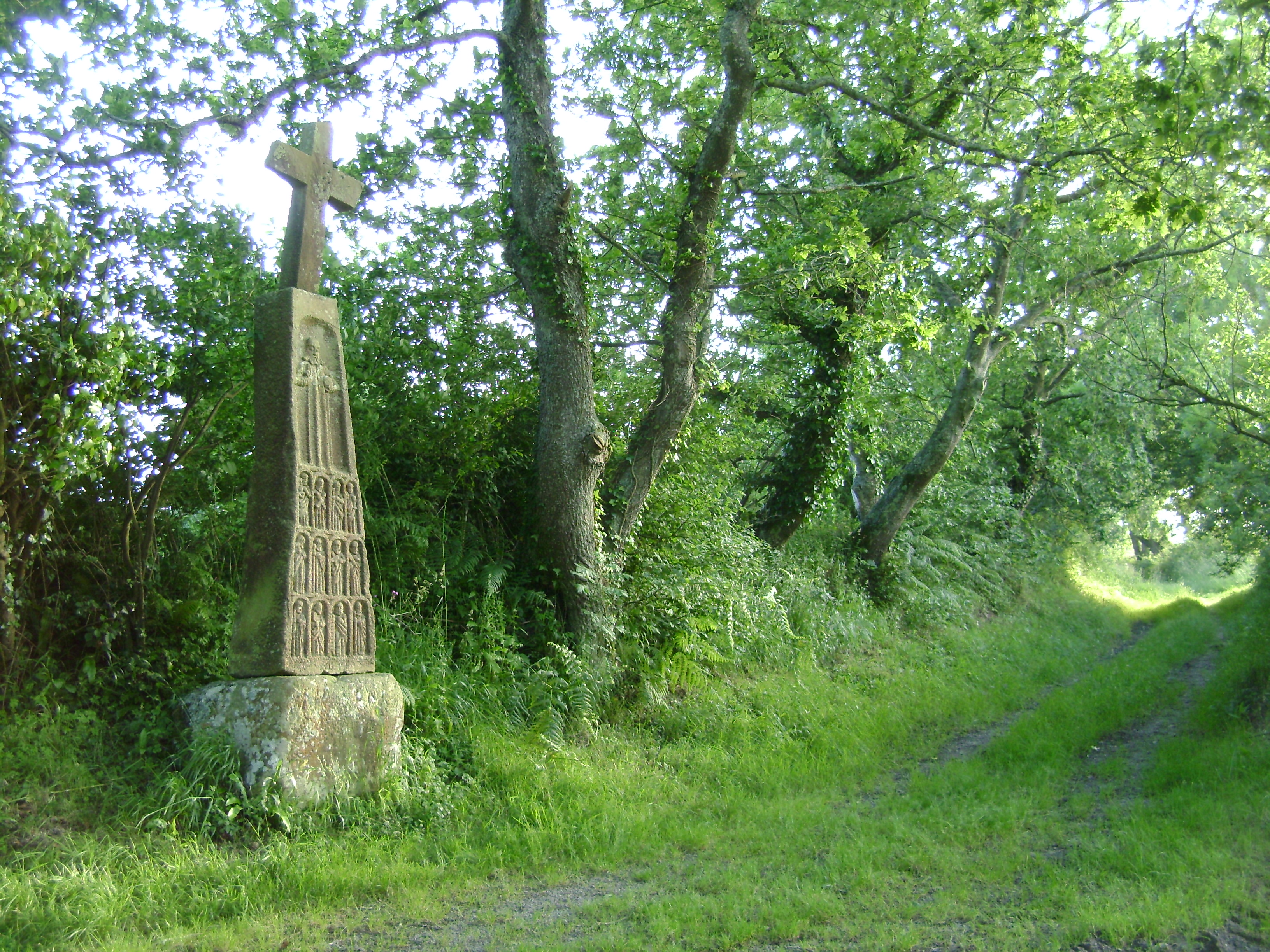
Menhir de Rungléo.
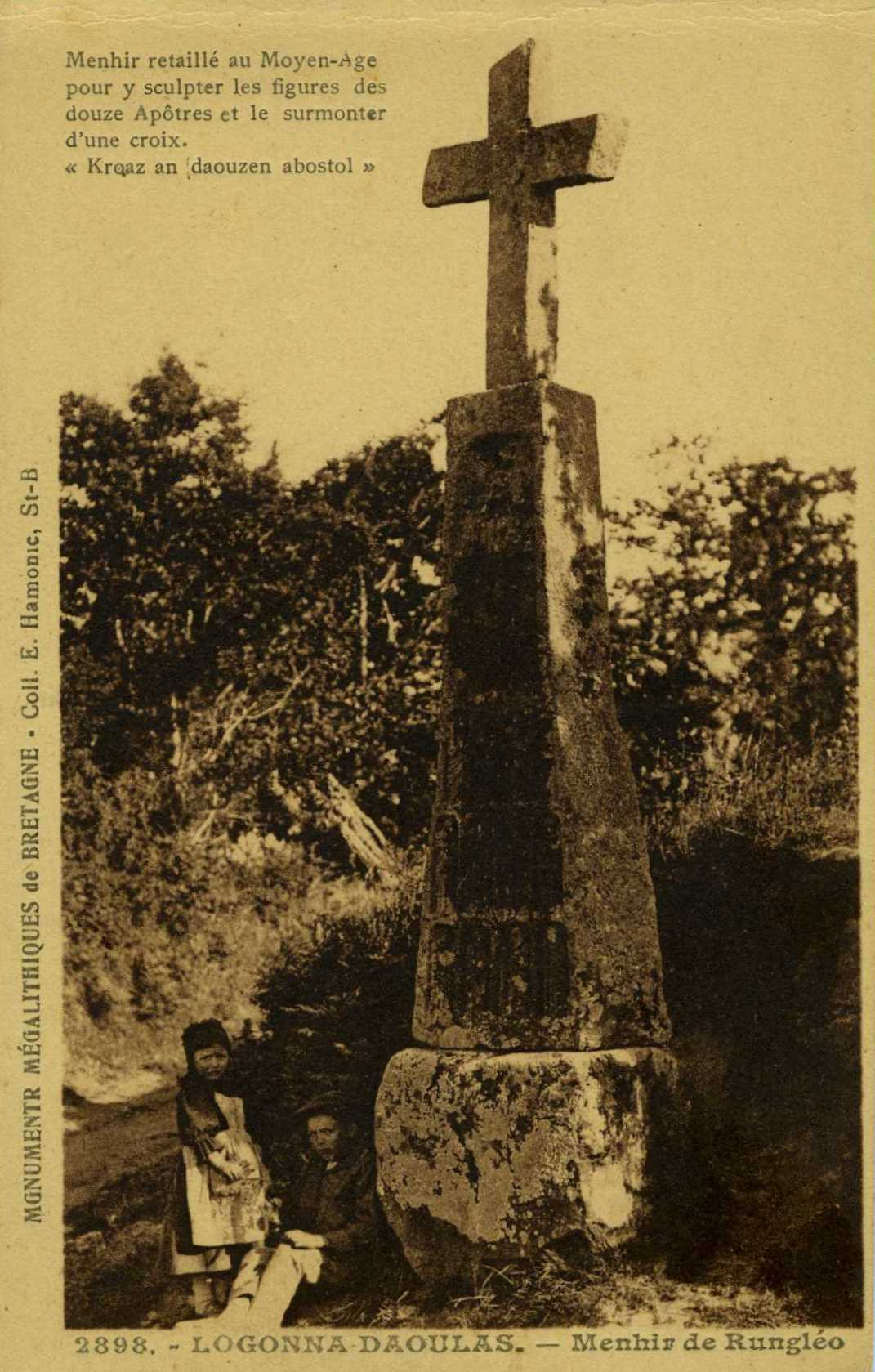
Le menhir de Rungléo, carte postale ancienne.

### Autres calvaires
Outre le menhir de Rungléo et les calvaires de Sainte-Marguerite et du cimetière, de nombreux autres calvaires jalonnent les axes principaux de Logonna (Ruliver, Le Quinquis, Gorre-ar-C'hoat, Prat-an-Dour, Cléménéhy et Pennavern). Au centre-bourg, une modeste croix de mission du XVIe siècle porte la date de 1898, année de sa restauration. Ces croix et calvaires ont été décrits avec précision dans l'ouvrage Atlas des croix et calvaires du Finistère d'Yves-Pascal Castel, publié en 1980 par la Société Archéologique du Finistère.

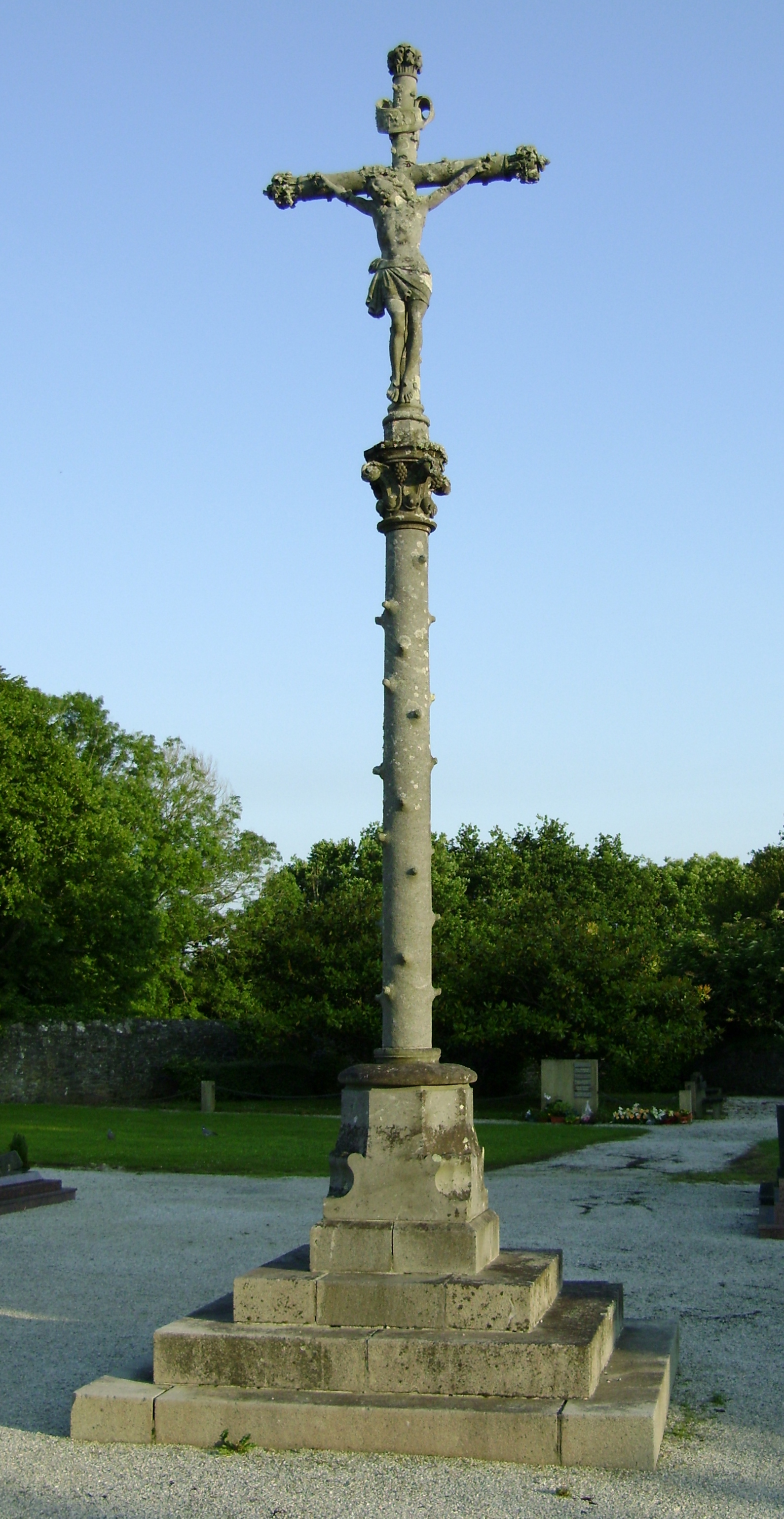
Croix du cimetière.
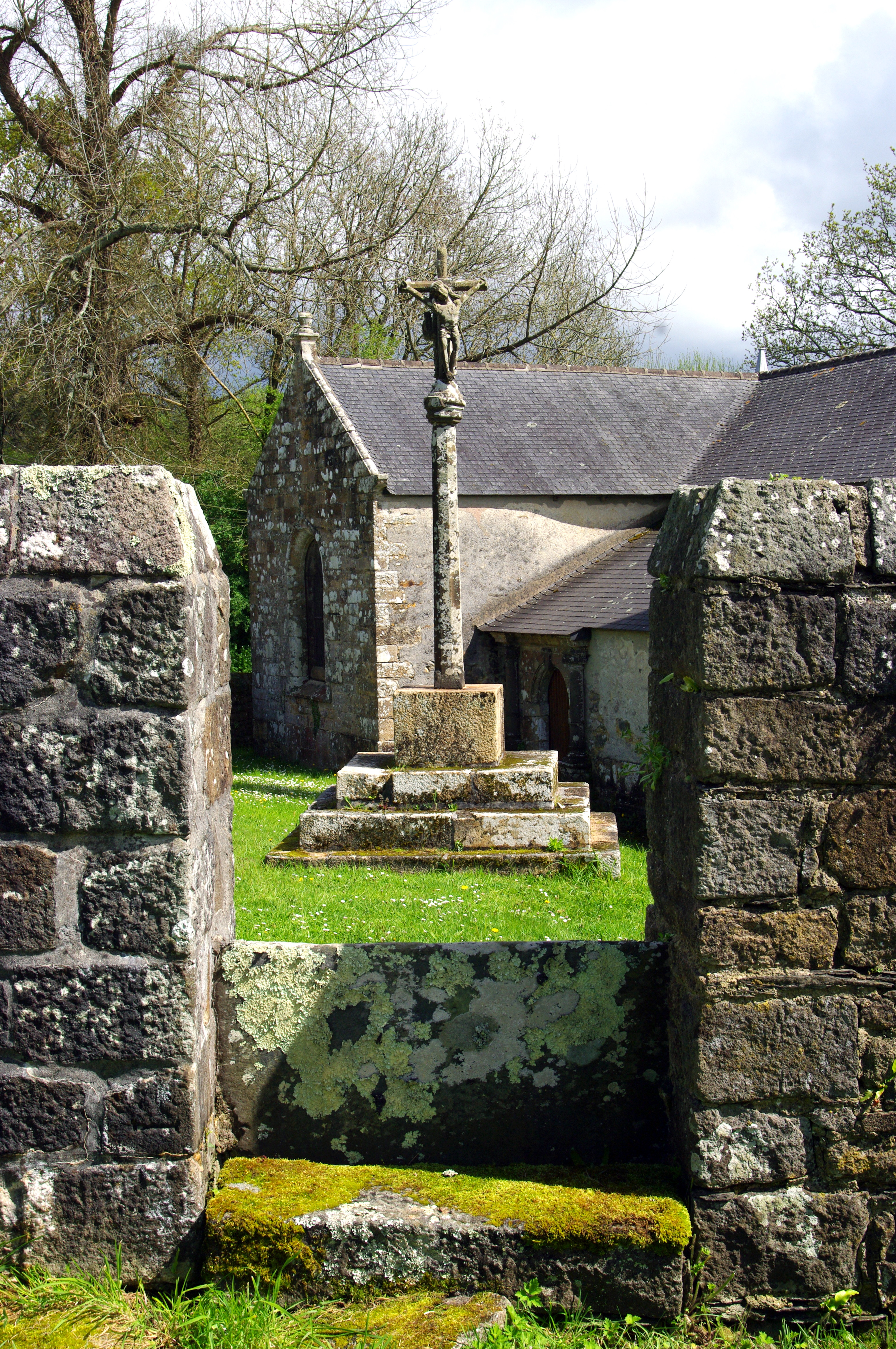
Calvaire de Sainte-Marguerite.
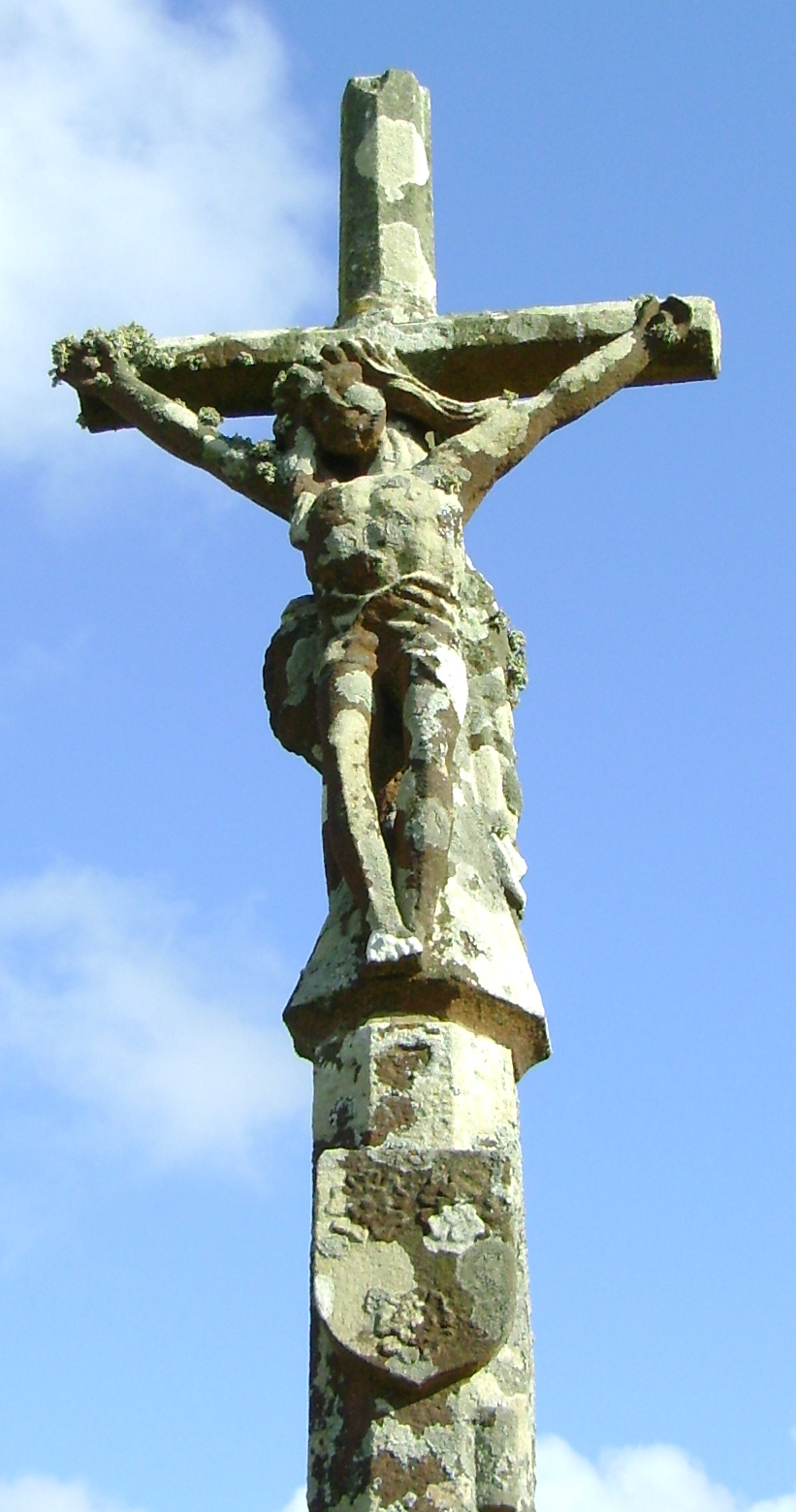
Croix du Quinquis, détail montrant l'écu aux trois roses.
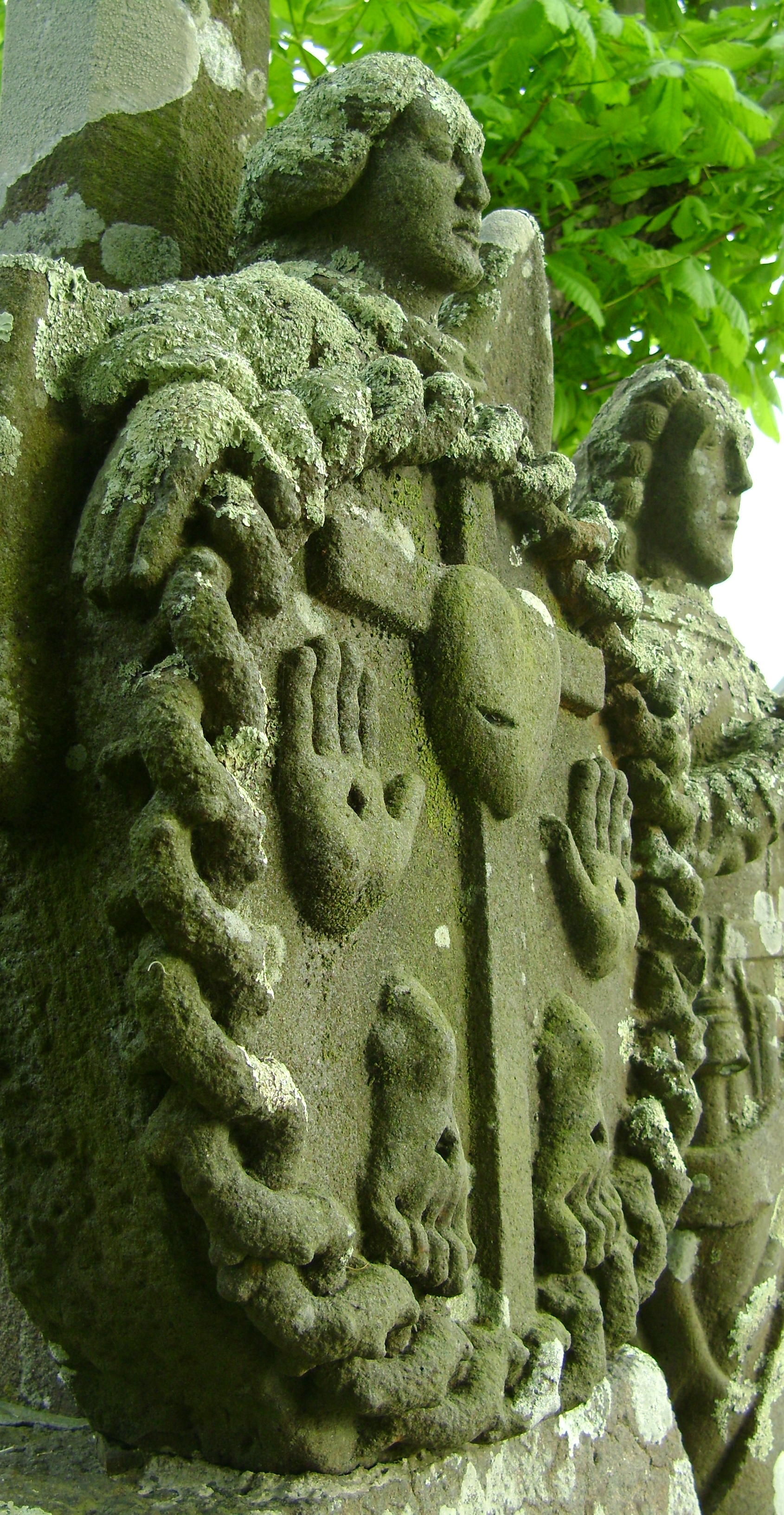
Calvaire de Ruliver, détail (ange aux cinq plaies).
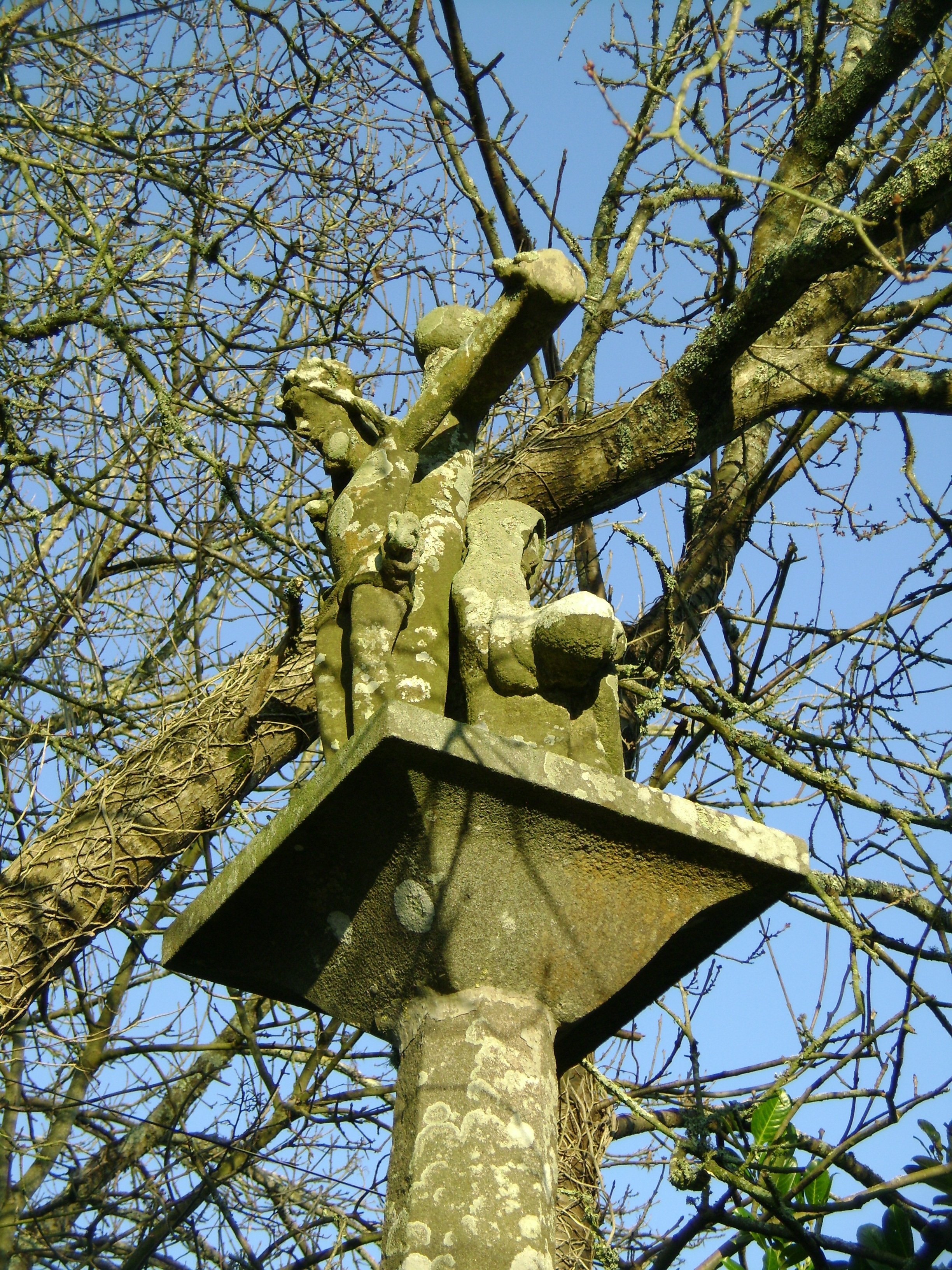
Croix de Prat-an-Dour, Christ et pietà sur chapiteau-console.
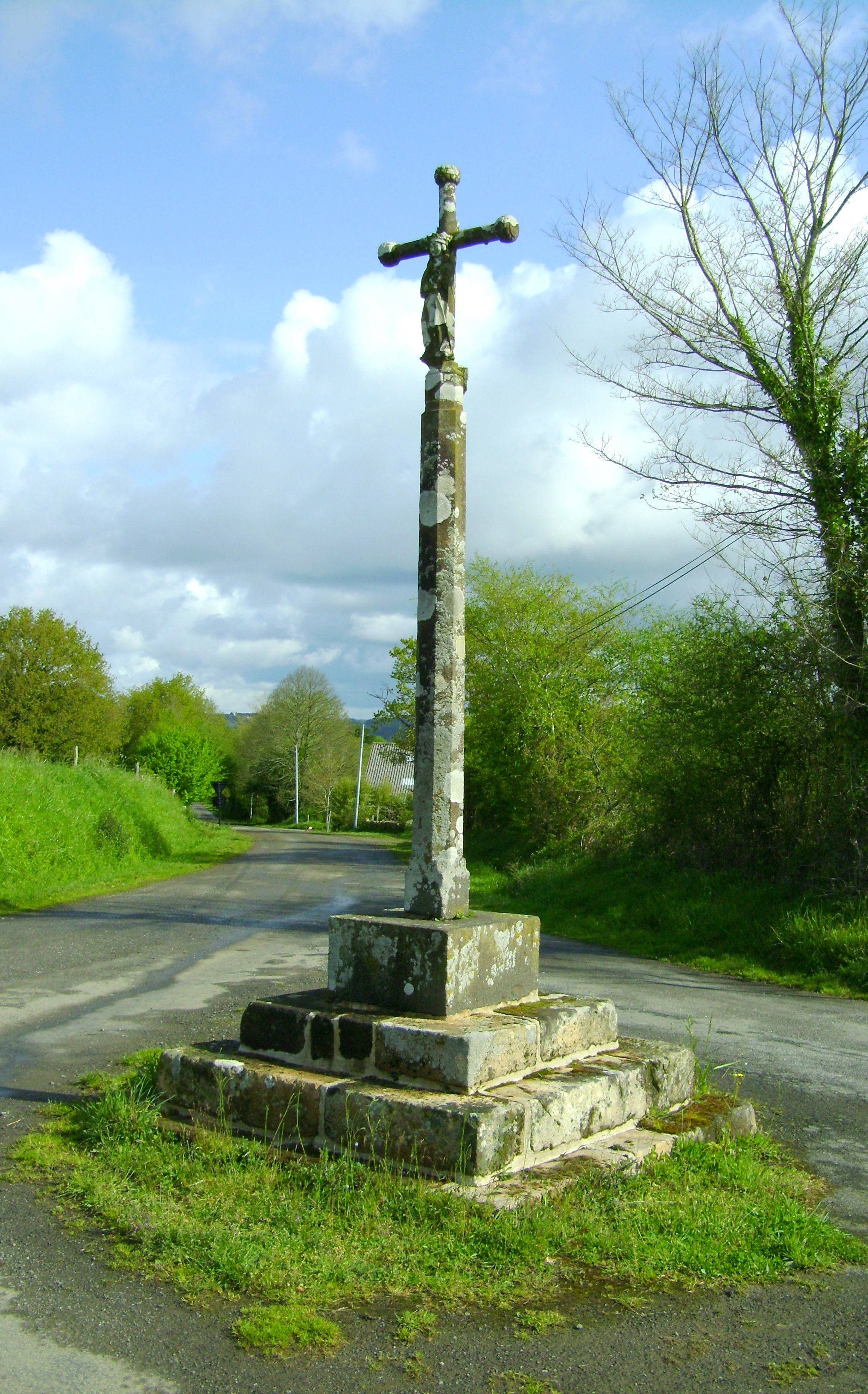
Croix de Pennavern.
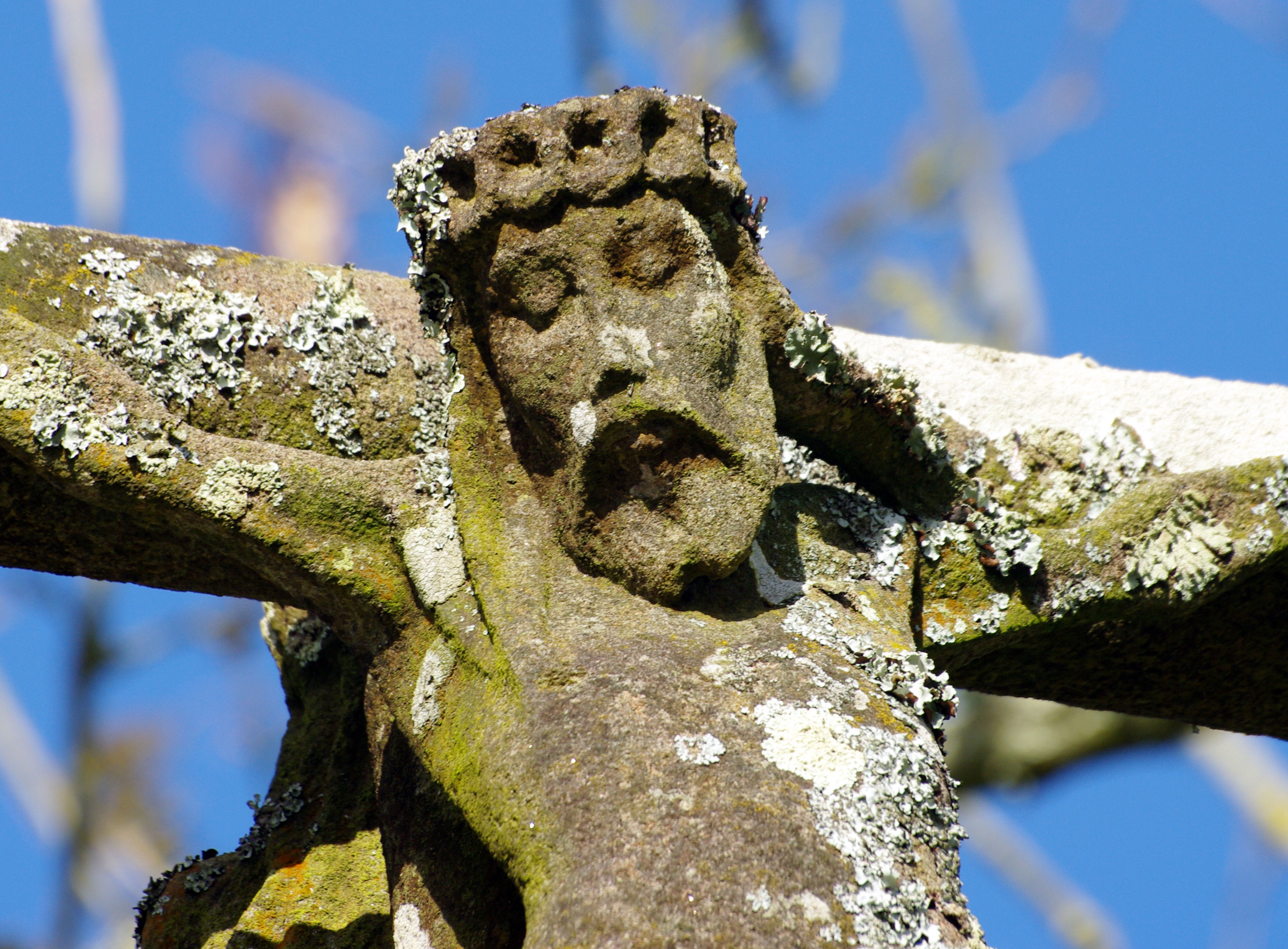
Croix de Cléménéhy, Christ de l'atelier Roland Doré.
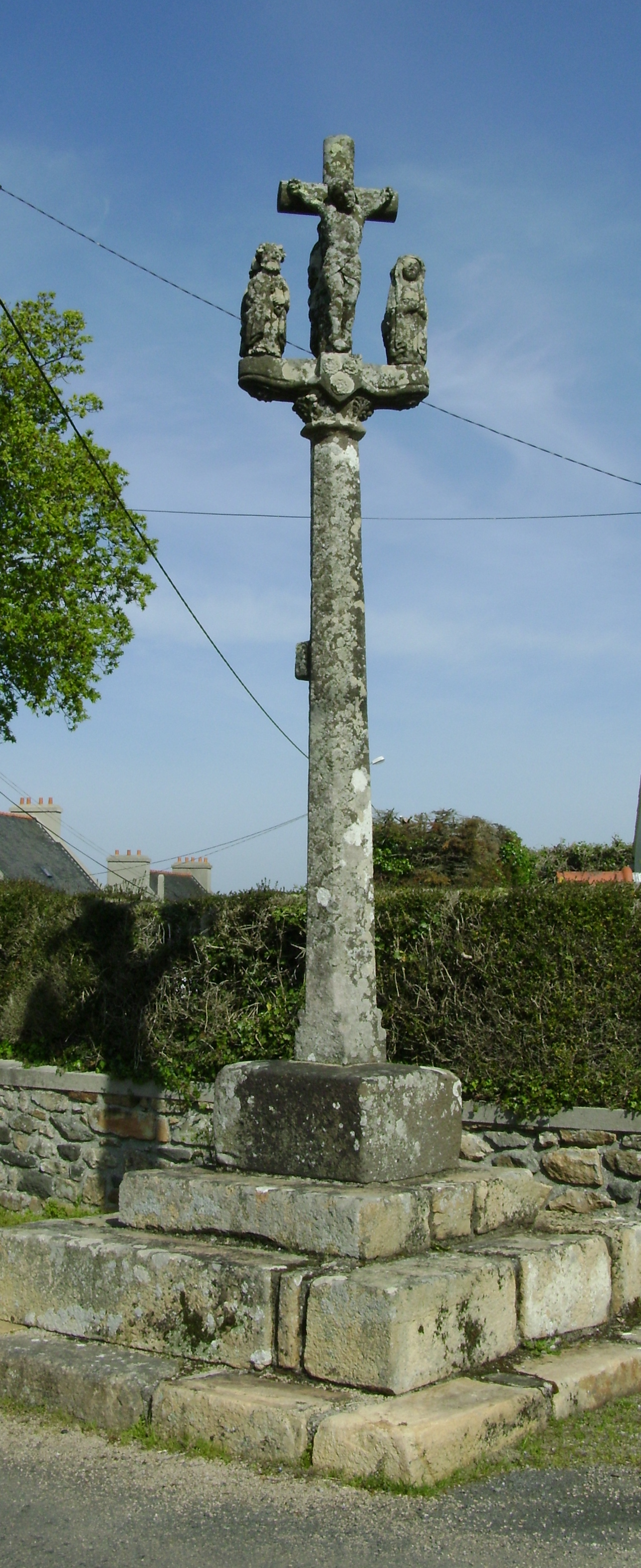
Croix de Gorre-ar-C'hoat.

### Le château de Rosmorduc

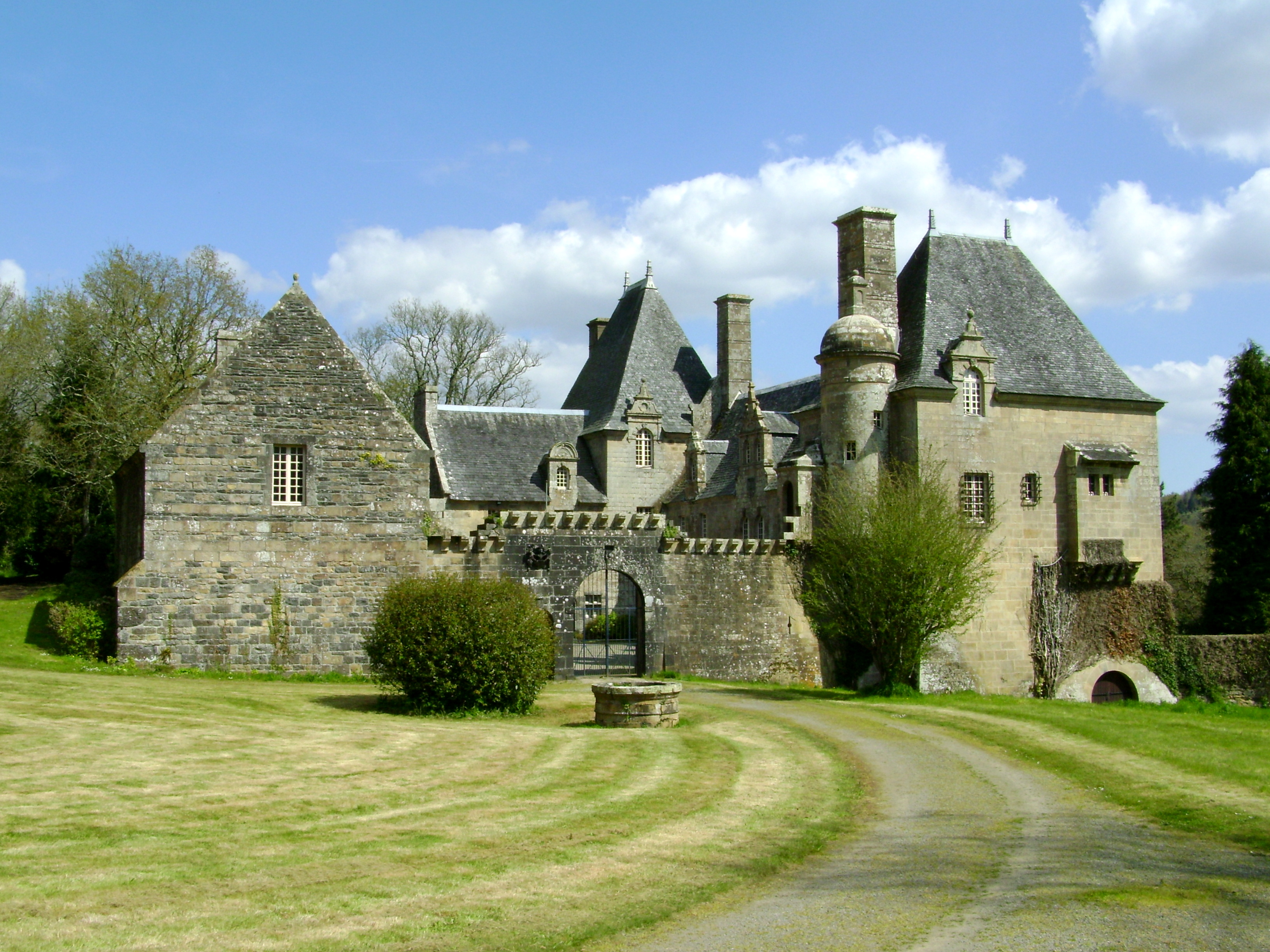
Château de Rosmorduc, côté ouest.

Le château de Rosmorduc se trouve sur la rive nord du Camfrout, au fond d'une petite anse. Le portail d'entrée date de 1644 et est défendu par des meurtrières. Il porte les armes de la famille de Rosmorduc, d'argent à trois roses de gueules, boutonnée d'or.
Le château pourrait avoir succédé, comme presque tous les chefs-lieux d'importants fiefs bretons, à un site fortifié ceint de retranchements, car on retrouve, en bordure de l'enclos des jardins, une levée de terre et le fossé encore bien marqué dont l'ensemble constituait une motte castrale.
Le site de Rosmorduc est connu dès le XIe siècle par la charte XXIX du cartulaire de Landévennec intitulée De Plebe Ermeliac. En 1460 la maison noble de Rosmorduc appartenait à Yves Le Gentil, seigneur de Coëtninon. Ce gentilhomme eût une fille, Louise Le Gentil, qui se maria, en présence de Louis XI et de la Reine, avec Charles d'Odé, chevalier, seigneur de Maillebois, gouverneur de Caen.
En 1608, Alain Le Gentil, seigneur de Coëtninon, en Plomodiern (qui appartenait à une famille de noblesse d'ancienne extraction qui remonte sa filiation à  Yvon Le Gentil, écuyer, vivant en 1480, arrière petit-fils de Jean Le Gentil, écuyer, figurant à une montre de la noblesse de Bretagne en 1371) épousa Anne de Rosmorduc, fille de Michel seigneur de Rosmorduc et d'Isabeau le Jeune, héritière de sa famille, qui lui apporta la seigneurie et le château de Rosmorduc. En 1648, leur fils, Jacques Le Gentil, seigneur de Rosmorduc, époux de Mauricette de Plœuc, fit reconstruire le double portail de l'entrée. À la Révolution, le château est la propriété de Louis Le Gentil, comte de Rosmorduc, adjudant-général de l'armée royale, qui figure parmi les officiers généraux et chefs chouans et vendéens qui signèrent le 18 décembre 1799 la paix de Pouancé, prélude à la proclamation du Premier consul Bonaparte relative à la pacification de l'Ouest. Vendu par la Nation de 1793 à 1798, le domaine a été racheté, au siècle suivant, par Georges Le Gentil, comte de Rosmorduc, archiviste-paléographe, lauréat de l'École des chartes, qui entreprit la restauration du château avec l'aide de l'architecte rennais Henri Mellet. Le château de Rosmorduc est inscrit au titre des monuments historiques. La famille Le Gentil de Rosmorduc est toujours propriétaire du château.

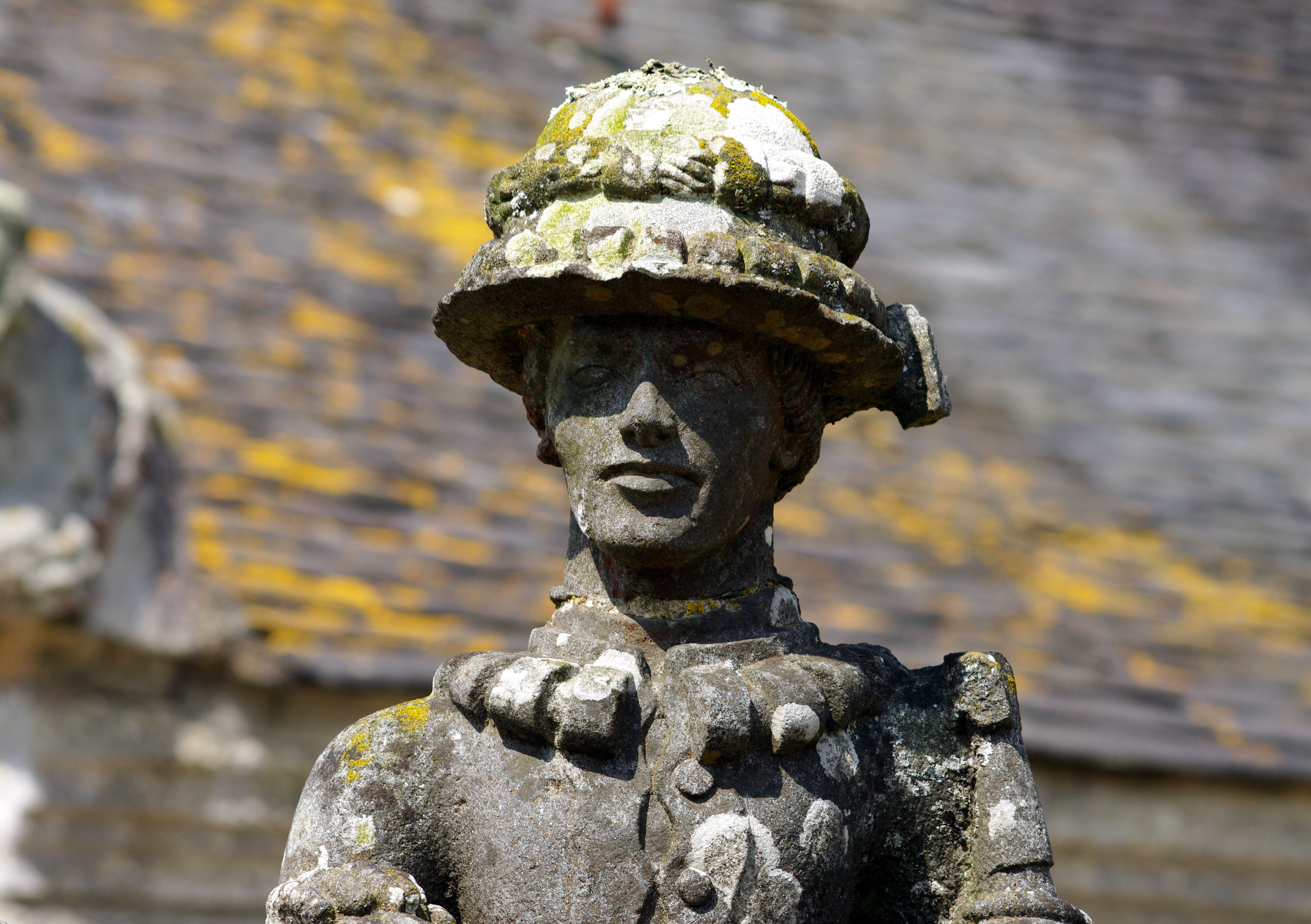
Statue en kersanton de Jehan Le Gentil (la Chasse de saint Hubert en Cast).
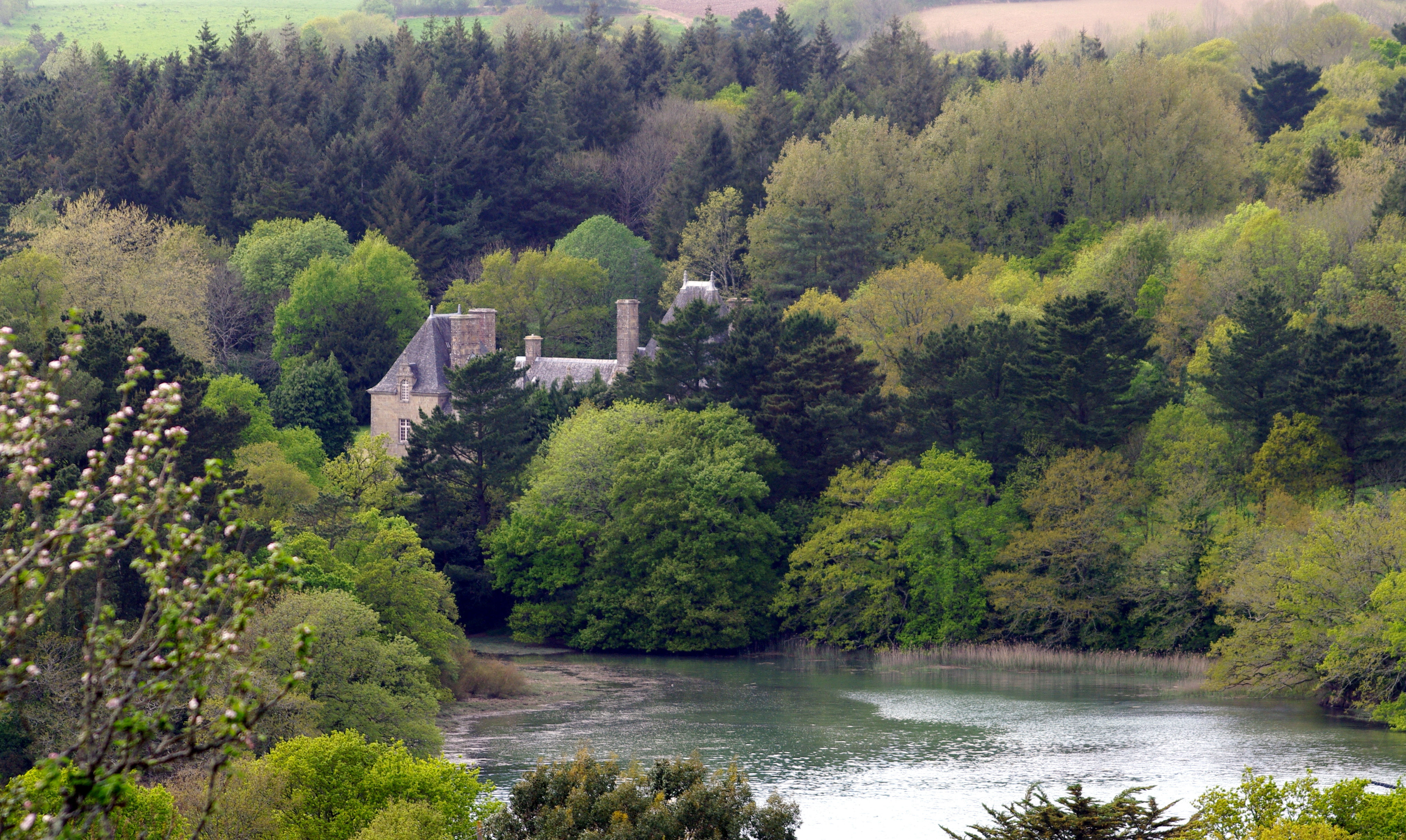
Le château au bord du Camfrout.
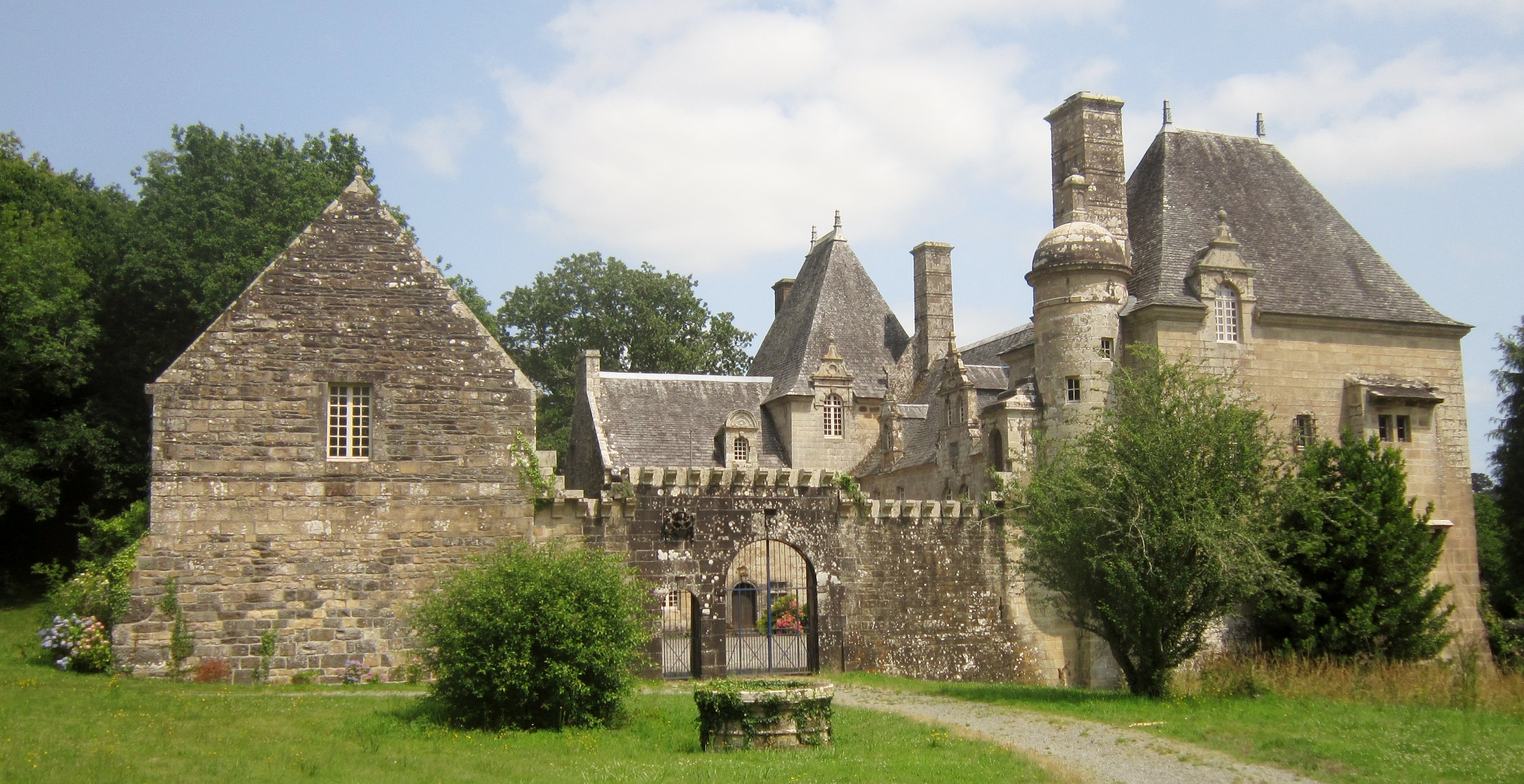
Le château de Rosmorduc vu de l'ouest.
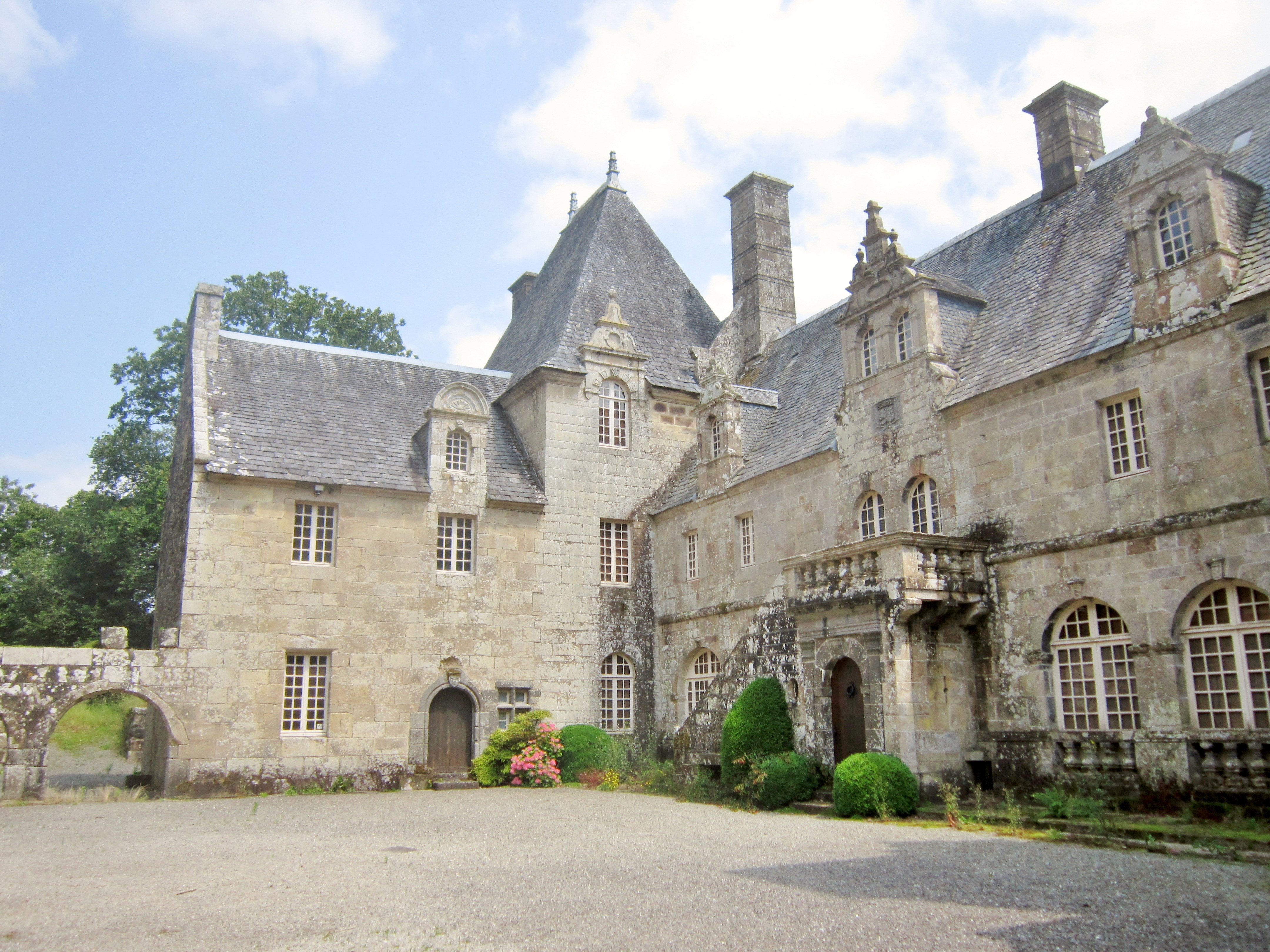
Château de Rosmorduc : vue depuis le portail d'entrée.
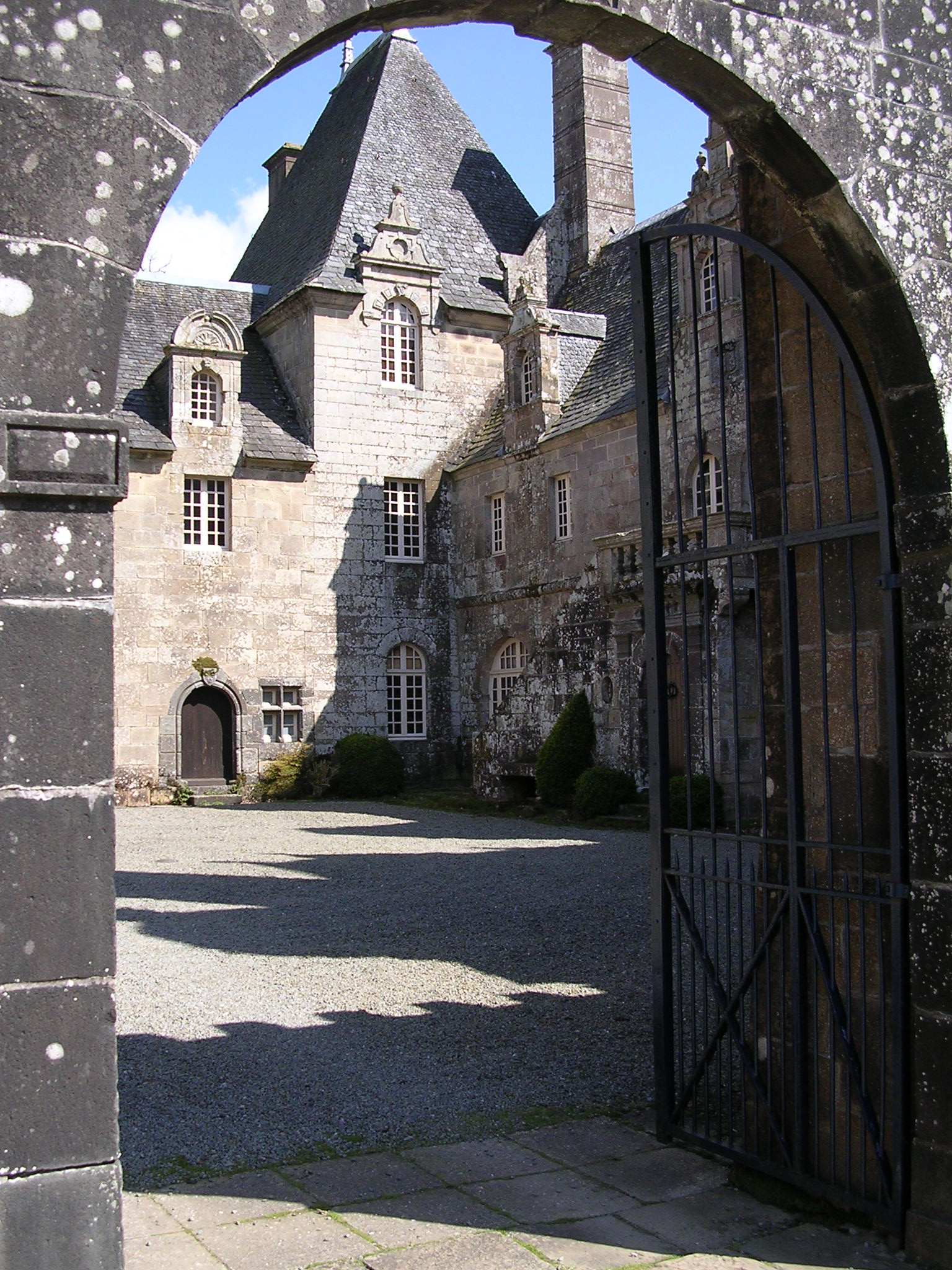
Cour intérieure du château de Rosmorduc.
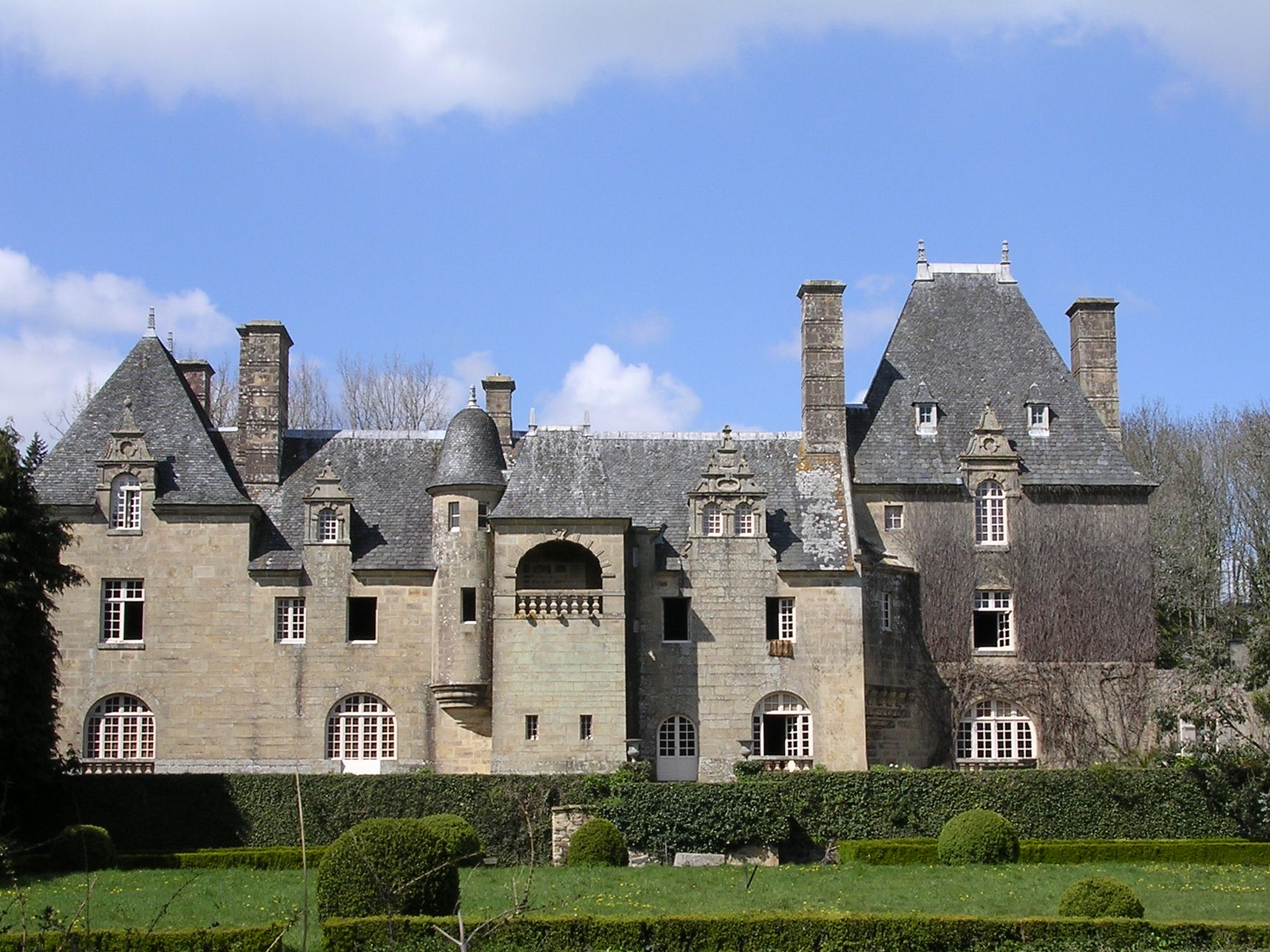
Façade sud du château de Rosmorduc.

### La Maison du bourg (XVesiècle)

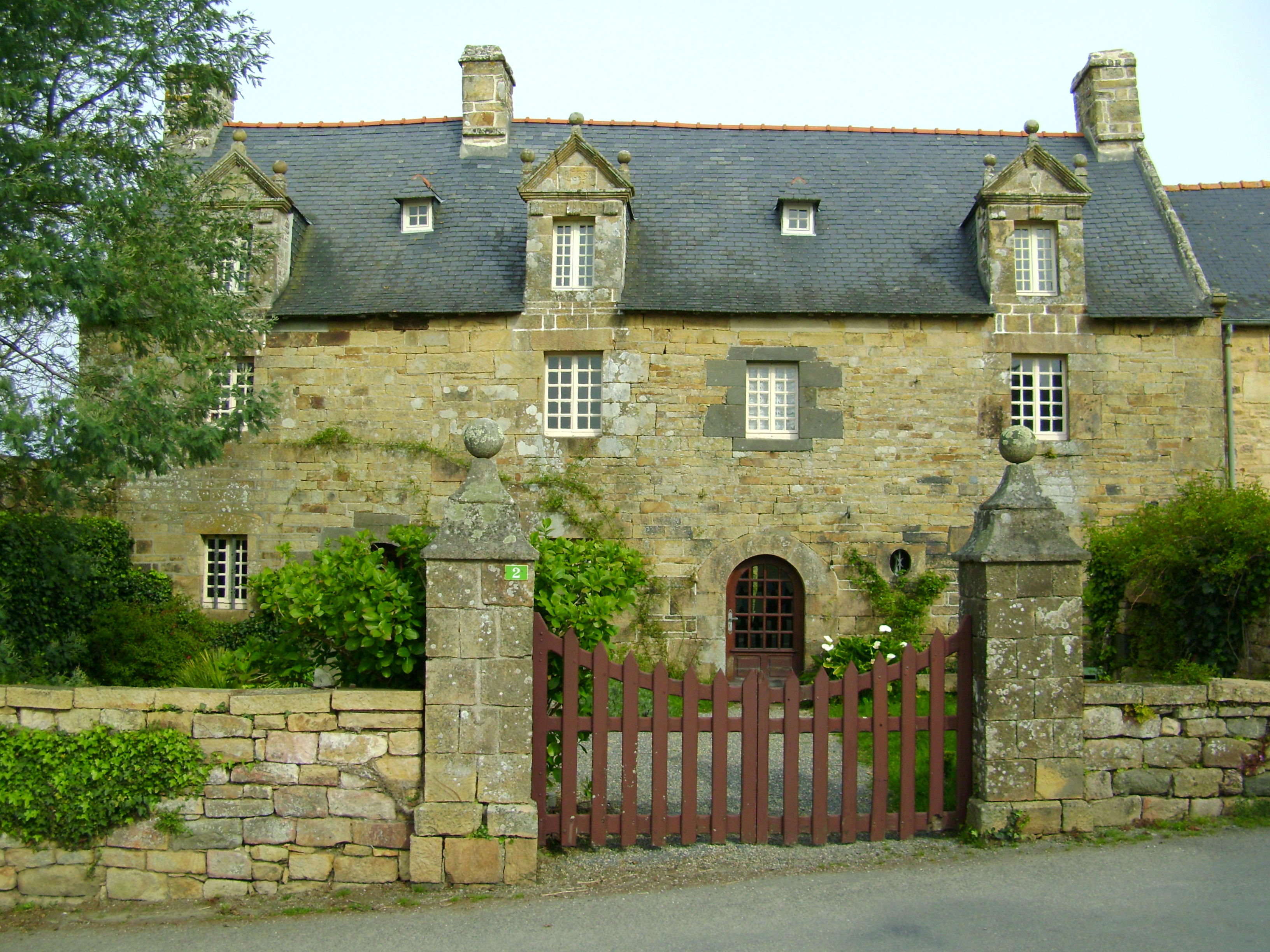
Maison du bourg.

Solide construction parementée en pierres de Logonna, la Maison du bourg est citée dans des écrits de 1453 comme faisant partie du fief de Douar Leon possédé conjointement par les seigneurs de Rosmorduc et les vicomtes du Faou.
En 1630 elle était la propriété de Michel Le Gentil, seigneur de Kergongant en Landéda, qui remanie le bâtiment en 1639. Une lucarne située à l'ouest fait mention de cette date.
Ancienne dépendance du château de Rosmorduc, la Maison du bourg comporte deux portes romanes, un étage, des combles à mansardes surmontées de frontons décorés et de trois cheminées.
Du côté du jardin, une petite tour malheureusement disparue, contenait une vis de pierre.

### Le Moulin-Mer

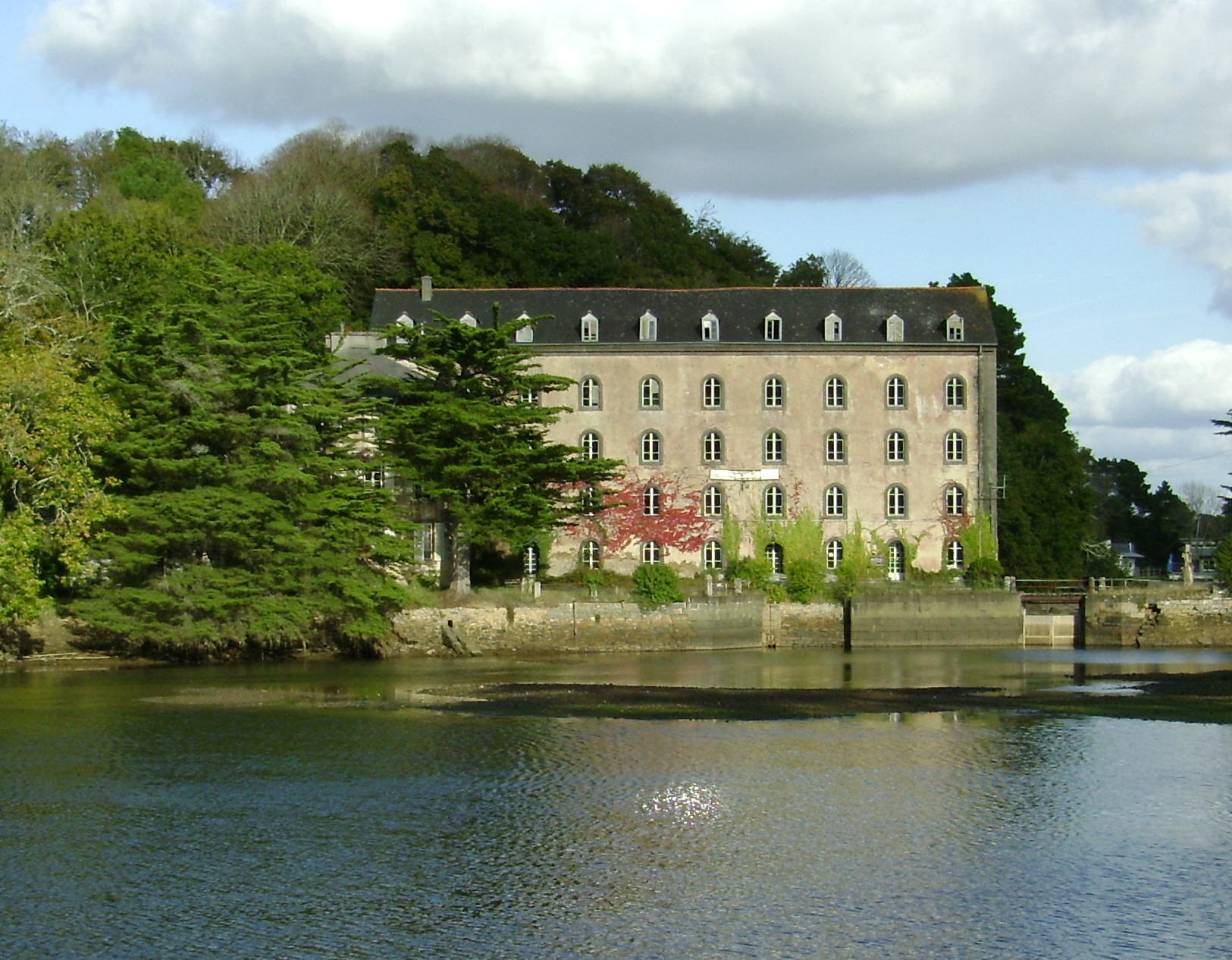
Étang de Moulin-Mer.

Situé en bordure nord de la rivière du Camfrout, le Moulin-Mer est judicieusement établi à l'entrée d'une grande anse transformée en étang par la construction d'une digue d'environ cent mètres de long, surmontée d'une chaussée. En période de vives-eaux, la marée est canalisée par une entrée aménagée en pierres de taille le long du pignon sud de la bâtisse, l'eau étant retenue dans l'étang par une lourde porte de bois à deux battants qui se referme au début de la descendante. Une solide passerelle permet la circulation d'attelages, puis de véhicules au-dessus de cette entrée. Pour que la mer arrive au niveau du seuil, le coefficient de marée doit être au moins d'environ 60, l'étang se trouvant donc à sec en période de mortes-eaux. Il accueille alors, particulièrement en hiver, de nombreux oiseaux de mer et de rivage aisément observables (hérons cendrés, aigrettes, canards de différentes espèces, limicoles, etc.).
Le moulin, dont l'existence est attestée dès le début du XVIe siècle, connaîtra plusieurs transformations (moulin banal, second moulin en 1711, usine à trois tournants en 1783, puis à six tournants vers 1802) avant de se présenter sous sa forme actuelle après reconstruction en 1852-1853. Propriété de la famille de Rosmorduc jusqu'à la Révolution, il fut vendu comme bien national au Brestois Joseph Richard et connut par la suite de nombreux propriétaires successifs.
Après sa reconstruction, le moulin, qui emploie une vingtaine de personnes (maître meunier, apprentis meuniers, ouvriers, forgeron, journaliers, charretier, marins), dispose d'une turbine hydropneumatique de soixante chevaux activant onze paires de meules montées à l'anglaise. En 1884, la production annuelle déclarée est de 1 500 tonnes de farine blutée. Le transport se fait par la route, mais aussi par la mer à bord de deux sloops, dont Les Trois Cousines, qui figurent à l'inventaire des biens. À la fin du XIXe siècle, sous la houlette de gestionnaires avisés, le moulin à mer de Logonna devient l'une des plus importantes minoteries de la région. Cette prospérité prendra brusquement fin en 1884, à la suite de la faillite retentissante du dernier minotier propriétaire.
La deuxième moitié du XIXe siècle est une période d'intense activité sur le site de Moulin-Mer. Outre une carrière toute proche à l'emplacement actuel du centre nautique, il y a là un poste de douane (« la maison rose »), l'antenne d'une briqueterie, un petit chantier naval et un hangar-magasin où se négocient en particulier les coquilles Saint-Jacques destinées à la conserverie. Le port abrite quelque 80 bateaux. Cependant, ce n'est qu'en 1925 qu'une cale d'accostage sera construite.
Vendu en 1885, le moulin ne sera plus exploité en tant que tel. En 1939, la grande bâtisse est transformée par l'État afin d'accueillir des réfugiés, mais le site est réquisitionné par l'armée allemande qui y installe des baraquements abritant un hôpital pour les officiers allemands. Une histoire racontée dans la commune affirme que lors du raid aérien qui détruisit entre autres le château de Trévarez, un pilote aurait volontairement raté sa cible, le Moulin-Mer, car il était originaire de la région. De mars à septembre 1945 les bâtiments de Moulin-Mer sont utilisés pour l'instruction des élèves Officiers de Réserve de la Marine (précédemment cette instruction était donnée au Maroc à Casablanca). Après la Seconde Guerre mondiale, le bâtiment sert momentanément d'école pour les officiers mariniers avant que cette école ne soit transférée à Lanvéoc), puis en 1949, c'est une école d'officiers de réserve qui occupe les lieux ; la mécanique est alors définitivement démontée. En 1966 est créé un café-dancing auquel s'adjoint un restaurant en 1977. Revendu en 2002 à une société immobilière parisienne, le moulin est laissé à l'abandon. L'installation de nouvelles portes en 2005 permet à l'étang de rester en eau en période de grandes marées.
En janvier 2009, à la suite d'actes de vandalisme, les ouvertures en partie basse du bâtiment principal sont murées à l'aide de parpaings.
En avril 2025, le site et le centre nautique voisin seront gérés par La Route des Pingouins et Loisirs Mer Découvertes avec un projet d'hébergements haut de gamme.

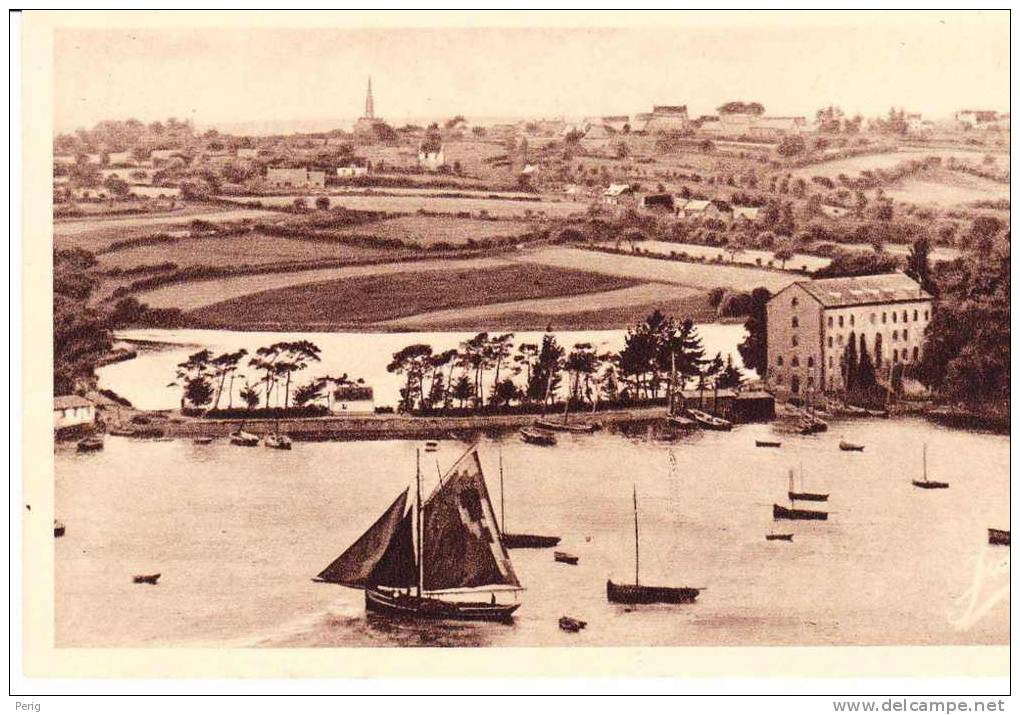
Le port de Moulin Mer et le moulin, circa 1900.
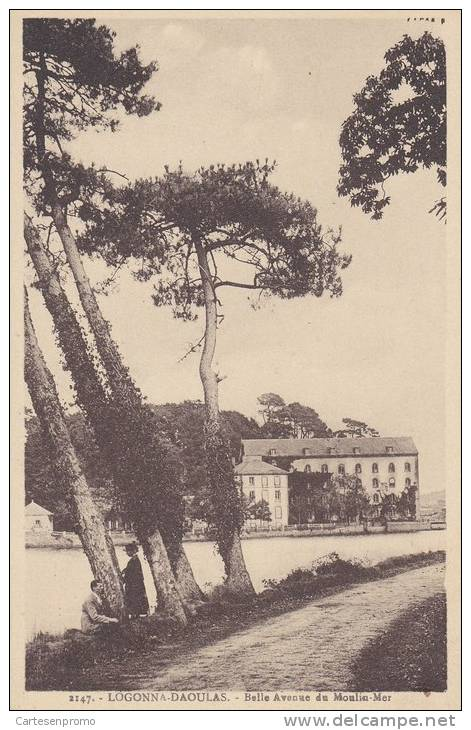
"La belle avenue de Moulin Mer" et le moulin, circa 1900.

### Le manoir de Moulin Mer

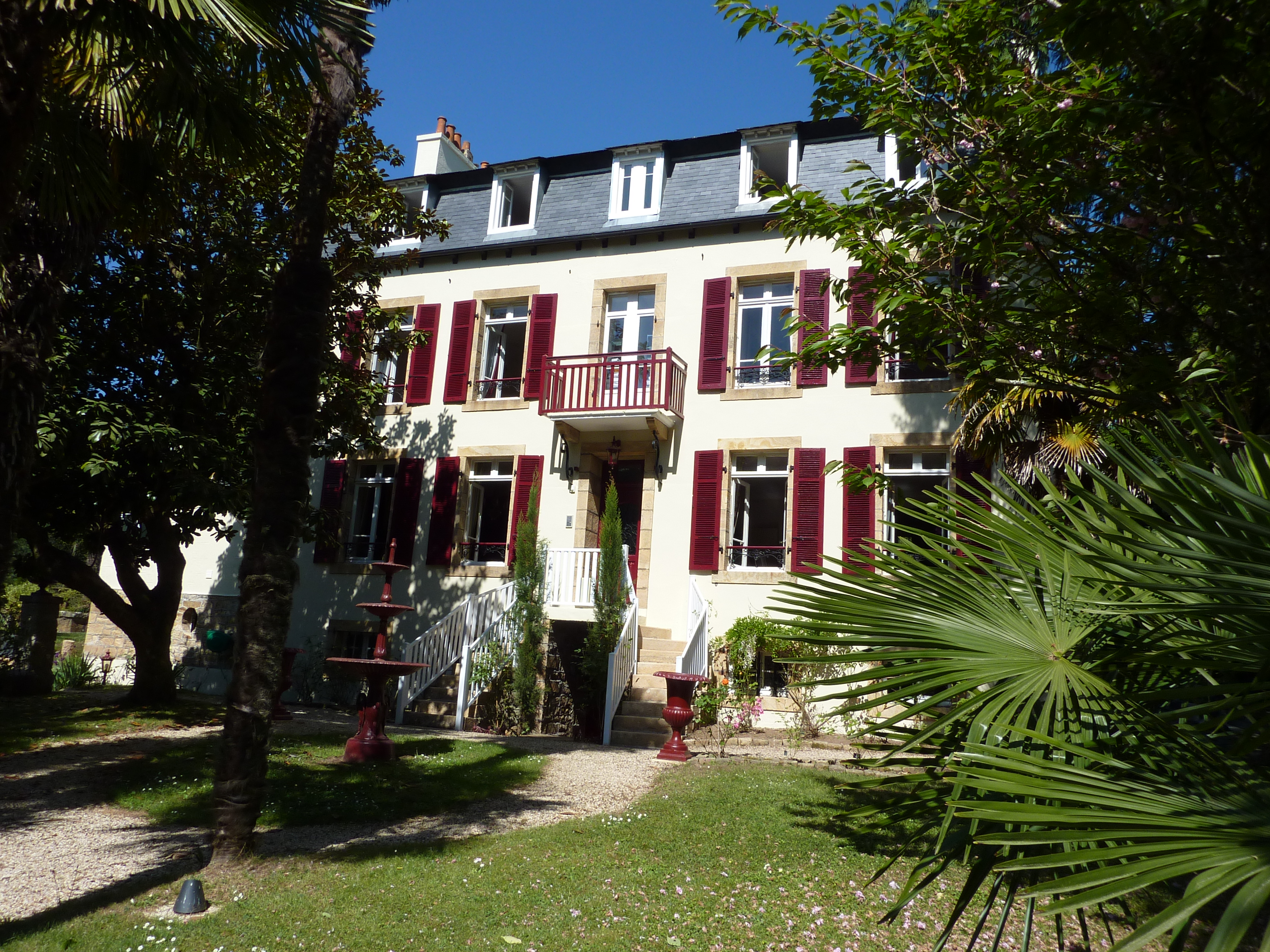
Le manoir de Moulin Mer.

À quelques pas du port de Moulin Mer se trouve le domaine de Moulin Mer et son manoir. Une partie de la propriété a été construite vers la fin du XIXe siècle. Le reste -datant du XXe- a été érigé par Frédéric et Marie-Jeanne Madec, conseiller général du Finistère et maire du village pendant plus de vingt ans.
La famille Madec exerçait de nombreuses activités : carrières (carrières de pierres de Logonna au Roz, carrières de granite à Perros Guirec), conserverie (conserverie Madec à Logonna-Daoulas et Daoulas), pêche avec des coquilliers (coquilles Saint-Jacques), forge, fermage, bois…
Une conserverie de Saint-Jacques fut construite non loin du manoir. Elle est aujourd'hui détruite et seuls quelques pieds de piliers témoignent de son existence. Grâce au microclimat de la presqu'ile, le parc de la propriété est particulièrement riche en plantes exotiques : nombreux palmiers de diverses variétés, magnolia géant, oliviers, jasmins, eucalyptus, agave, aloe verra… La propriété a été transformée en maison d'hôtes de charme.

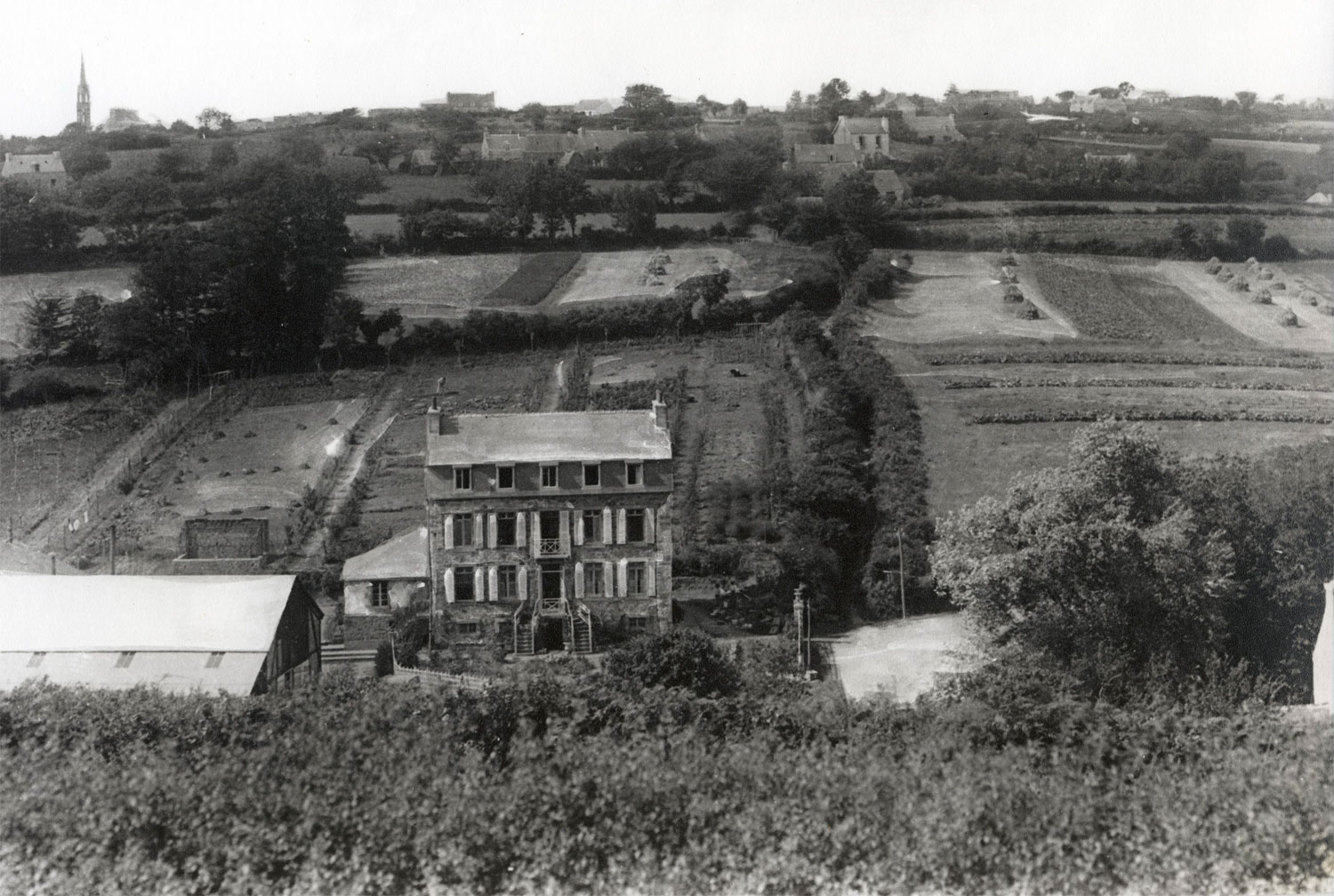
Domaine de Moulin Mer et le manoir circa 1920.
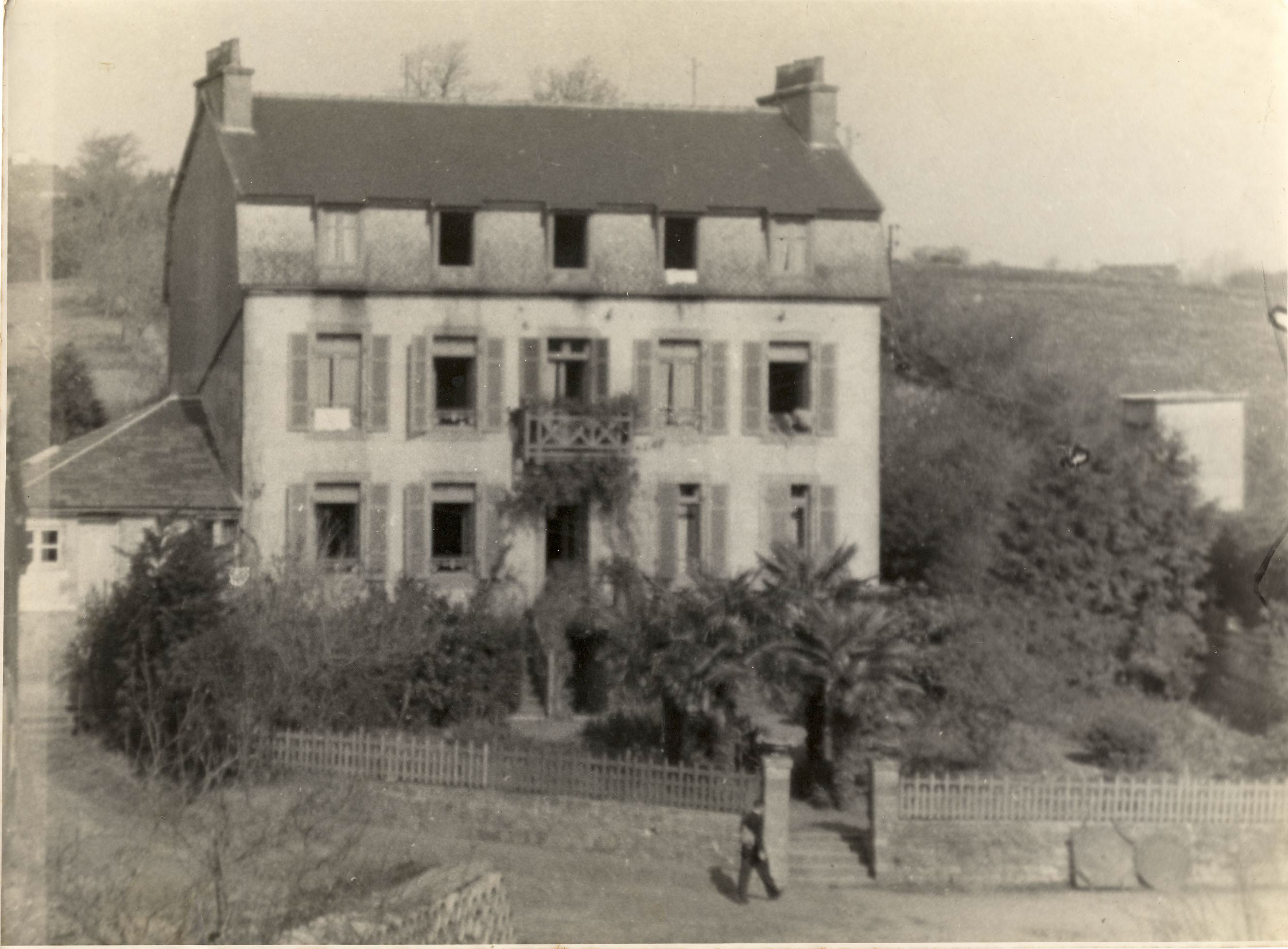
Le manoir de Moulin Mer circa 1920.
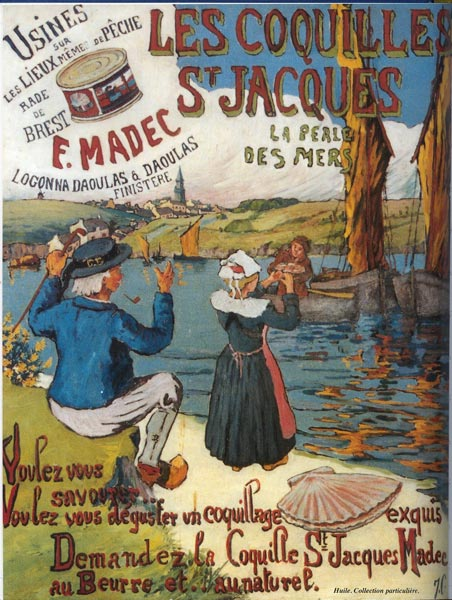
Ancienne affiche publicitaire de la conserverie Madec circa 1920.

## Personnalités liées à la commune

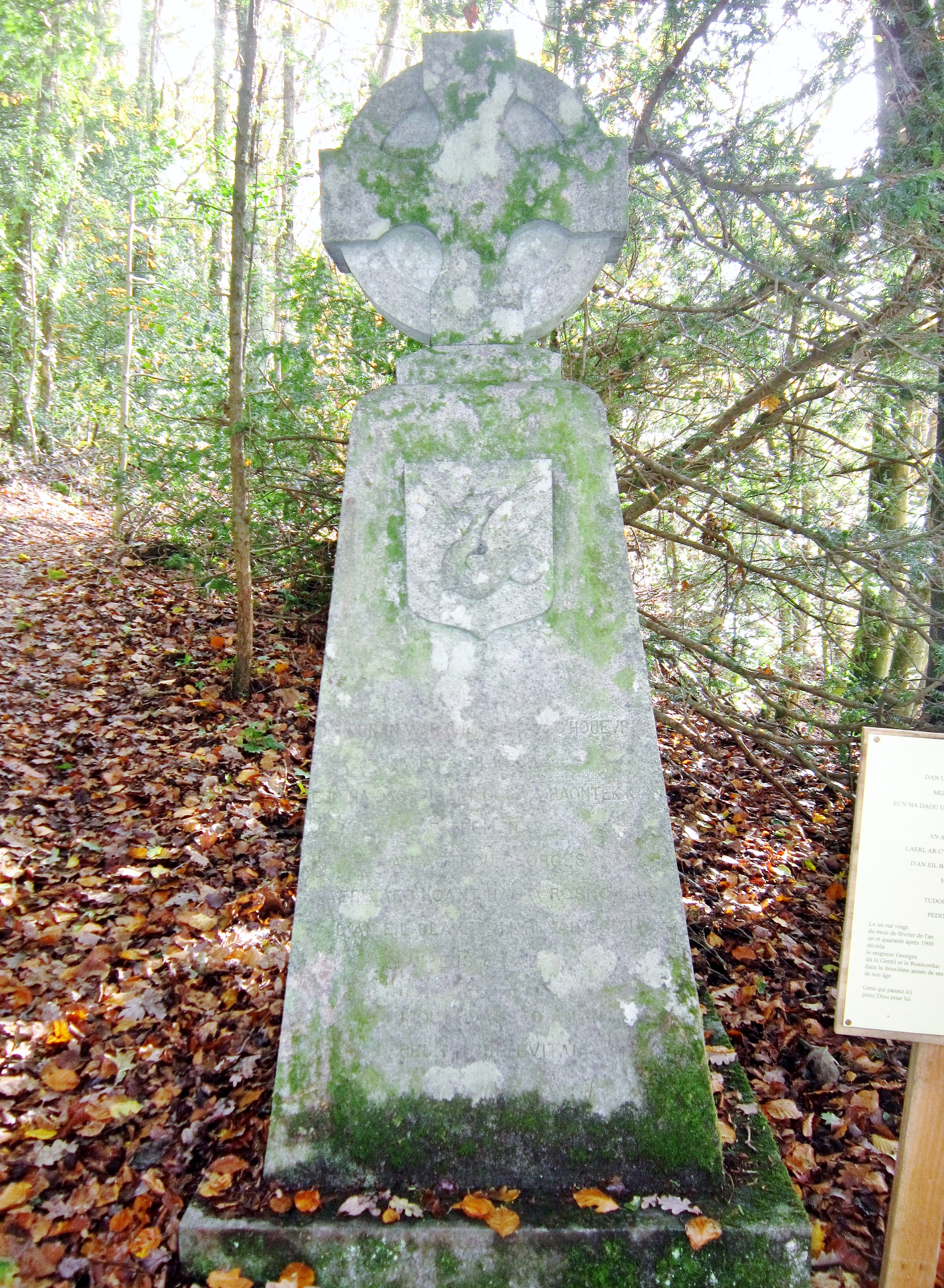
Stèle à la mémoire de Georges Le Gentil de Rosmorduc, comte de Rosmorduc (1859-1941).

- Louis Broudin (1922-1940), résistant français, Compagnon de la Libération, est né dans la commune.
- Georges Le Gentil de Rosmorduc, comte de Rosmorduc (1859-1941), écrivain (auteur notamment de "La noblesse de Bretagne devant la chambre de la réformation, 1668-1671 : arrêts de maintenue de noblesse"[105]), restaurateur du château de Rosmorduc[106].
- Jean Cornec (1919-2003), avocat né à Logonna-Daoulas, président de la Fédération des conseils de parents d'élèves (FCPE) de 1956 à 1980[107].
- Lieutenant de vaisseau Jean François Sylvestre Denis de Trobriand

## Croyance populaire traditionnelle
Le « Trou des revenants » : près du bourg de Logonna se trouve un trou où on retirait jadis du sable et où les paysans croyaient apercevoir souvent les fantômes de leurs parents morts. La femme Derrien, qui habite dans le voisinage de ce trou et qui est veuve, vit vers 1895 son mari surgir de ce trou. Il vint jusque chez elle l'accabler de reproches et de malédictions. Un certain nombre de gens du pays ont également reconnu le fantôme. Sur les instances de la femme, le recteur prit son étole, allant jusqu'au Trou des revenants et, pour que la famille vécut en paix, emmena l'âme du bonhomme au Binde (on prononce Bindi dans le pays).